# Nicolae Petrescu-Găină
Nicolae S. Petrescu-Găină (n. 31 martie 1871, Craiova, România – d. 15 februarie 1931, București, România) a fost un caricaturist român. A fost un precursor al caricaturii românești și în același timp „un excelent compozitor și creator de figuri”. El a realizat caricaturile oamenilor politici din acele vremuri, ale sculptorilor, ale pictorilor și ale marilor intelectuali care au trăit în ultimul deceniu al secolului al XIX-lea și în primele trei decenii ale secolului următor. Toate caricaturile pe care Nicolae Petrescu le-a făcut au o incontestabilă valoare documentară și nu în ultimul rând o valoare artistică. Caricaturile sale au fost de cele mai multe ori, mai mult decât o ironie prietenească. Ele i-a determinat pe mulți să zâmbească, adesea cu amărăciune, dar i-a încântat pe majoritatea care au apreciat-o și au înțeles-o. Cei mai buni prieteni ai săi au fost Ștefan Luchian, Constantin Artachino, Alexandru Bogdan-Pitești și Nicolae Vermont.
Nicolae Petrescu-Găină a publicat în anul 1898 unul dintre primele albume de caricaturi din România denumit Contimporani care avea în componența sa 26 de lucrări color. Artistul a abordat în acest album o caricatură puternic influențată de către opera similară a lui Honoré Daumier, caracterizată de un corp mic și un cap mare, la care se adaugă amănunte fizice sau vestimentare specifice modelului caricaturizat. Asistând la ședințele Parlamentului României  în luna martie a anului 1908, a realizat o mapă-album numită Caricaturi. Repausul duminical la Senat. În anul 1913 a publicat cel de al doilea album intitulat Albumul meu în care sunt ilustrate 42 de desene și caricaturi alb-negru.
Nicolae S. Petrescu-Găină a fost cunoscut și foarte apreciat în cercul presei din acele vremuri. Decesul desenatorului și caricaturistului Constantin Jiquidi din anul 1898, a făcut ca Nicolae Petrescu să devină pentru câțiva ani unul dintre puținii caricaturiști importanți de la sfârșitul secolului al XIX-lea. Ținând cont că aborda în caricaturile pe care le făcea doar „oamenii zilei” cu apucăturile lor morale ușor de ironizat, și nu problemele social-politice majore cu care se confrunta societatea românească la final de secol, se poate înțelege de ce opera caricaturistului Petrescu a fost atât de apreciată în presa vremii. Astfel, a publicat desene și caricaturi în Ziarul „Pagini Literare”, „Adevărul de joi”, „Zeflemeaua” și „Furnica”, „Adevărul”, „Războiul”, „Drapelul” și „Țivil-Cazon”.
Pe lângă satirizarea oamenilor politici ai timpului său și a personalităților culturale de atunci, Nicolae Petrescu-Găină, fervent antirăzboinic și filofrancez convins, a realizat o bogată operă în care a satirizat militarismul german și ororile războiului. Ca urmare a poziției sale contrară tendințelor politice ale vremii, a fost deportat în lagărul de la Golemo Konjari⁠(en)[traduceți], Bulgaria, pentru o perioadă de un an și jumătate.
Salonul Internațional de Caricatură „Nicolae Petrescu-Găină” organizat anual sub patronajul Muzeului de Artă din Craiova îi poartă numele din anul 2007.

## Biografie

### Copilăria și studiile

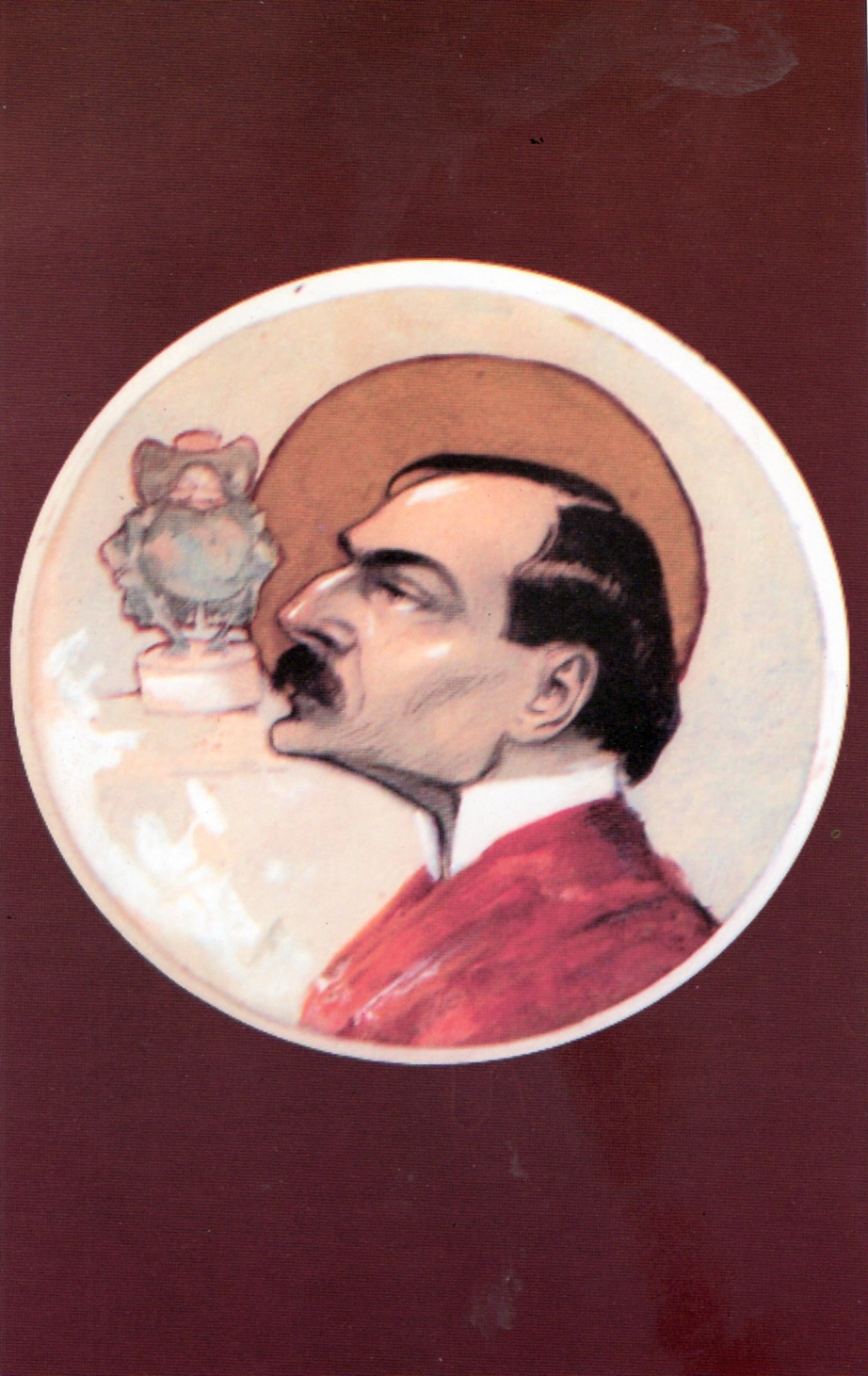
Sfântul

Nicolae (Nicu, Nae) S. Petrescu  s-a născut într-o familie modestă din Craiova în data de 31 martie 1871. Tatăl lui Nicolae, Ștefan Petrescu și mama Policsenia erau comercianți. Cu toate că situația materială era una precară, familia a asigurat celor șase copii, băieți, cel puțin studiile liceale. Astfel, Ioan-Iancu a fost profesor de limba franceză și limba latină la Liceul Sfântul Sava din București, fiind pentru o perioadă chiar directorul liceului. Grigore a avut o carieră militară, Ilarion a fost inginer în exploatarea gazului metan, Iulică a fost avocat pe lângă Curtea de Apel din Craiova și Ștefan, scenograf și director al Operei Române, dar și un cunoscut pictor sub numele de Ștefan Petrescu-Muscă.
N.S. Petrescu a absolvit cursurile Gimnaziului din Craiova care ulterior a purtat numele Liceul „Carol I” și în anul 1891 a plecat pe jos la București pentru a urma cursurile Școlii de Belle-Arte. După alte surse, plecarea lui Petrescu la București s-ar fi produs în anul 1892. Aici, el a locuit împreună cu Costin Petrescu pe strada Pictor Grigorescu și mai târziu pe strada Buzești, unde în momentele de lipsuri financiare, consuma castanele coapte pe care le primea de la rudele sale de la Tismana. Despre studiile pe care Petrescu le-a făcut la Școala de Belle-Arte nu se știe nimic. Se știe în schimb, despre activitatea tulbure în care se zbătea viața artistică din acele vremuri. Gheorghe Tattarescu se retrăsese din activitate, Theodor Aman decedase și catedra de pictură era reprezentată de către Constantin I. Stăncescu. Se știe că N.S. Petrescu a făcut în ultimii ani de studii caricatura lui Stăncescu, fapt care i-a adus exmatricularea din școală. Alexandru Obedenaru, care era prieten cu fratele lui mai mare Ioan S. Petrescu, a pus o vorbă bună și Nicolae a fost reprimit la cursuri. Altercațiile dintre cei doi s-au perpetuat de-a lungul unui deceniu. N.S. Petrescu s-a reprezentat cu nimb de sfânt ( Autoportretul Sfântul ) în timp ce în al doilea plan Stăncescu apare ca statuie satirizată în chip de brotăcel.[A]

### Cariera

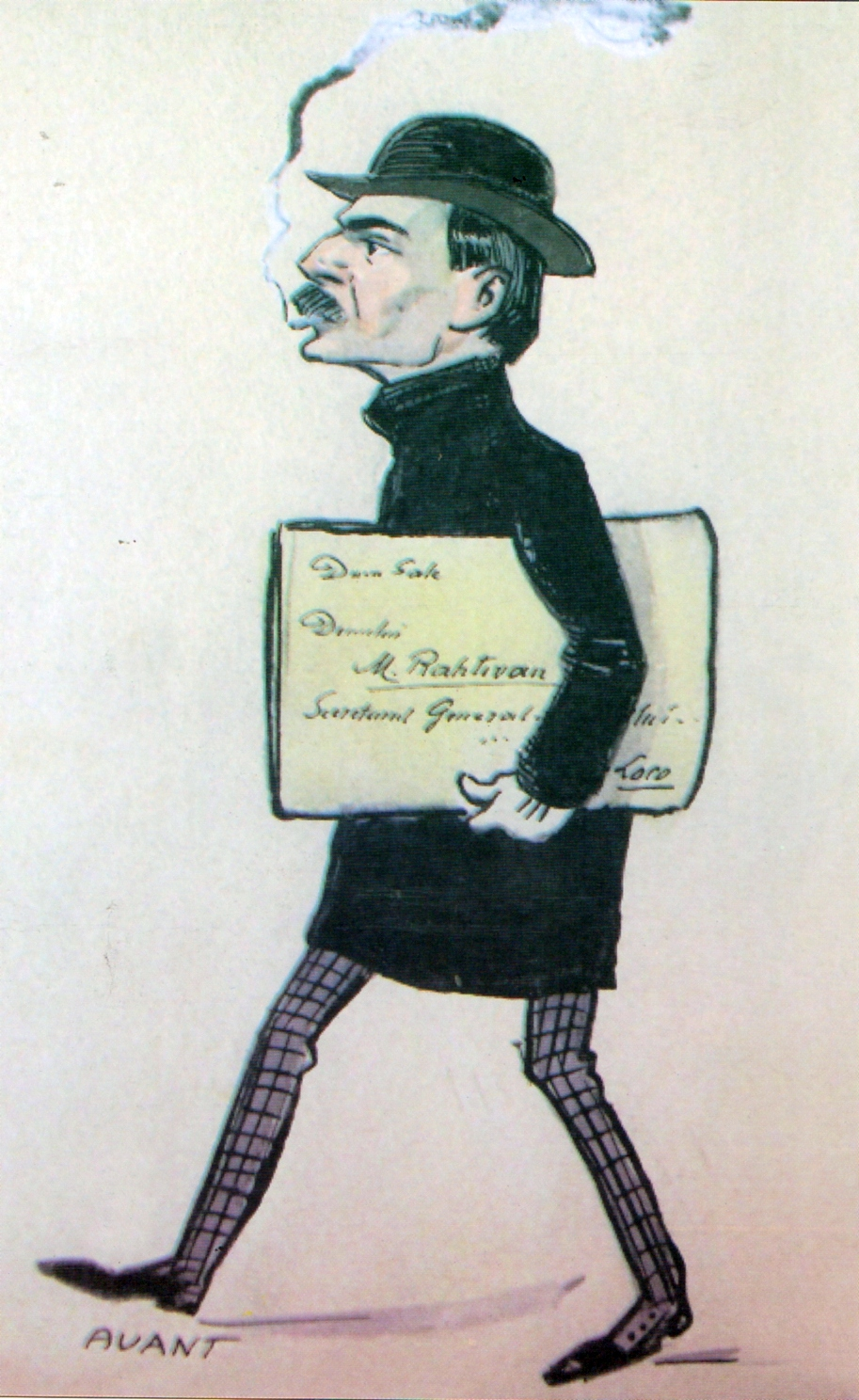
Avant...

În data de 2 mai 1896 s-a deschis prima expoziție a Salonului Artiștilor Independenți într-o clădire situată pe strada Franklin nr. 12, chiar în fața Salonului Oficial unde s-a deschis și Expoziția Artiștilor în Viață, organizată de Constatin I. Stăncescu. Nicolae Petrescu a participat pentru prima oară la o manifestare publică, Salonul Independenților, alături de fruntașii nemulțumiților Nicolae Vermont, Ștefan Luchian și Constantin Artachino. Organizarea expoziției a primit sprijinul lui Alexandru Bogdan-Pitești, Ion Angelescu, Nicolae Grant, Ion Ticu și Ludovic Dolinschi. Pe firmamentul expoziției s-a afișat caricatura lui Constantin I. Stăncescu, realizată de Nicolae Petrescu. S-a tipărit și un catalog al expoziției care avea la introducere manifestul:
„...Vrem să rupem cu trecutul și să ne declarăm independenți... Arta trebuie să fie liberă, arta trebuie să fie independentă iar artiștii nu trebuie să se ridice decât prin conștiința și opera lor... Jos gașca, jos bisericuțele și cercurile de admirație reciprocă! În fața artei oficiale, noi suntem arta independentă![C]”——Catalogul expoziției Salonului Artiștilor Independenți din 1896
Catalogul conținea o listă a lucrărilor care s-au expus, după cum urmează:  Ștefan Luchian a participat cu 15 lucrări, Nicolae Petrescu cu 42 de „Desenuri și caricaturi” și Nicolae Vermont a expus 80 de tablouri. Ultima pagină a catalogului avea tipărită caricatura lui Stăncescu, care era reprezentat cu urechi de faun și un cap mare și deformat, acoperit cu un joben imens ( Caricatura Eu Sunt... ). Acesta era portretul celui care conducea după bunul plac catedra de istoria artei și estetică de la Școala de Belle-Arte din București și a fost prima dintre caricaturile cu care Nicolae Petrescu l-a asaltat necontenit pe Constantin I. Stăncescu până în anul 1909, când Stăncescu a decedat. Din perioada organizării Salonului Independenților s-a înfiripat o strânsă prietenie între Nicolae Petrescu și Ștefan Luchian, Constantin Artachino, Bogdan-Pitești și Nicolae Vermont.

Caricaturi cu Constantin I. Stăncescu
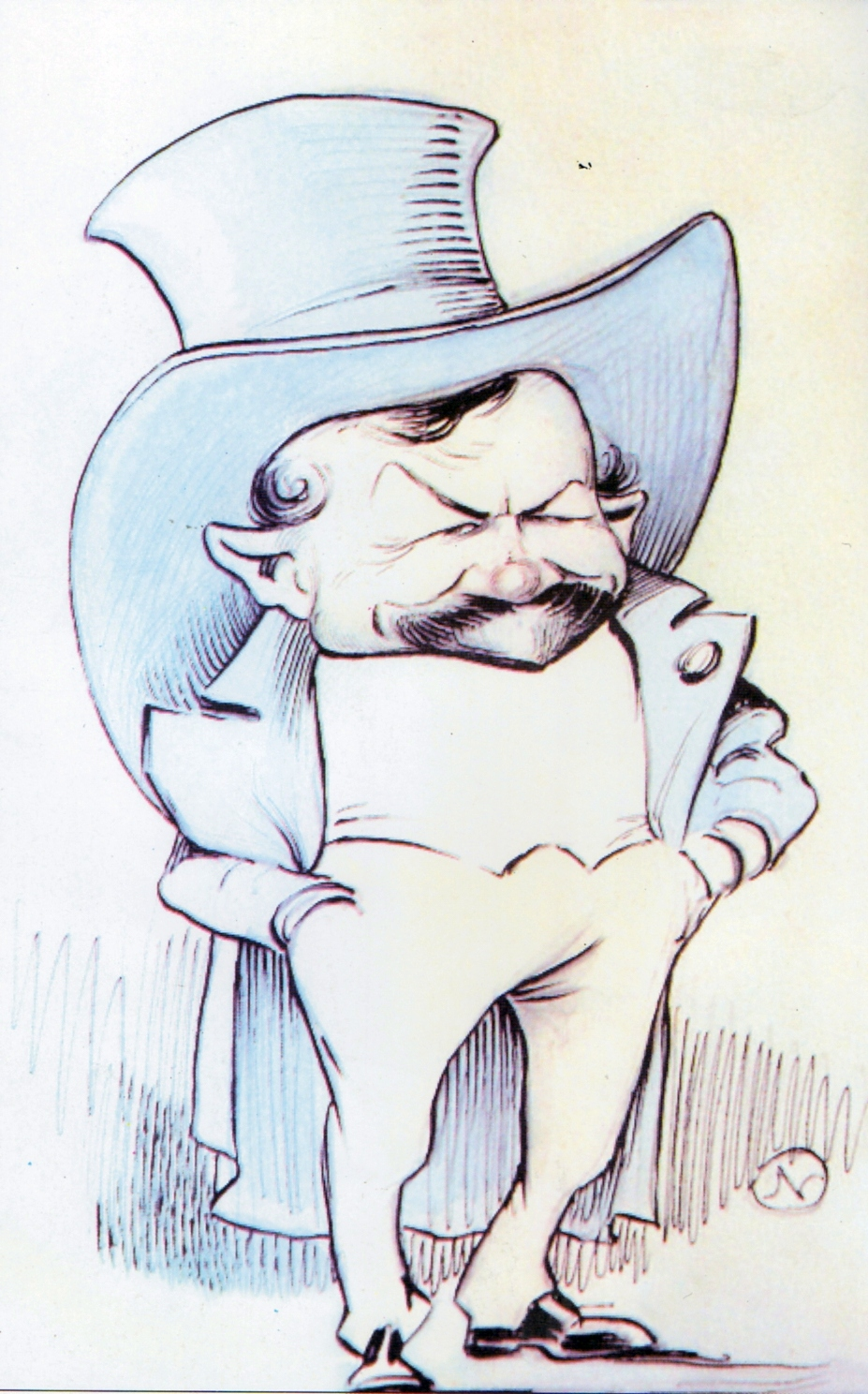
Eu sunt...
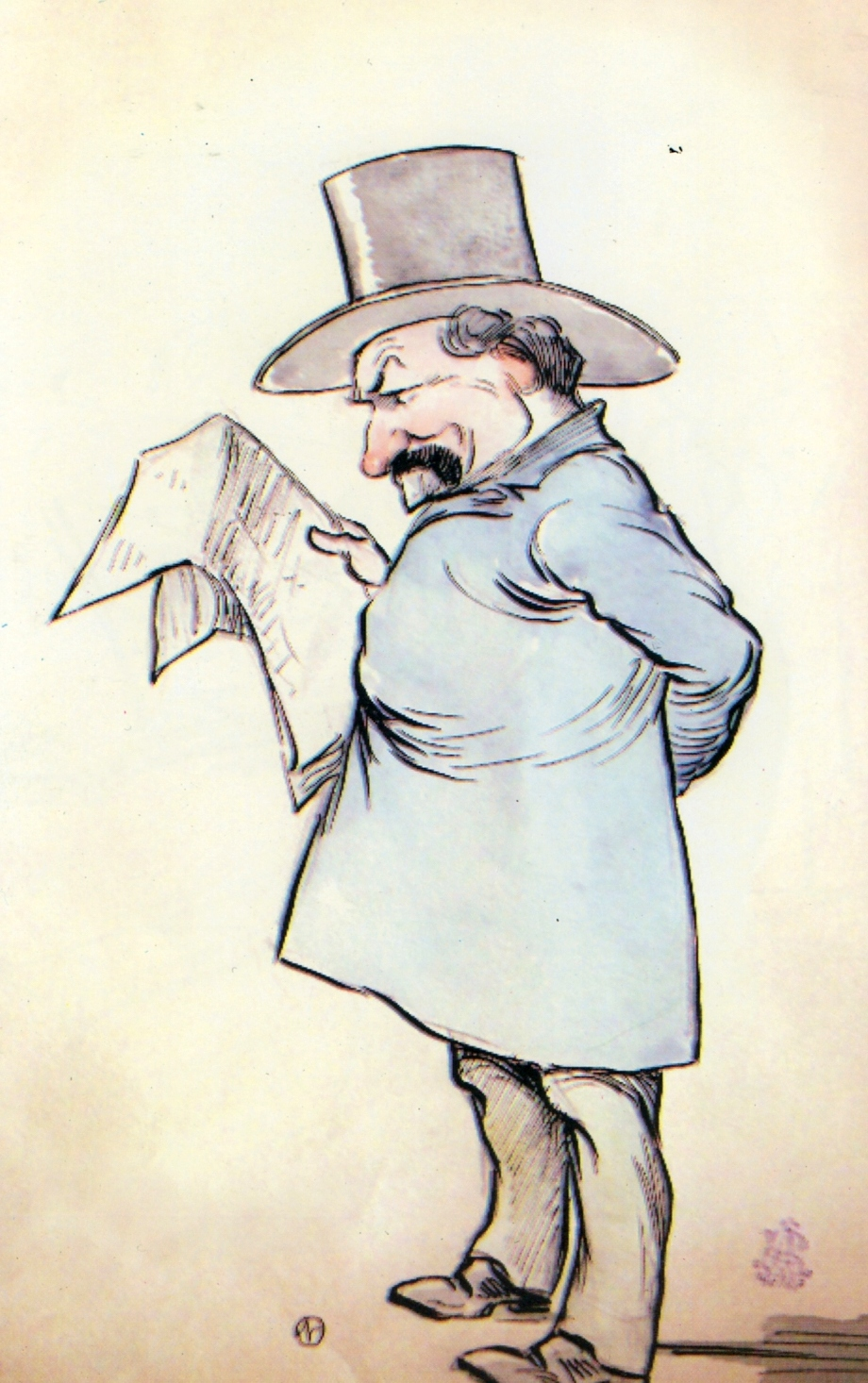
Citește...
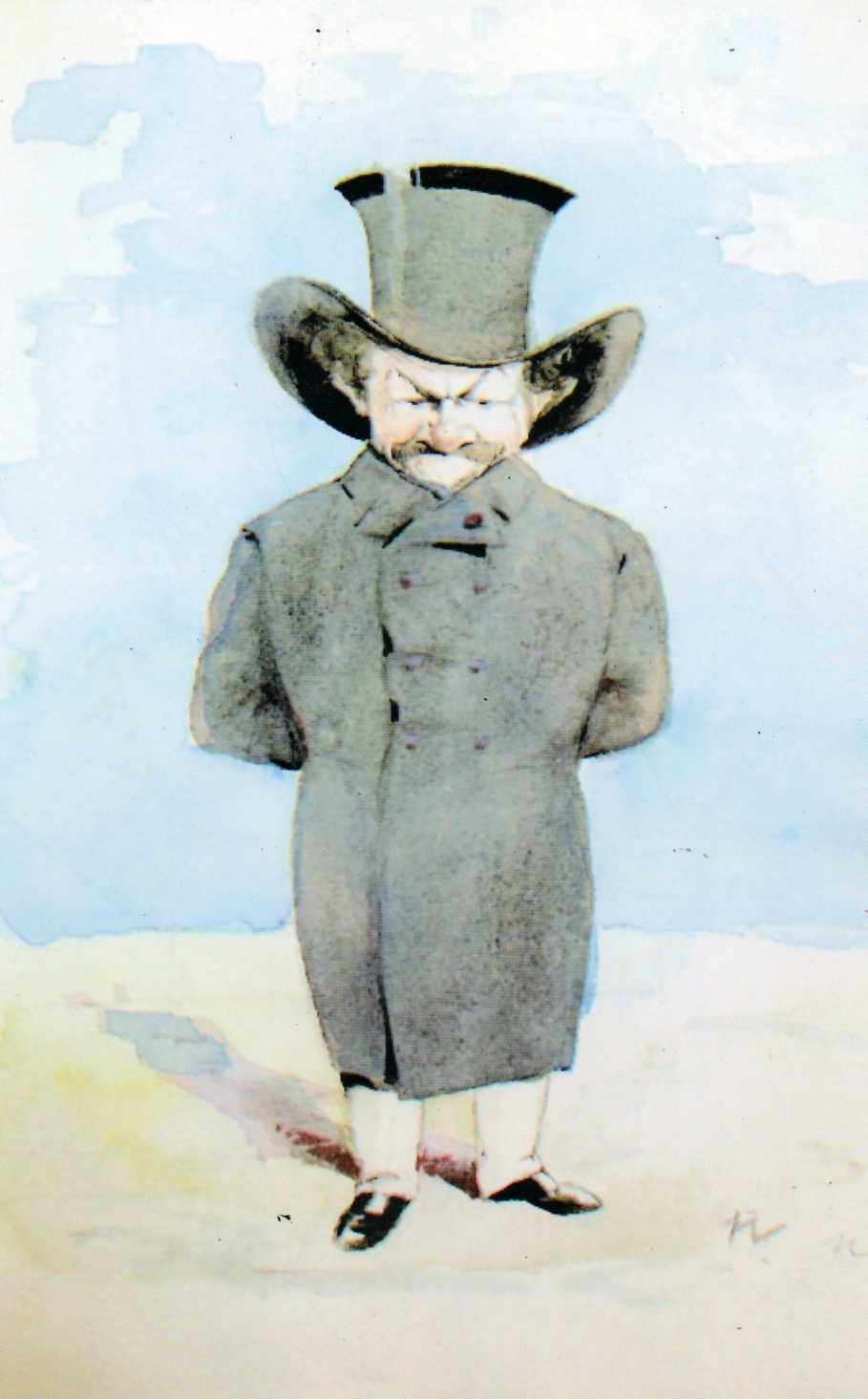
Se plimbă...
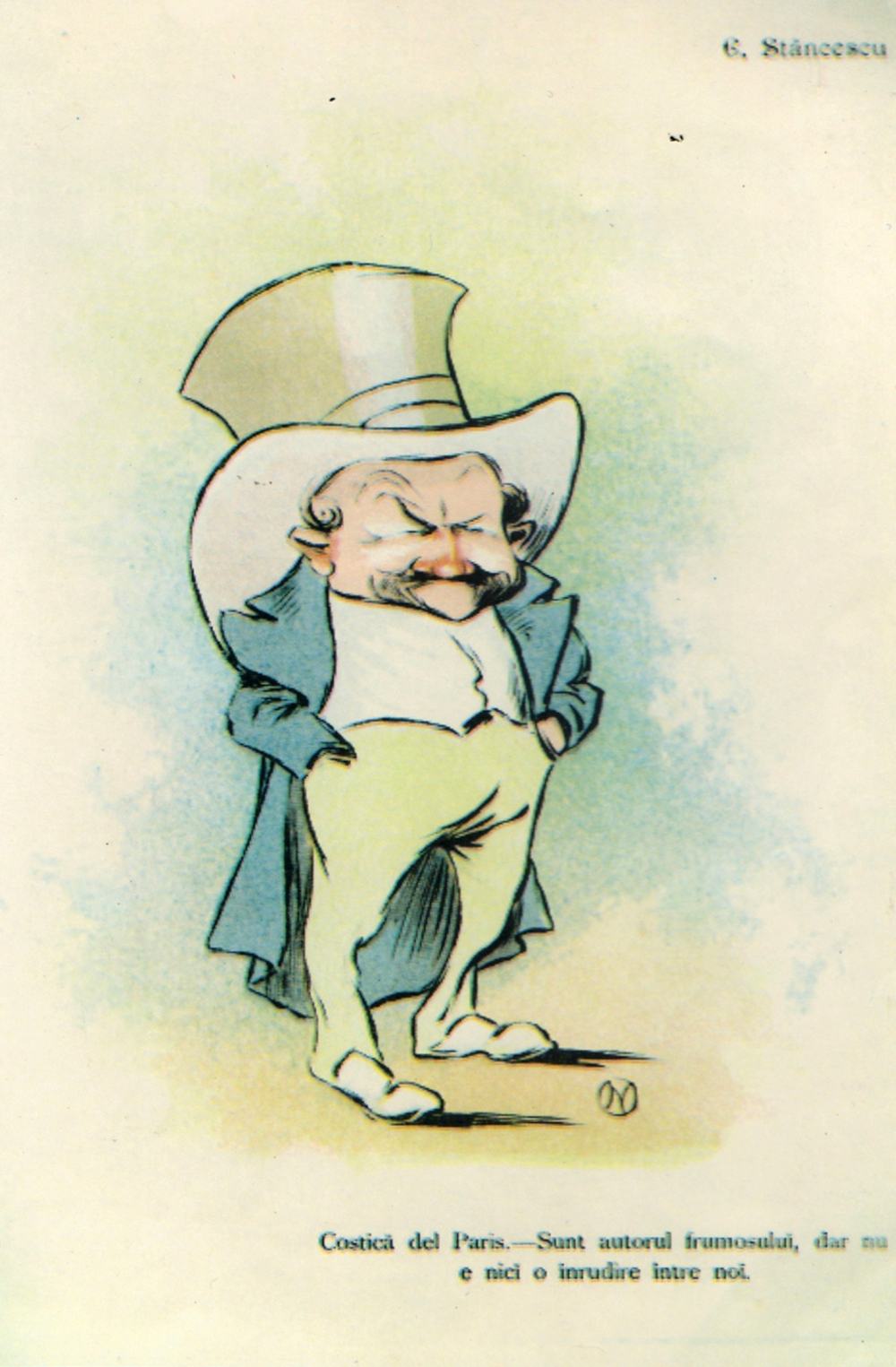
Eu sunt...

Nicolae Petrescu era un om cu o cultură serioasă, agreabil și deosebit de spiritual și prin felul său de fi și-a făcut intrarea cu mare ușurință în cele mai diverse cercuri bucureștene. El a devenit foarte cunoscut prin caricaturile pe care le făcea și mai ales prin anecdotele „... savuroase, din care (el) omul ieșea contradictoriu, dar gentleman ireproșabil”.
În anul 1898 a publicat albumul de caricaturi intitulat Contimporani, care conținea un număr de 26 de caricaturi ale personalităților zilei.  Albumul a fost editat de către editura Göbl și fii în condiții deosebite pentru acele vremuri. A urmat o lungă perioadă în care caricaturistul Petrescu s-a angrenat în executarea de desene și caricaturi, unele cu tematică politică sau militară în cotidienele și periodicele Pagini literare, Adevărul de joi, Furnica, Zeflemeaua, Adevărul, Războiul, Drapelul și Țivil-Cazon.
Ștefan Luchian a fost un bun prieten al lui Nicolae Petrescu-Găină. Cei doi au organizat în anul 1904 o expoziție la Ateneul Român:
„Amândoi, Luchian și Petrescu, pregătiseră fiecare în felul său lucrări serioase, ba și un catalog pe care au apucat să-l tipărească. Cu hazul-i cunoscut, Găină desenase pentru coperta catalogului două efigii: una a lui Gallus Deutatus - aluzie la puterea dinților săi ce puteau îndoi monedele de argint - cealaltă a lui Lucullus Babacus, chipul lui Luchian încununat de lauri și făcându-i augusta poreclă de <<Babac>>...[D]”—Petru Comarnescu: Luchian, București, 1965, pag. 190

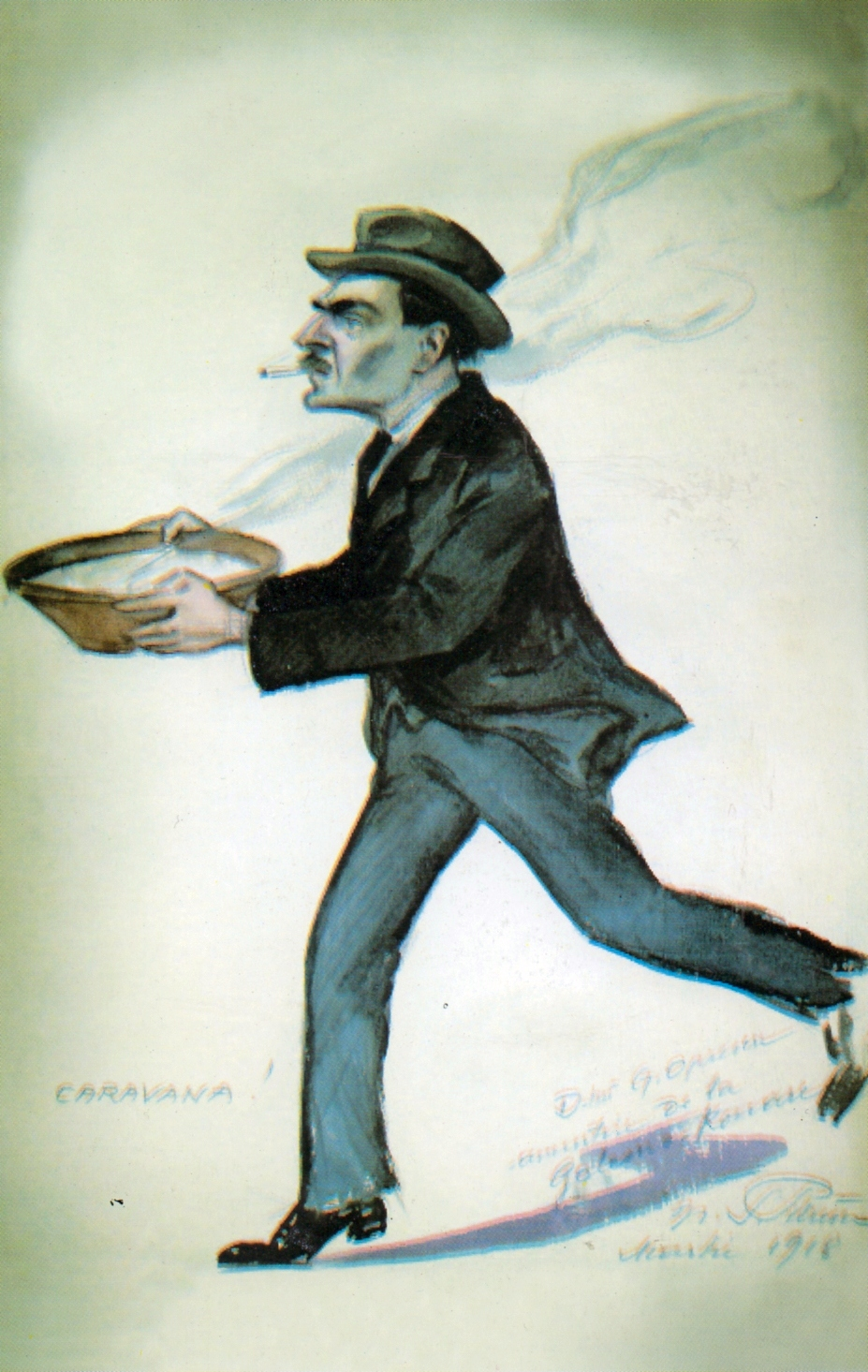
Autocaricatură

Nicolae Petrescu cu ocazia expoziției din 1904 a reușit să expună doar 25 de caricaturi din cauza mașinațiunilor pe care Constantin I. Stăncescu le-a făcut pe lângă conducerea Ateneului pentru închiderea evenimentului. C.I. Stăncescu a argumentat acțiunea sa  prin faptul că el și "marele public" considerau caricatura un gen minor al artelor și ca urmare în sălile Ateneului Român nu are ce căuta o astfel de expoziție. Ziarul Adevărul și revista Furnica i-au luat apărarea lui Găină și au comentat pe larg acțiunea reprobabilă pe care Stăncescu a făcut-o. Astfel, George Ranetti, directorul Furnicii a spus:
„Președintele Ateneului... d-ul P.S. Aurelian s-a indignat de îndrăzneala artistului satiric care s-a atins și de sacrosanta persoană a primului ministru și a dat poruncă să se expulzeze caricatura din gravul templu unde nu este permis decât domnului Stăncescu și conferențiarilor spanachidiști să provoace hilaritate spectatorilor și auditorilor - ca apoi să continue - O Daumier, o Gavarni, o Grandville, o Cham !... voi toți care ați dezarmat cu un zâmbet chiar răzbunarea unor suverani... dacă ași fi trăit azi în țara românească, voi ați fi fost duși la secție de domnul Costică Stăncescu ca niște simpli contravenienți... trebuie să ne plecăm capul cu supunere înaintea ukazurilor domnului Costică Stăncescu, împărat autocrat peste întreaga suflare artistică din România... Pretutindeni, soarta ta de autor dramatic, pictor, cântăreț, sculptor se lovește de jobenul domnului Stăncescu, ca o sărmană navă de duritatea unei stânci inoxorabile. Orice talent, care nu poartă sigiliul competenței universale a domnului Stăncescu, este un talent căruia nu i se dă curs pe piață.”—Caifa(George Ranetti): Expulzarea caricaturii din Ateneu, revista Furnica, București, anul I, 19 decembrie 1904, pag. 8-9
Cu același prilej, Furnica a publicat o caricatură  care îl înfățișa pe P.S. Aurelian cărându-l în cârcă pe C.I. Stăncescu care smulge caricaturile lui Petrescu de pe panoul Ateneului Român. Efectele expoziției de la Ateneul Român  l-au întristat mulți ani pe Nicolae Petrescu. Începe să execute caricaturi doar la comandă sau pentru a-și satisface orgoliul propriu. Caricaturile apar tot mai rar în presa vremii, ele având aceeași tematică și personaje. Cele mai multe dintre ele au fost făcute prin cafenelele bucureștene, deoarece Nicolae Petrescu nu a avut niciodată un atelier propriu în care să creeze. El a fost o persoană săracă, dar "plină de demnitate" și a dus o viață singuratică. A fost însă „cel mai elegant purtător de monoclu din București și nimeni nu l-a văzut vreodată decât de-o extremă corectitudine vestimentară”. Avea „... mustăți negre ca vopseaua... țanțoș ca un cocoș, în ghetre albe - pictorul N. Petrescu părea un hidalgo...” Cei mai buni prieteni ai lui au fost Ștefan Luchian, Nicolae Vermont, Grigore Ventura și Alexandru Bogdan-Pitești. Cum Luchian a paralizat,și Grigore Ventrura a decedat în anul 1907, Petrescu a rămas doar cu controversatul Bogdan-Pitești și Nicolae Vermont căruia i-a găsit porecla de „Foca savantă” sau „contele de Brăila” așa cum Vermont se autointitula.

Caricaturi cu Alexandru Macedonski
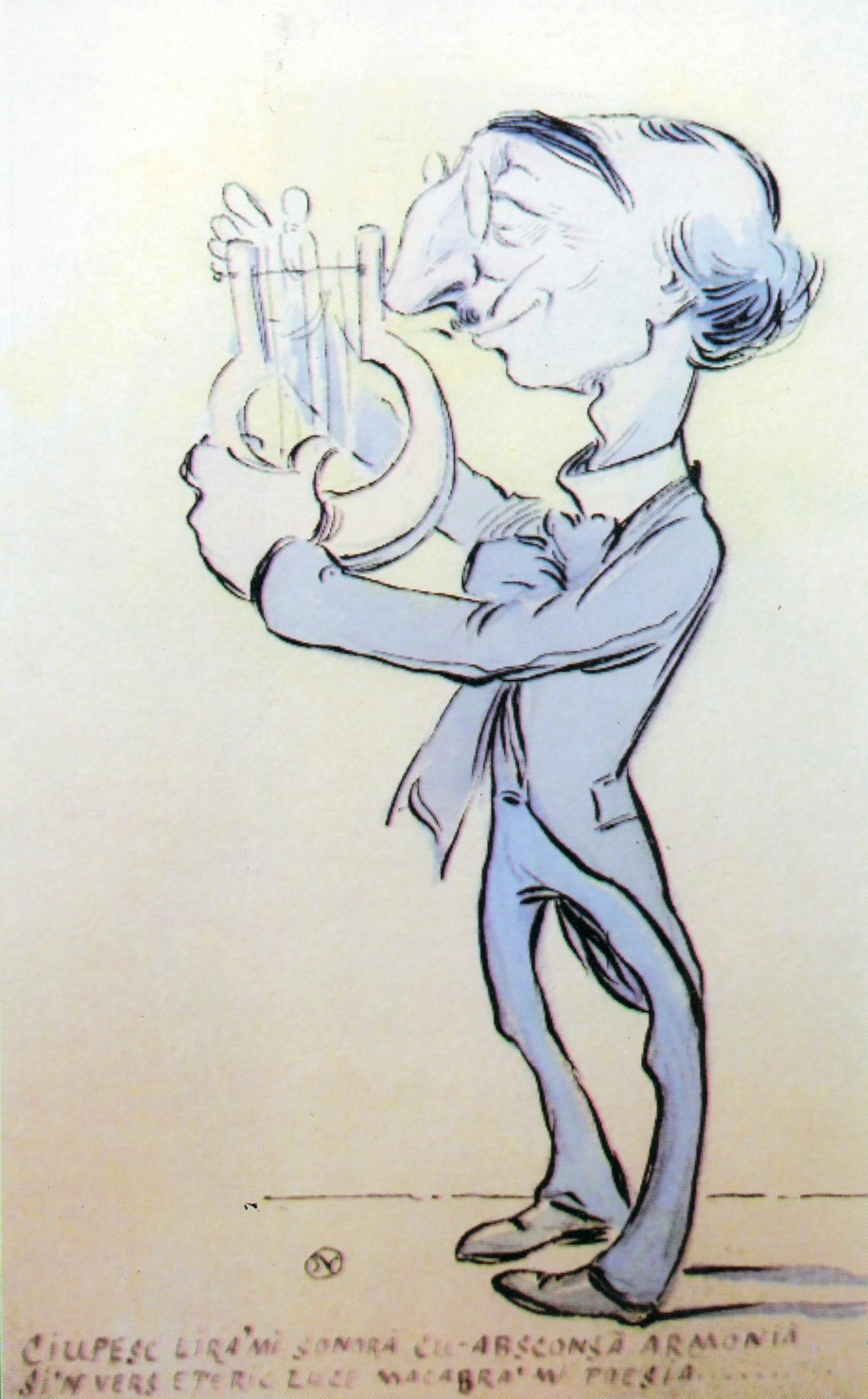
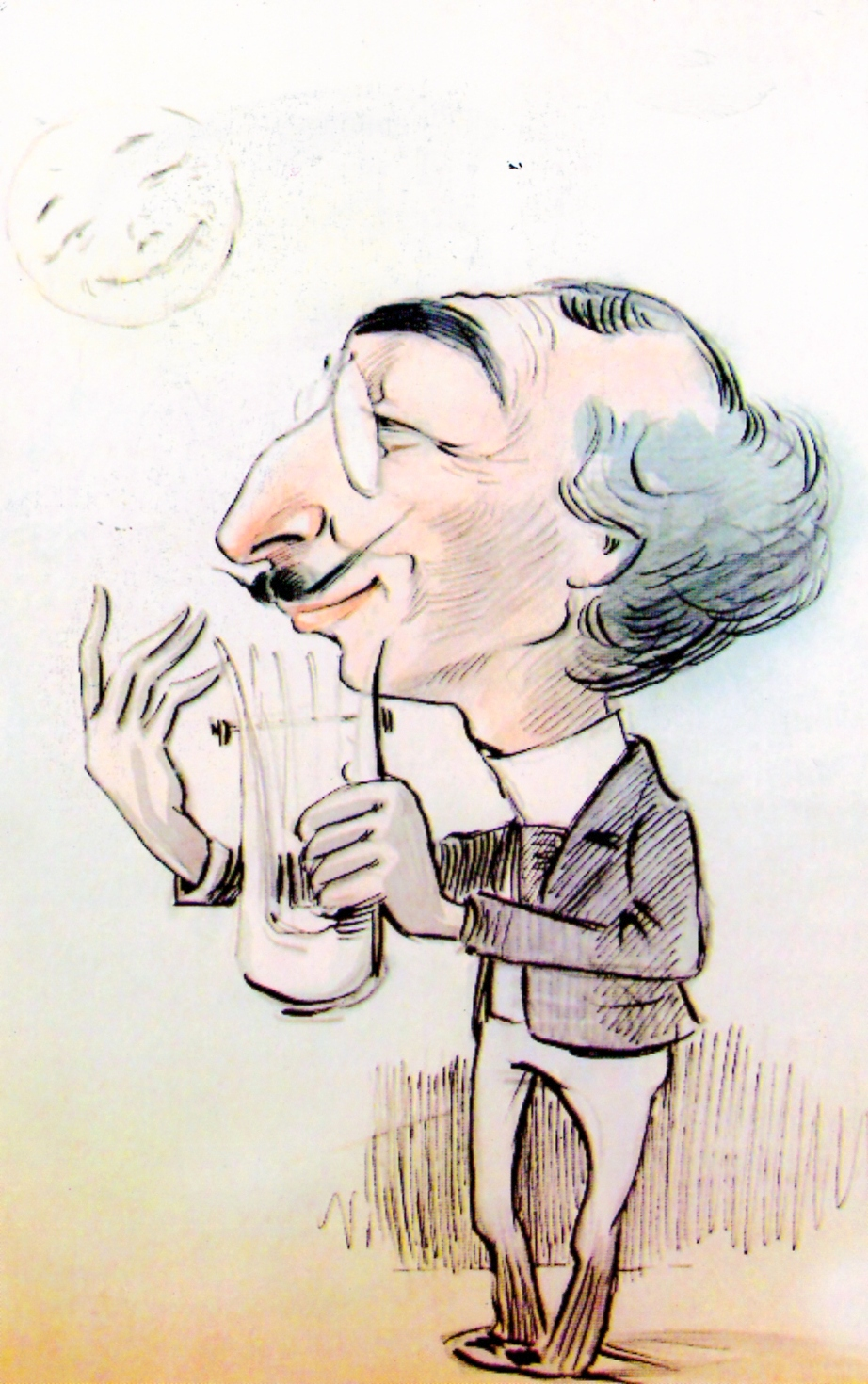
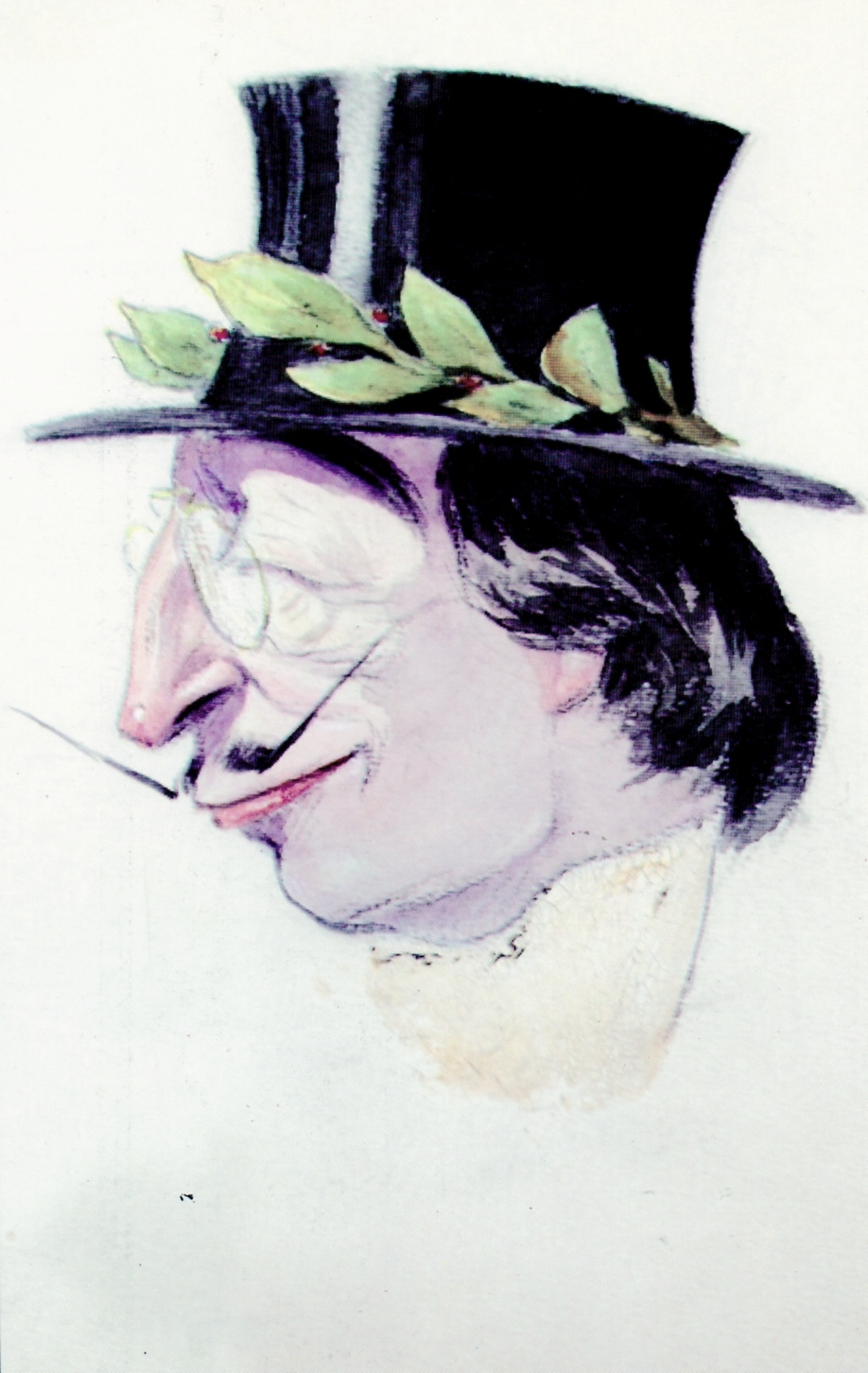
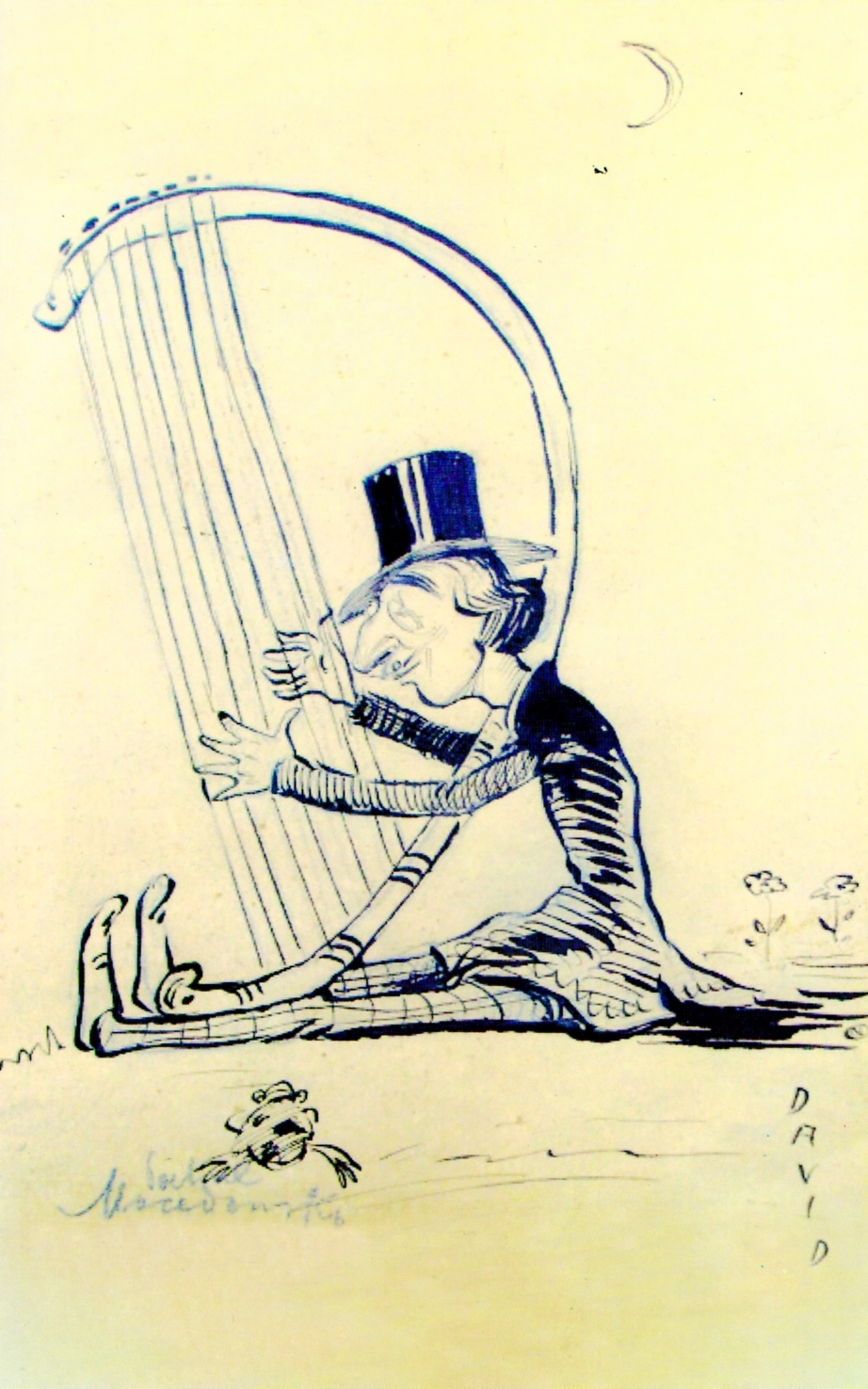
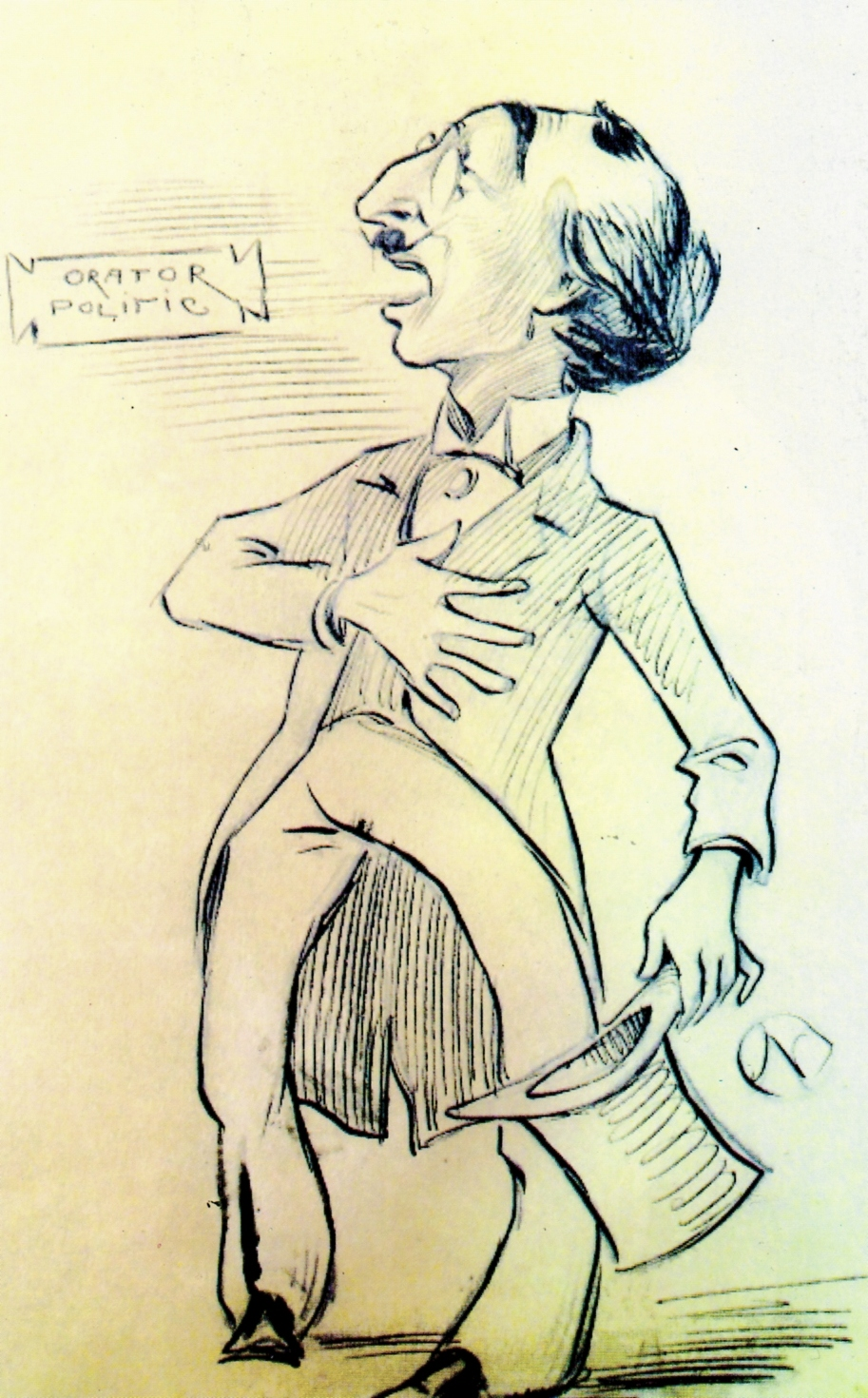

Nicolae Petrescu-Găină și-a câștigat toată viața existența din vânzarea caricaturilor pe care le realiza. Lucrările le publica prin revistele satirice și ziarele cotidiene sau periodice ale timpului său. Multe lucrări le expunea și le vindea în Cafeneaua Imperial (fostă Kubler), Fialkowski, Terasa Otetelișeanu sau Capșa, care aveau, astfel, toți pereții plini de caricaturile oamenilor politici ai zilei. Cu banii încasați își plătea chiria și traiul zilnic. Se știe că adesea plătea consumația de la Cafeneaua Imperial direct cu lucrări fără ca banul să mai devină monedă de schimb. Eterna jenă financiară în care s-a zbătut toată viața sa, l-a pus pe Petrescu-Găină în fel și fel de situații delicate și de multe ori hazlii, celebră în acest sens fiind întâmplarea cu scrisoarea adresată ministrului Vasile Morțun. Nicolae Petrescu participa adeseori la ședințele parlamentului îndeosebi atunci când membrii guvernului erau interpelați. Asistând la o astfel de ședință în luna martie a anului 1908, în care tema de dezbatere era legea privind repausul duminical introdusă pe ordinea de zi de către membrii Patriarhiei, Găină s-a inspirat din scenele pe care le-a văzut. Ca urmare, a  creat mapa-album intitulată „Caricaturi. Repausul duminical la Senat” care cuprindea pe lângă copertă și patru acuarele realizate impecabil.
În anul 1913, Nicolae Petrescu publică cel de al doilea album de caricaturi intitulat Albumul meu la editura ziarului Seara al cărui director era prietenul său, Alexandru Bogdan-Pitești. Albumul conținea un număr de 42 de caricaturi alb-negru, dar care au fost executate în guașă și acuarelă.
Nicolae Petrescu a fost sensibil la evenimentele politice din care-și extrăgea subiectele și personajele caricaturilor pe care le făcea. Pe lângă portretele caricaturizate pe diverse tematici cotidiene, Petrescu a făcut și caricaturi pe subiecte politice internaționale și militare. Astfel a făcut desene cu tematică inspirată din Al Doilea Război Balcanic și a satirizat militarismul german reprezentat de către Împăratul Wilhelm al II-lea al Germaniei și de Împăratul Franz Joseph al Austriei. Asemenea a satirizat pe Raymond Poincaré, George al V-lea al Regatului Unit, Nicolae al II-lea al Rusiei și Țarul Ferdinand I al Bulgariei. Ca urmare, multe dintre caricaturi nu au fost pe placul oficialităților zilei și Nicolae Petrescu-Gâină a fost deportat în Bulgaria în lagărul din Golemo Konjari. Astfel, Nicolae Petrescu care a visat o viață întreagă să plece în străinătate a fost silit să plece în Bulgaria. Acolo a dormit un an și jumătate pe o saltea din paie într-o baracă a lagărului. Nici acolo nu și-a pierdut simțul umorului și a realizat o serie de caricaturi în acuarelă a unor oameni cu care a intrat în contact: seria de portrete intitulate Philippopolis, caricaturile cu regele Ferdinand al Bulgariei și portretele Bărbat cu șapcă, Comandorul și câteva autoportrete aflate la Biblioteca Academiei Române la Cabinetul de stampe (mapa. 151, nr. 51-53). În data de 12 iunie 1918, el se afla în Bucureștiul ocupat de trupele germane fără a avea surse de trai. După primul război mondial, ținându-se cont de apartenența sa filofranceză și caricaturile antirăzboinice pe care le-a realizat, a fost decorat de către guvernul francez cu ordinul Ofițer al Instrucțiunii Publice.[F] La această decorație privind în urmă la câte a pătimit din cauza unor caricaturi, Nicolae Petrescu și-a exprimat opinia pe care a folosit-o adesea în diverse ocazii: Frecție la picior de lemn...

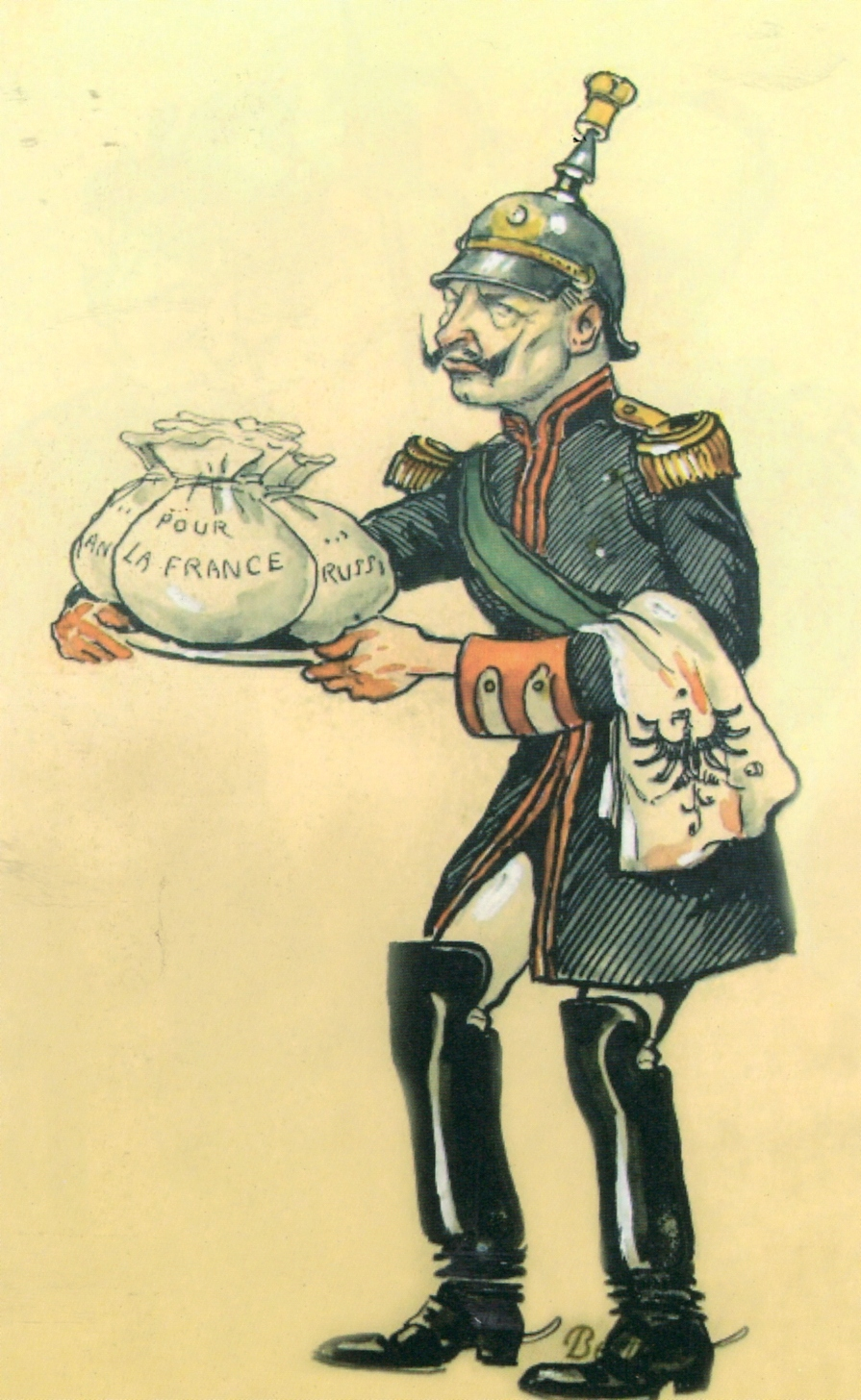
Wilhelm al II-lea
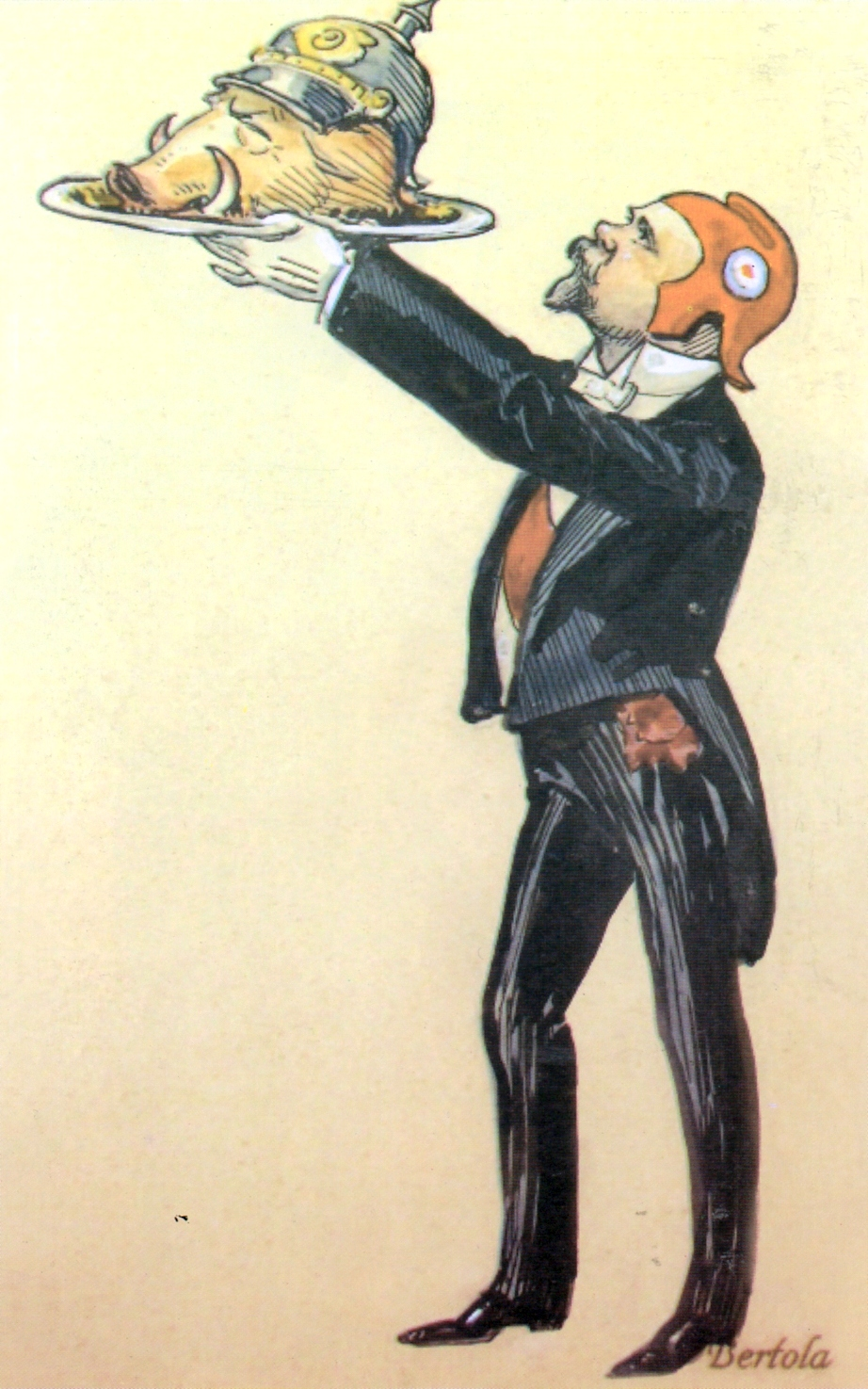
Poincaré
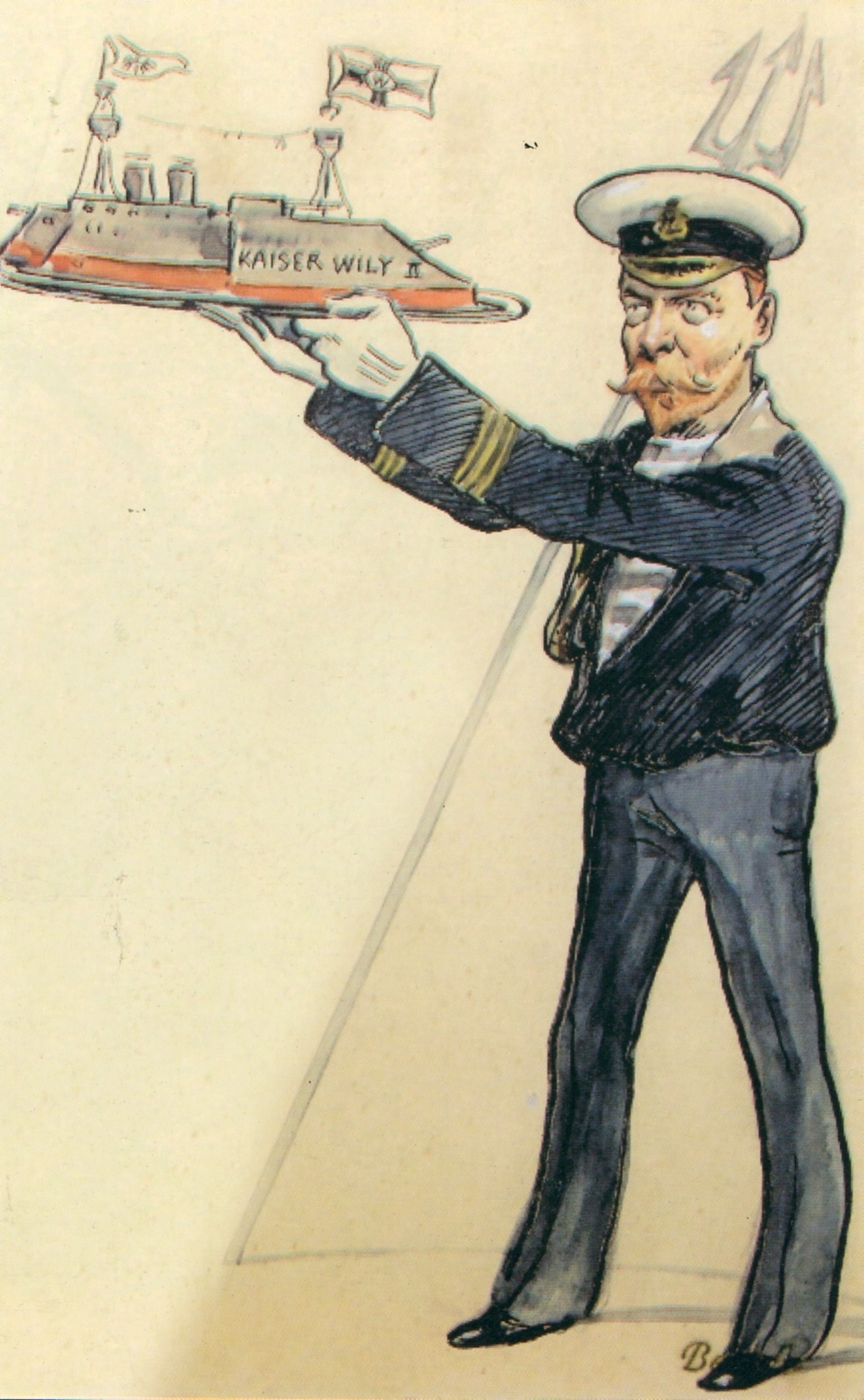
George al V-lea
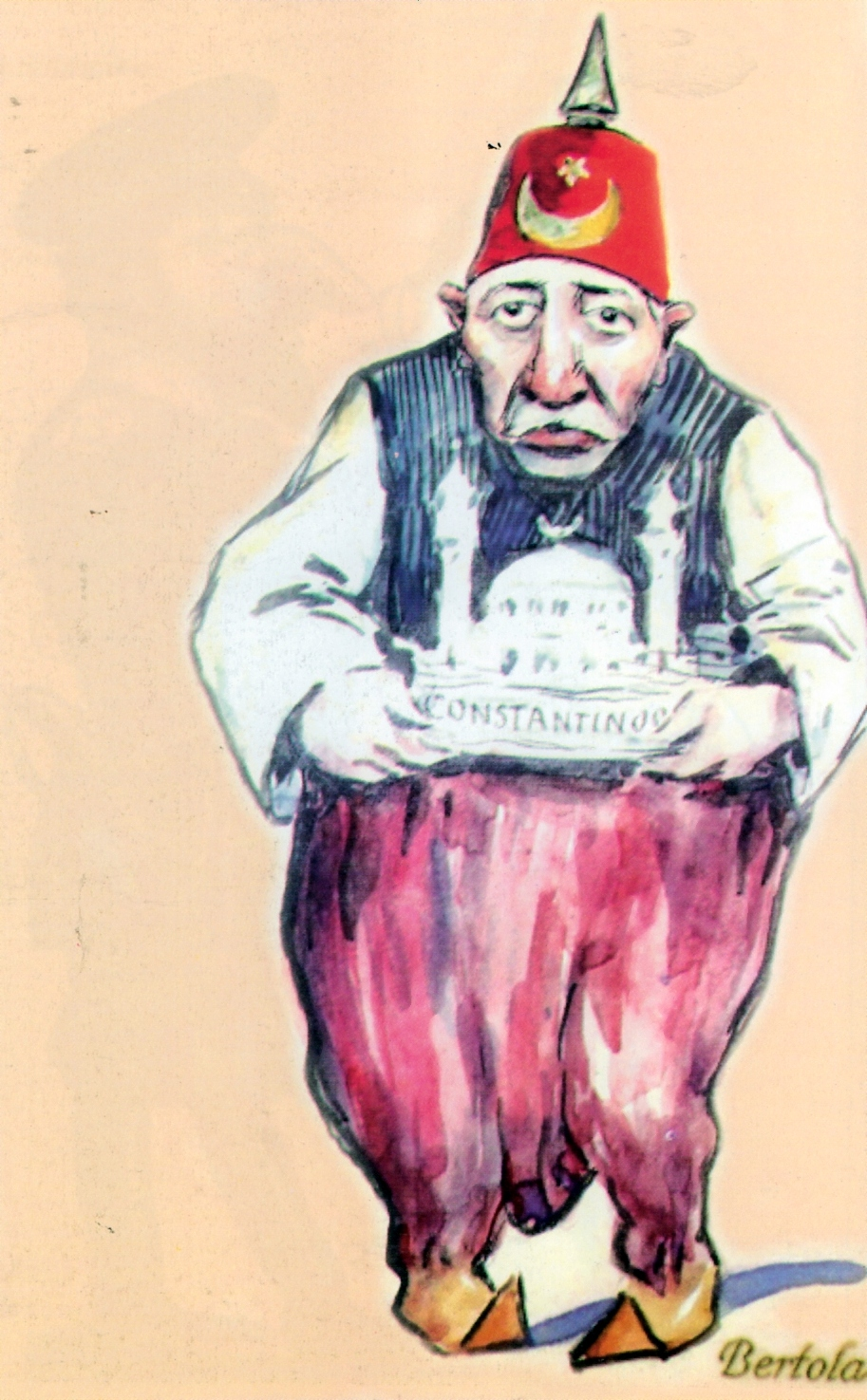
Mahomed al V-lea
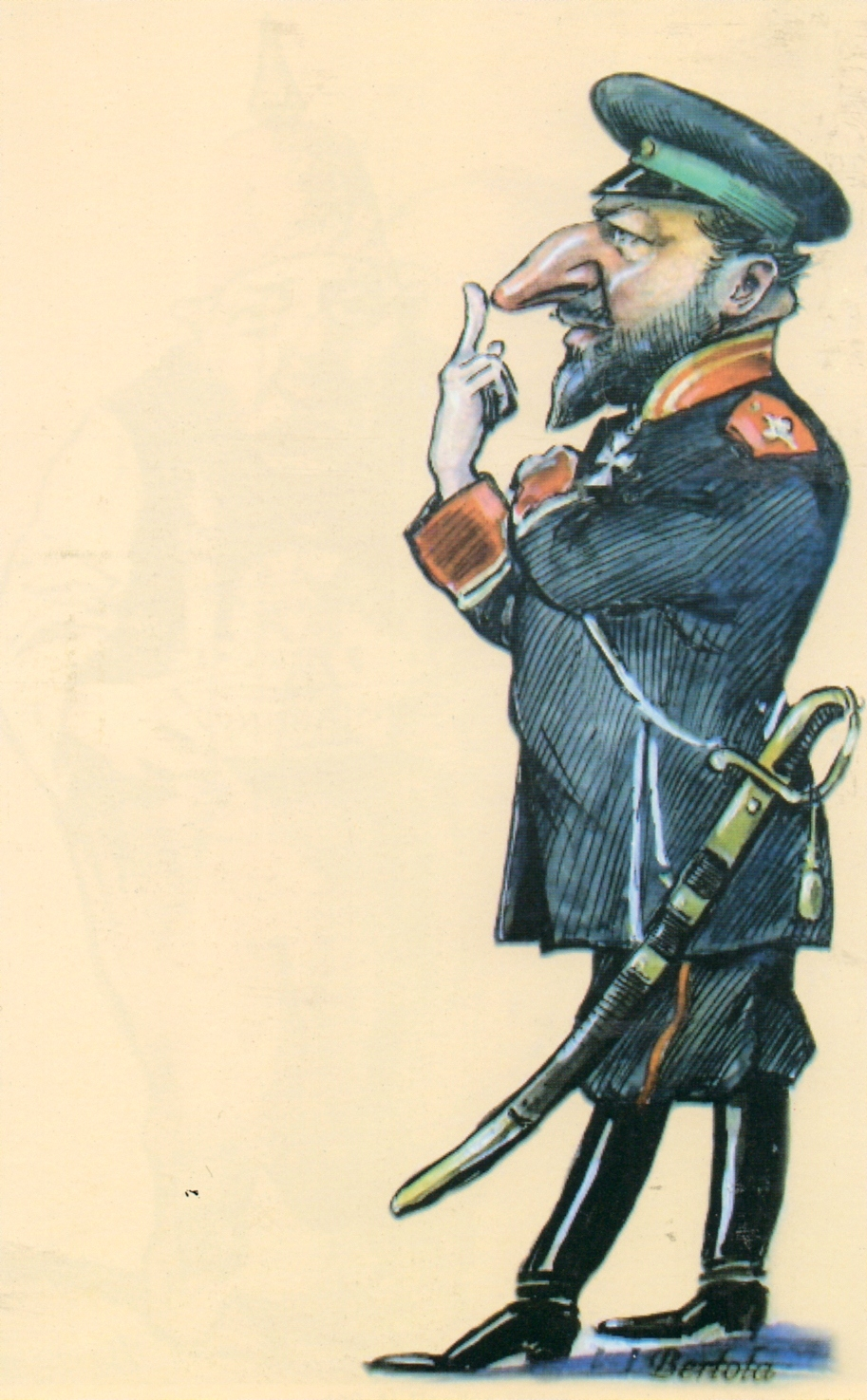
Ferdinand al Bulgariei
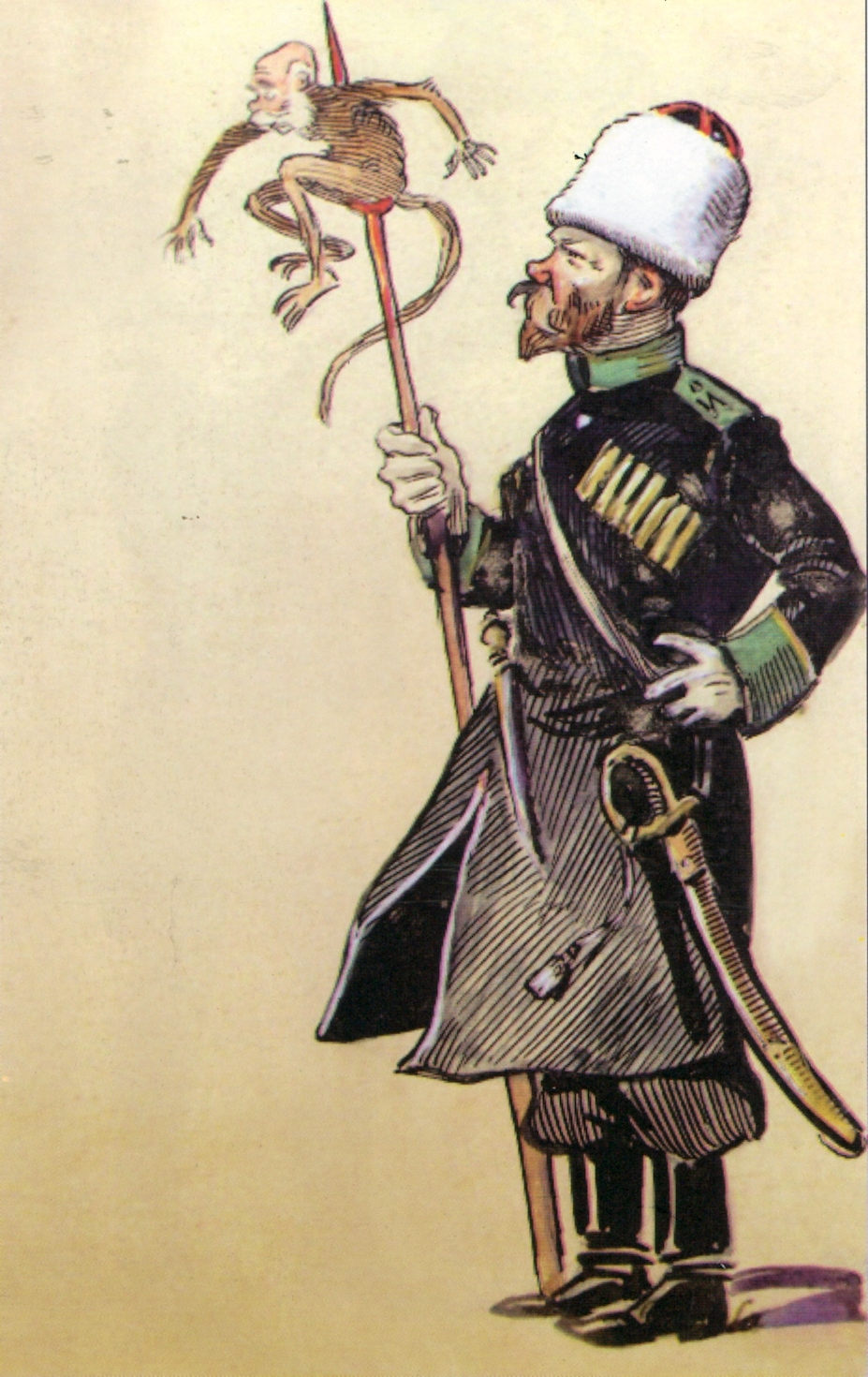
Nicolae al II-lea
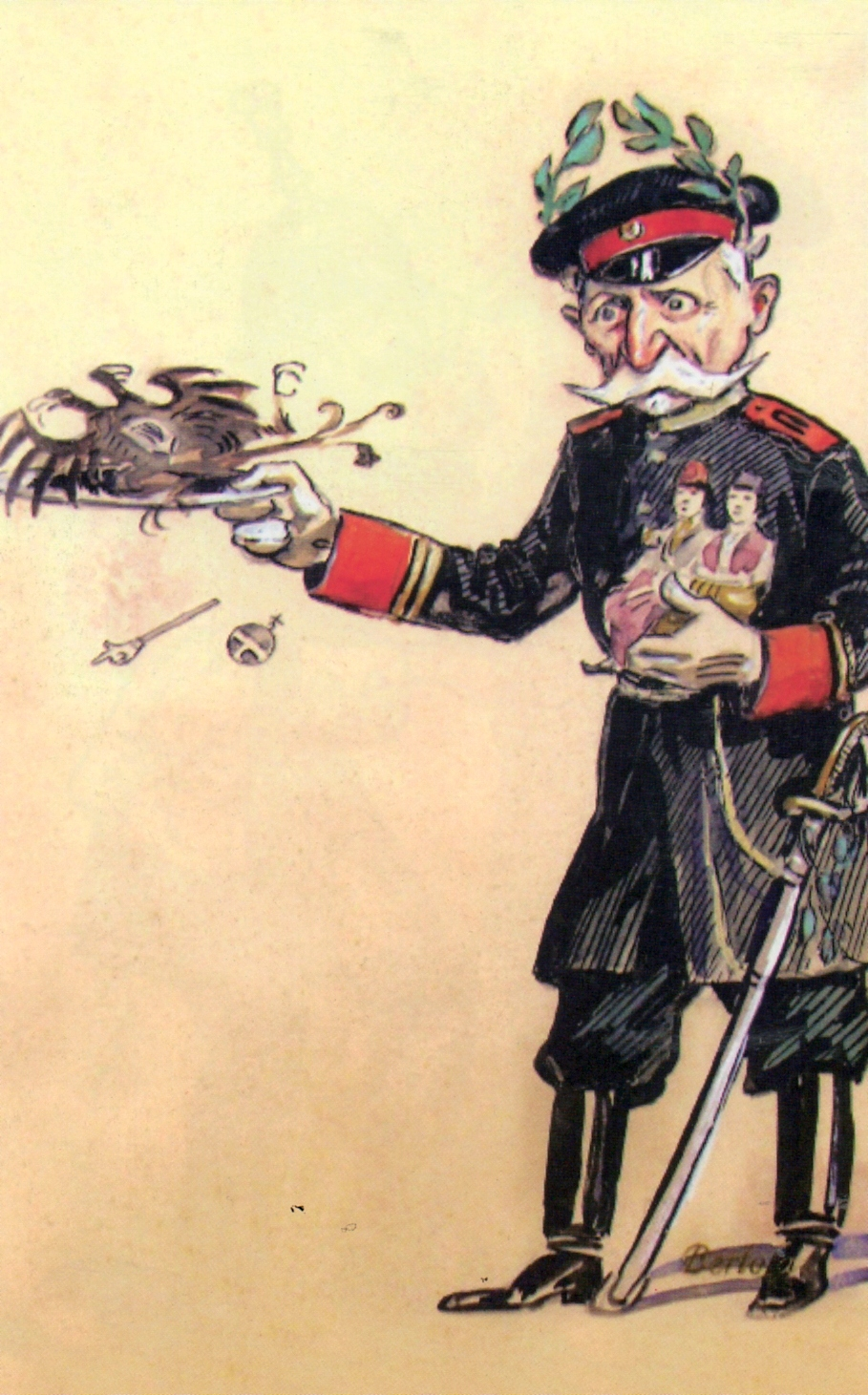
Petru al Serbiei

După anul 1918 caricaturistul Petrescu a rămas același boem incurabil, dar numărul de caricaturi pe care le-a făcut s-au împuținat, nu mai erau așa de numeroase ca înainte. Nicolae Petrescu-Găină a fost membru asociat al Societății Tinerimea artistică,[G] dar nu a expus niciodată în expozițiile pe care aceasta le-a organizat. În schimb Petrescu a expus, în perioada 1921 - 1926, în cele cinci sau șase saloane ale umoriștilor care au avut loc în București alături de Ion Bărbulescu (B'arg), Victor Ion Popa, Camil Ressu, Nicolae Tonitza, Iosif Iser, Ion Theodorescu-Sion, Francisc Șirato și alții.
În ianuarie 1928 a publicat în revista Rampa câteva articole în care a dezbătut veridicitatea unui tablou semnat Lukian la Ateneul Român, intitulat Nud de femeie. Petrescu a susținut opinia că acel tablou[H] era în realitate un studiu executat de Alexandru Mihăilescu în anii de școală. În cele din urmă ipoteza lui Petrescu a fost adevărată și falsul demascat. Din anul 1928 a expus trei ani consecutivi la Salonul de desene și gravuri.

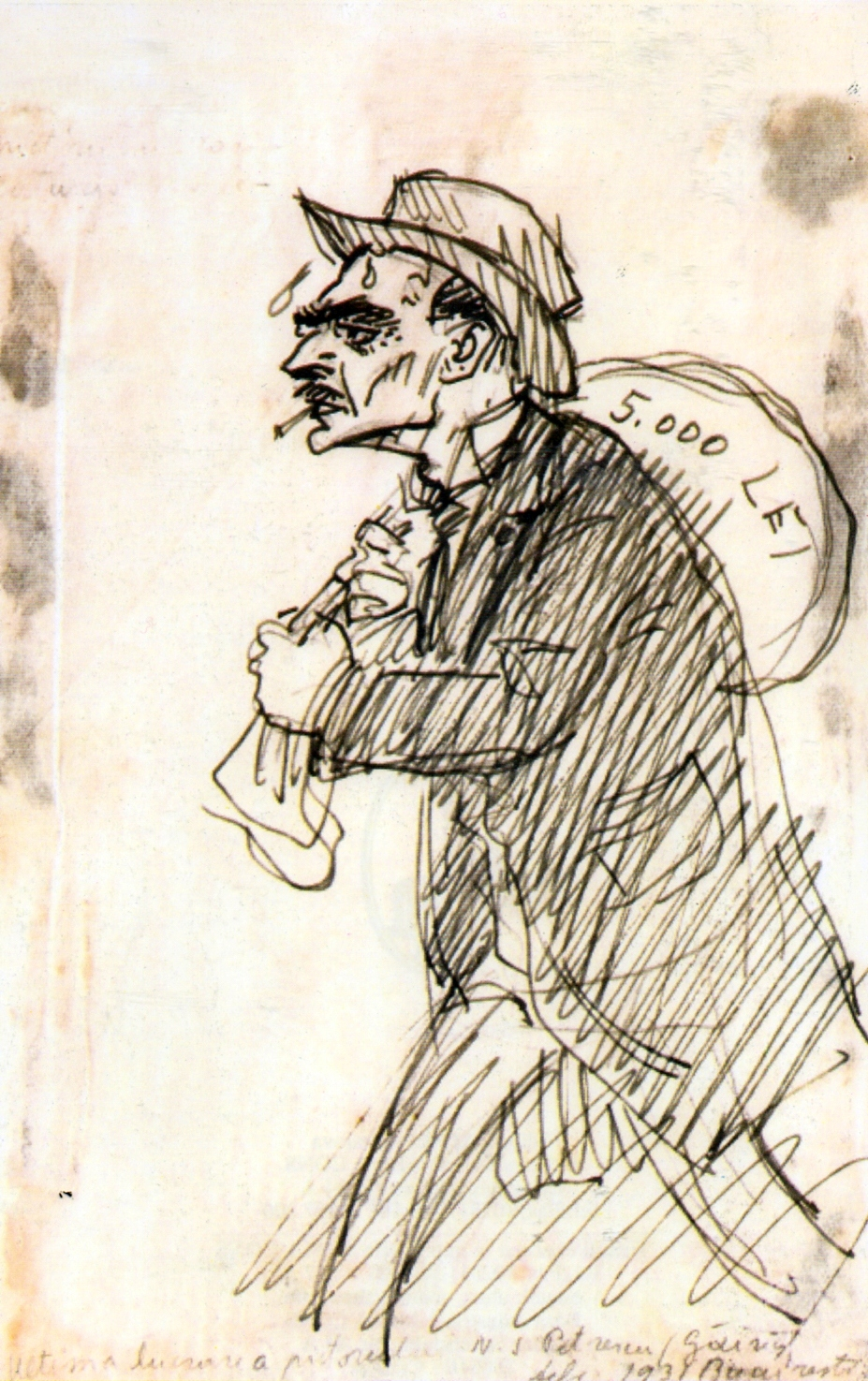
Ultima lucrare...

În ultima perioadă a vieții, Nicolae Petrescu nu a mai putut să-și asigure existența din vânzarea de caricaturi și a trebuit să-și găsească un alt mijloc de întreținere. El era un bibliofil pasionat și colecționar de stampe, astfel încât a devenit anticar. Dar nici această ocupație nu s-a dovedit a fi îndestulătoare, deoarece tributar firii sale de boem împătimit, Petrescu achiziționa de multe ori cărți pe care în final doar le citea și apoi le vindea în pagubă. Nu a părăsit niciodată caricatura pe care a practicat-o permanent, dar publica din ce în ce mai rar. Lucrările pe care le realiza le făcea să circule din mână în mână sau le expunea în anticariatul său. El putea fi văzut aproape zilnic la cafeneaua Capșa sau la Corso, îmbrăcat impecabil cu haine curate deși nu erau noi. Era suplu, cu țigara în colțul gurii și mustața neagră ca tăciunele.
Caricaturistul Petrescu-Găină s-a îmbolnăvit la începutul anului 1931 și s-a internat de urgență la Spitalul Colentina. Pe patul de spital a realizat ultimele caricaturi în care s-a înfățișat pe el însuși. Ele au fost făcute în luna februarie 1931 în peniță și creion negru pe bucățele de hârtie.  Pe aproape toate lucrările este scris textul: Ultima lucrare a pictorului N.S. Petrescu-Găină. O astfel de Ultimă lucrare îl arată încovoiat sub povara unui sac cu bani pe care este scris 5.000 de lei, în timp ce transpirația îi curge pe sub pălăria care l-a făcut celebru.
Nicolae Petrescu-Găină a încetat din viață la 15 februarie 1931. Pe ultimul drum a fost însoțit de prietenii săi pictori, sculptori, scriitori și anticari: Jean Alexandru Steriadi, Camil Ressu, Constantin Artachino, Alexandru Obedenaru, Alexandru Theodor Stamatiad, Ion Minulescu, Francisc Șirato, Ary Murnu, Oscar Han, Alexandru Satmari, Ion Foti, Alexandru Tzigara-Samurcaș, Jean Demetrescu, Nicolae Dărăscu, Corneliu Moldovan, etc. Presa acelor vremuri a consemnat evenimentul: Revista Rampa, ziarul Universul, Curentul, etc.

## Opera

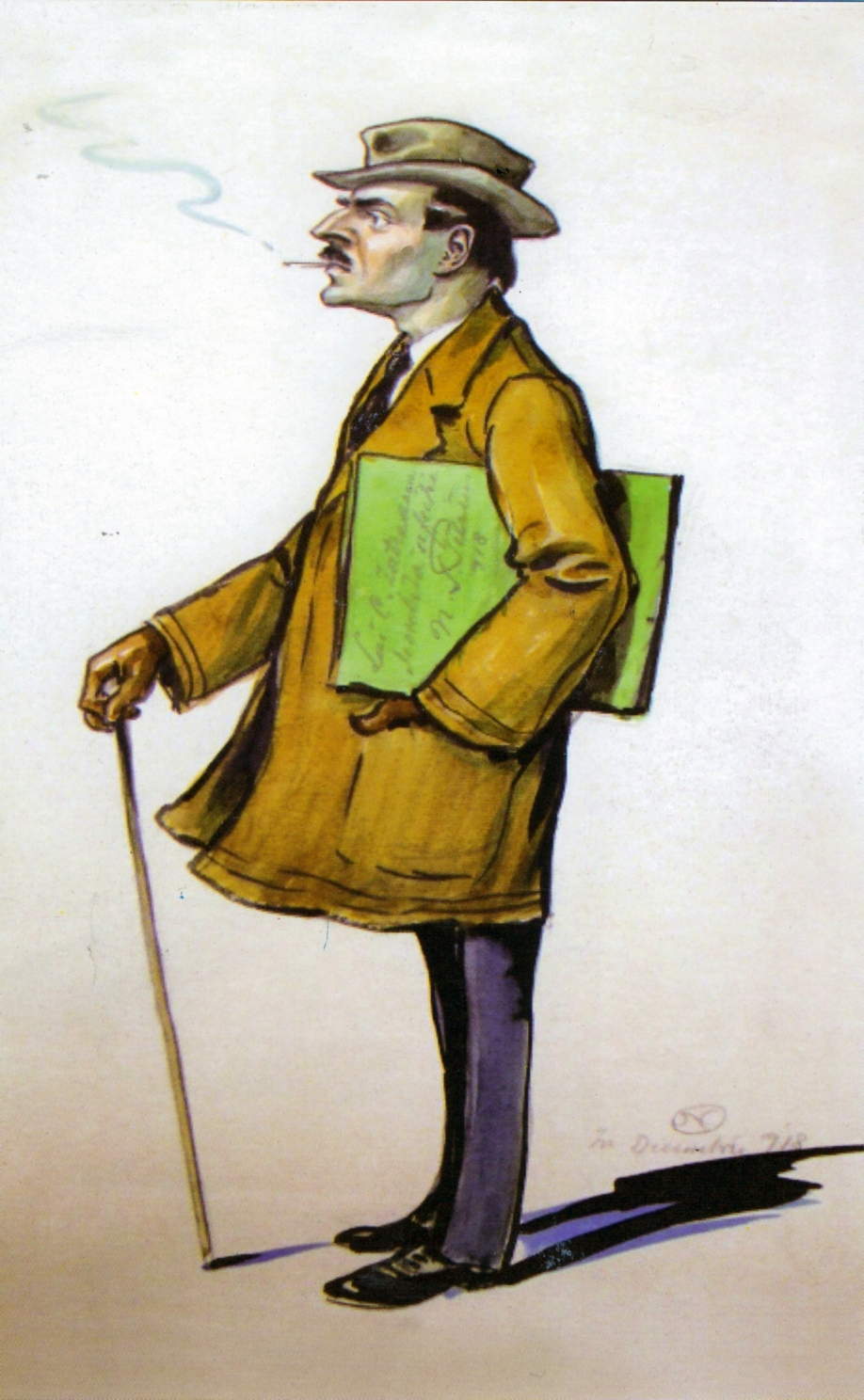
Autoportret

Desenul umoristic românesc a cunoscut o permanentă evoluție începând din anul 1859 când a apărut pentru prima oară în spațiul românesc primele caricaturi. Acest gen artistic și-a impus propriul stil, în concordanță cu nivelul pe care l-a atins în presa internațională în primele decenii premergătoare Primului Război Mondial, prin creația unor artiști tineri, cum au fost: Constantin Jiquidi, Ary Murnu, Nicolae Mantu, Nicolae Petrescu-Găină și mai apoi Iosif Iser, Francisc Șirato și Camil Ressu.
Nicolae S. Petrescu a fost o personalitate destul de puțin analizată de către specialiștii sau jurnaliștii ce au activat în ultimele decenii ale secolului al XIX-lea sau în primele trei decenii ale secolului al XX-lea. De fapt, el nu s-a constituit ca un subiect special de studiu pentru nimeni.[B] O constatare în plus, ar fi faptul că numele său a fost pomenit timp de un secol cu totul întâmplător în diferite analize care au avut tangență cu activitatea sa.
Nicolae S. Petrescu a fost un premergător al caricaturii românești și în același timp „un excelent compozitor și creator de figuri”. El a realizat caricaturile oamenilor politici din acele vremuri, a sculptorilor, a pictorilor și a marilor intelectuali care au trăit în ultimul deceniu al secolului al XIX-lea și în primele trei decenii ale secolului următor. Toate caricaturile pe care le-a făcut, au o incontestabilă valoare documentară și nu în ultimul rând o valoare artistică. Caricaturile sale au fost de cele mai multe ori, mai mult decât o ironie prietenească. Ele i-a determinat pe mulți să zâmbească, adesea cu amărăciune, dar i-a încântat pe majoritatea care au apreciat-o și au înțeles-o.
Opera sa a fost influențată de către Honoré Daumier. Ea a fost caracterizată de un corp mic și un cap mare, la care se adaugă amănunte fizice sau vestimentare specifice ale modelului caricaturizat. Tudor Arghezi într-un interviu pe care l-a avut cu Aurel Jiquidi a făcut următoarele precizări:
„În epocă desenul de figuri se chema caricatură și caricatura reieșea cam prin toată Europa, ca și la Viena (Fliegende Blätter) și la Paris, afară de Honoré Daumier, din disproporția dintre picioarele scurte și capul gros, fotografii pe două bețe de chibrit. Asemenea monstruozități de concepție și execuție au durat la noi până la ivirea lui Iser, și chiar după aceea, în opera analfabetică a lui Ary Murnu și Petrescu Găină, improvizați la cafenea, beneficiari ai unei reputații de satirici agricoli și ai admirației unei semiburghezii politice improvizată și ea din provincialii grăsuni...”—Adrian Ionak, Costinel Costin: Constantin Jiquidi (1865-1899), Iași, 1971, pag. 14
Nicolae S. Petrescu a fost un caricaturist și desenator caracterizat prin vocație, el a  știut să surprindă sufletul, chipul și caracterul modelelor sale ca nimeni altul. Artistul a știut să înfățișeze fără a jigni, uneori doar cu o ironie fină ca o înțepătură ușoară. Mărturie în acest sens stau comentariile critice pe care Tudor Arghezi le-a făcut în anul 1913:
„... Caricaturistul Găină, cum îl numesc amicii, are în efemeridele artei românești, câteva pagini ale lui, câteva chipuri definitiv fixate și atitudinile lui remarcabile, calitățile lui de inteligență și de un sarcasm binevoitor care-i fac glumele interesante și juste s-ar fi rezolvat într-un talent de o clasicitate și de o finețe surprinzătoare, dacă boema nu l-ar fi împiedicat, cel puțin până acum, să se aprofundeze cu ajutorul unui studiu dârz de toată ziua și al unor călătorii active prin țările de artă ale lumii, Franța, Italia și Olanda.”—Tudor Arghezi: Desinatorul Petrescu, Ziarul Seara, anul IV, nr. 1178, București, din 29 aprilie 1913
Nicolae S. Petrescu-Găină a demonstrat că este un excelent desenator mai ales prin portretele pe care le-a făcut în primul deceniu al secolului al XX-lea până aproape de primul război mondial. Acestea au fost compoziții realizate pe seama intelectualilor, scriitorilor, pictorilor și sculptorilor. Exemplu în acest sens stau portretele primarului Craiovei Nicolae Romanescu, cel puțin o duzină, în care artistul îl surprinde în fel și fel de ipostaze care au legătură cu realizările lui de prim ales al urbei. Similare sunt portretele primarului Craiovei K.I. Pessiacov, variantele nenumărate ale amicului C.I. Stăncescu, ale lui Grigore Ventura, ale arhitectului G. Davidescu, ale prietenului Alexandru Bogdan-Pitești, celebrele portrete caricaturi ale lui Alexandru Macedonski, Constantin Mille, Nicolae Iorga, Ion D. Berindey, Grigore Tocilescu, Ion Brezeanu etc.
Caricaturistul Nicolae Petrescu a avut și o intensă activitate publicistică în mai multe ziare, reviste și gazete ale vremii sale. Astfel, el a publicat desene și caricaturi în Ziarul „Pagini Literare”, „Adevărul de joi”, „Zeflemeaua” și „Furnica”, „Adevărul”, „Războiul”, „Drapelul” și „Țivil-Cazon”.

### Albumul de caricaturi „Contimporani”

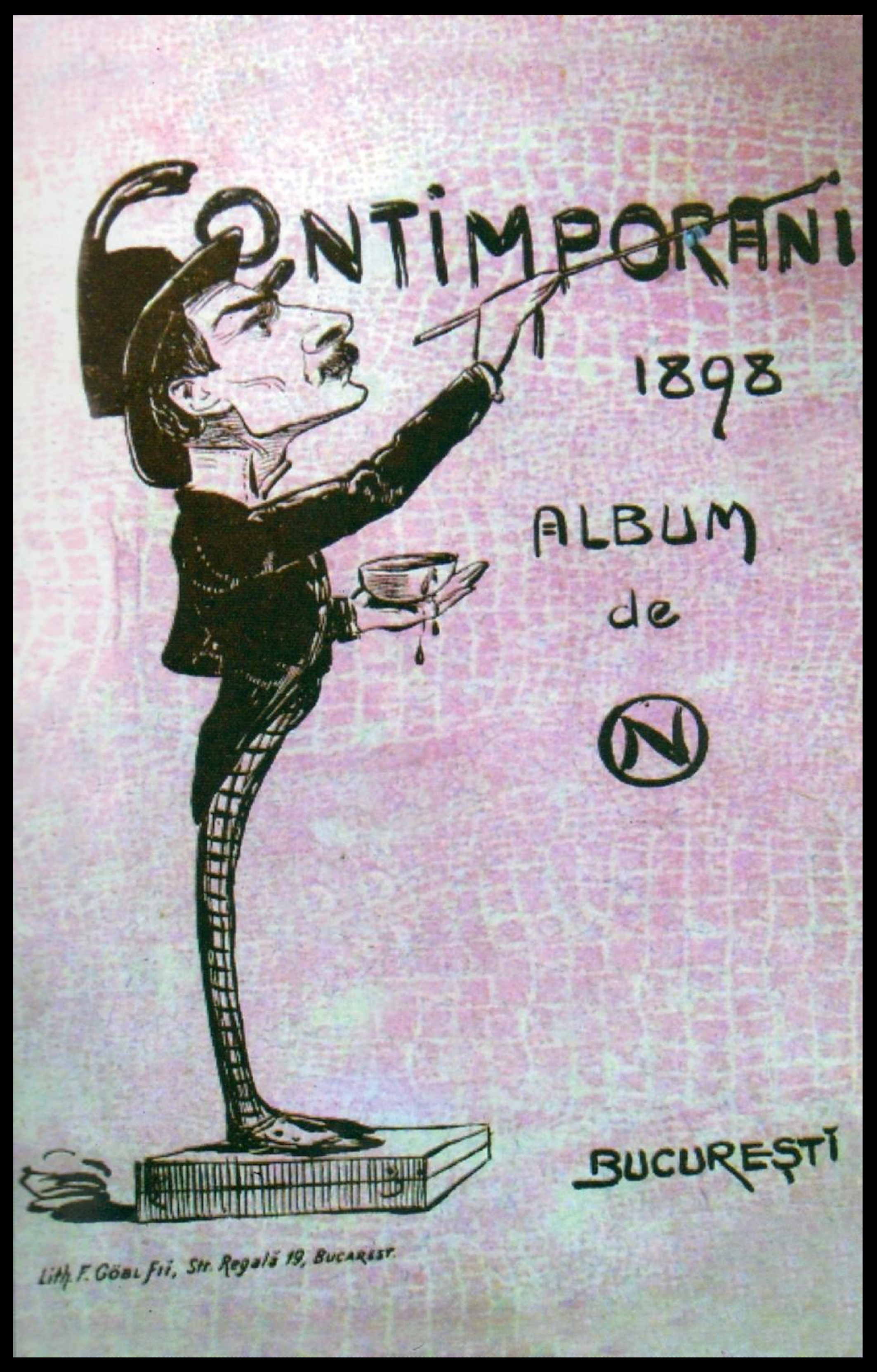
Coperta Albumului Contimporani

Nicolae S. Petrescu a publicat în anul 1898 albumul de caricaturi intitulat „Contimporani”. Acest album a fost unul dintre primele albume de caricaturi care au fost publicate în România. Albumul conține 26 de reproduceri color, impresionante ca realizare grafică pentru acele timpuri, după desene și caricaturi sau acuarele făcute de Nicolae Petrescu în perioada 1897 - 1898. Ele reprezintă după cum a spus pe prima pagină a albumului N.S. Petrescu: 
„...mutrele simandicoase ale celor mai simpatici din contemporani: oameni politici, militari, artiști, savanți și gazetari ce au binevoit să pozeze în fața artistului al cărui creion, dacă zgrie, nu produce decât o usturime, pe cât de trecătoare, pe atât de plăcută, de aceea, răsfoiți, vă rog, și nu veți vedea niciun doctor. Semnat - Galus.”—Nicolae S. Petrescu-Găină - Albumul Contimporani, București, 1898, pag. 1
Caricaturistul Nicolae Petrescu a abordat în acest album o caricatură puternic influențată de către opera similară a lui Honoré Daumier, caracterizată de un corp mic și un cap mare, la care se adaugă amănunte fizice sau vestimentare specifice ale modelului caricaturizat. Deosebit de caricatura lui Honoré Daumier, care se remarca printr-un profund caracter social sau politic, caricaturile lui Petrescu denotă o înțepătură fină, inteligentă, mai mult ca o șarjă prietenească. Dacă la Honoré Daumier textele care explicau caricaturile îi erau impuse de către alții, Nicolae Petrescu și-a ales singur subiectele și textele care le însoțeau.
Coperta Albumului Contimporani prezintă un autoportret al autorului care țintește cu penelul ultimul „i” al titlului. Cele 25 de caricaturi care fac obiectul albumului încep cu clasica portretizare a lui Constantin I. Stăncescu în chip grotesc, cu joben de bonjurist, cu urechi de faun și cu mâinile băgate în buzunarele pantalonilor. Această caricatură a fost reluată de către Petrescu ani în șir, doar cu mici deosebiri. Nicolae Petrescu a reprezentat în această lucrare, o aluzie ironică la studiile pe care Constantin I. Stăncescu le-a făcut la Școala Națională Superioară de Arte Frumoase din Paris cu textul însoțitor: „Costică del Paris - Sunt autorul frumosului, dar nu e nicio înrudire între noi”, la funcția de director și profesor al Școlii de Belle Arte din București și director al Teatrului Național.

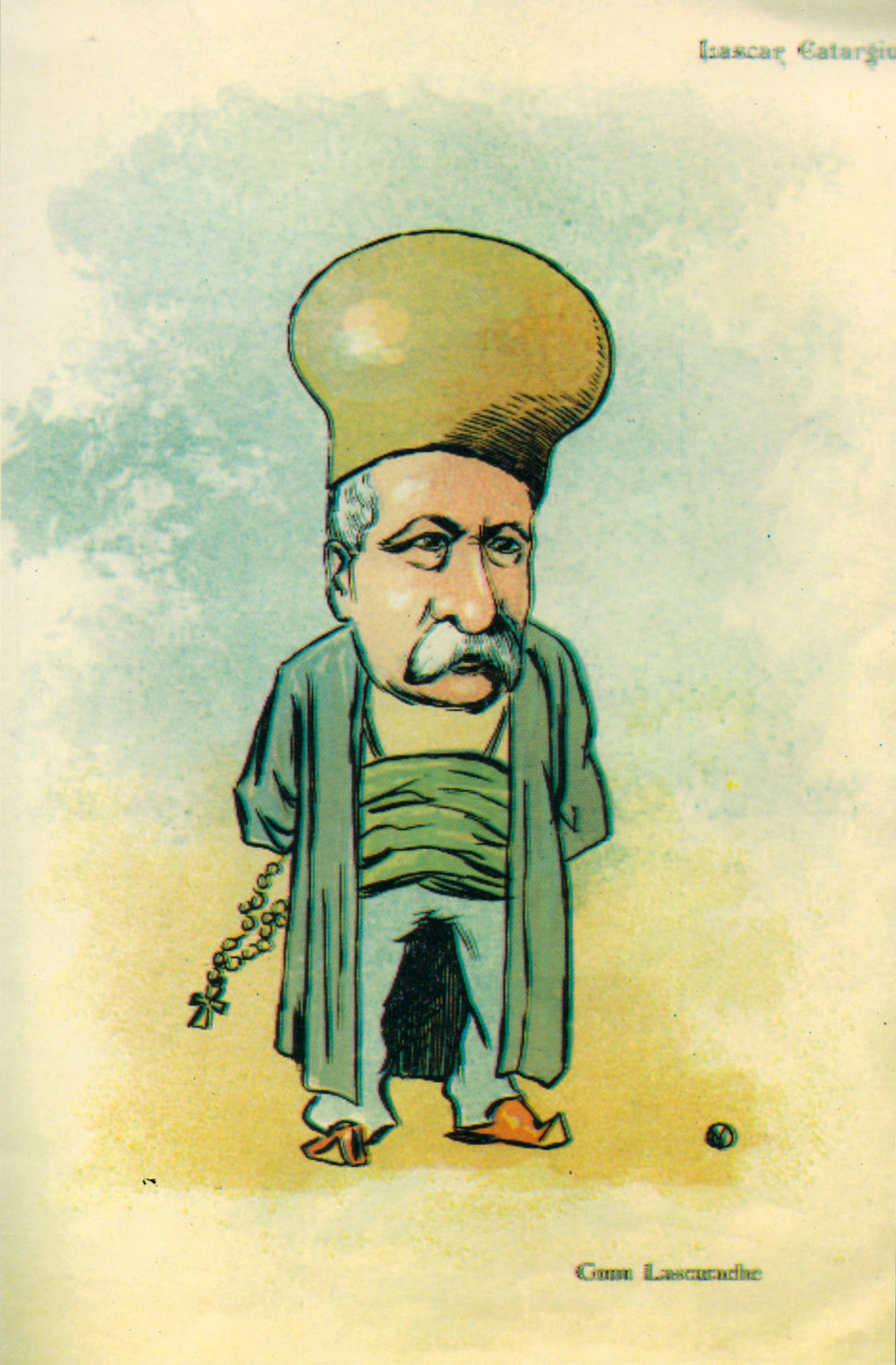
Lascăr Catargiu
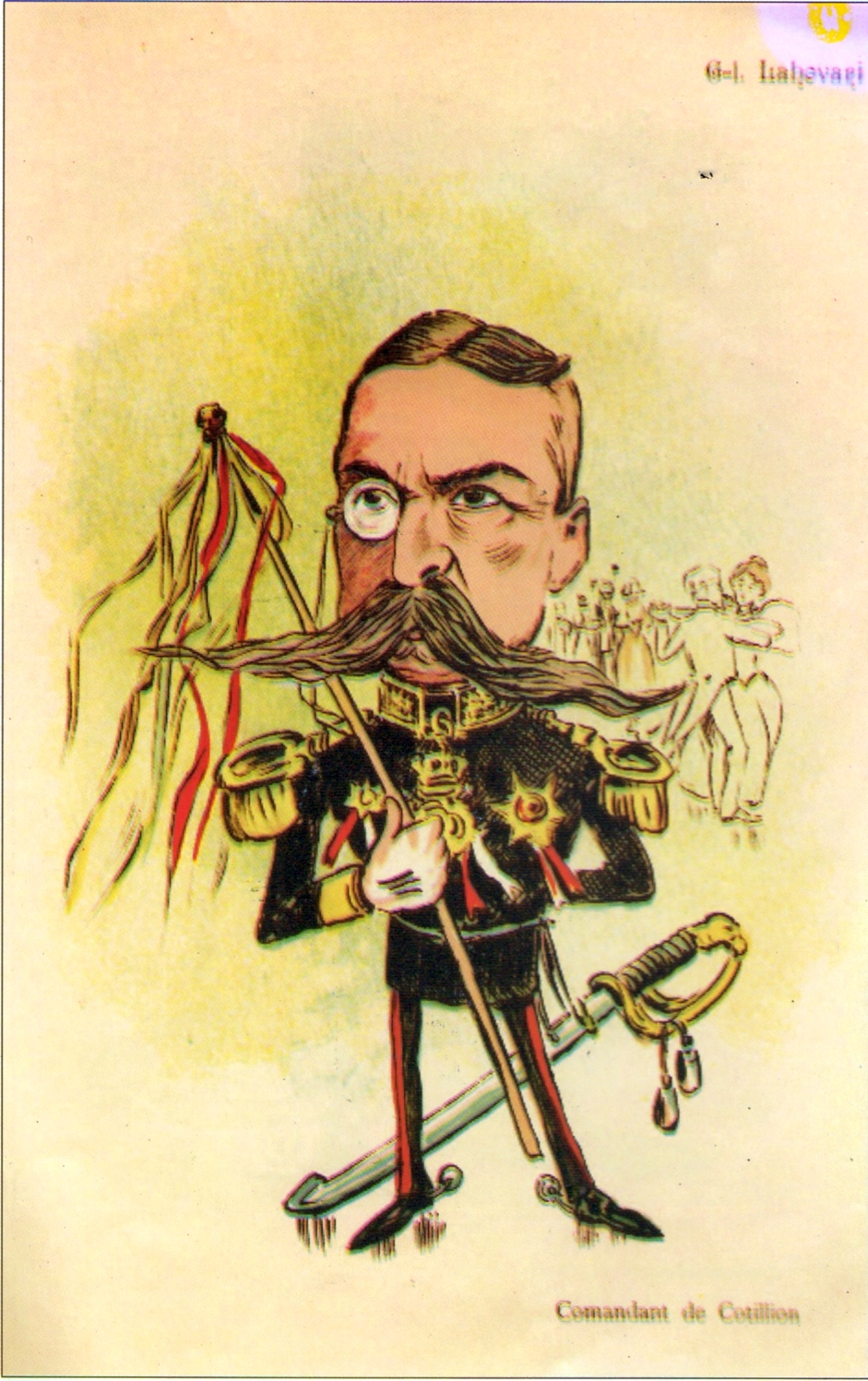
Ioan Lahovary
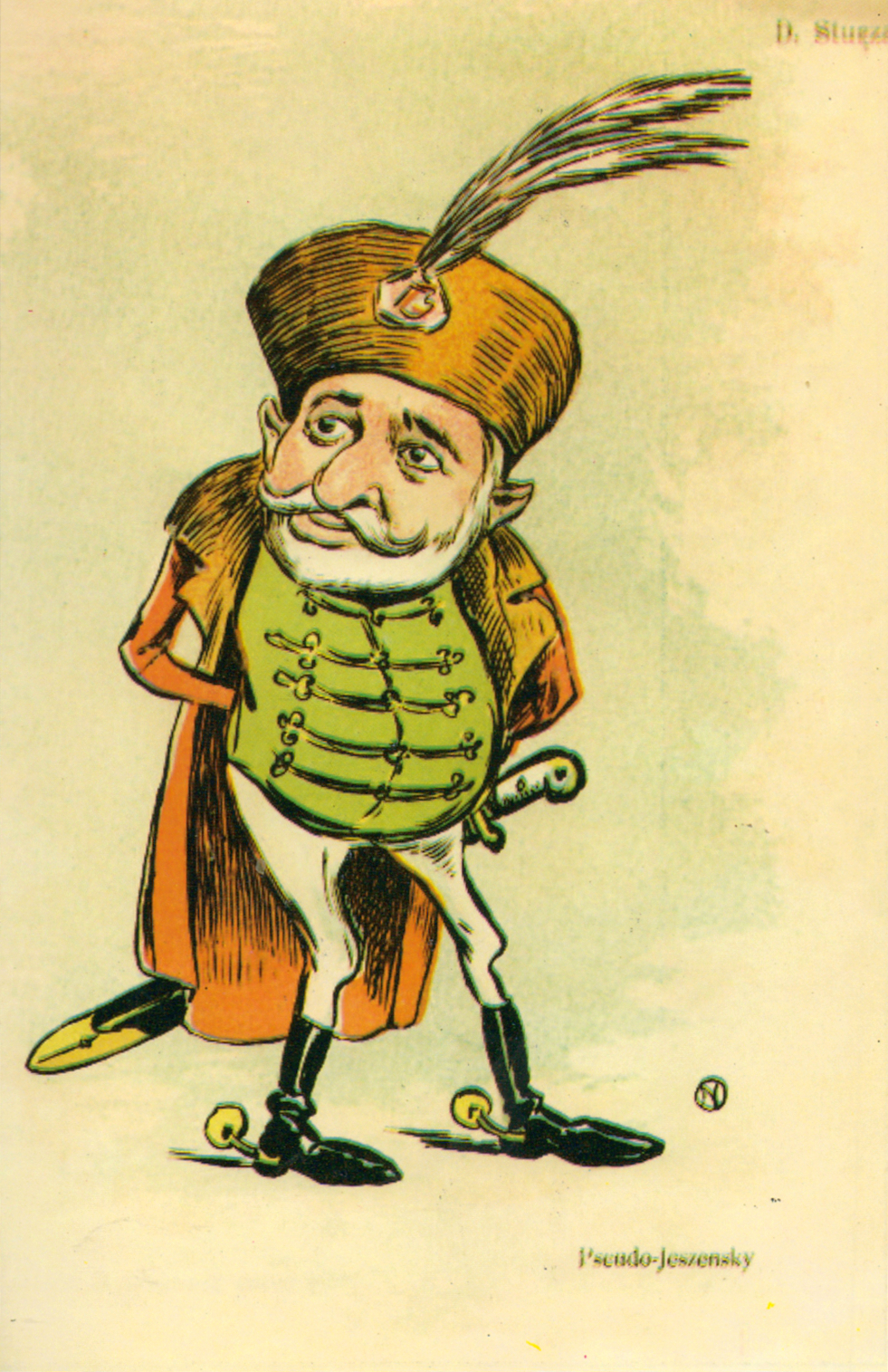
Dimitrie Sturdza
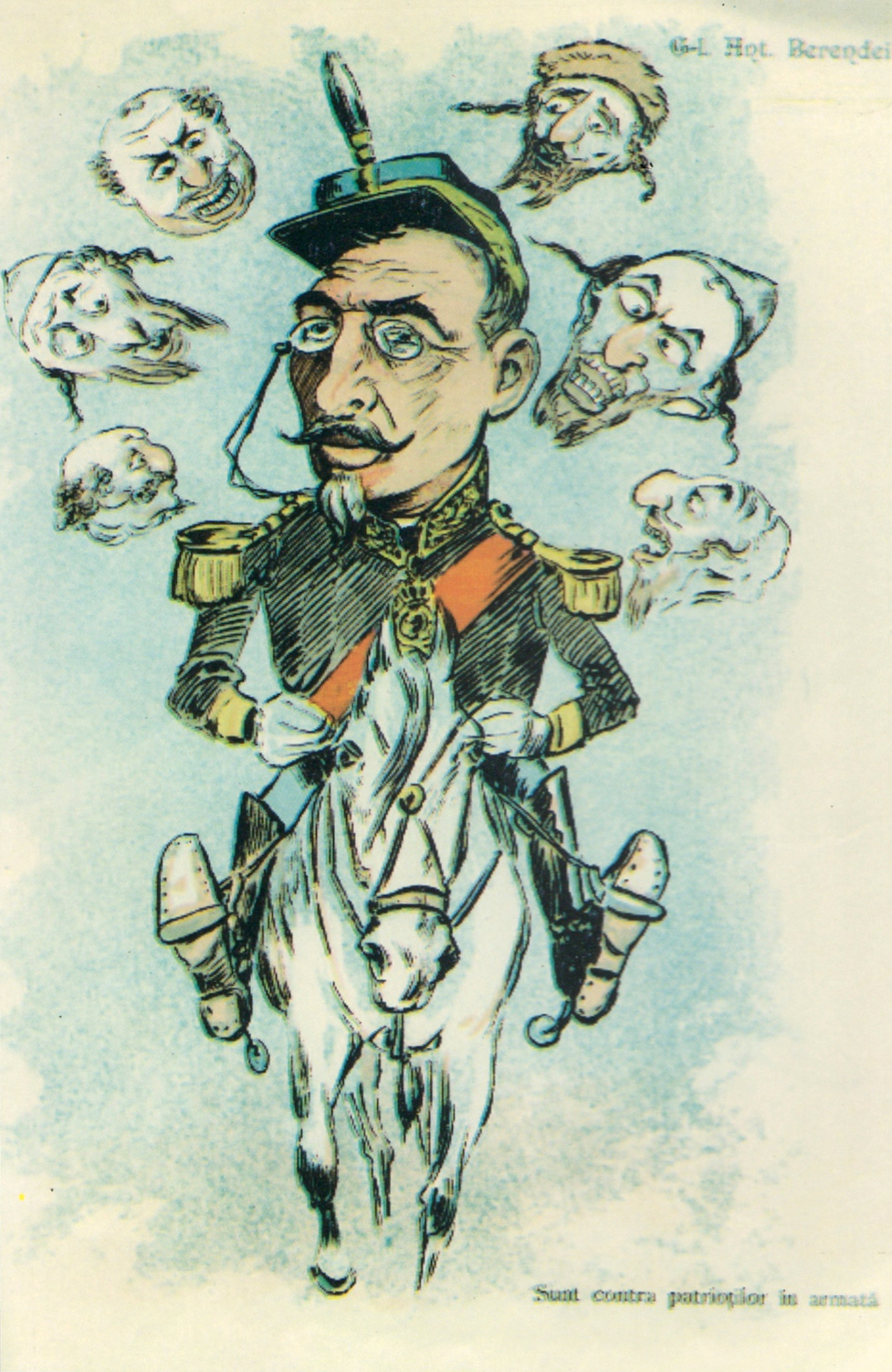
Anton Berindei
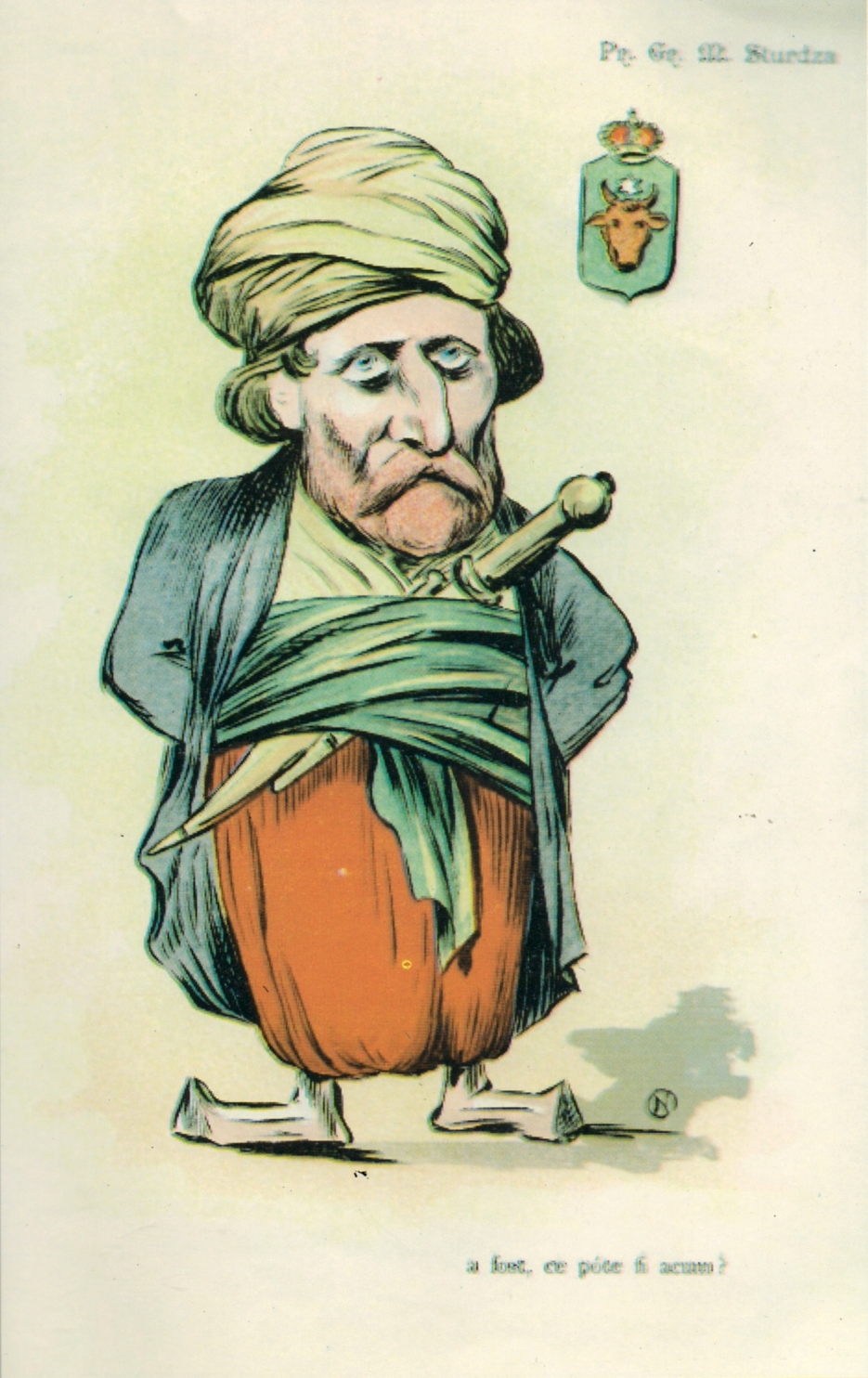
Grigore Sturdza
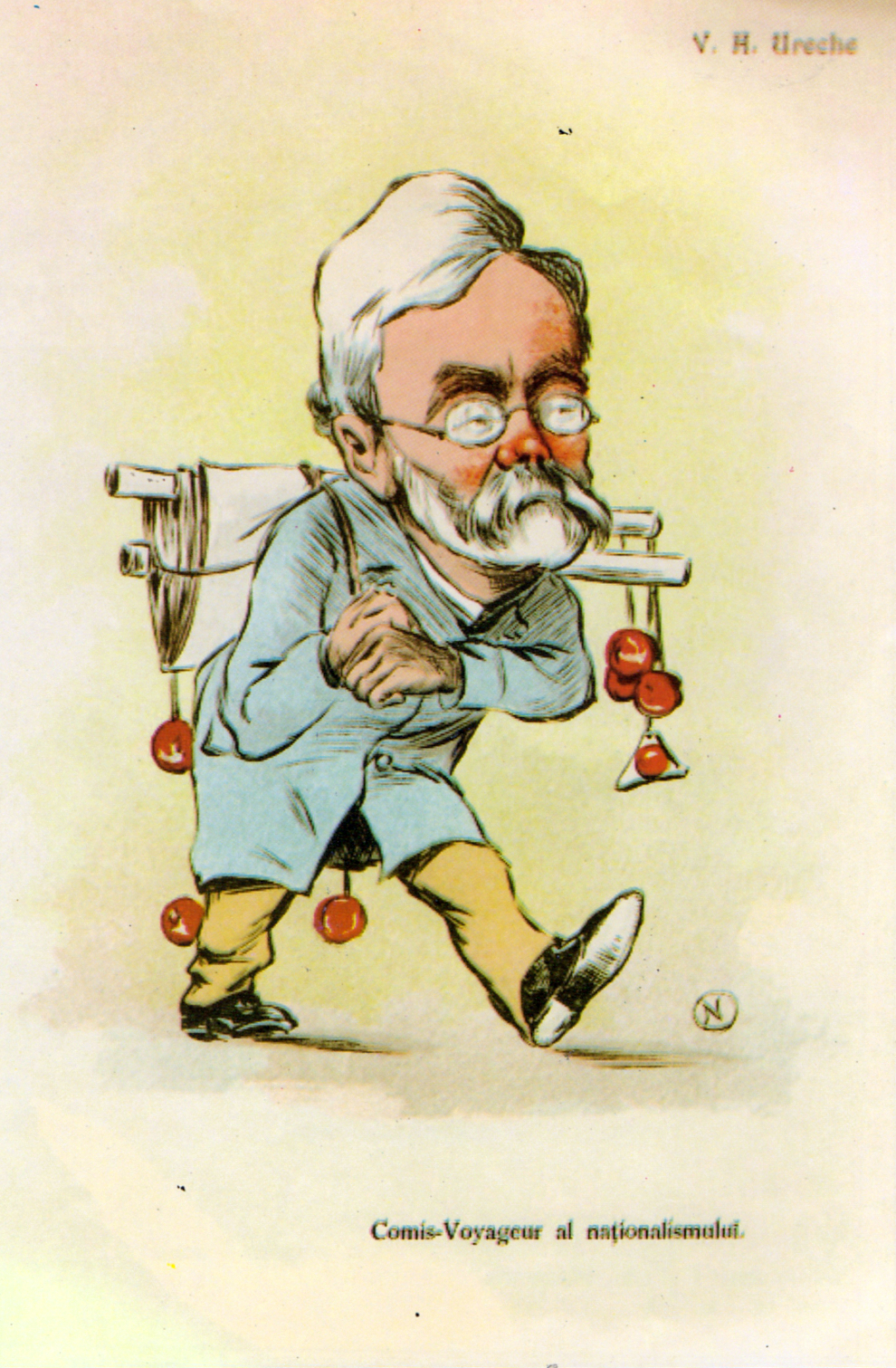
VA Urechia
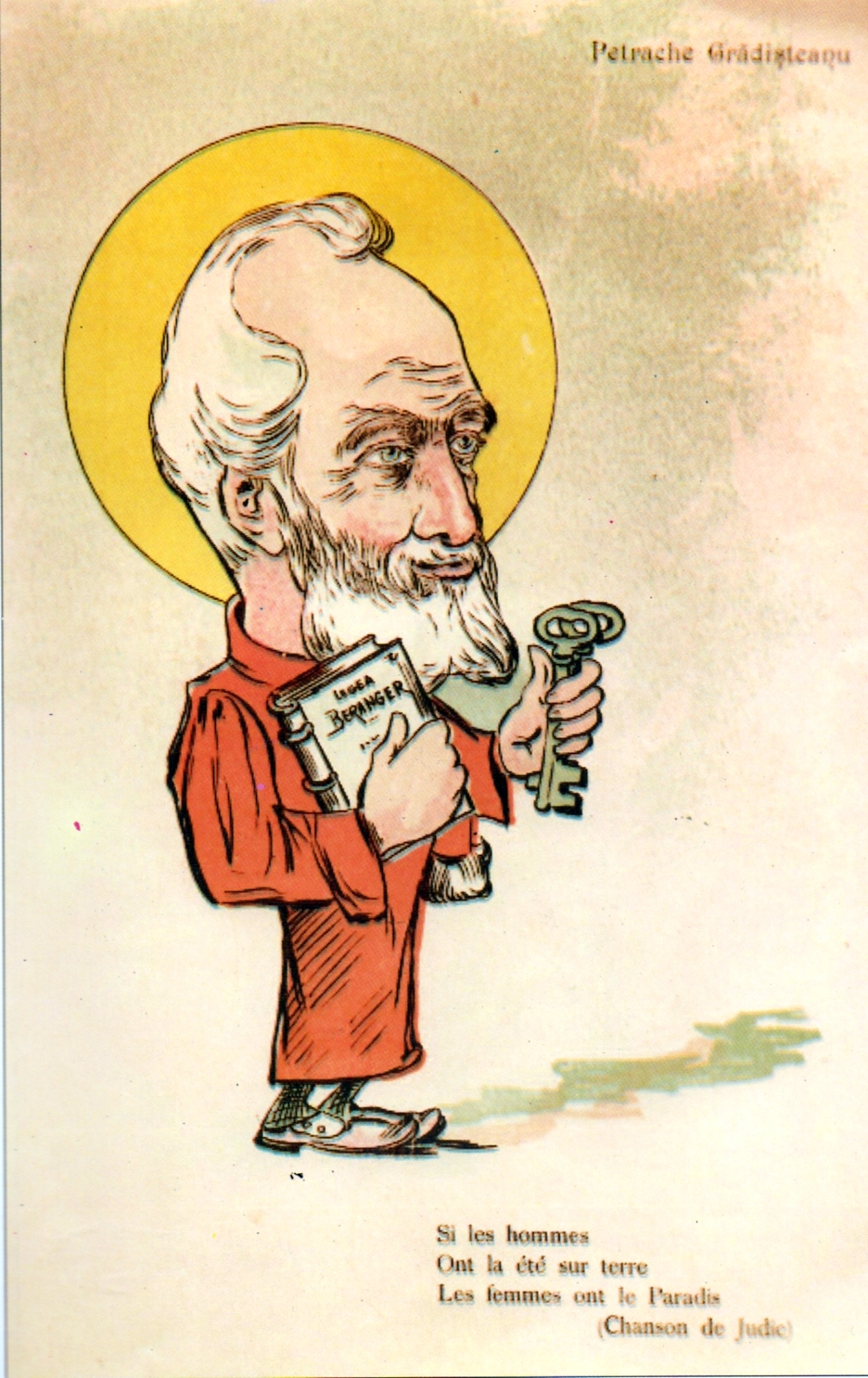
P. Grădișteanu
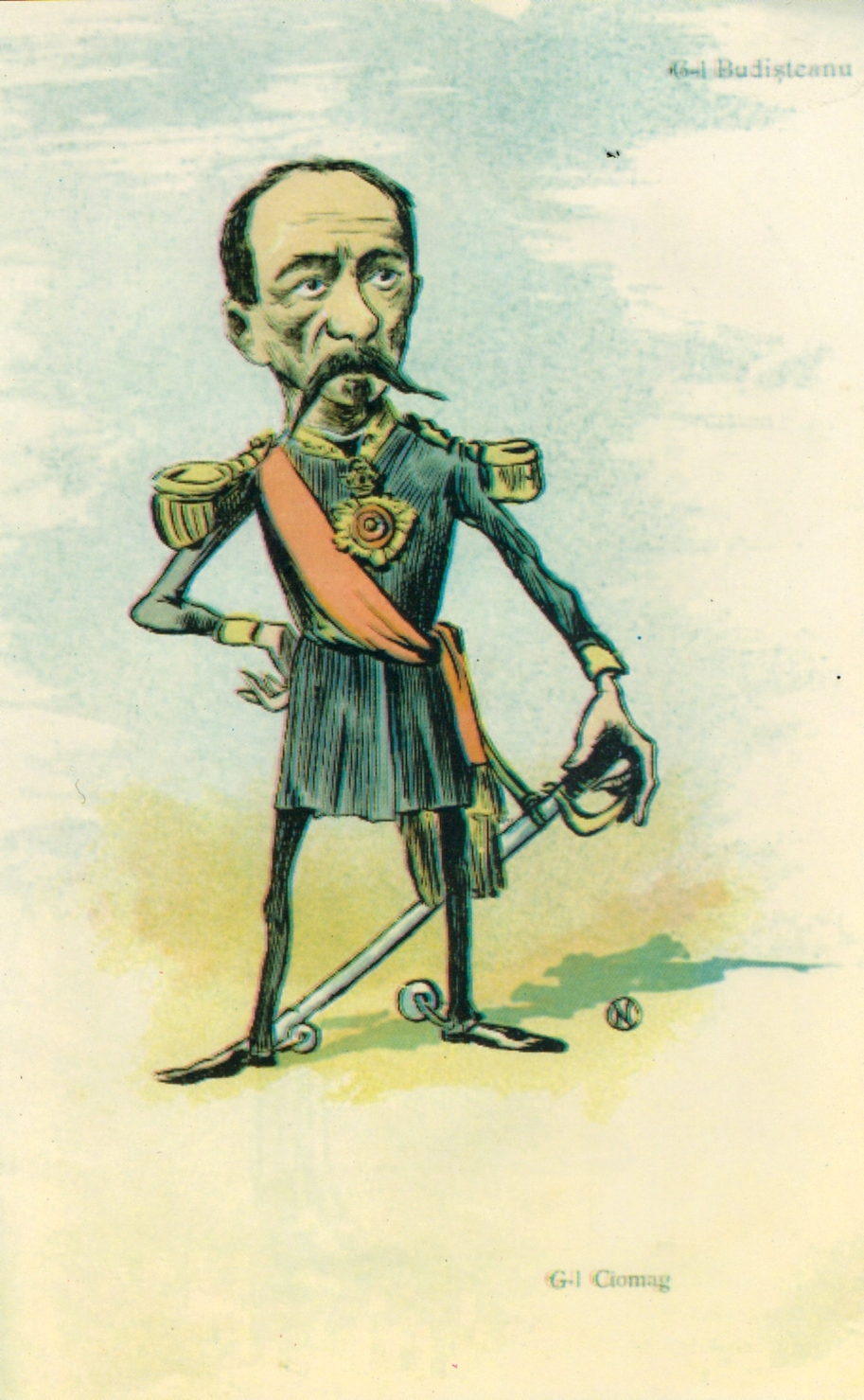
C. Budișteanu

În Albumul Contimporani înfățișează politicieni ai timpului ca: parlamentarul Anastase Stolojan (Latifund și... lat la ceafă) - burtos, fumând trabuc de 5 franci; deputatul Nicolae Filipescu prezentat în costum de războinic cu o pană în mână, aluzie la ziarul Epoca pe care-l patrona;  prim-ministrul Lascăr Catargiu - în chip de boier cu șalvari, antiriu și ișlic pe cap; liberalul Dimitrie A. Sturdza - cu spadă, pinteni la cizme și cu pană la căciulă; prințul Grigore Sturdza - tatăl lui Mihail Sturdza în costum oriental cu turban în cap și hanger la brâu, fost general în armata otomană.

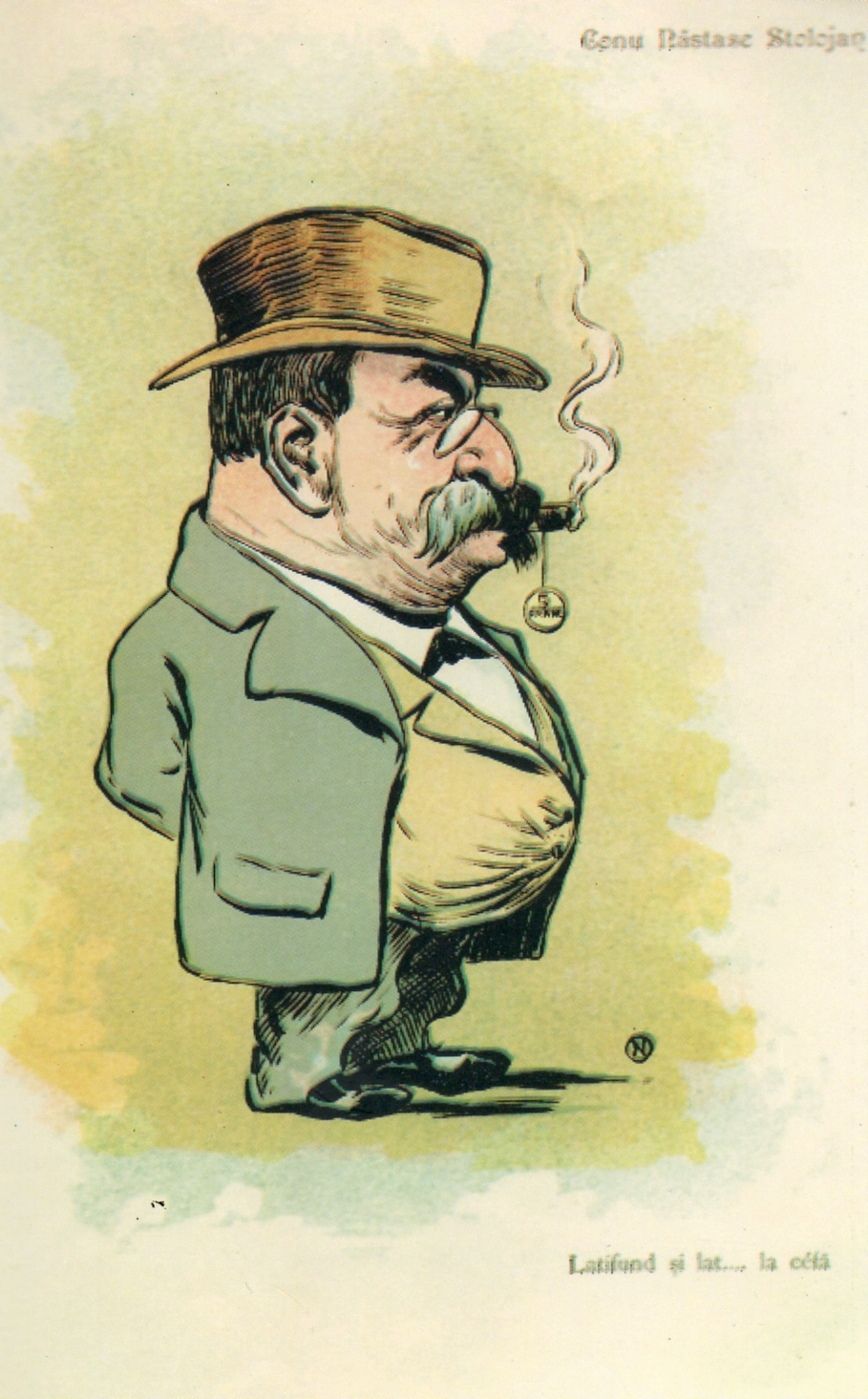
A. Stolojan
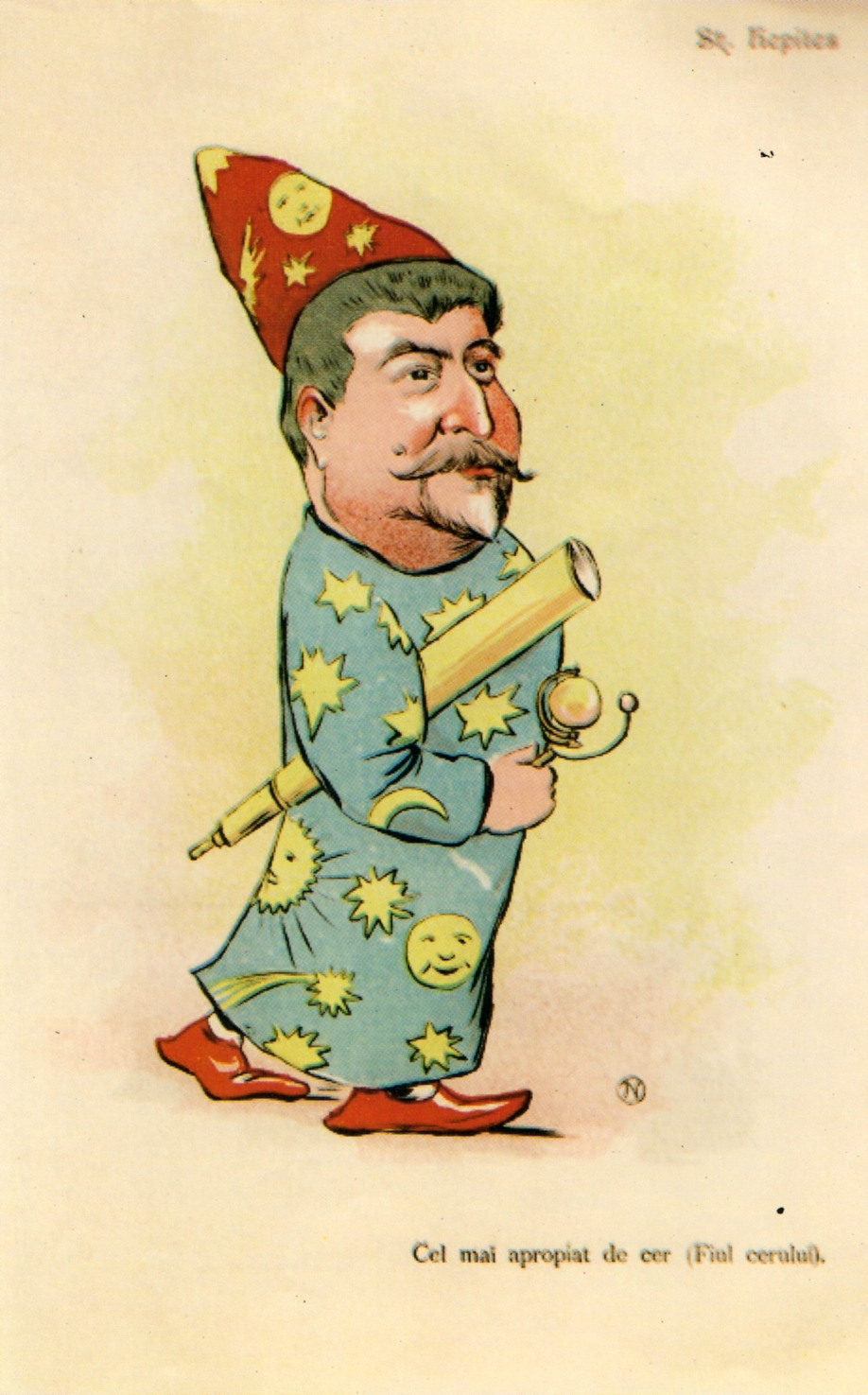
Ș. Hepites
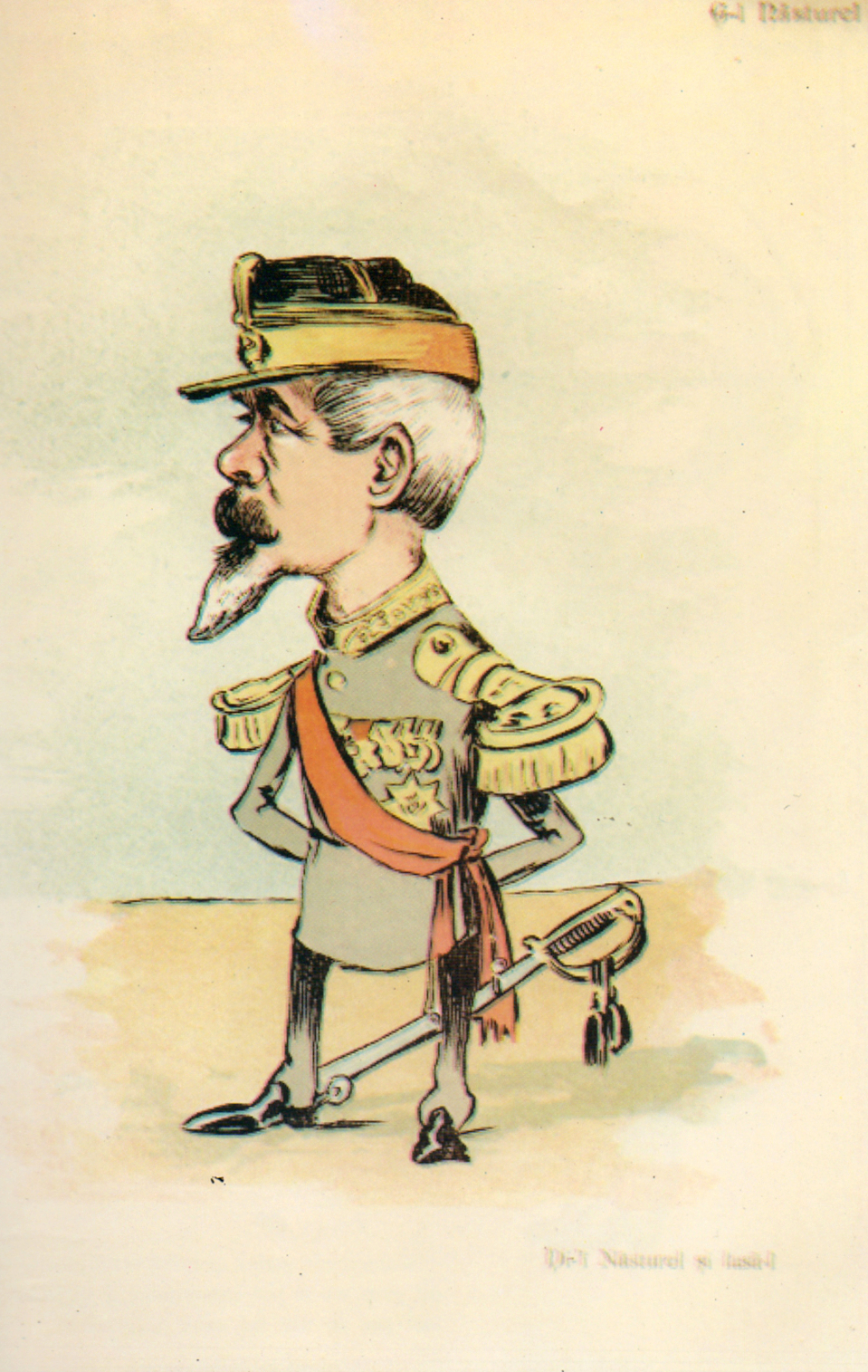
Gen. Năsturel
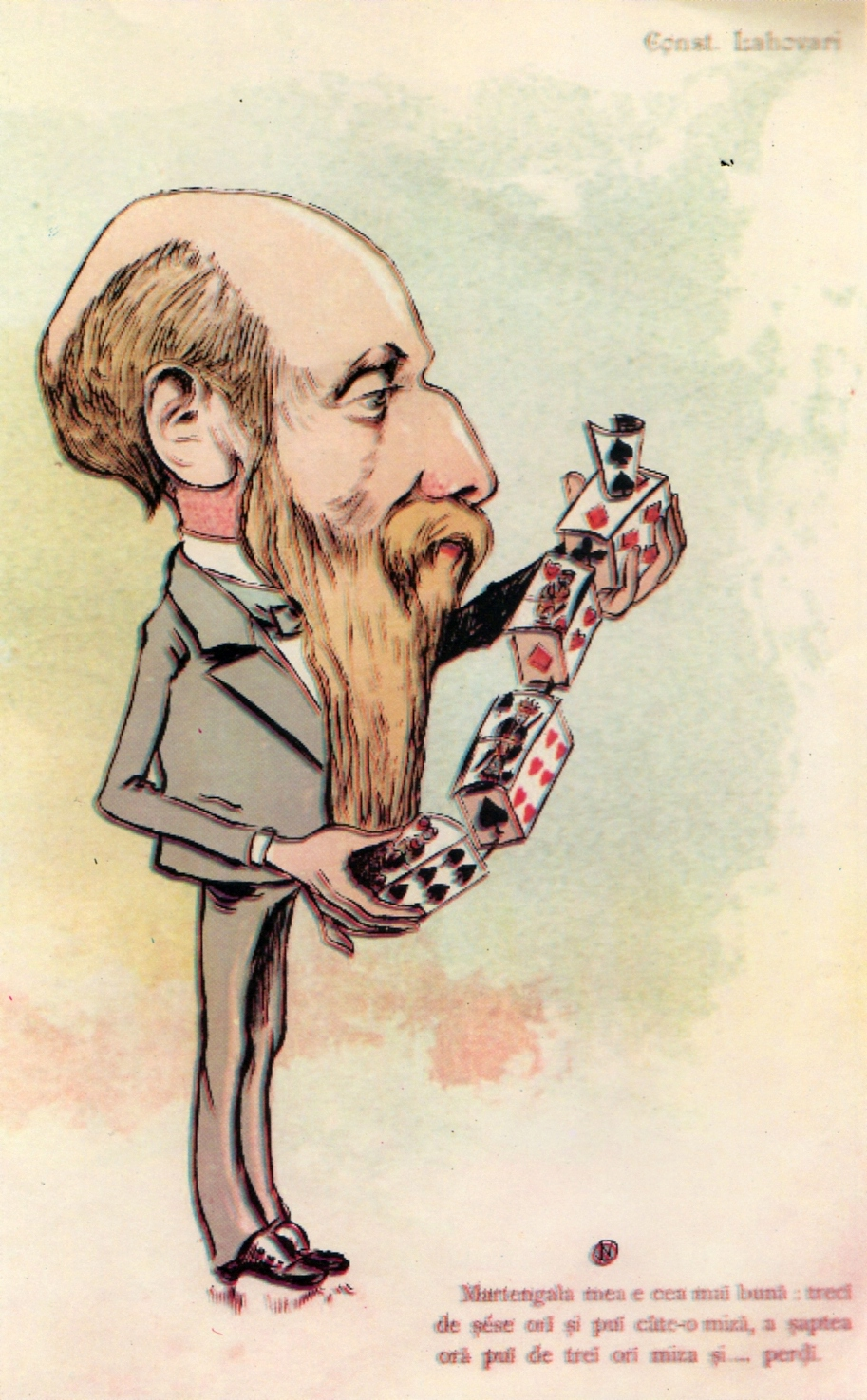
C. Lahovary
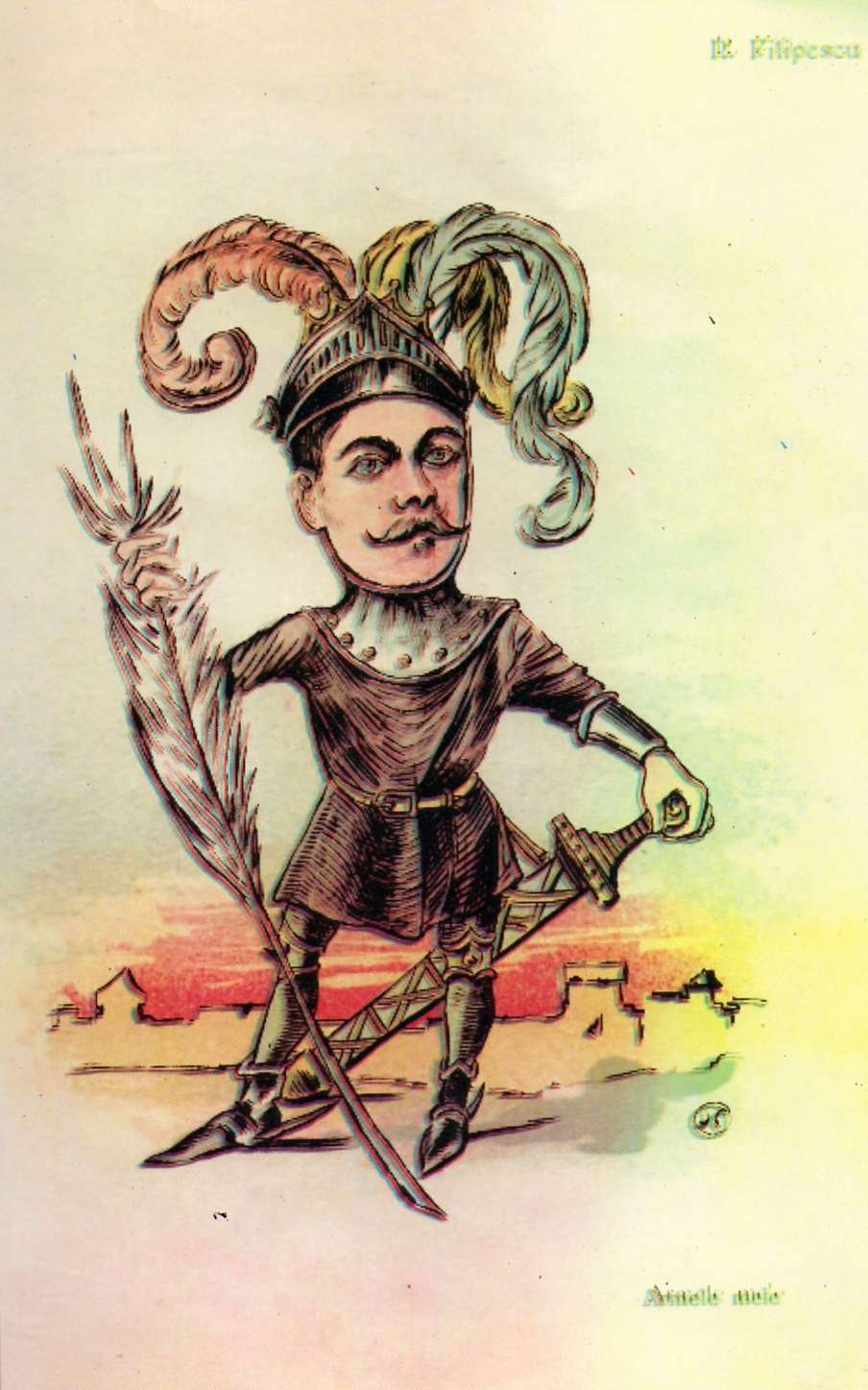
N. Filipescu
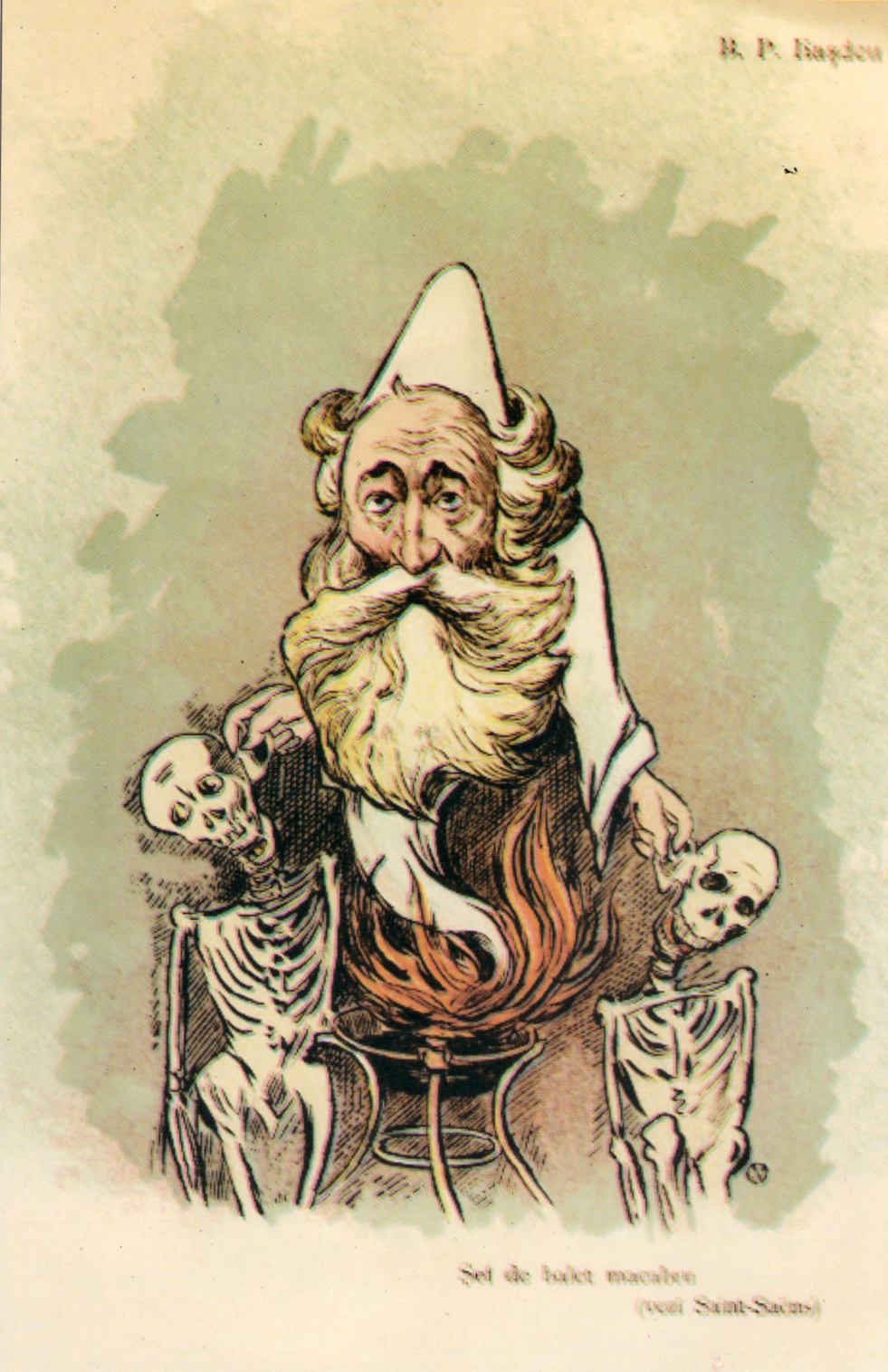
BP Hasdeu
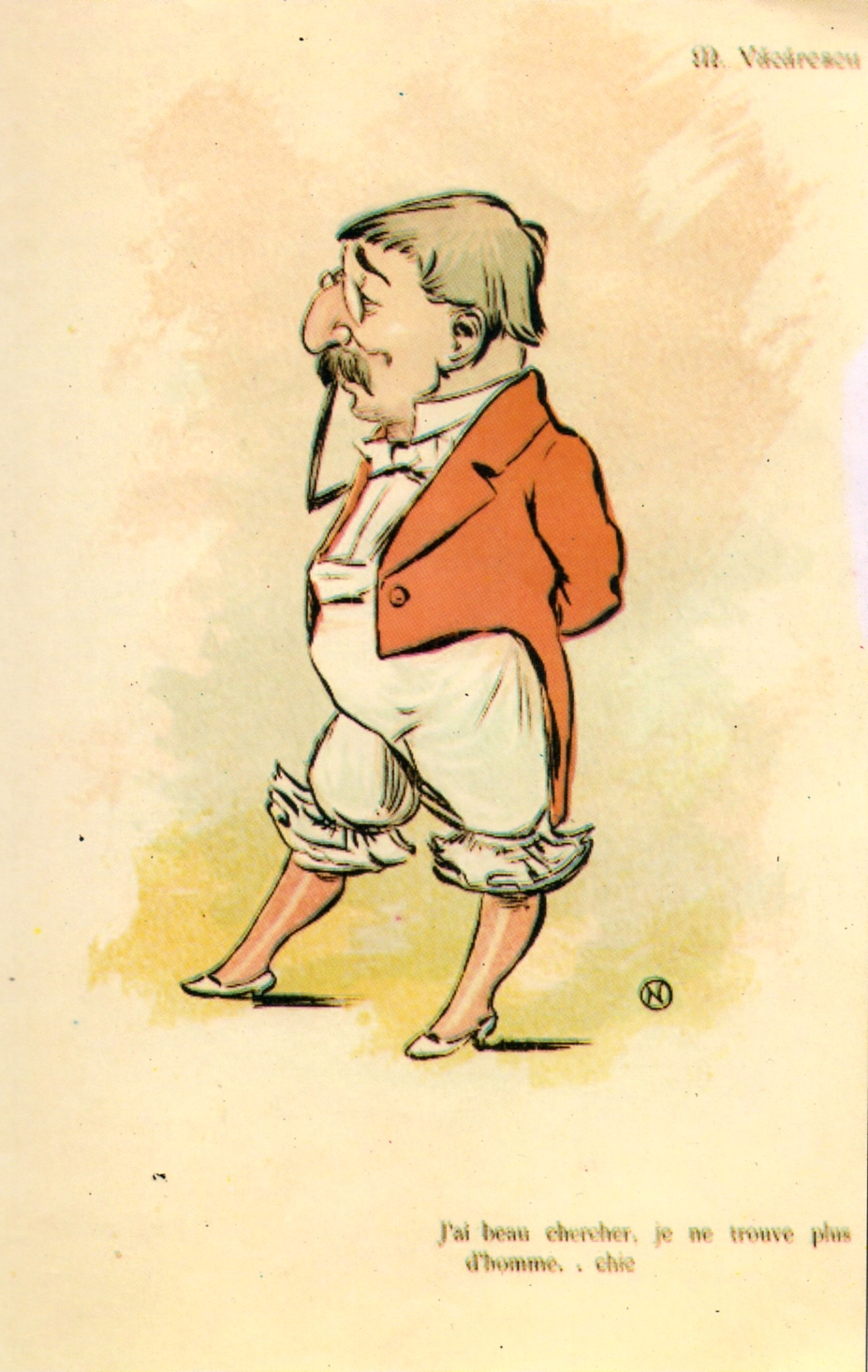
M. Văcărescu
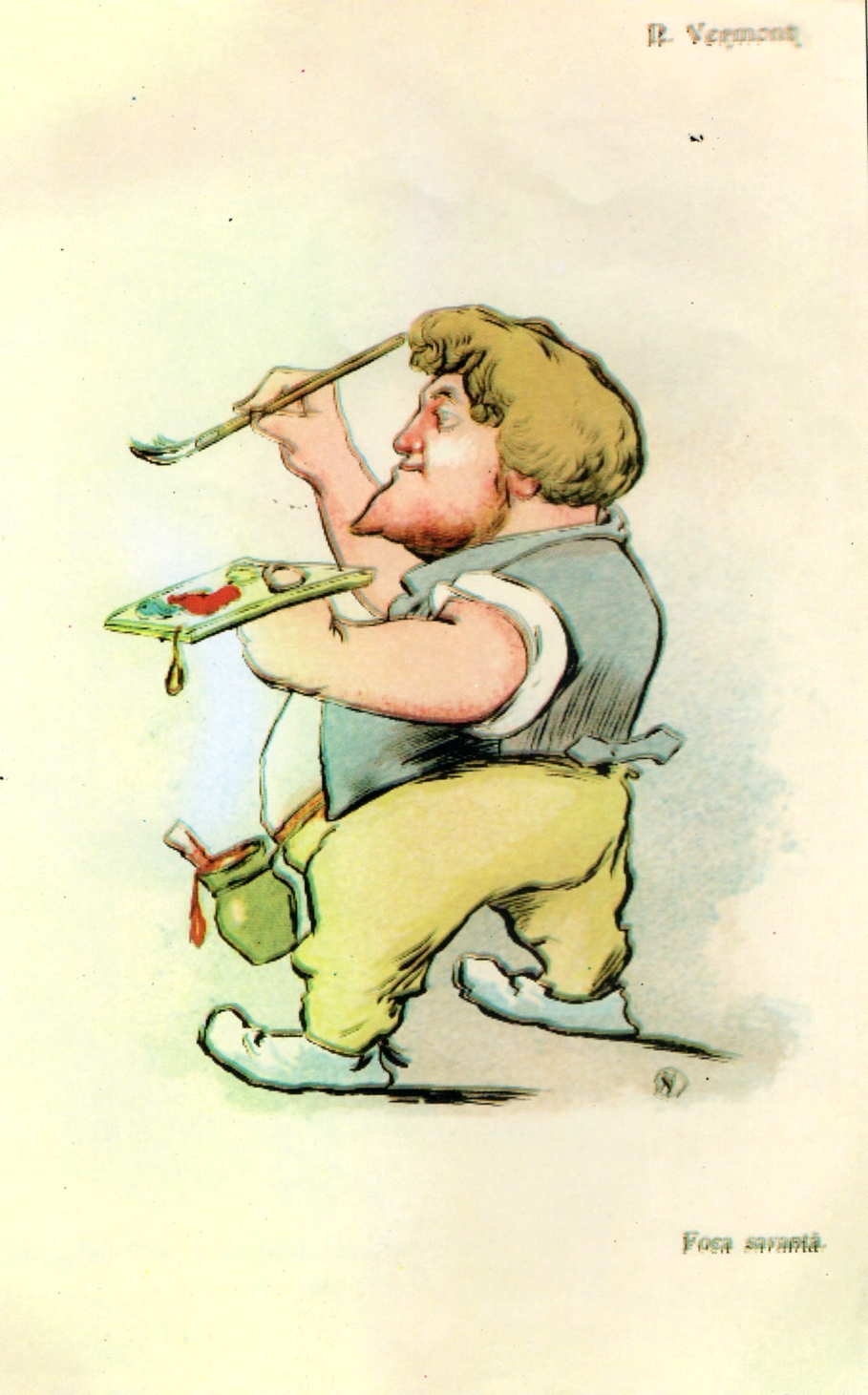
N. Vermont

Apar de asemenea generali români ca: Generalul Năsturel (Constantin Năsturel-Herescu); Anton Berindei - înfățișat călare înconjurat de o mulțime de evrei (Sunt contra patrioților în armată), aluzie la faptul că el s-a împotrivit legii încorporării evreilor în armata română; Iacob Lahovary (Comandant de Cottillion) - în costumație militară de gală aflat în bătălia balurilor și cel al saloanelor protipendadei Bucureștiului ; Constantin Budișteanu (Generalul Ciomag) - ministru de război în acel moment, înfățișat cu o pușcă în mână, aluzie la declarația pe care a făcut-o în Parlamentul României, cum că pușca Mauser era un ciomag și ca urmare a cerut aprobarea achiziționării unora noi.

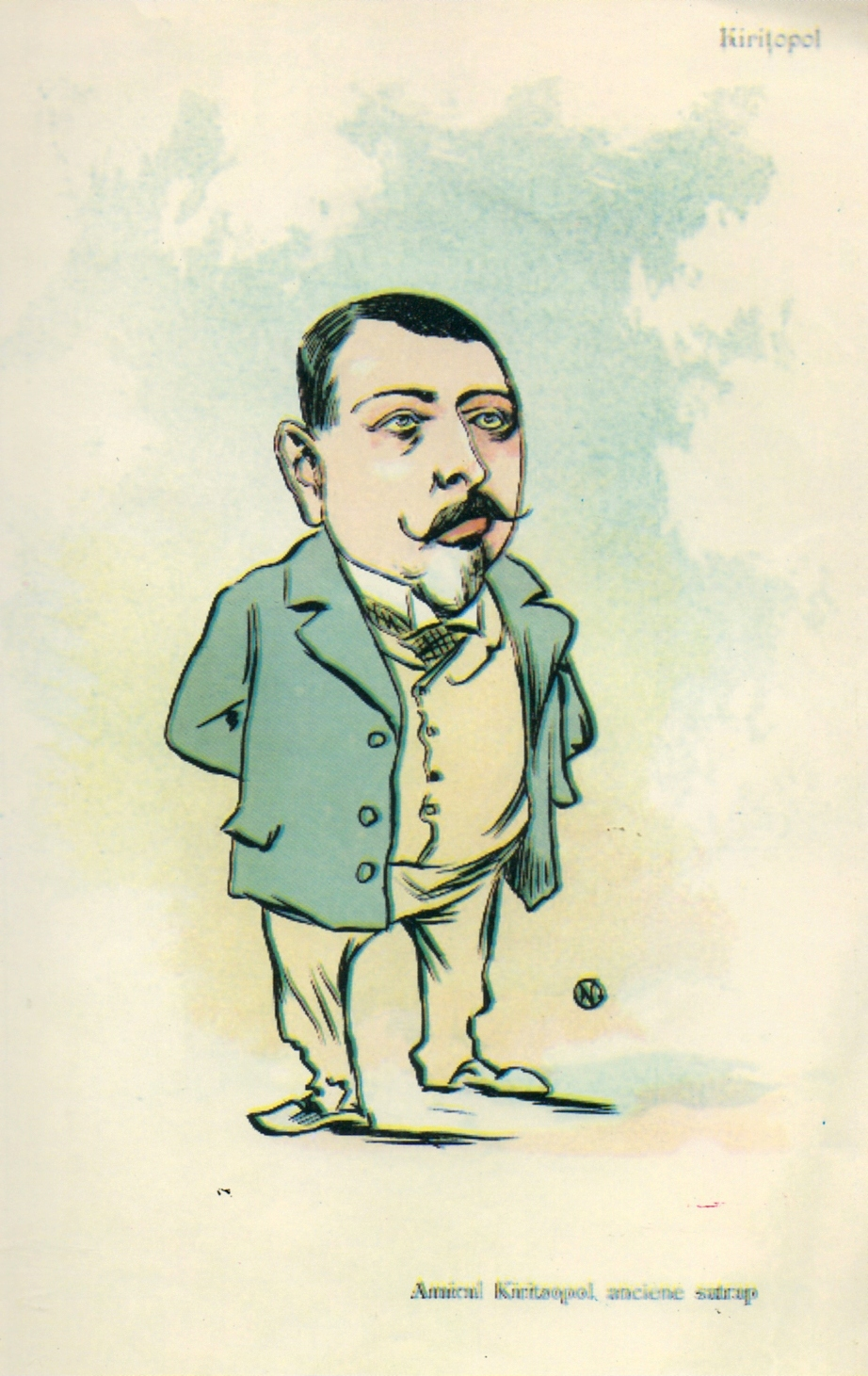
Kirițopol
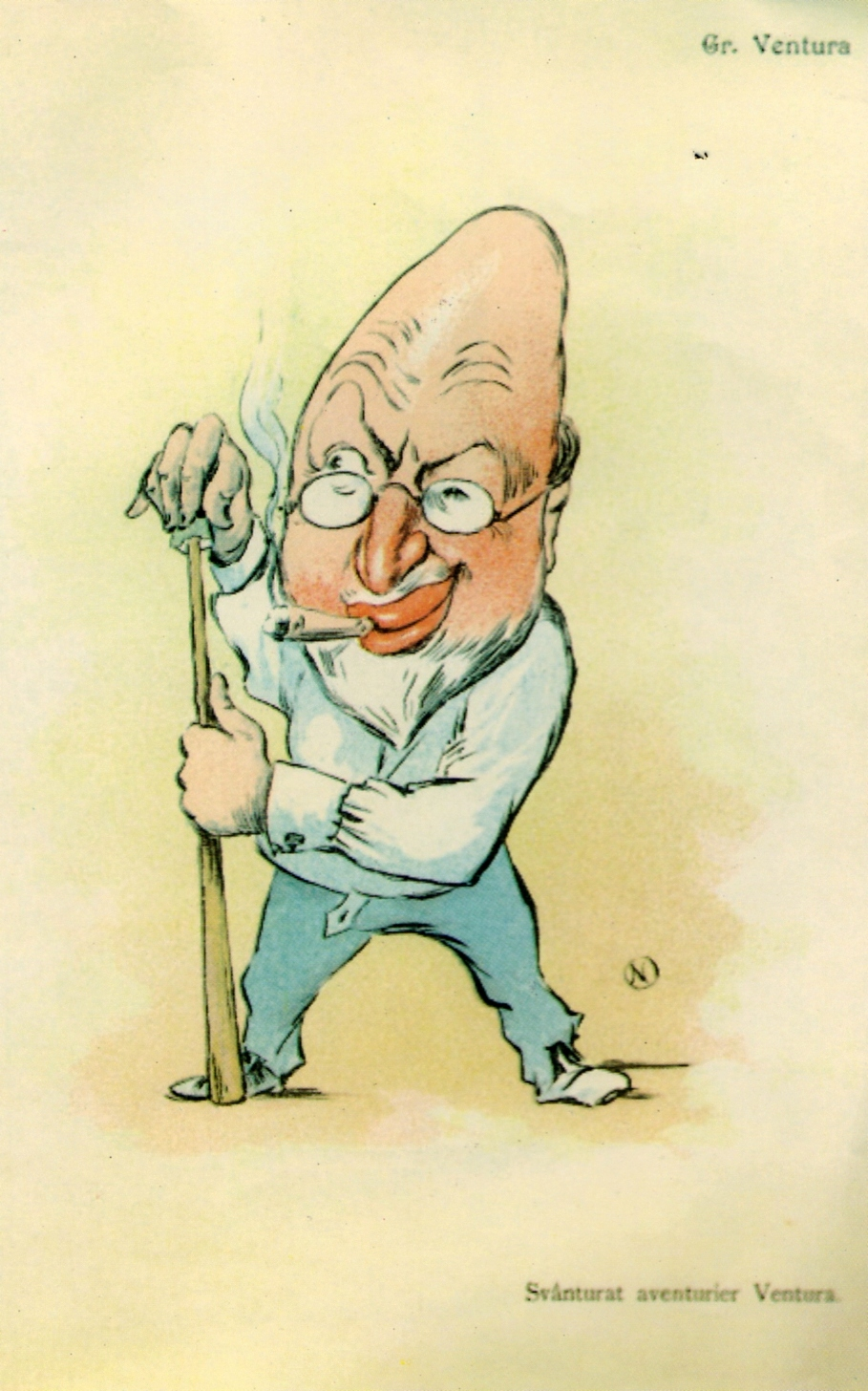
G. Ventura
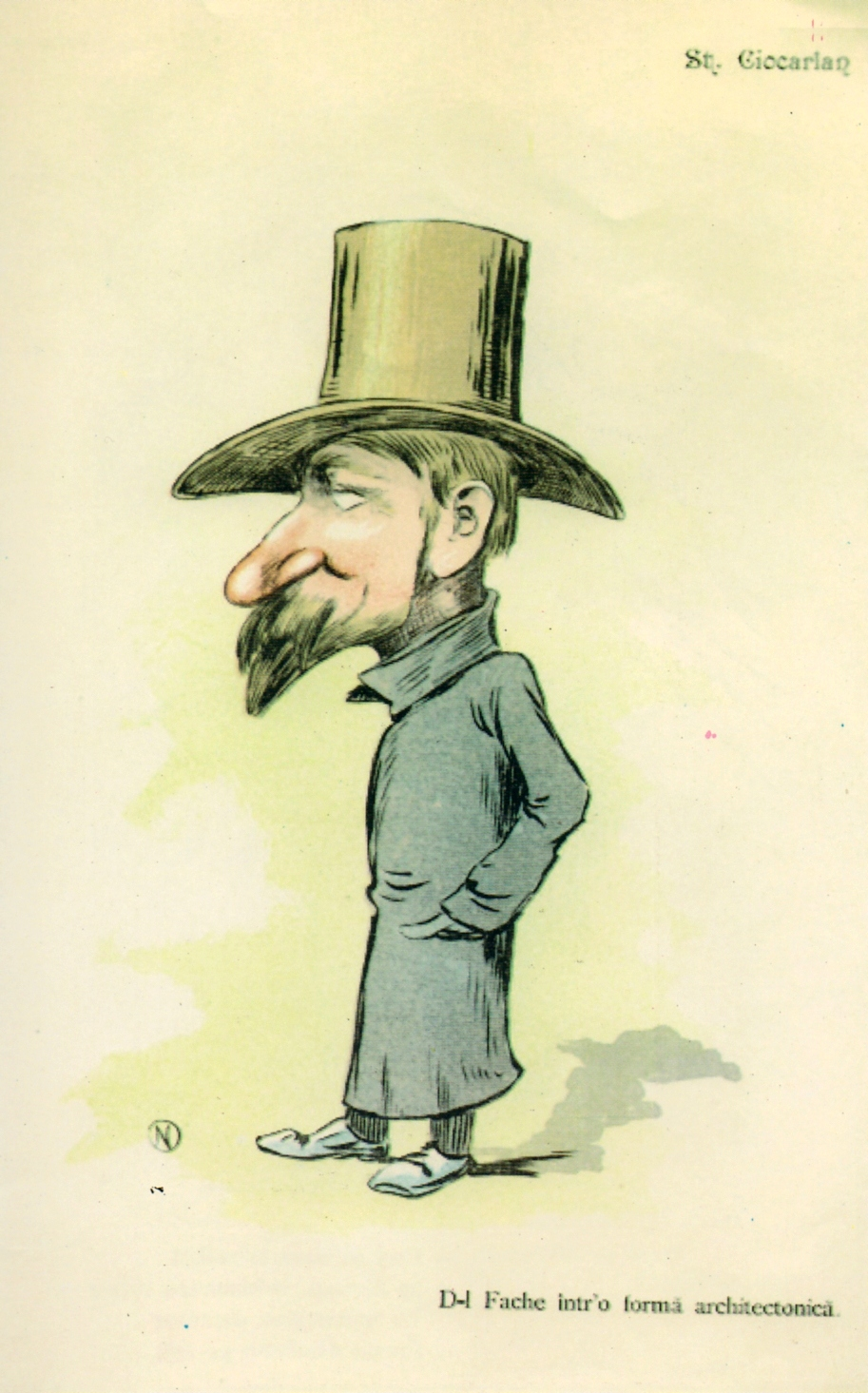
Ș. Ciocârlan
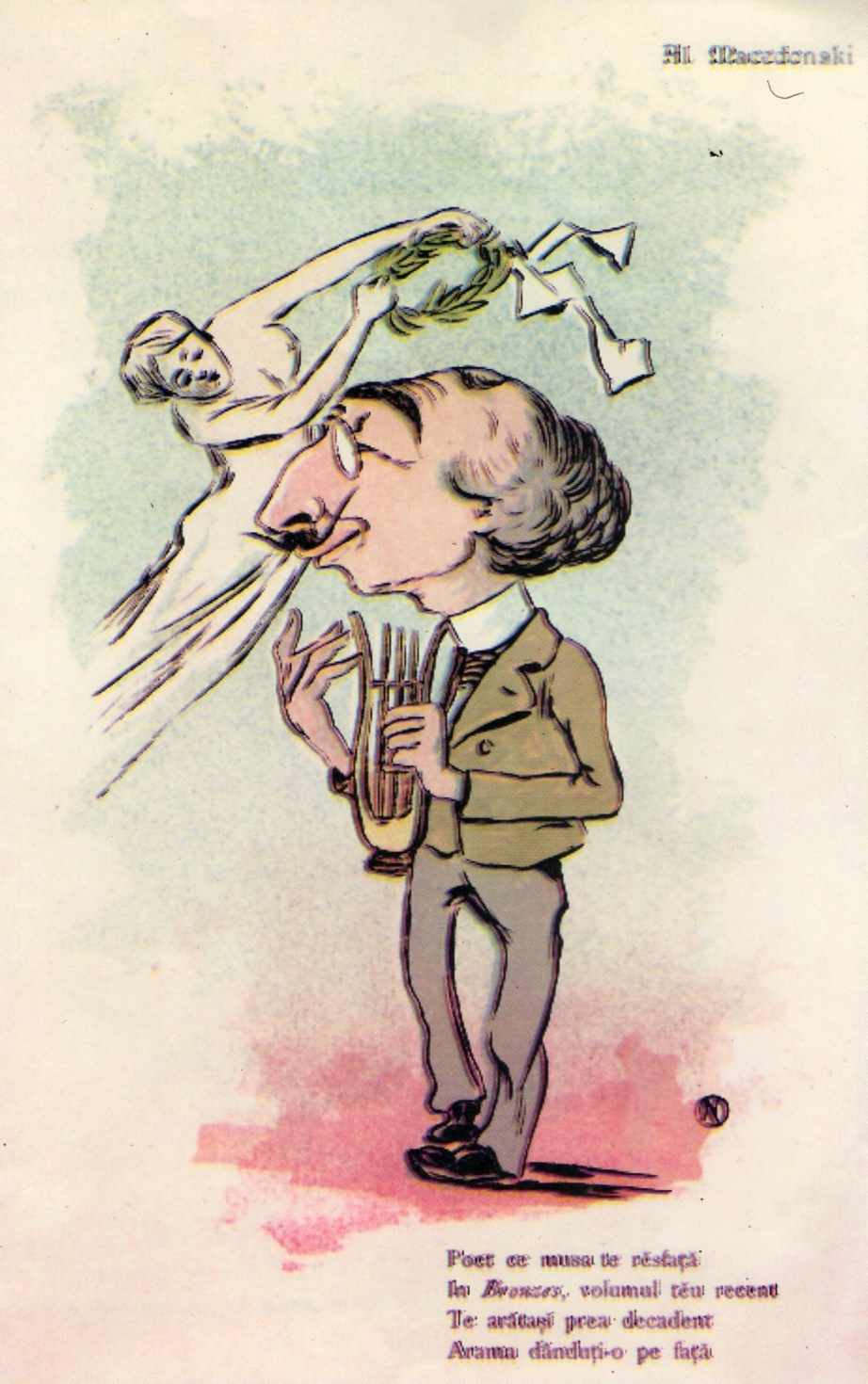
Al. Macedonski
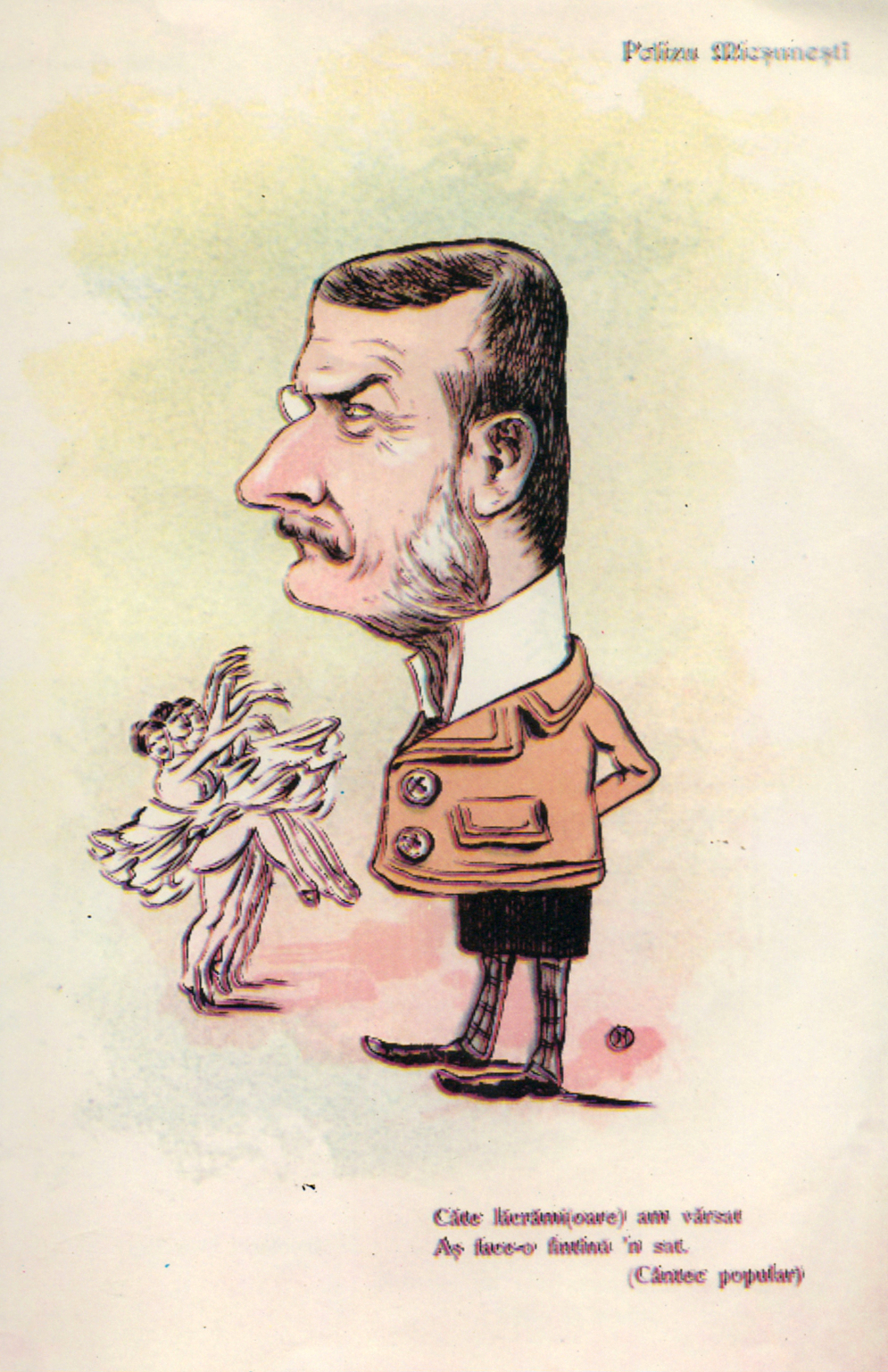
P. Micșunești
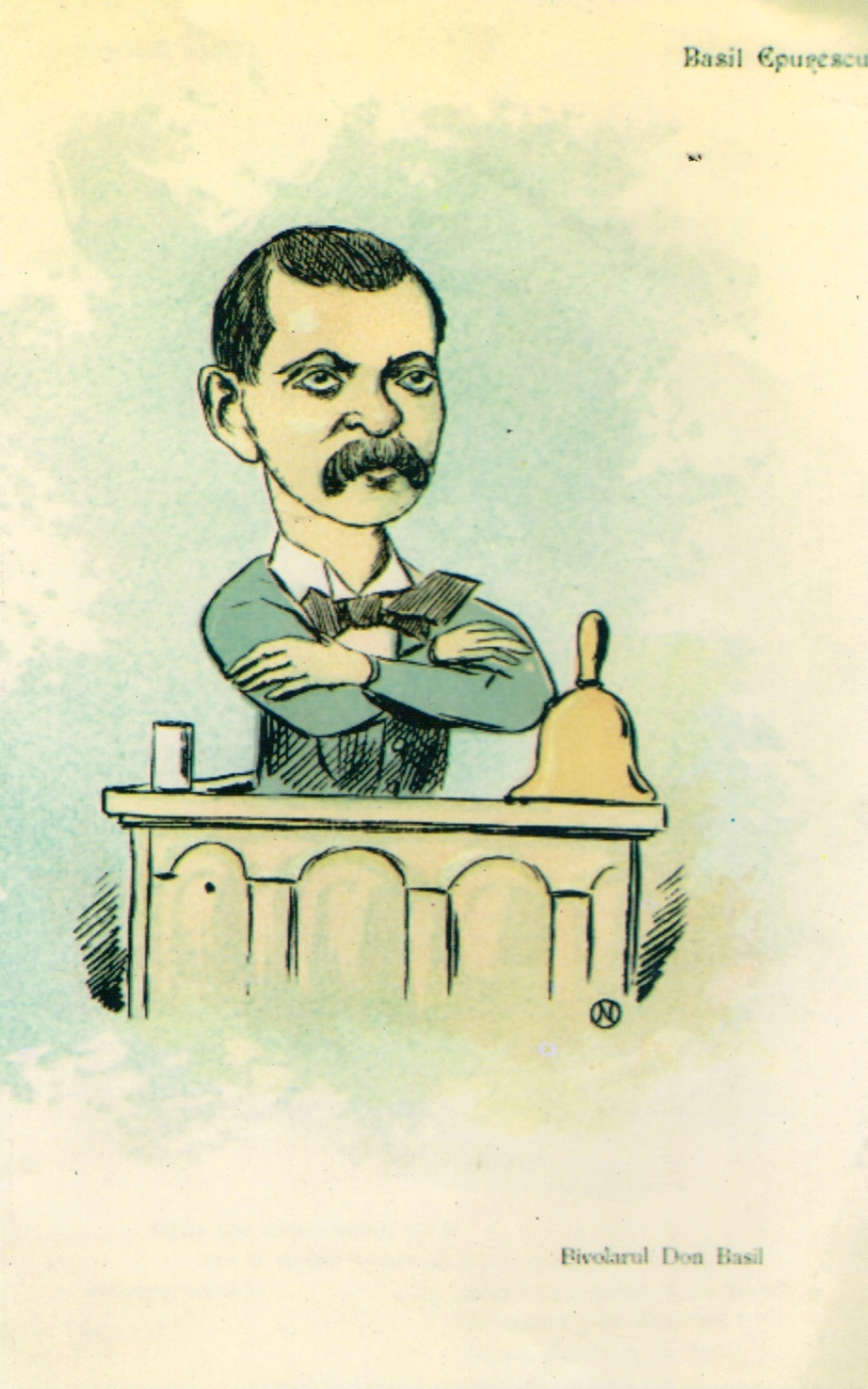
V. Epurescu
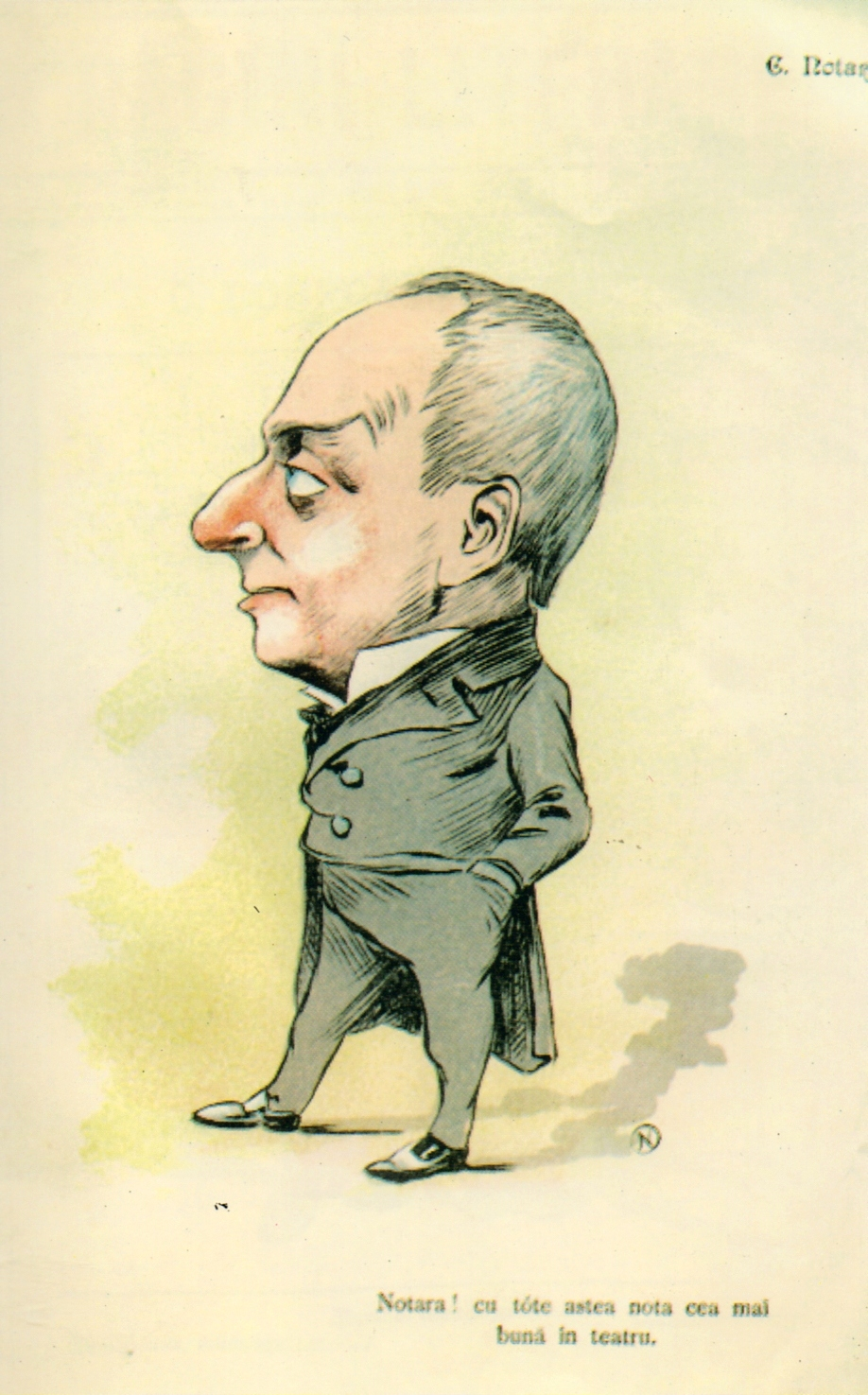
C. Nottara
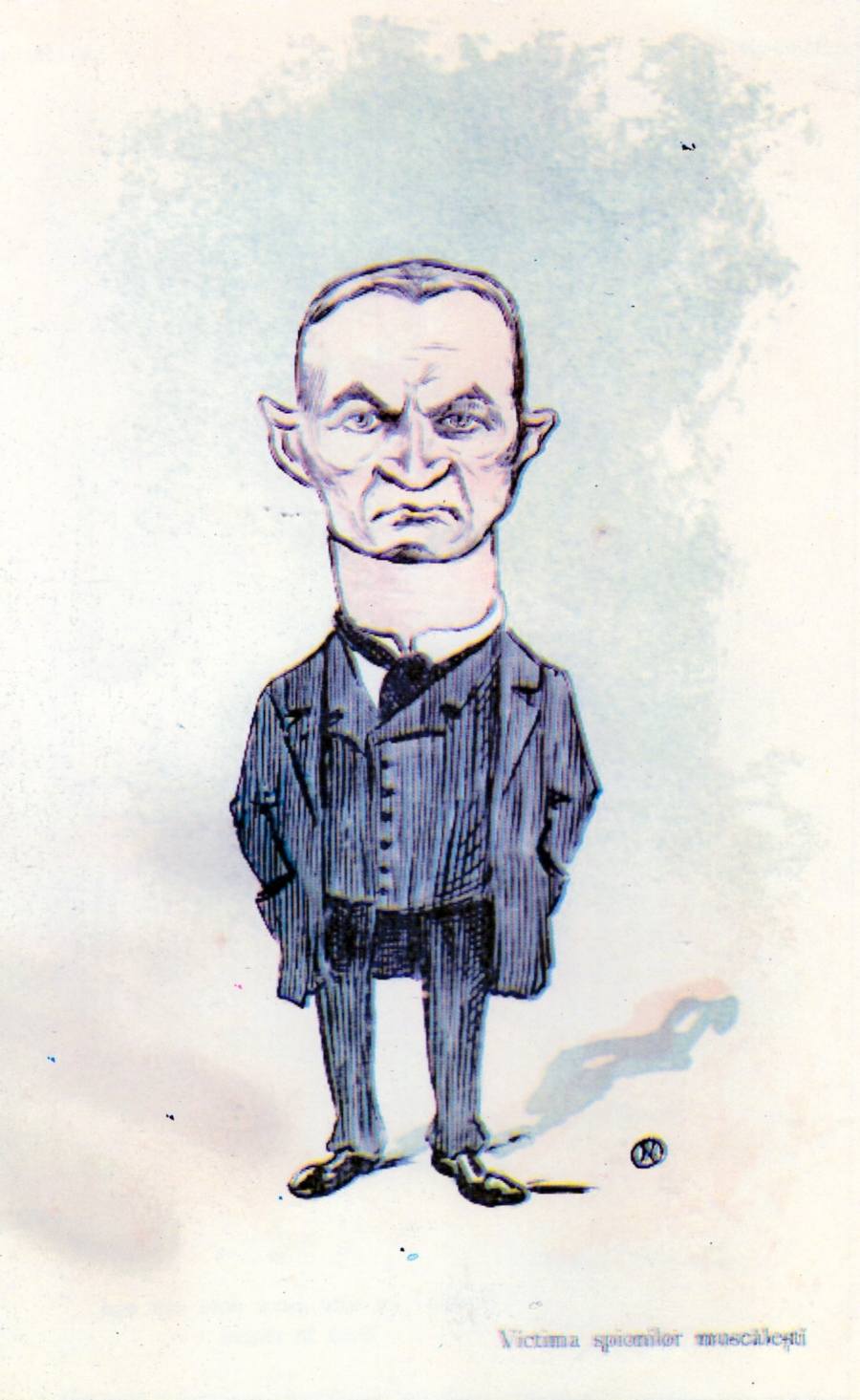
NC Furculescu

Absolut remarcabile sunt caricaturile  marilor intelectuali ai acelor timpuri: Alexandru Macedonski, V.A. Urechia, Bogdan Petriceicu Hasdeu, Ștefan Hepites, Grigore Ventura, Constantin Nottara, Nicolae Vermont și Mihai Văcărescu. Astfel, Ștefan Hepites este îmbrăcat într-un halat pe care se văd soarele, stelele și luna. Lucrarea face aluzie la faptul că Hepites este cel care a înființat Institutul Meteorologic din București și astfel el a fost reprezentat cu diverse instrumente specifice în mână. Grigore Ventura are trabucul în colțul gurii pregătindu-se pentru o partidă de biliard. Bogdan Petriceicu Hasdeu (Șef de balet macabru) - apare ca un vrăjitor bătrân care ține de urechi două schelete. Mihai Văcărescu (cronicar monden al publicației L'Independance Roumaine) - apare ca un arbitru al modei urmărind atent frumosul și bunul gust. Nicole Vermont (Foca savantă) - începe optimist o nouă lucrare de pictură. V.A. Urechia (Comis-voyageur al naționalismului) (președinte al Academiei Române de atunci) - este înfățișat încovoiat și alergând sub povara documentelor cu peceți. Constantin Nottara (Nottara, cu toate acestea nota cea mai bună din teatru.) - este înfățișat cu un cap supradimensionat, aluzie la inteligența sa, îmbrăcat într-un frac și cu mâinile în buzunare. Alexandru Macedonski a fost un subiect preferat al lui Nicolae S. Petrescu-Găină în mod similar cu Constantin I. Stăncescu. Caricatura din Albumul Contimporani a lui Macedonski a fost considerată de către Paul Rezeanu ca fiind printre primele, dacă nu prima, din seria de desene - Macedonski - pe care le-a făcut Nicolae Petrescu în toată viața sa.

### Albumul de caricaturi „Albumul meu”
- Click pentru vizualizarea celor 42 de caricaturi din Albumul meu publicat de Nicolae Petrescu-Găină.

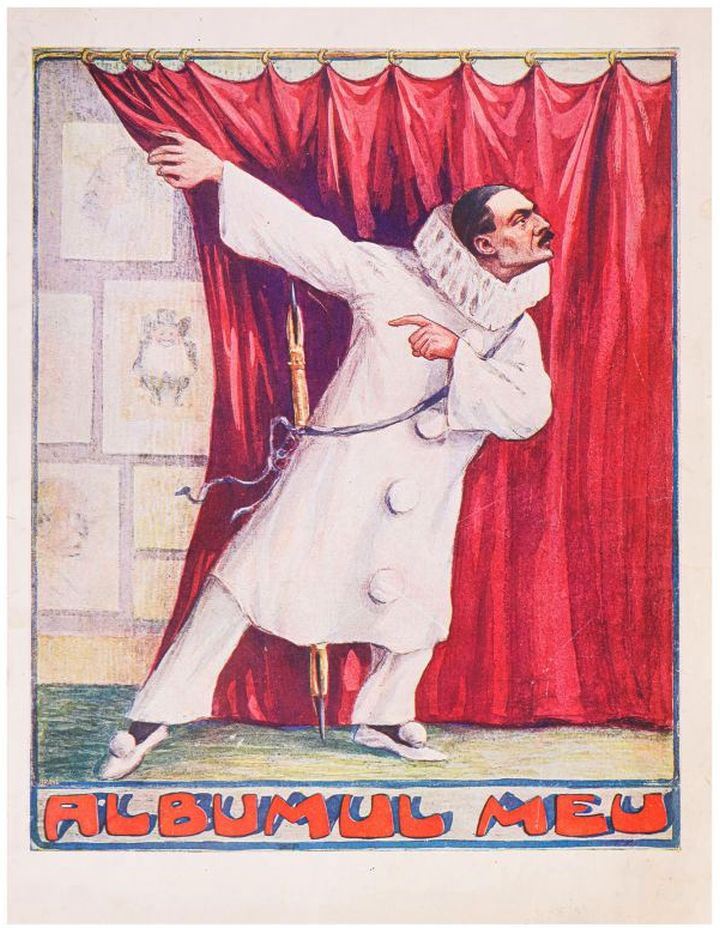
Coperta la Albumul meu

Nicolae Petrescu a publicat în anul 1913 / 1914 al doilea album de caricaturi intitulat Albumul meu, editat de către Ziarul Seara. Tudor Arghezi a făcut în 1913 aprecieri cu privire la apariția albumului de caricaturi, considerând că acesta ar fi apărut într-o ediție restrânsă, pentru prieteni, și l-a prezentat pe caricaturist ca fiind un cunoscut al bucureștenilor de la Capșa, Imperial și (al) parlamentarilor. El i-a adus elogii importante calificându-l a fi ...cel mai bun dintre artiștii bucureșteni... un artist adevărat, iubitor de culoare și forme priceput în gustul lucrurilor frumoase, armonie în judecăți și spiritual...
Albumul meu are în componența sa 42 de caricaturi executate în guașă și acuarelă, dar care sunt reproduse în album în alb-negru. Albumul a apărut în condiții grafice excelente și prezintă caricaturi ale unor mari personalități în artă și cultură precum și a oamenilor politici ai acelor timpuri. Coperta albumului îl are înfățișat pe Nicolae Petrescu-Găină în costum de arlechin trăgând o cortină de culoare roșu-grena în spatele căreia se află o galerie de caricaturi. Cele mai importante lucrări din componența albumului sunt cele care îi reprezintă pe Alecu Bădărău în calitate de ministru de justiție rezemat de o bâtă electorală; Gheorghe Grigore Cantacuzino zis Nababul având o postură politică de președinte al Camerei cu o casă de bani reprezentată în planul al doilea; Barbu Ștefănescu Delavrancea (Trubadurul), ministrul lucrărilor publice care ține într-o mână o locomotivă și cu alta trage o mârțoagă; Prințul Moruzi zis Kneazul, jucând cazacioc cu o sticlă de vodcă în mână; Virgil Arion înfățișat ca o cioară care stă într-un picior; generalul Alexandru Averescu îmbrăcat în ținută de gală cu o lunetă în mâna dreaptă, dar călare pe o gloabă; Alexandru Marghiloman călare pe un cal de curse, el fiind un mare pasionat al hipodromului; Take Ionescu comis-voiajor al Balcanilor și caricatura lui Titu Maiorescu, Ionel Brătianu trăgând de un tramvai sau Dimitrie A. Sturdza în caricatura intitulată Documente vechi.

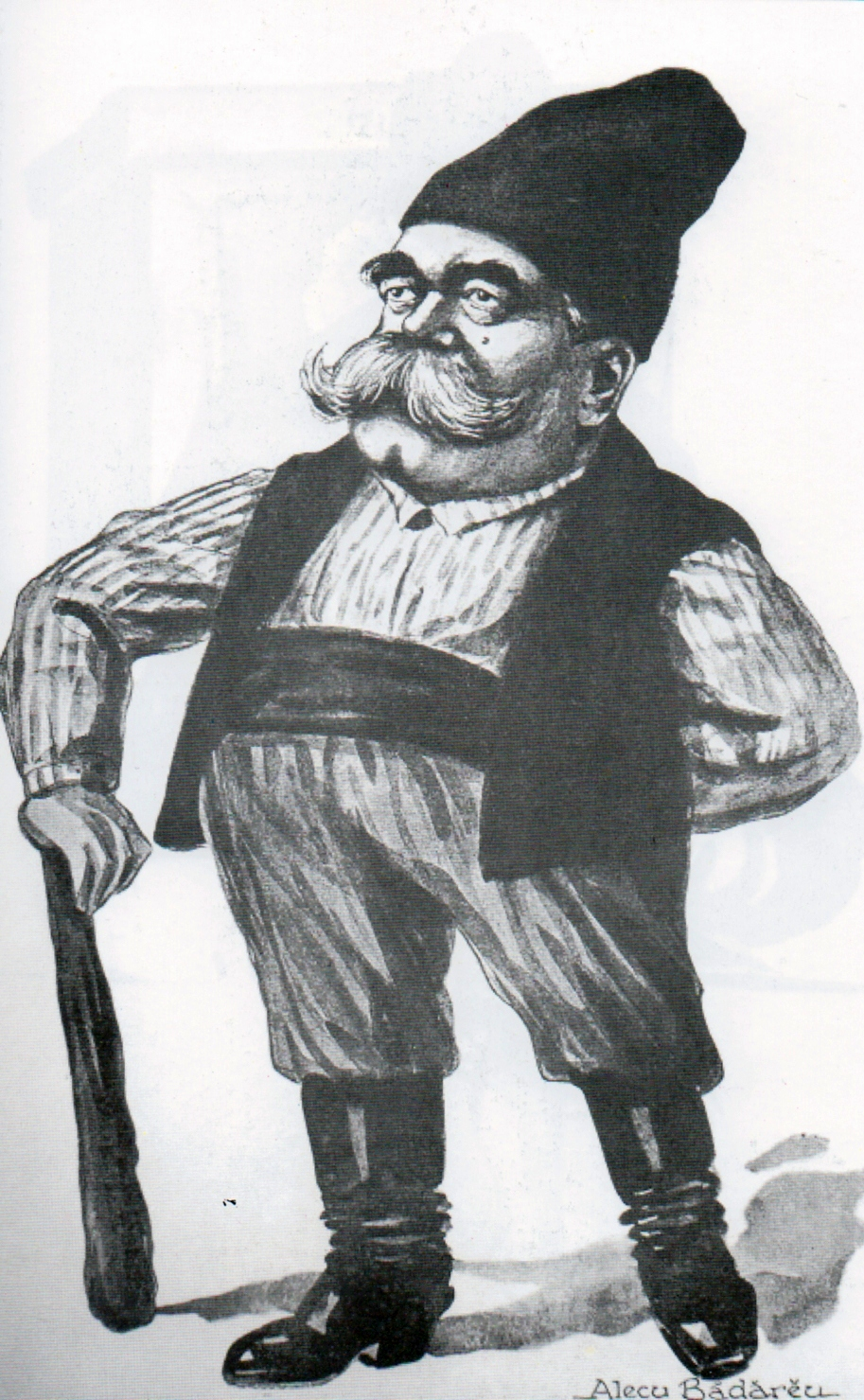
Al. Bădărău
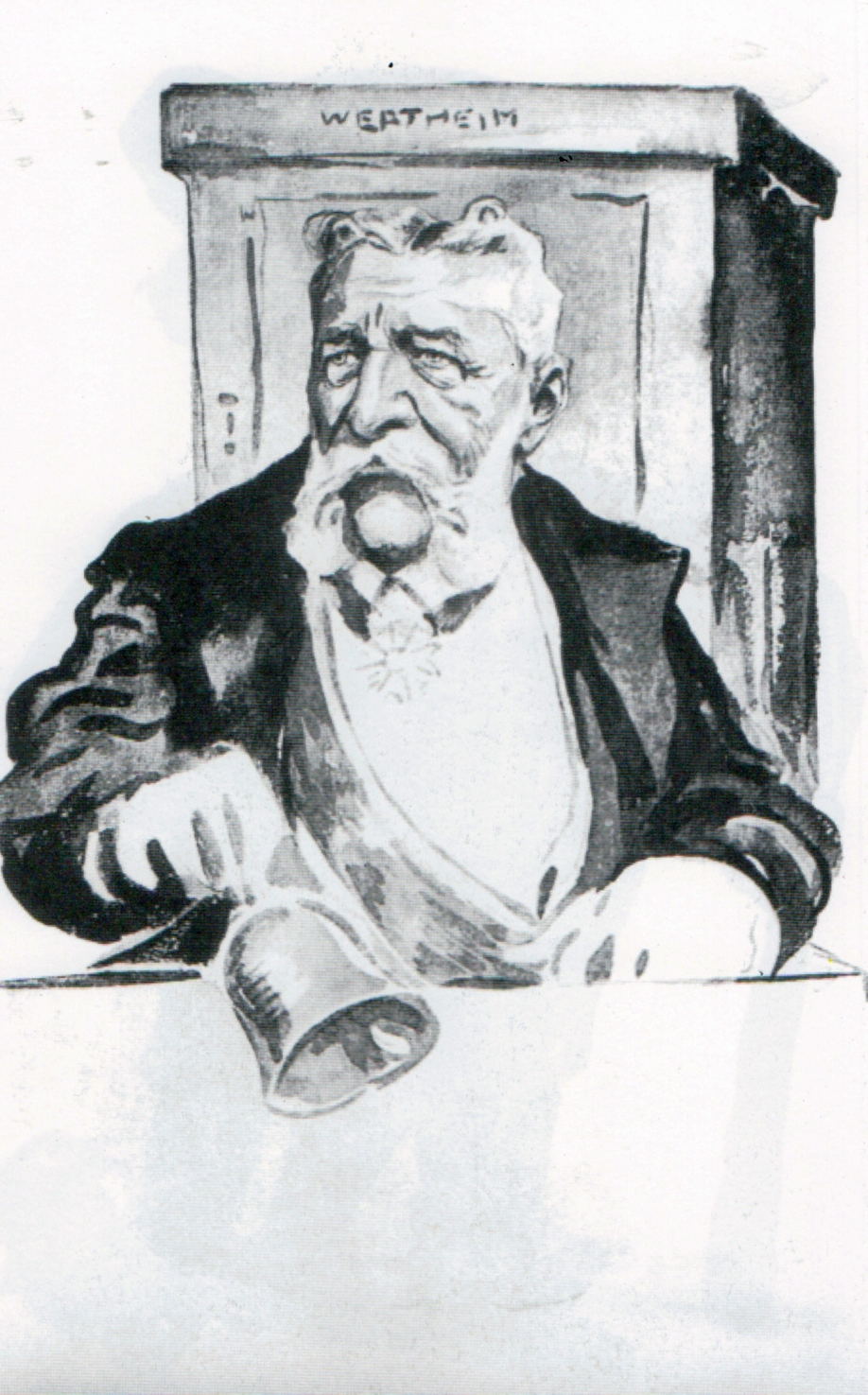
Nababul
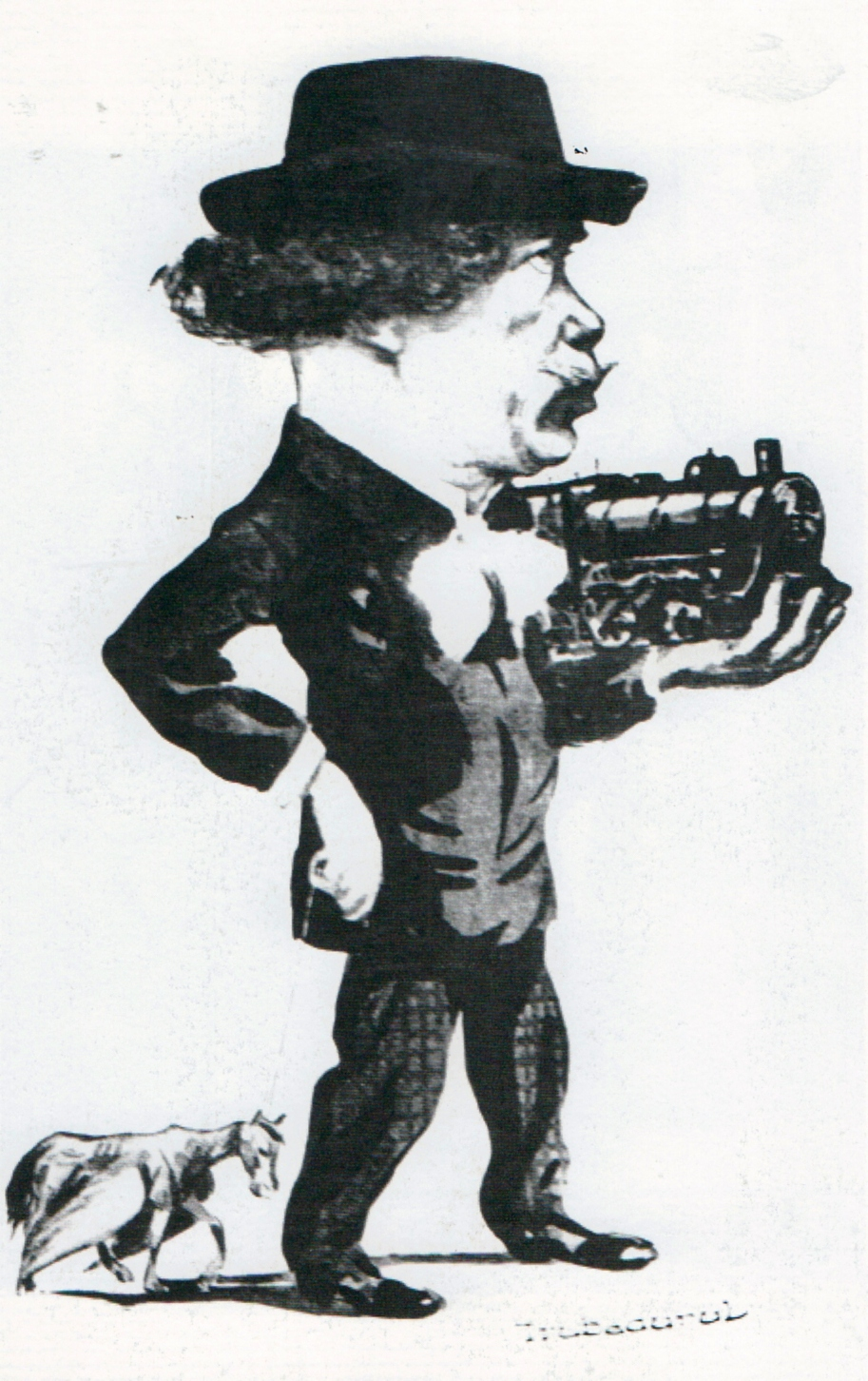
Trubadurul
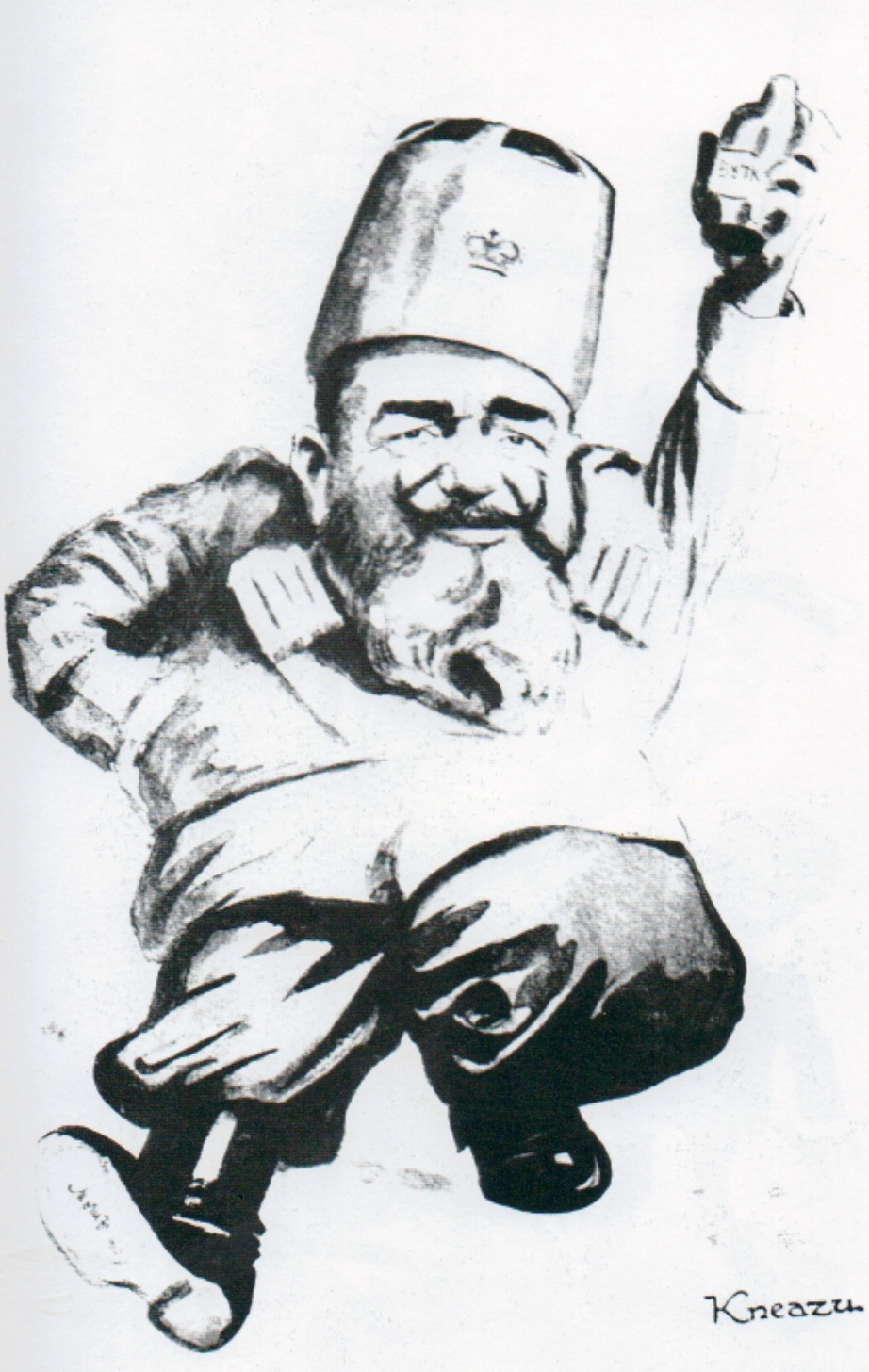
Kneazul
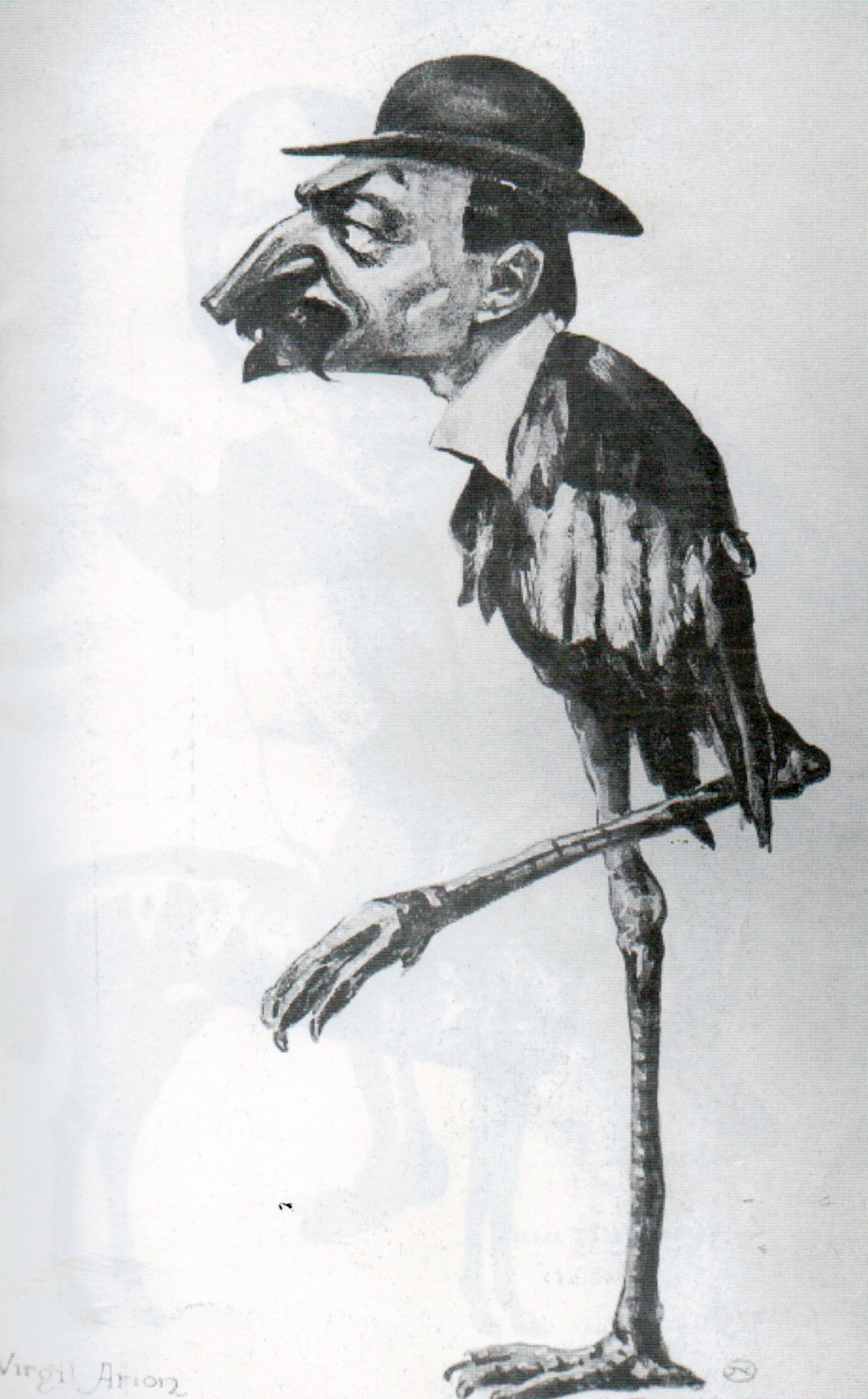
Virgil Arion
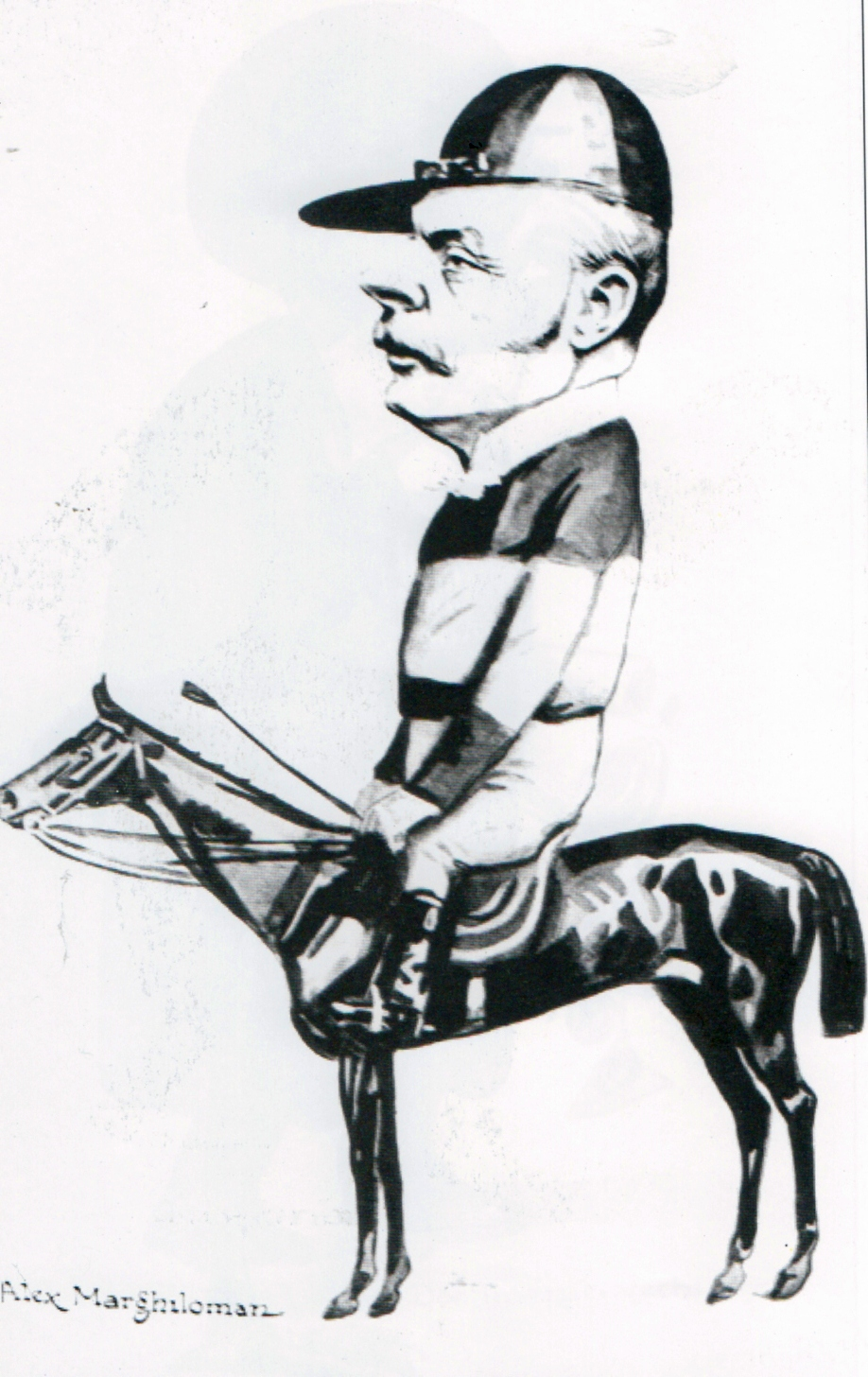
Marghiloman
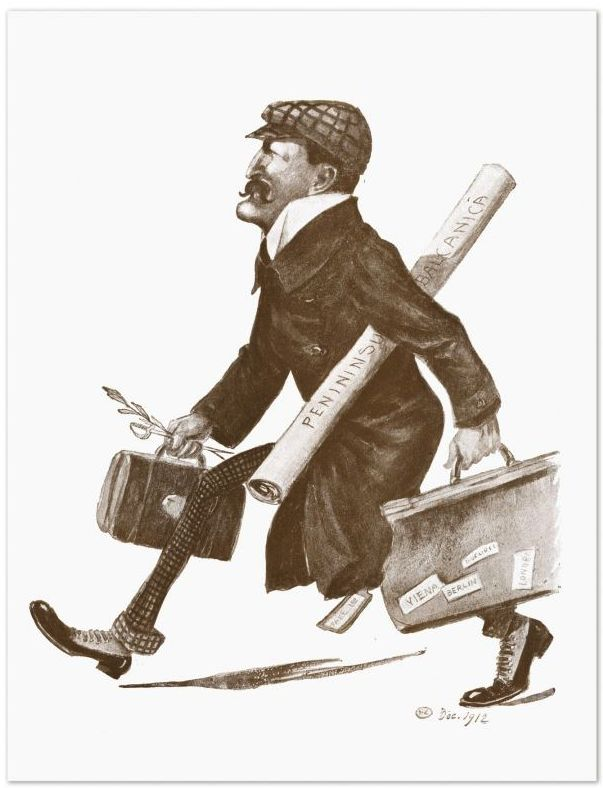
Take Ionescu
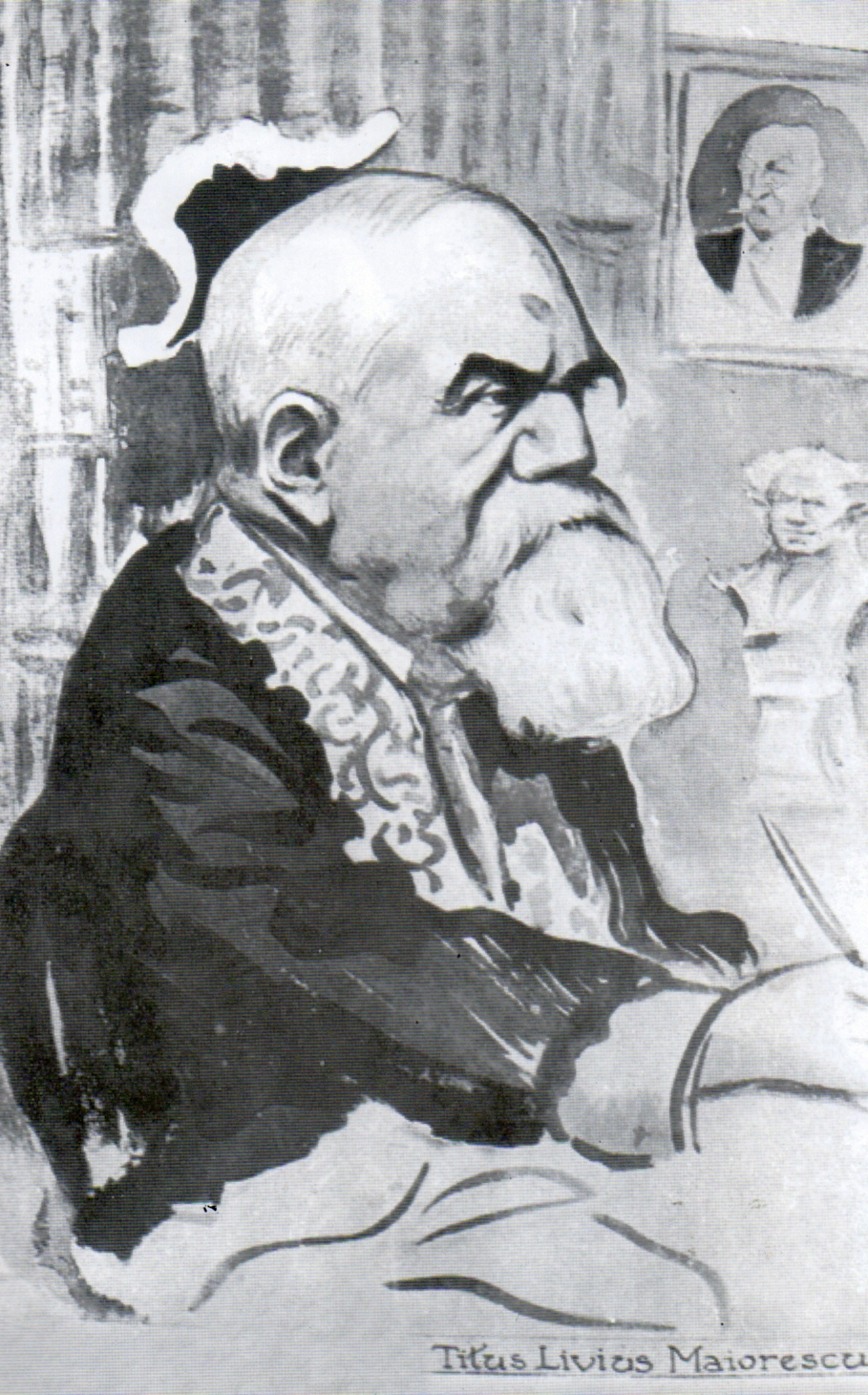
Titu Maiorescu

O lucrare specială este cea intitulată Arhitecți diplomați de guvernul francez. Ea este o compoziție constituită din 15 portrete pe care Nicolae Petrescu-Găină le-a făcut arhitecților Ion D. Berindey, Paul Smărăndescu, Nicolae Nenciulescu, Nicolae Ghica-Budești, Duiliu Marcu, Davidescu, Petre Antonescu, Ștefan Burcuș, Leonida Negrescu, Dorneanu, Daniel Renard, Scarlat Petculescu, Bacomei și Jean Pompilian. Arhitecții poartă machetele și planurile edificiilor reprezentative pentru fiecare. Lucrarea a fost executată de o mână ascultătoare, cu mijloace simple și este absolut remarcabilă.

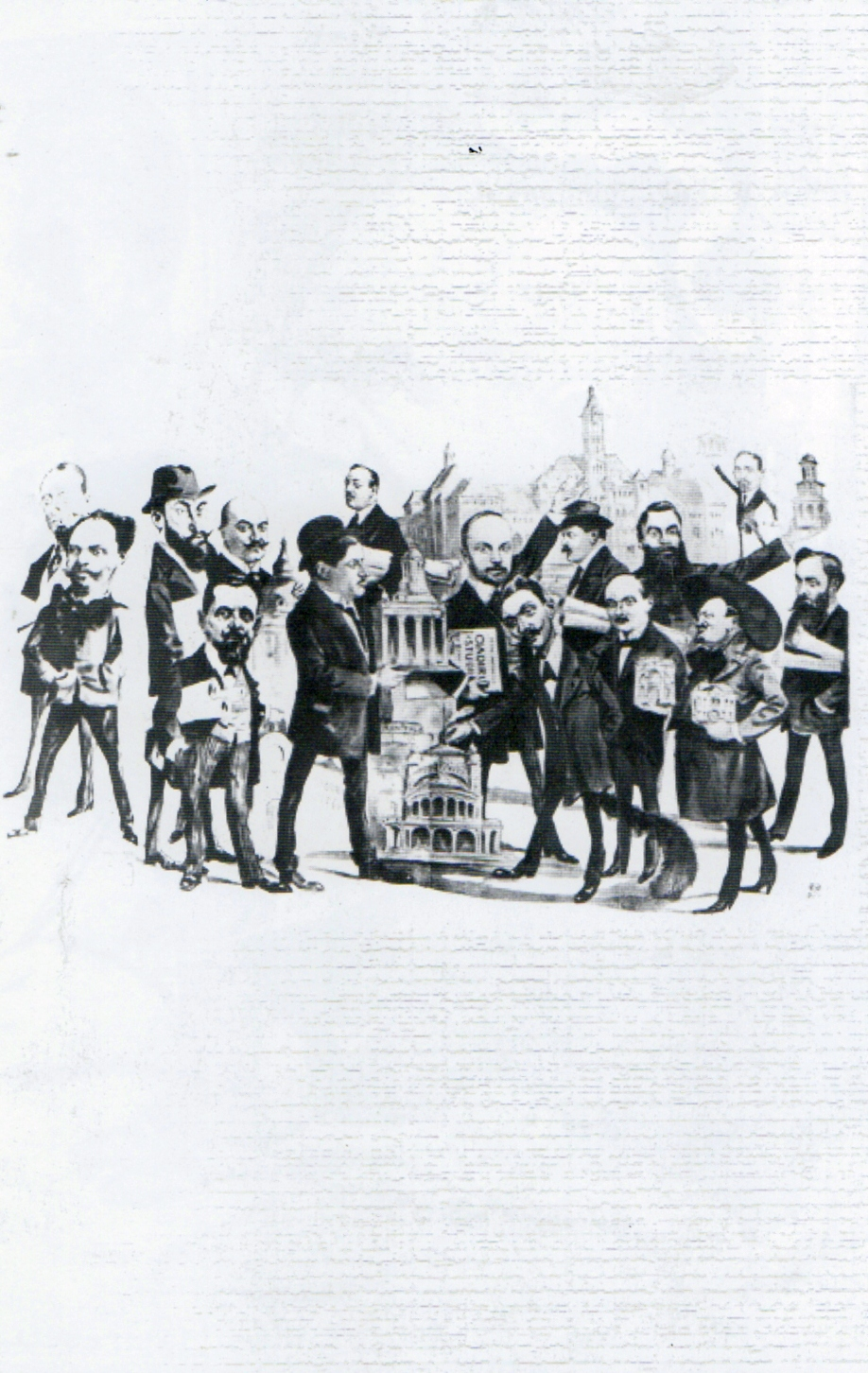
Arhitecți...
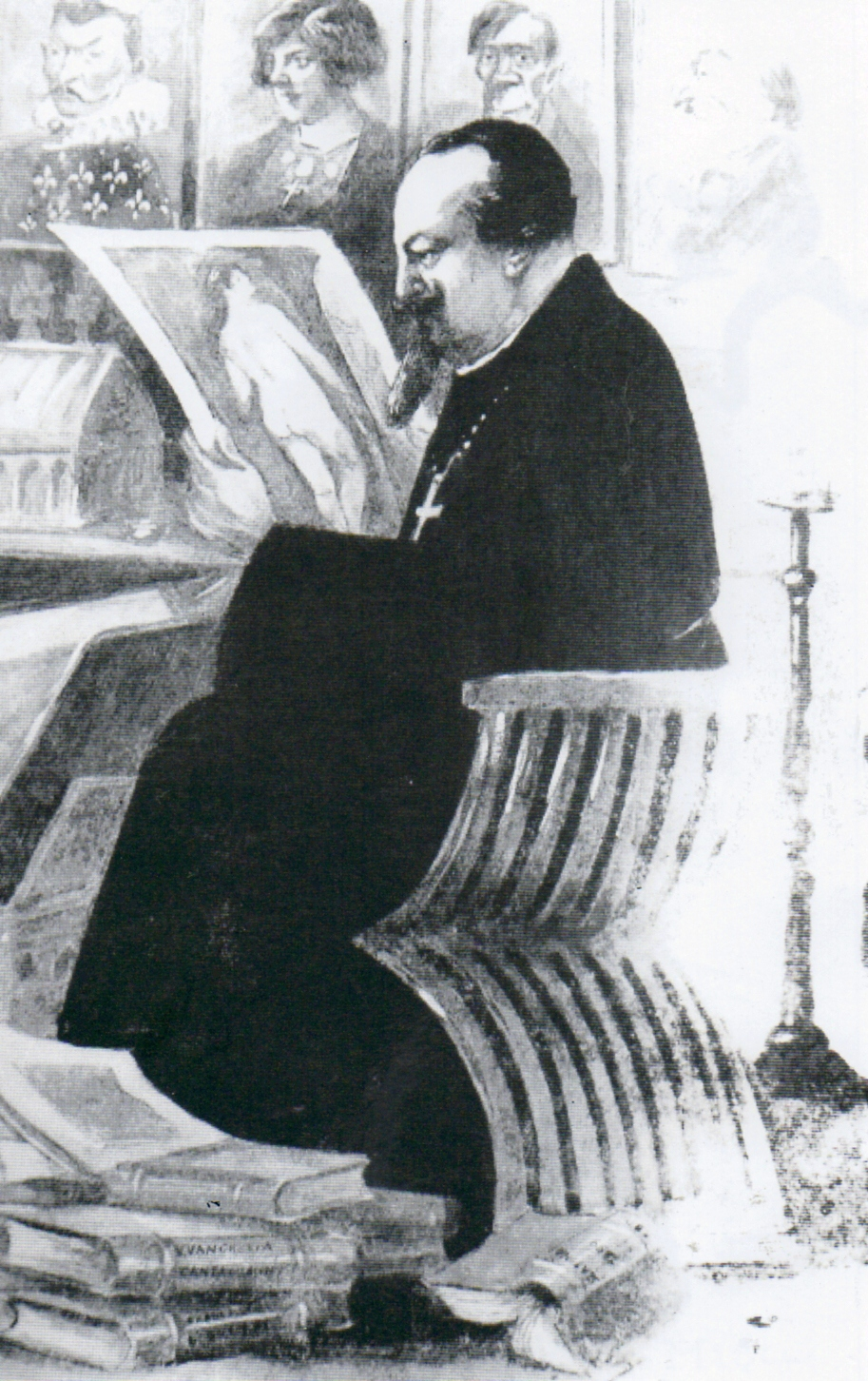
Bogdan-Pitești
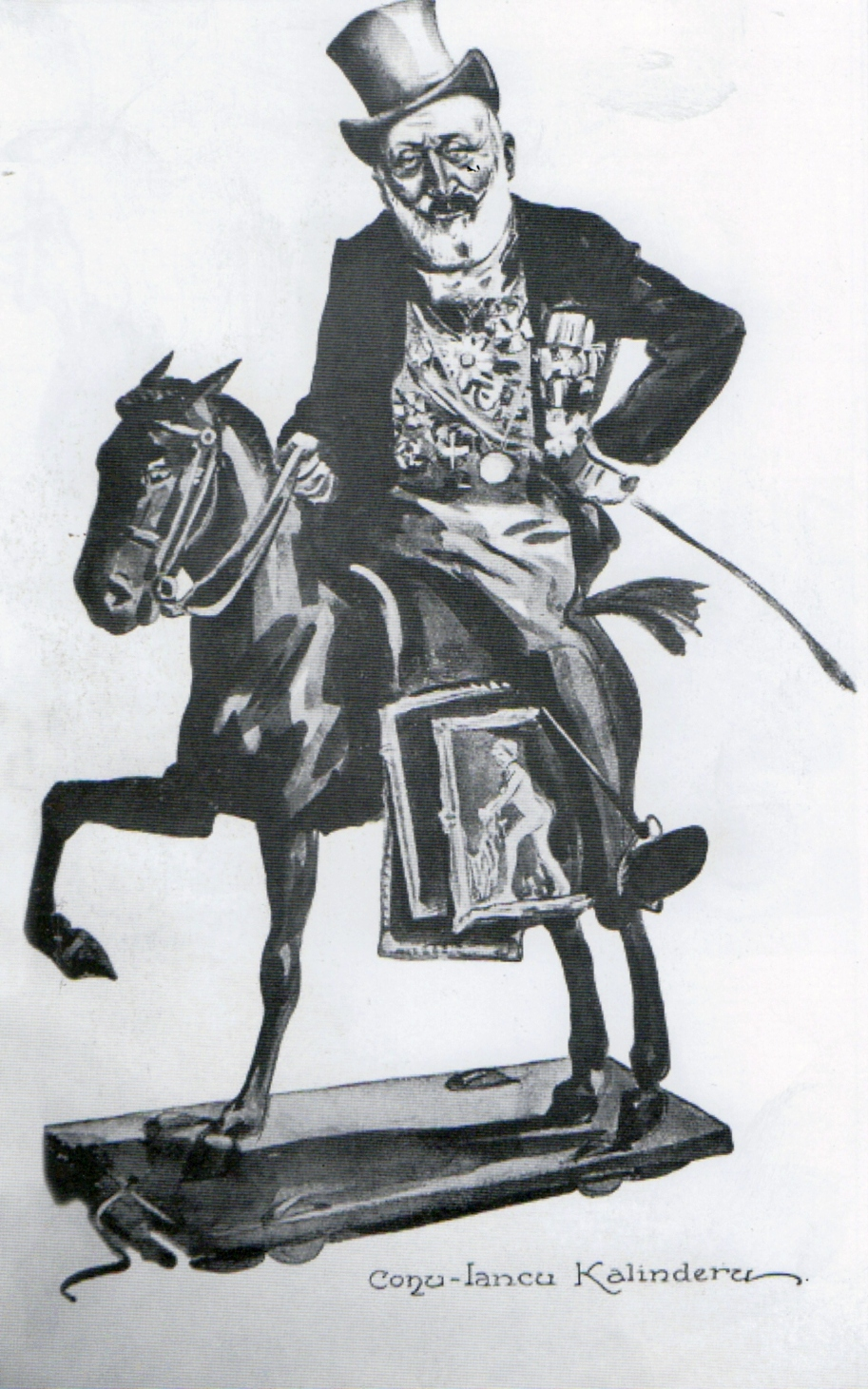
Iancu Kalinderu
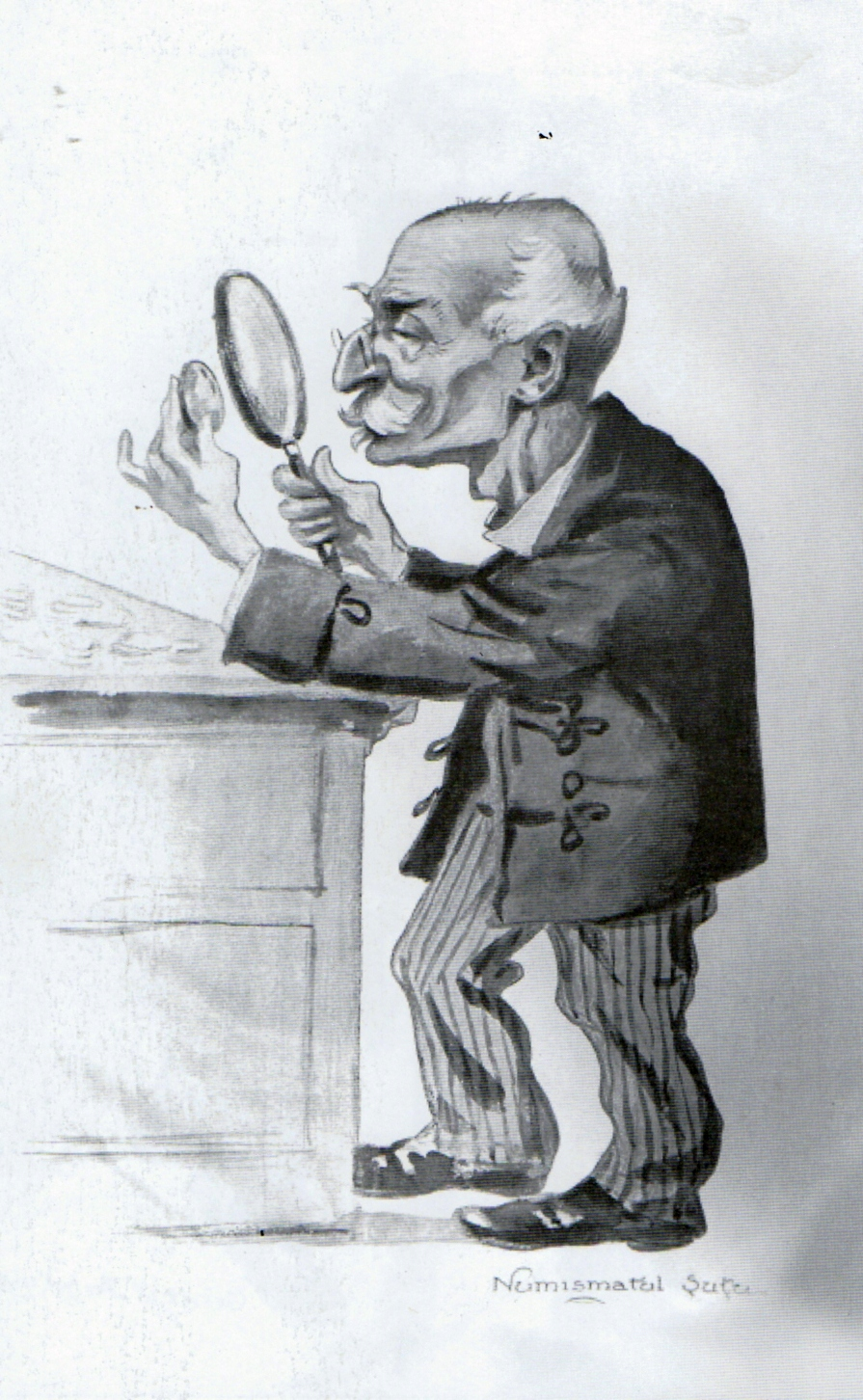
Numismatul
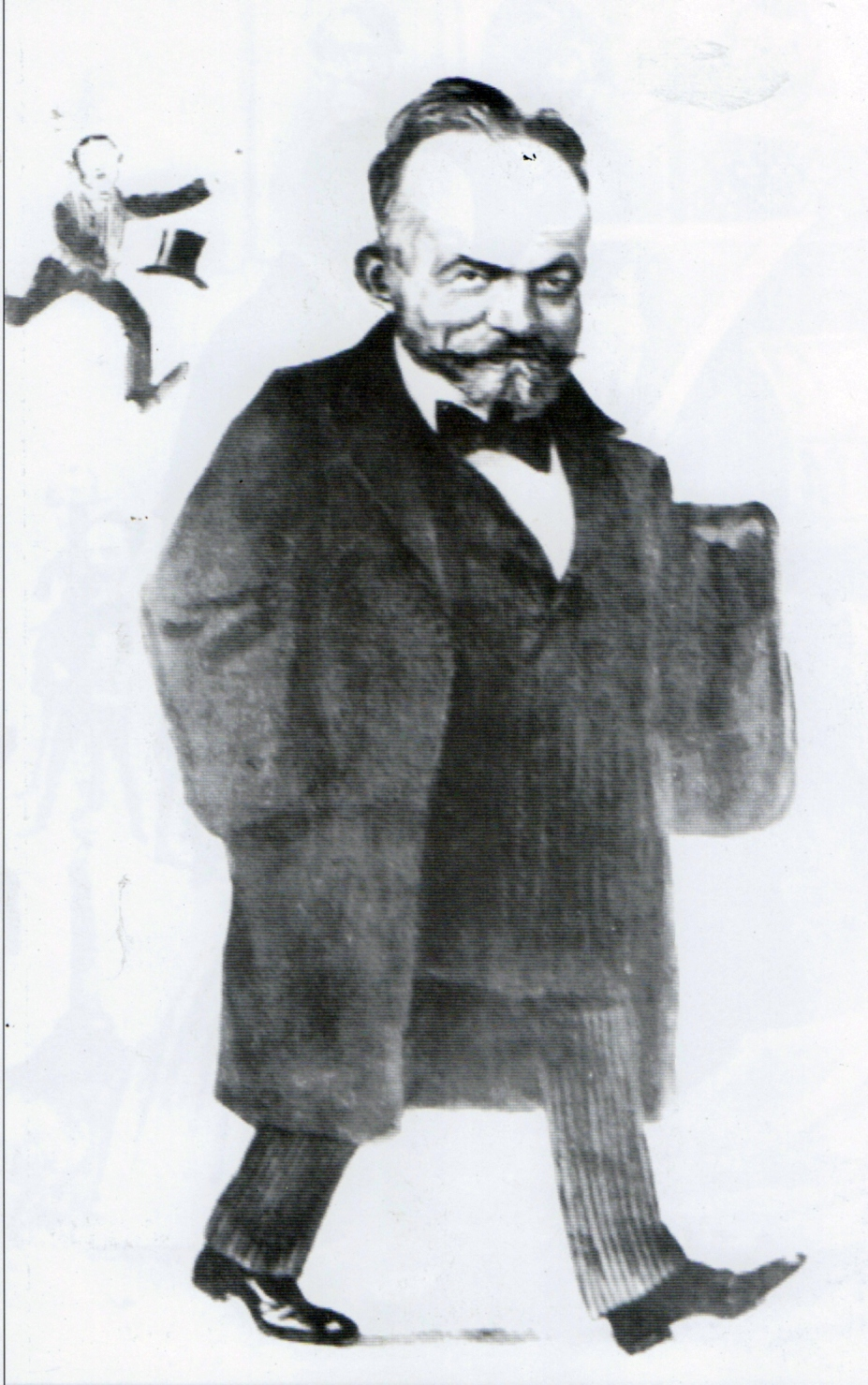
C. Disescu
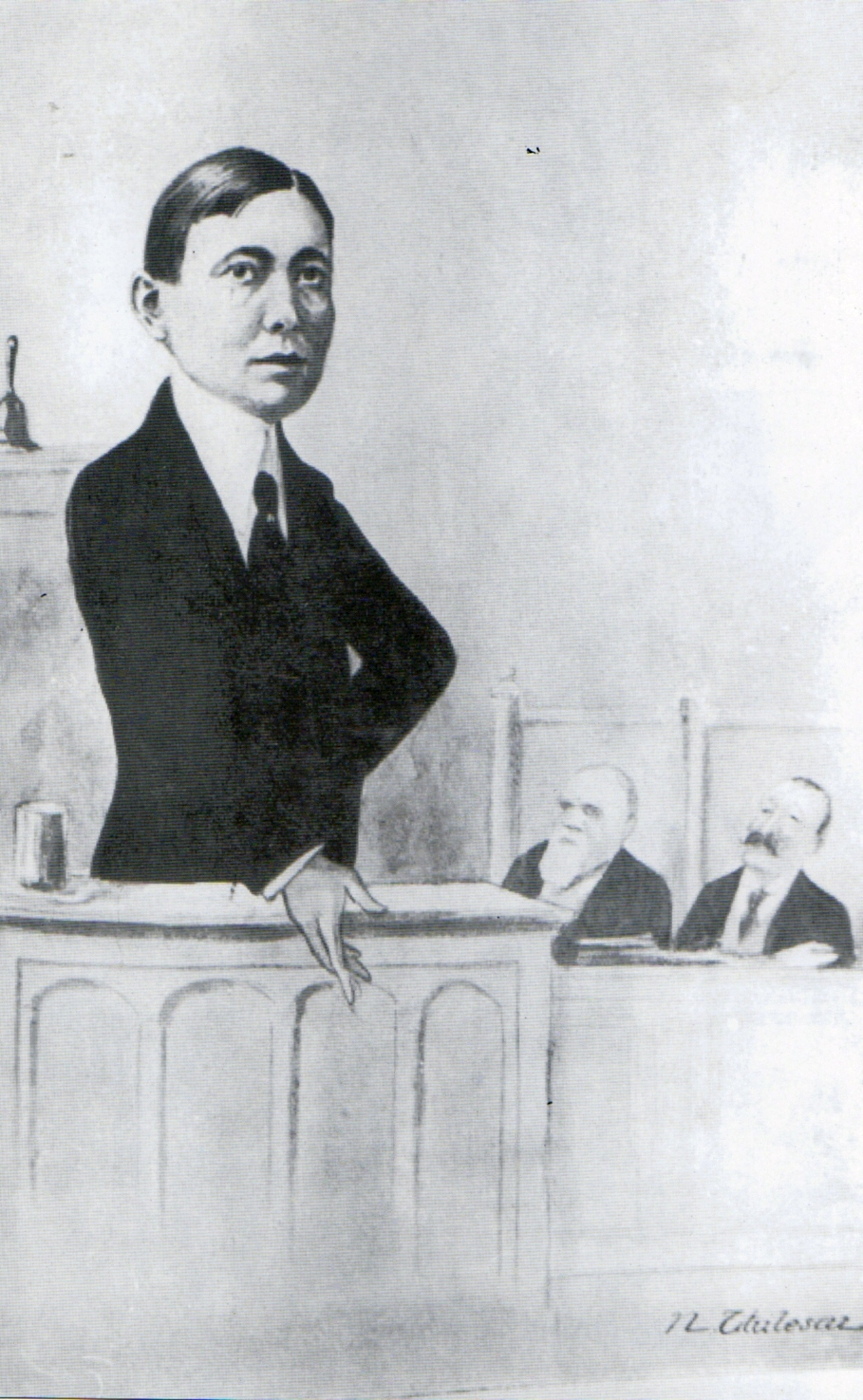
Titulescu
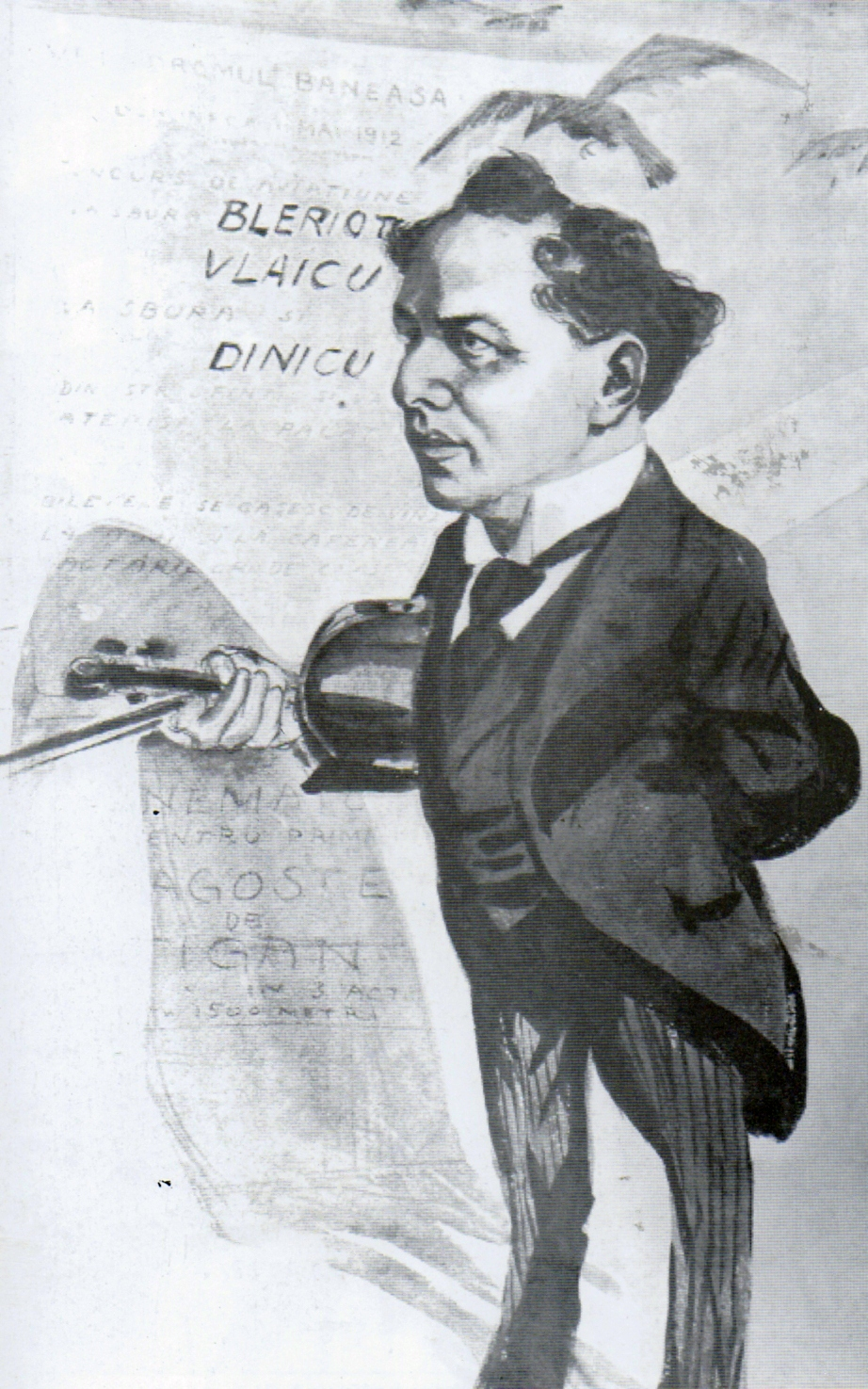
Dinicu
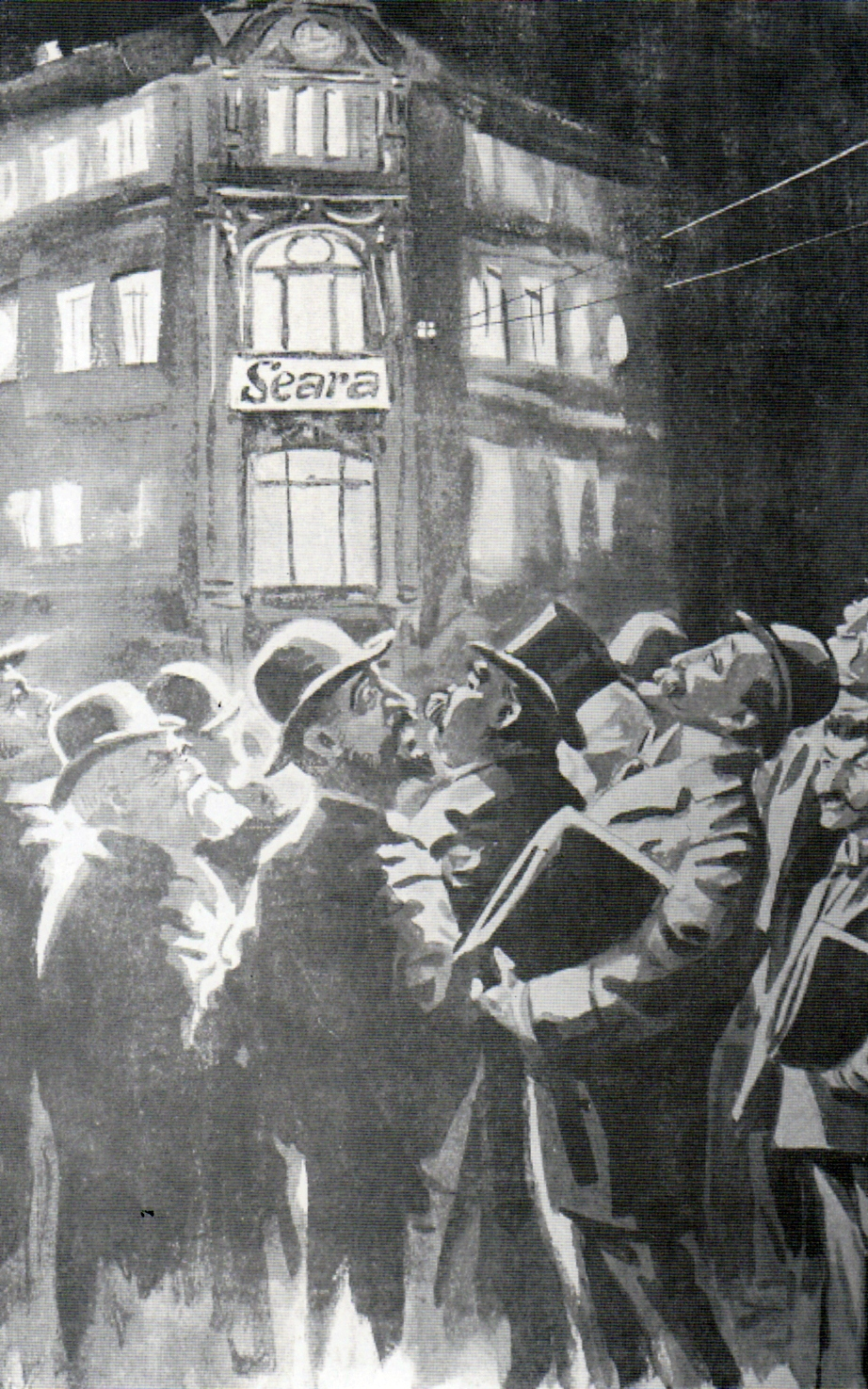
Așteptând...

Reprezentative sunt și caricaturile lui Alexandru Bogdan-Pitești care este surprins umplând un curcan cu 20 de galbeni împărătești sau înfățișat într-o bibliotecă costumat în straie catolice (aluzie la faptul că acesta se convertise la catolicism) răsfoind un catalog cu nuduri; Iancu Kalinderu călărind un cal și ducând câteva tablouri (aluzie la pasiunea de colecționar); Mihail Șuțu, numismatul, privind printr-o lupă; Constantin Disescu uitându-și jobenul; Nicolae Titulescu pledând la un proces; Dinicu înfățișat în frac cu o vioară la subțioară (în ultimul plan se poate citi Vlaicu, Berlioz, Dinicu...); caricatura Naționaliștii care-i reprezintă pe A.C. Cuza în postură de Don Quijote, Nicolae Iorga și Sancho Panza; generalul Ioan Argetoianu la vârsta la care s-a apucat de politică și Ion Brezeanu care face echilibristică pe o bilă  rostind E pur si move !... Albumul de caricaturi are pe ultima pagină o lucrare care se intitulează Așteptând apariția ziarului Seara care reprezintă o mulțime aflată în fața editurii ziarului.

### Mapa-albumCaricaturi. Repausul duminical la Senat

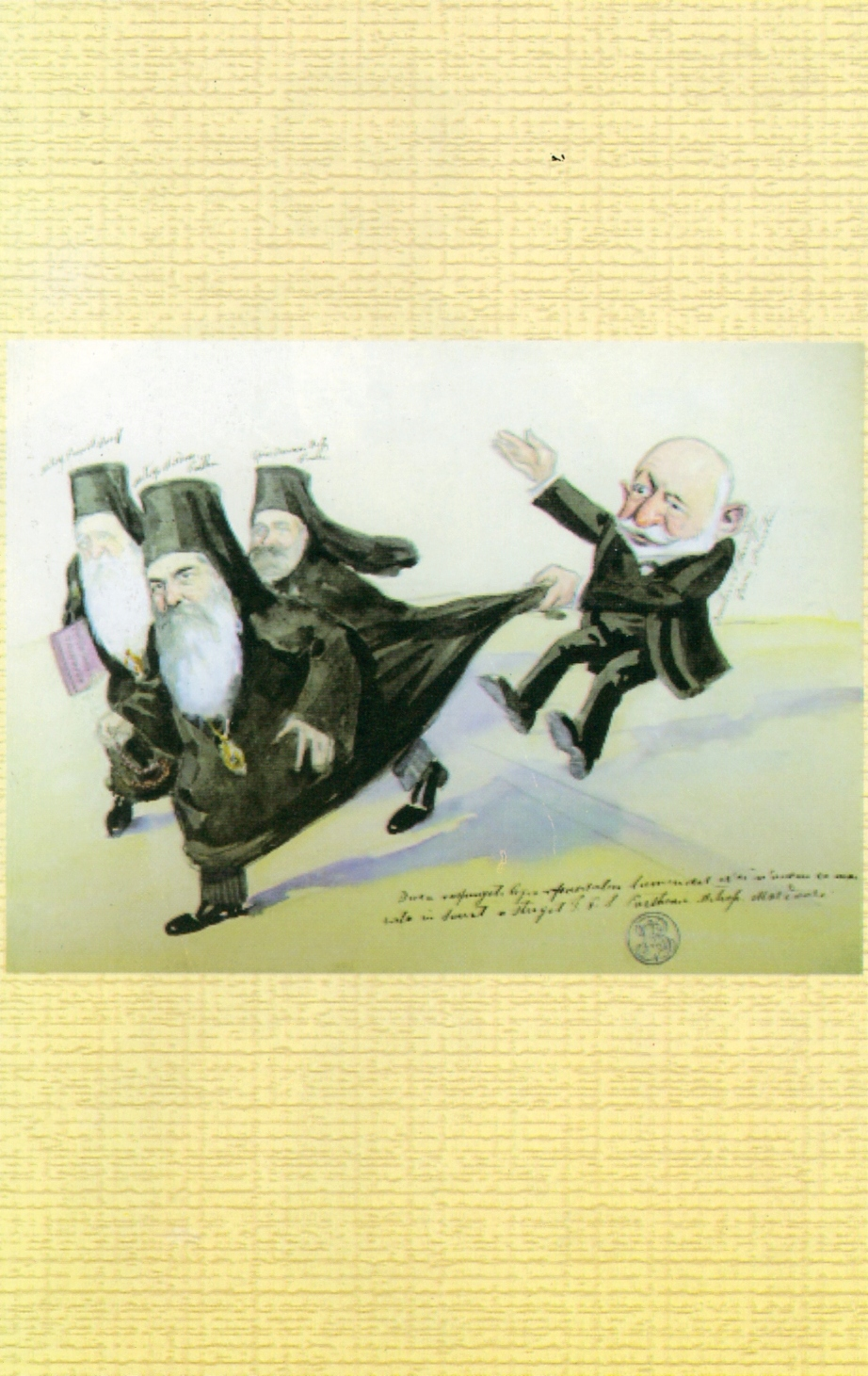
Repasul duminical

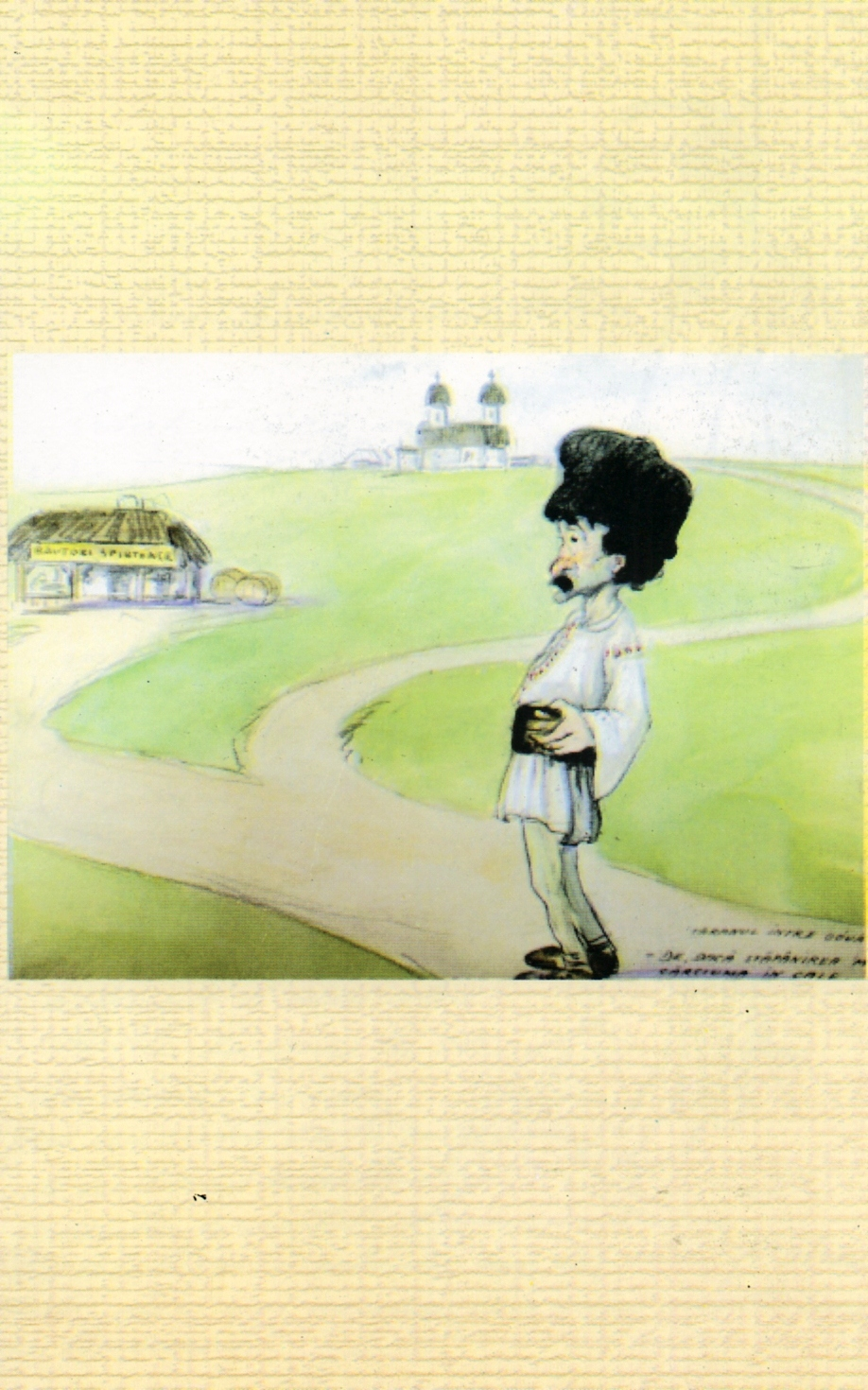
Cârciuma în cale

Nicolae Petrescu participa adeseori la ședințele parlamentului îndeosebi atunci când membrii guvernului erau interpelați. Asistând la o astfel de ședință în luna martie a anului 1908, în care tema de dezbatere era legea privind repausul duminical introdusă pe ordinea de zi de către membrii Patriarhiei, Găină s-a inspirat din scenele pe care le-a văzut. Ca urmare, el a  creat mapa-album intitulată „Caricaturi. Repausul duminical la Senat” care cuprindea pe lângă copertă și patru acuarele realizate impecabil.
Prima lucrare reprezintă un țăran aflat în încurcătură neștiind pe ce drum să apuce la bifurcația dintre două drumuri: unul spre o cârciumă - aflată cel mai aproape de el - și al doilea spre o biserică aflată în zare. Țăranul face pe loc alegerea spunând: „- De, dacă stăpânirea îmi pune cârciuma în cale...”
A doua caricatură îl reprezintă pe Iosif mitropolit primat, pe mitropolitul Moldovei I.P.S. Partenie și pe episcopul Dunării de Jos, fugind disperați spre senat, în vreme ce Mitiță Sturdza încearcă să-i rețină trăgându-i de sutanele preoțești. I.P.S. Partenie strigă în gura mare: - Dacă respingeți legenda repaosului duminical, noi nu mai avem ce vota în senat. Celelalte două lucrări sunt asemănătoare.[E]

### Activitatea publicistică
Nicolae S. Petrescu-Găină a fost cunoscut și foarte apreciat în cercul presei din acele vremuri. Decesul desenatorului și caricaturistului Constantin Jiquidi din anul 1898, a făcut ca Nicolae Petrescu să devină pentru câțiva ani unul dintre puținii caricaturiști importanți de la sfârșitul secolului al XIX-lea. Ținând cont că aborda în caricaturile pe care le făcea doar „oamenii zilei” cu apucăturile lor morale ușor de ironizat, și nu problemele social-politice majore cu care se confrunta societatea românească la final de secol, se poate înțelege de ce opera caricaturistului Petrescu a fost atât de apreciată în presa vremii. Astfel,  a publicat desene și caricaturi în ziarul Pagini literare, Adevărul de joi, Furnica, Zeflemeaua, Adevărul, Războiul, Drapelul și Țivil-Cazon.

#### Caricaturi din ziarul „Pagini Literare”
În perioada 21 ianuarie 1899 -- 30 martie 1900, Nicolae Petrescu-Găină a publicat pe prima pagină al ziarului Pagini literare, în fiecare număr, desene și caricaturi care înfățișau personalitățile de frunte ale timpului. Cele mai bune caricaturi sunt cele ale lui Barbu Ștefănescu Delavrancea călare pe o mârțoagă; Constantin Dobrogeanu-Gherea în postură de bucătar care avea un meniu din capul lui Titu Maiorescu, aluzie la neînțelegerile dintre cei doi; C.I. Nottara în postură de Omul șarpe, aluzie la interpretarea remarcabilă pe care a făcut-o în rolul lui Hamlet din actul al III-lea; Alexandru Vlahuță care alege unul din talerele cântarului ce conține cărți, respingând decorația de pe celălalt taler; Ion Brezeanu în rolul cetățeanului turmentat și Alexandru Macedonski care se roagă la o icoană care-l reprezintă pe Dante. De remarcat sunt și caricaturile lui Grigore Tocilescu care descifrează o piatră funerară și V.A. Urechia care bagă pe gâtul unui subaltern pana istoriei.

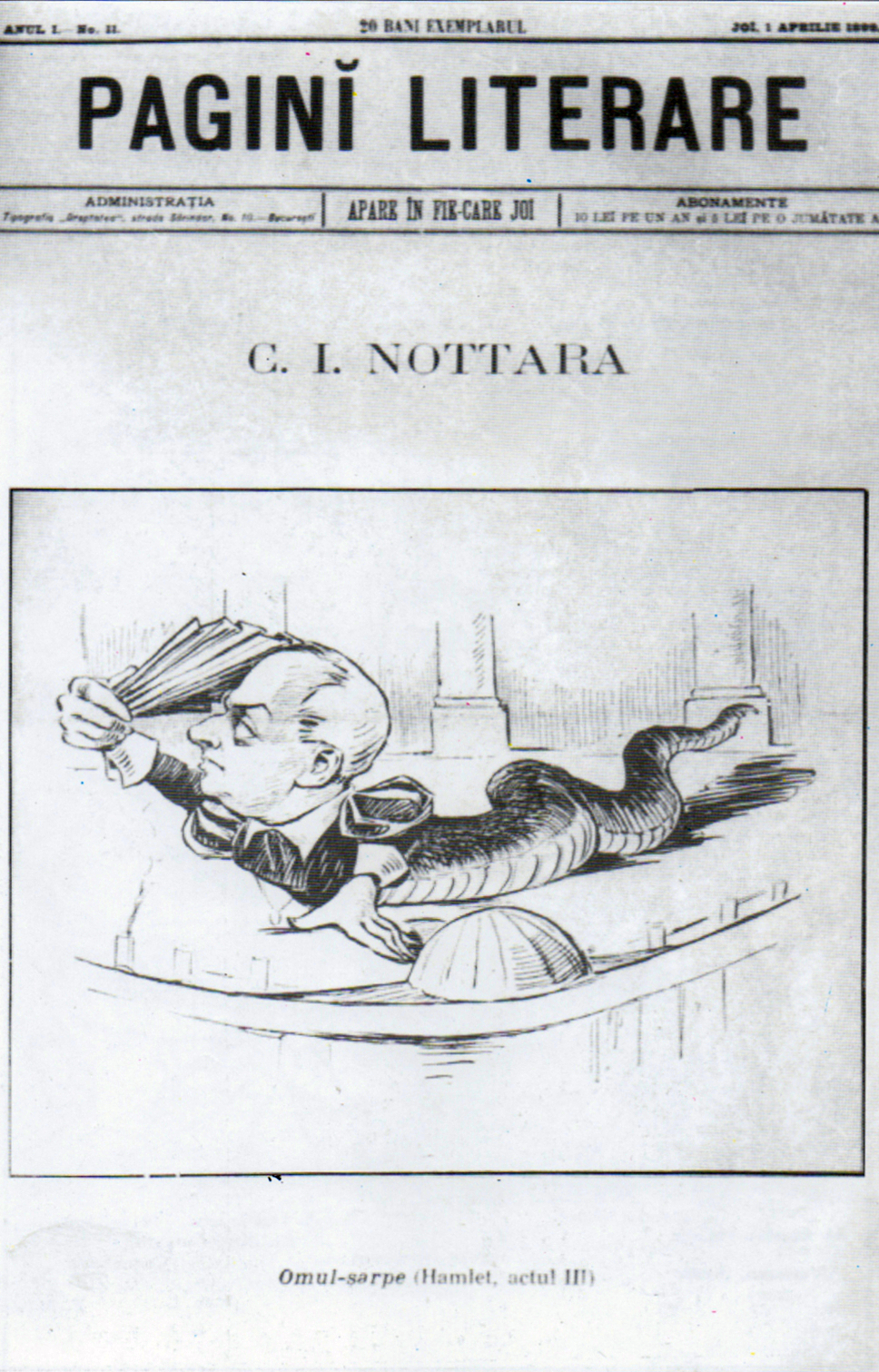
Omul șarpe
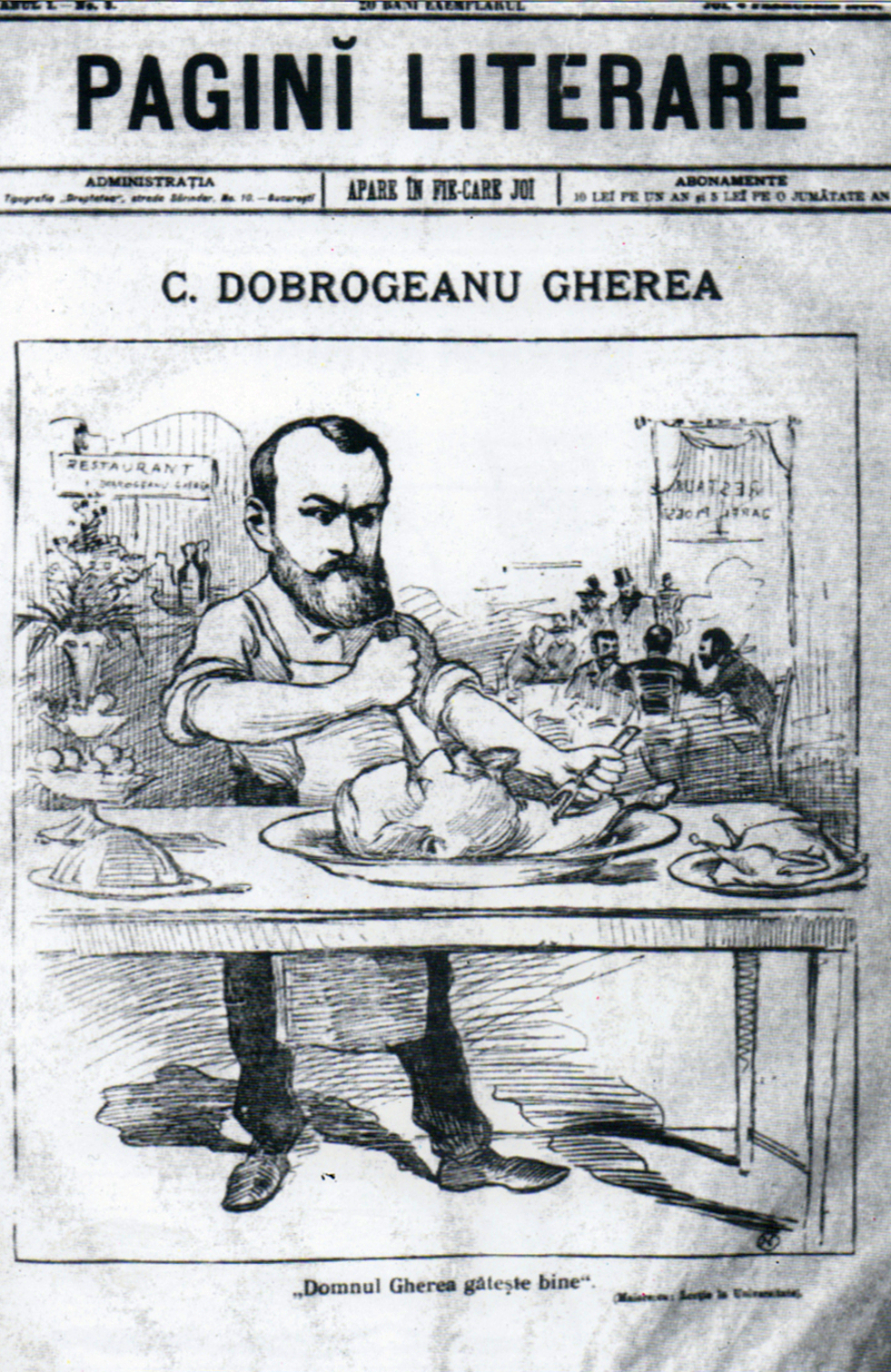
Gh.D. Gherea
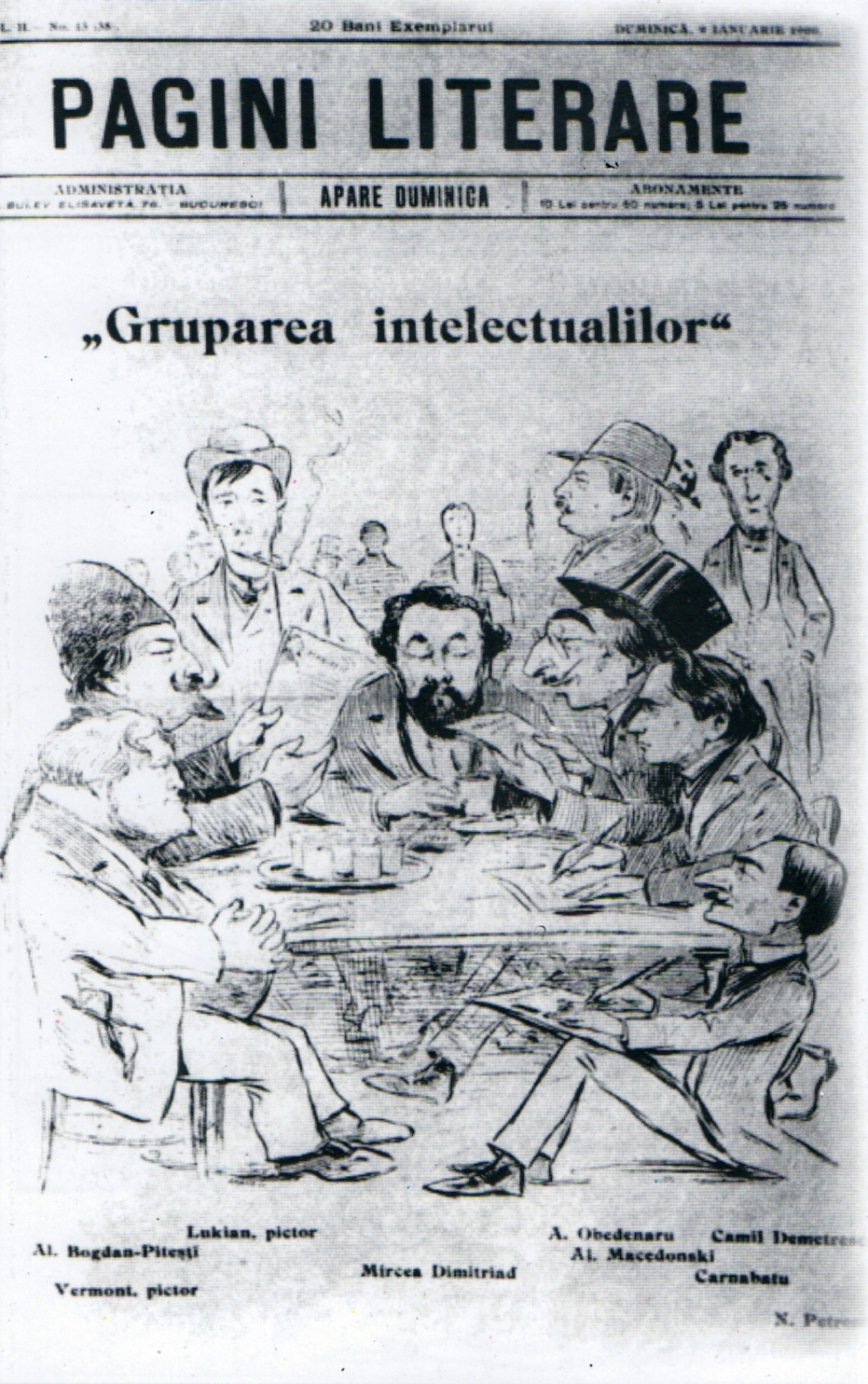
Gruparea intelectualilor
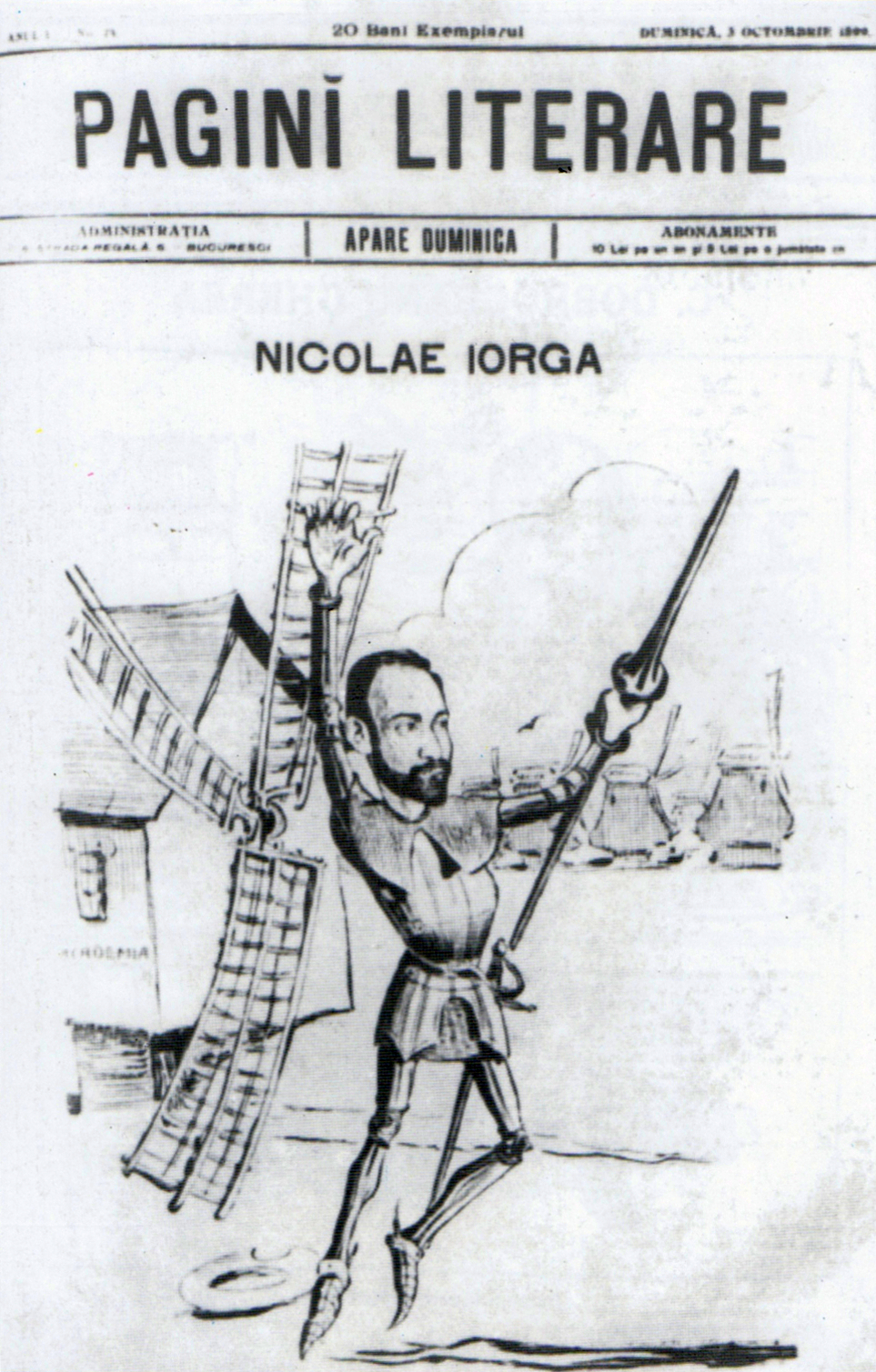
Nicolae Iorga
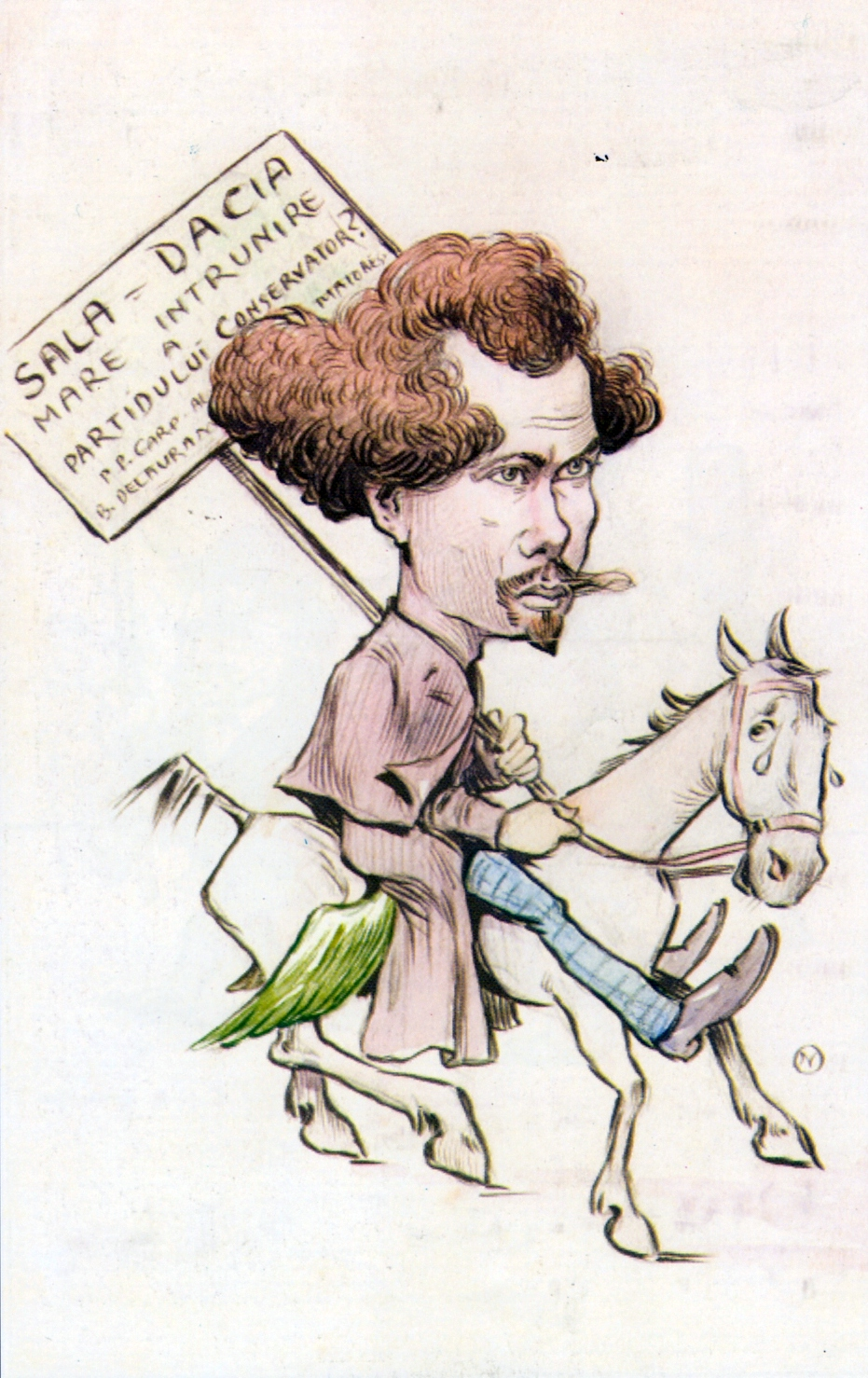
Barbu Șt. Delavrancea

În paginile ziarului Pagini literare, Nicolae Petrescu a publicat și o serie de compoziții cum este Gruparea intelectualilor în care apar portretele lui Ștefan Luchian, Alexandru Bogdan-Pitești, Nicolae Vermont, Mircea Demetriade, Alexandru Macedonski, Alexandru Obedenaru și alții, cu toții reprezentați în jurul unei mese  la care desenează, citesc, scriu sau discută. Așa cum a remarcat Dimitrie Carnabat, Nicolae Petrescu a demonstrat o scăpărătoare vervă juvenilă în sensul că Petrescu a șarjat cu multă ironie și spirit de observație figurile personajelor. Alte compoziții sunt Redacția ziarului Adevărul unde redactorii sunt înfățișați bătând toba sau scriind, Redacția Drapelului, Redacția ziarului Războiul, Redacția Secolului XX și Redacția Liberatorului,  unde apare Alexandru Macedonski care ține un logos discipolilor lui. A mai apărut caricaturi în seria intitulată Universitarii unde apar portrete cadrelor didactice ale Universității din București și din Iași.

#### Caricaturi din ziarul „Adevărul de joi”
Nicolae Petrescu-Găină a executat în perioada anilor 1898 - 1899 o serie de caricaturi pe care ulterior le-a publicat în ziarul Adevărul de joi. Caracterul caricaturilor era unul politic, cele mai reprezentative dintre ele fiind intitulate Fapte și Vorbe, Rugăciunea trădătorului, De la sate și Vin de la înmormântarea fostelor partide. O aluzie la evenimentele zilei individualizează lucrarea Cei doi trădători, în care regele Carol I îl aruncă din nacela balonului pe D.A. Sturdza; Dinasticismul Trădătorului, în care D.A. Sturdza pune o bombă sub tronul regal; Pățania complicilor și Ziua de 28 martie 1899; Contopirea cu liberalii cu legenda „Iosif Nădejde - Ia fetițo hapul c-o să-ți fie bine / Partida socialistă - cum îi zice șeful - Îl iau dacă vrei. Numai de l-aș putea înghiți”.

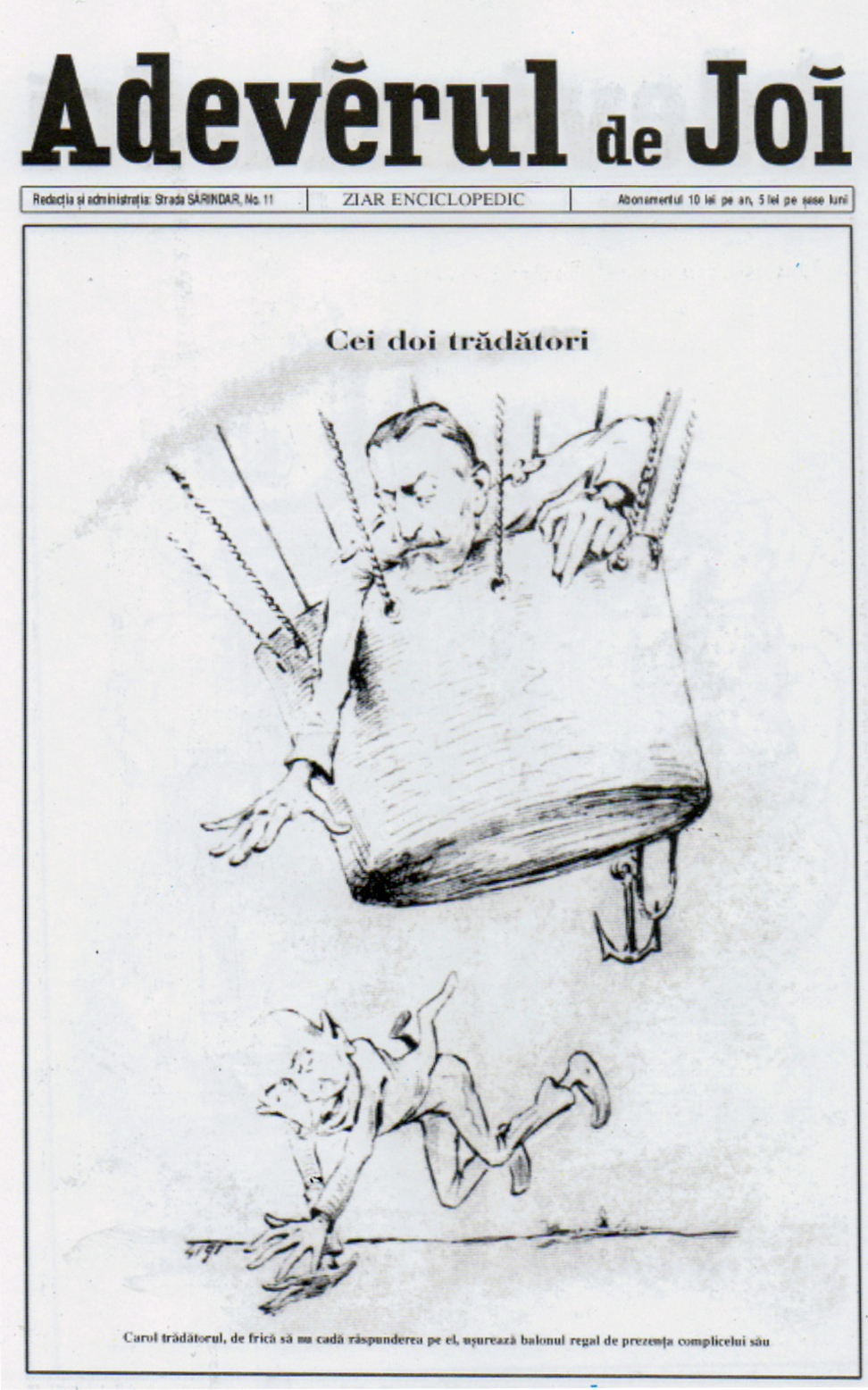
Cei doi trădători
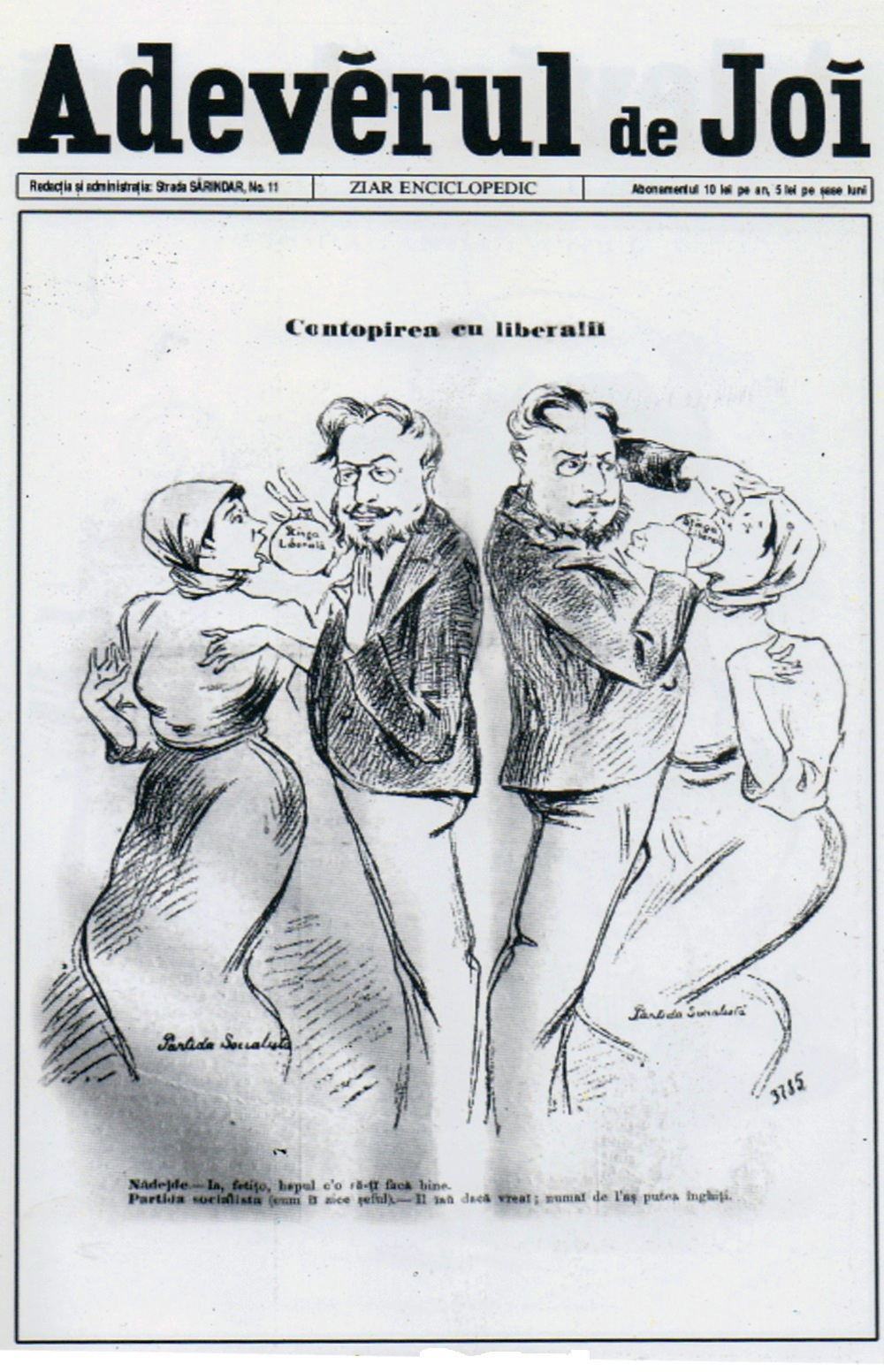
Contopirea cu liberalii
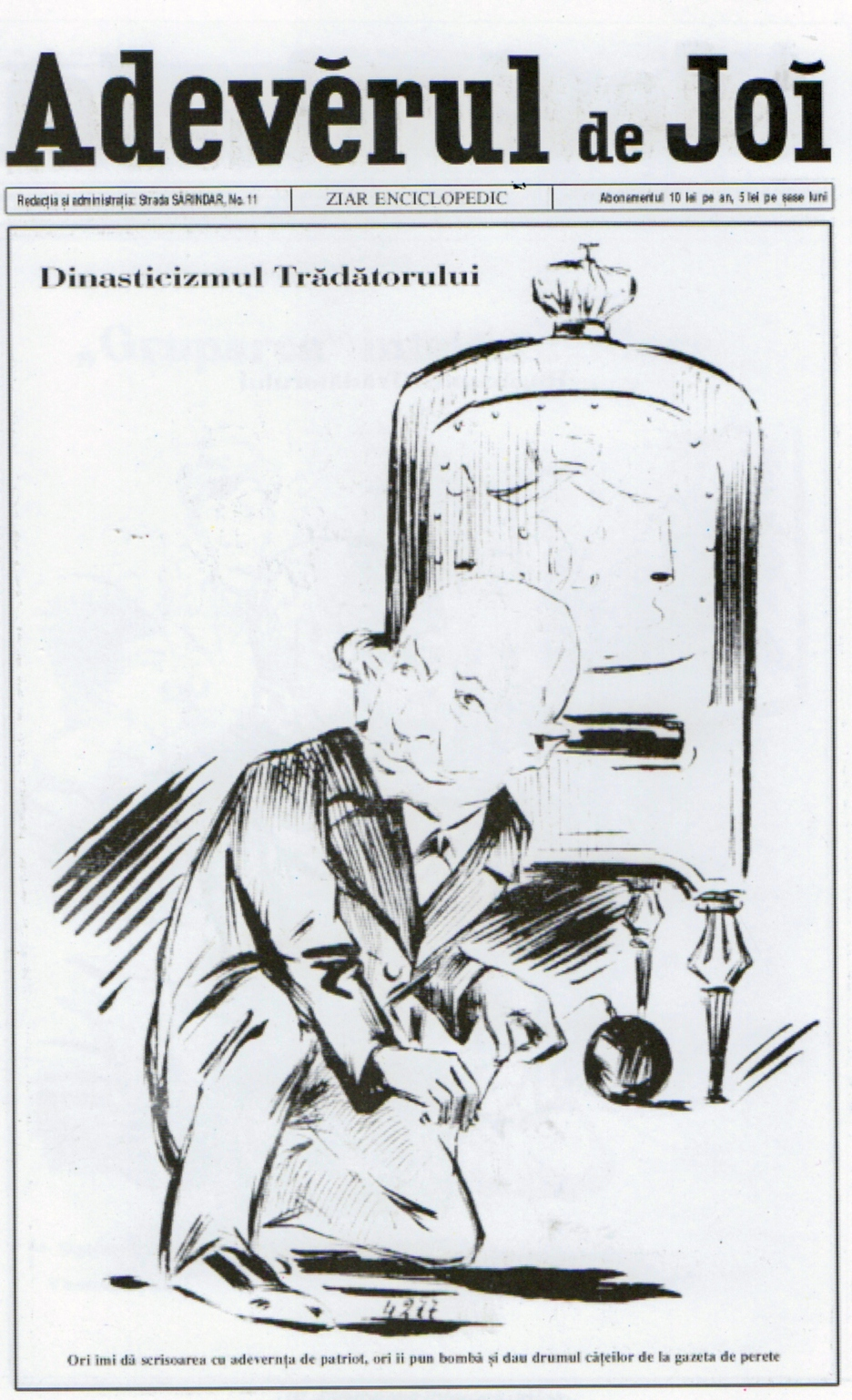
Dinasticismul trădătorului
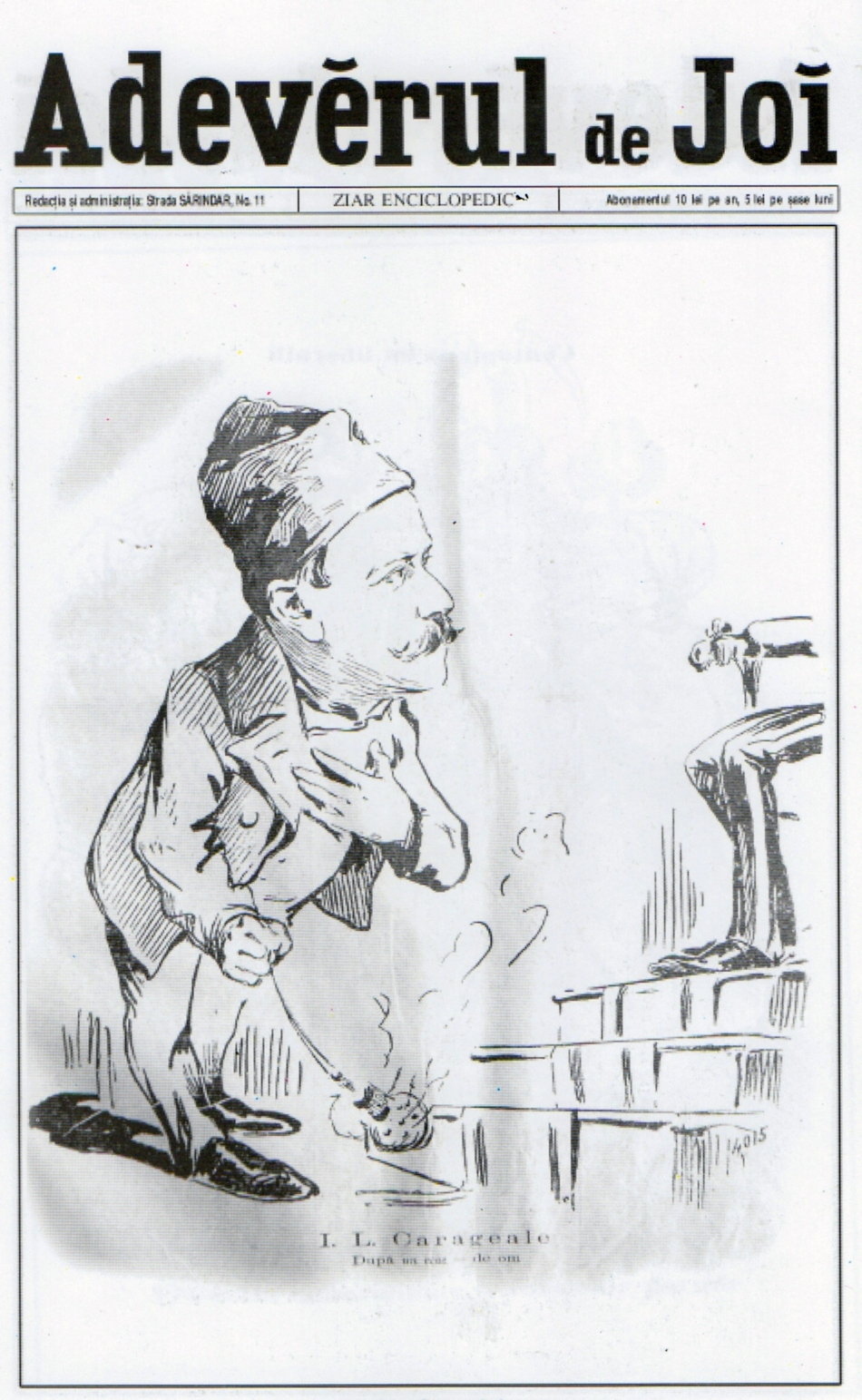
După un veac de om
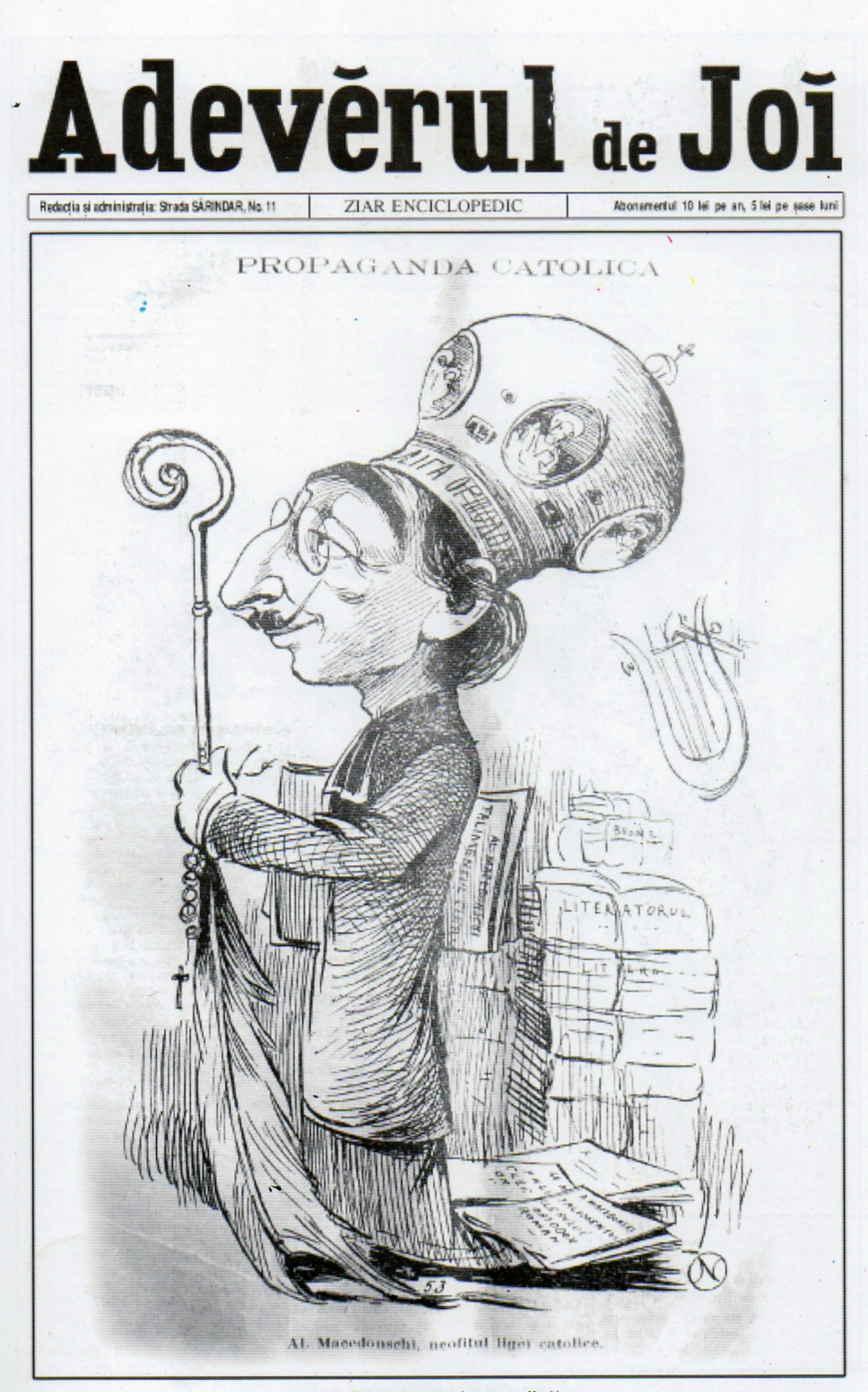
Propaganda catolică
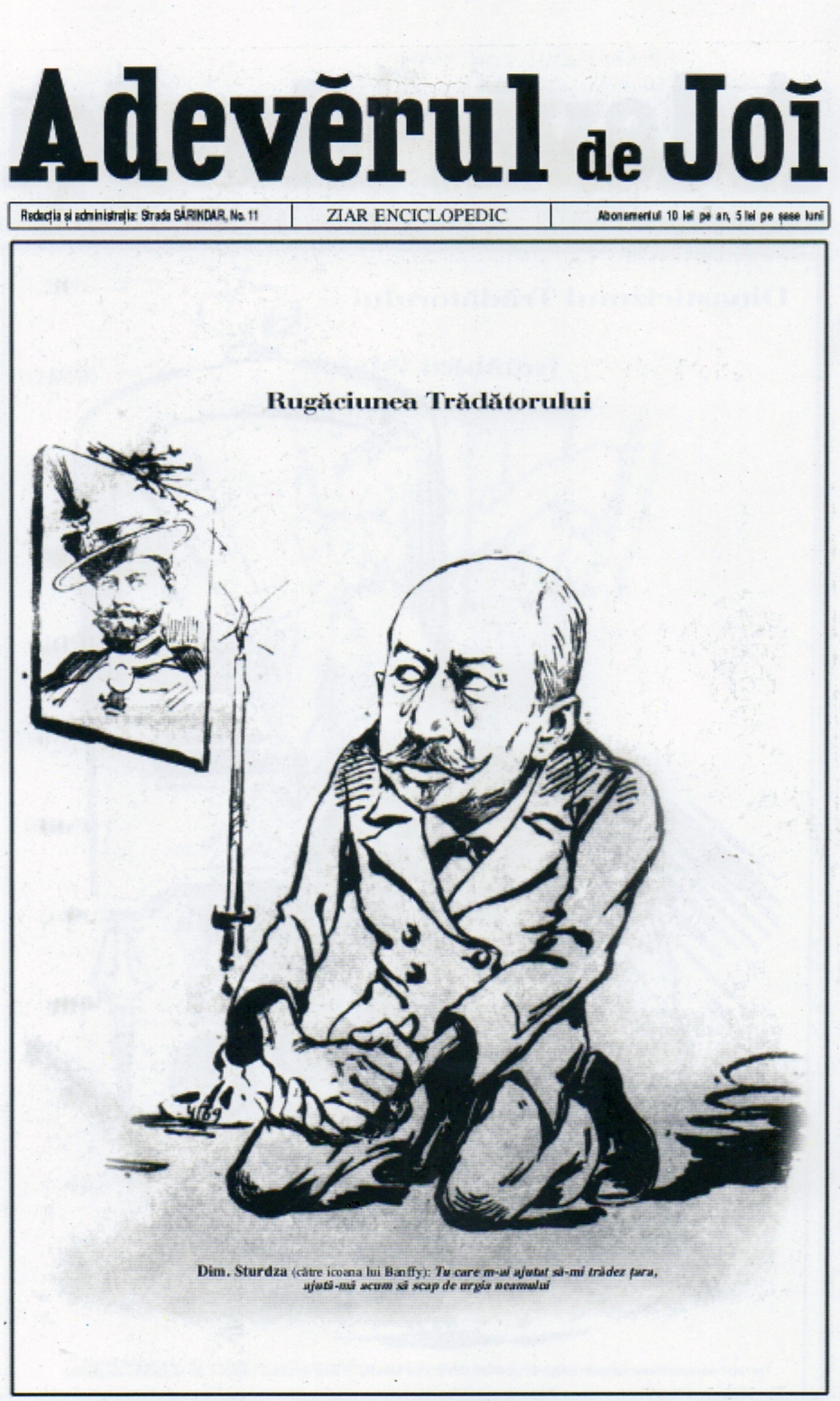
Rugăciunea trădătorului
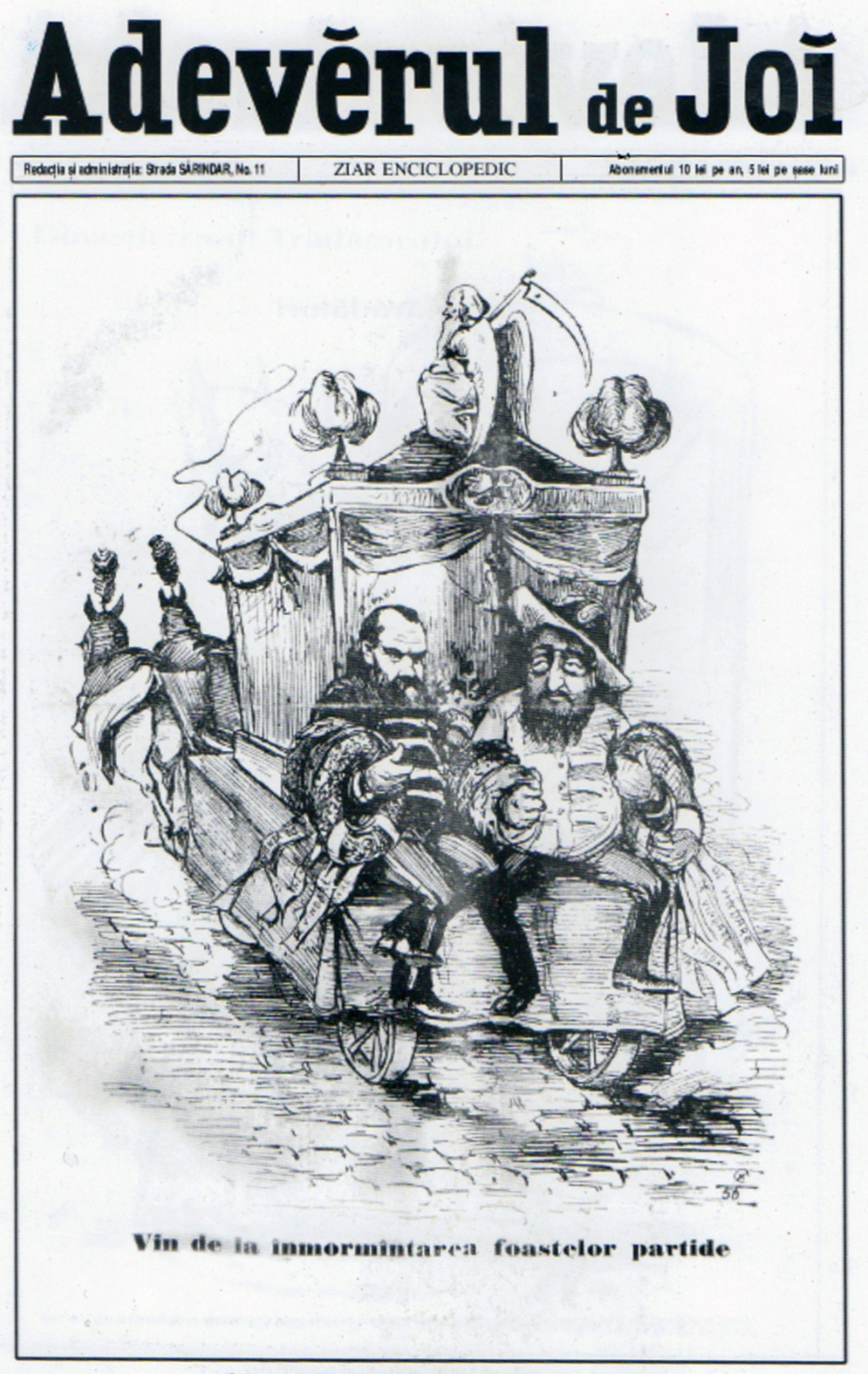
Vin de la înmormântarea fostelor partide

Toate aceste caricaturi tematice au ocupat întreaga primă pagină a ziarului Adevărul de joi și demonstrează o dată în plus orientarea politică a autorului. Personaje ca D.A. Sturdza și regele Carol I capătă prin modul de abordare individualitate, consistență și contur. Nicolae Petrescu a mai publicat în paginile acestui ziar, așa cum este obișnuit în opera sa, și portretele intelectualilor pe Haralamb G. Lecca - autorul volumului Prima secundă și al piesei de teatru Costa Diva cu titlul Premiantul Academiei și al Teatrului Național; pe maestrul Alexandru Macedonski și ciracii săi; pe I.L. Caragiale în lucrarea După un veac de om și Propagandă catolică. Lucrările publicate în ziarul Adevărul de joi dovedesc cu prisosință nu numai un rafinament al desenului, ci și perspicacitate, bun simț, mult talent, o fină observație a modelului și nu în ultimul rând o inteligență de invidiat.

#### Caricaturi din revista „Furnica”
La sfârșitul anului 1904, Nicolae Petrescu-Găină a publicat în revista Furnica mai multe caricaturi. Dintre ele se remarcă lucrarea care-l înfățișează pe pictorul Ștefan Luchian. Pictorul ține într-o mână pensula și în cealaltă paleta, iar în colțul gurii are o țigare aprinsă și pe cap o pălărie. Comentariul caricaturii este cât se poate de sugestiv: „Pictorul Lukian care în momentul de față a deschis o admirabilă expoziție la Ateneu, ceea ce dovedește că Frumosul poate fi foarte bine reprezentat printr-un urât”. Mitiță Sturdza are și el o caricatură remarcabilă; el este reprezentat ducându-și crucea atunci când a fost alungat din paradisul puterii (aluzie la căderea guvernului). Ambele lucrări au editate în revistă în două culori.

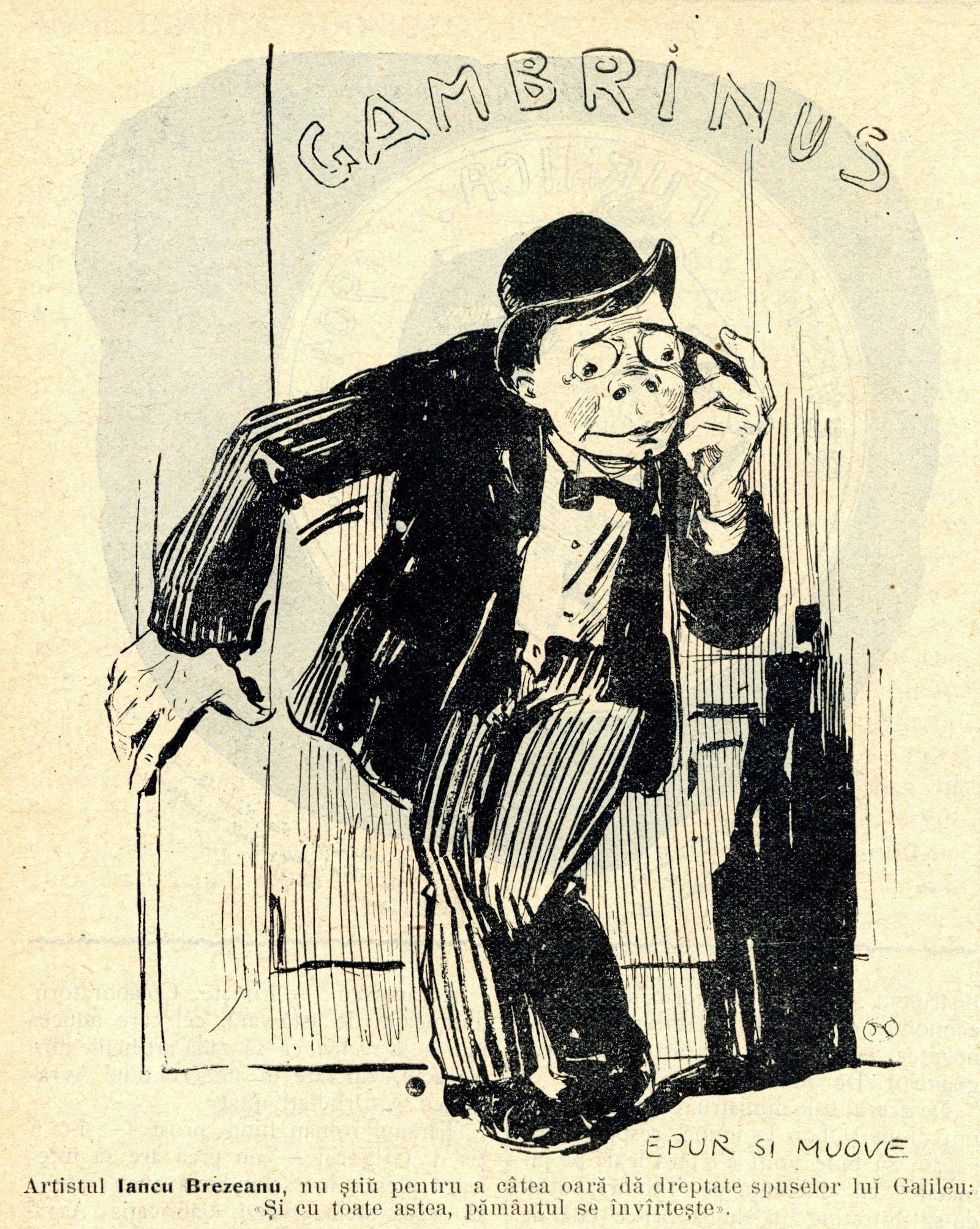
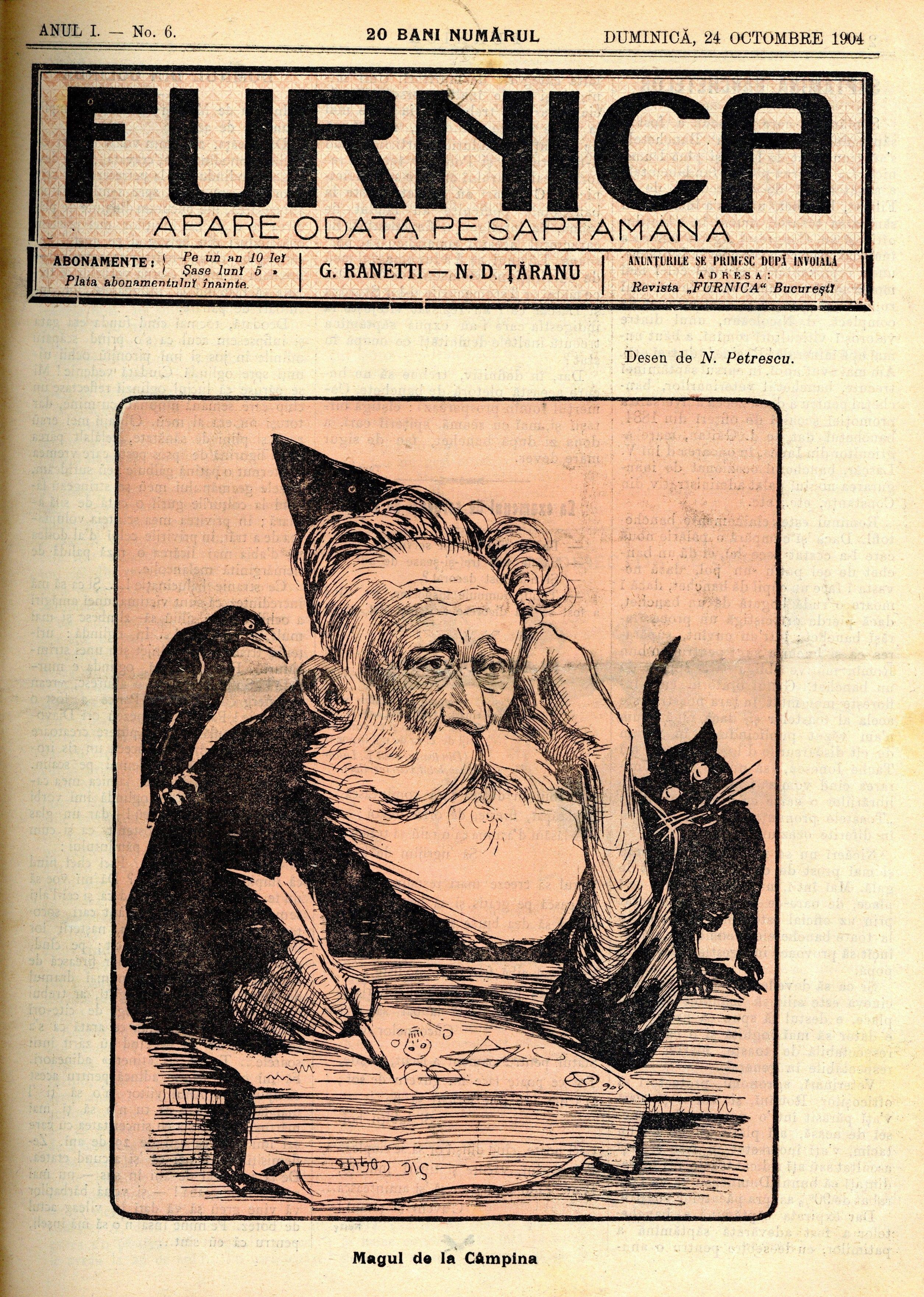
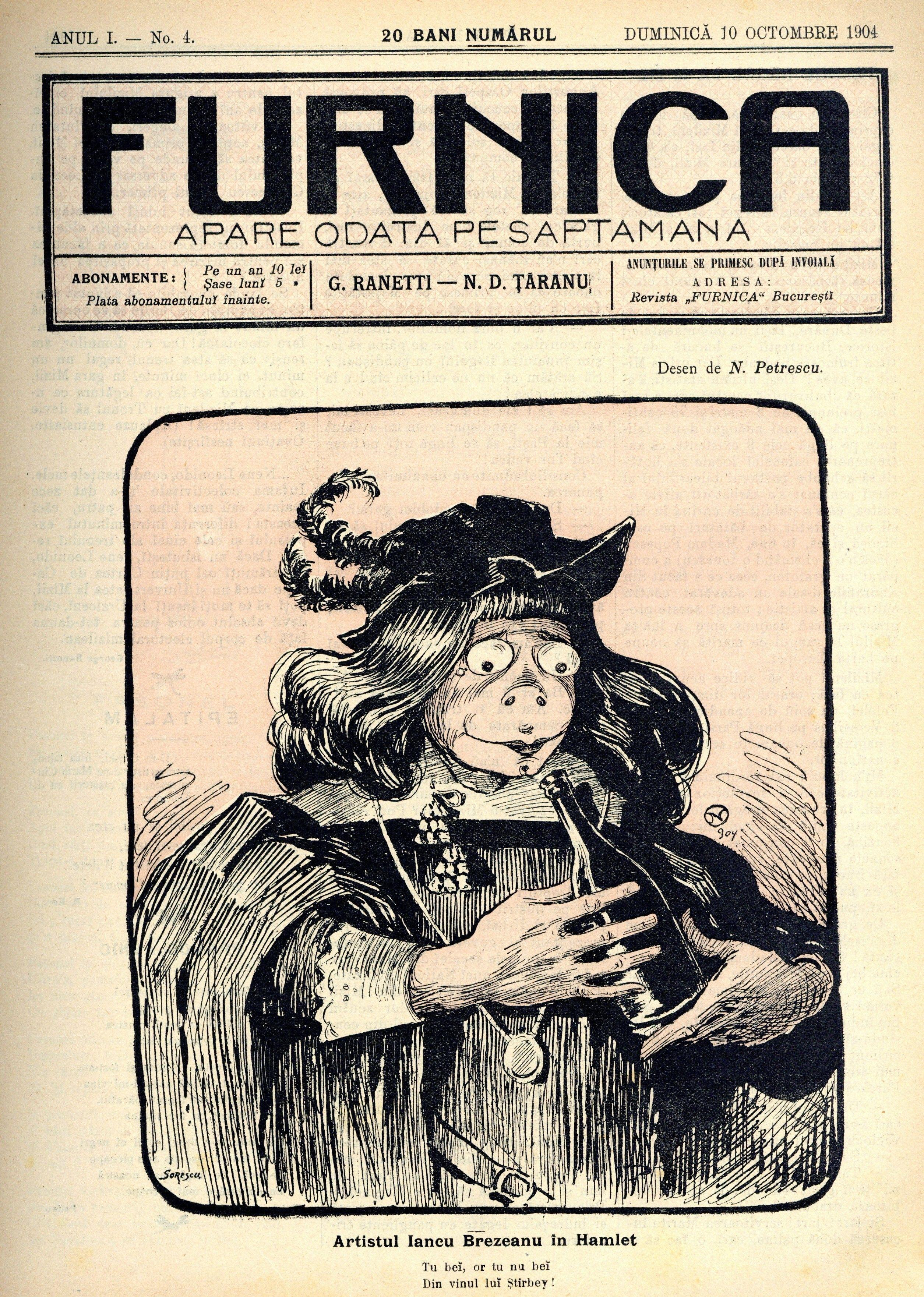
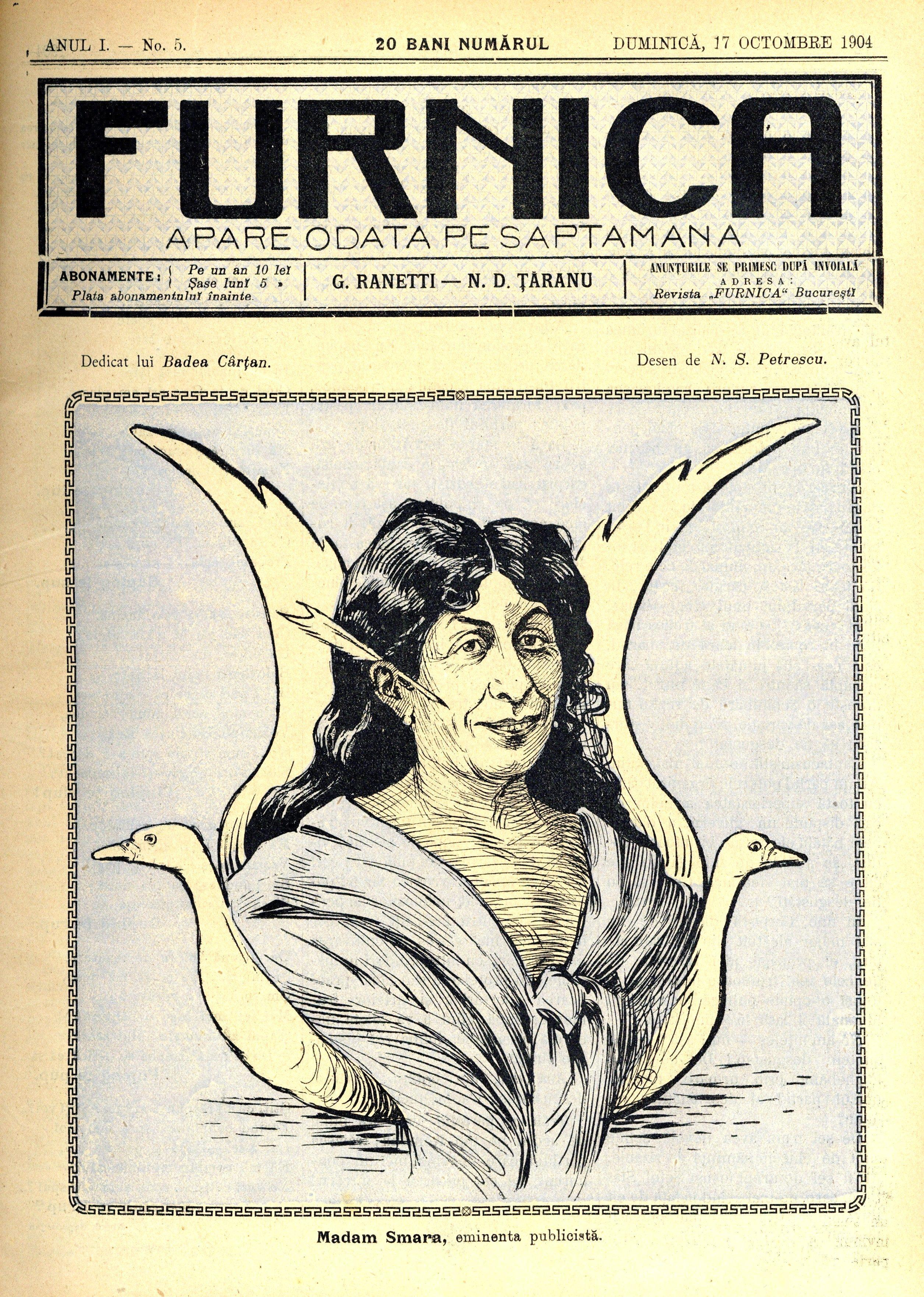
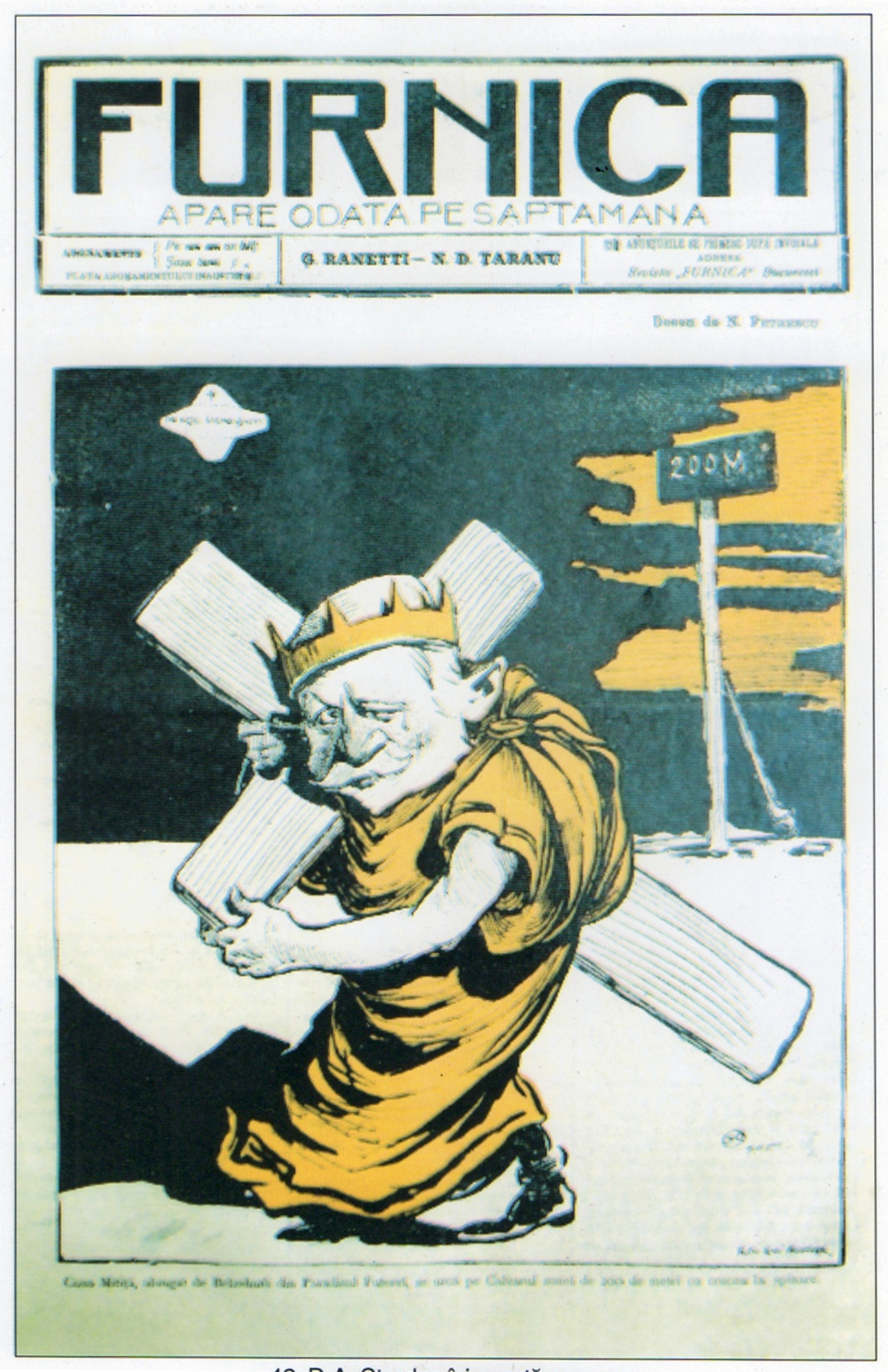
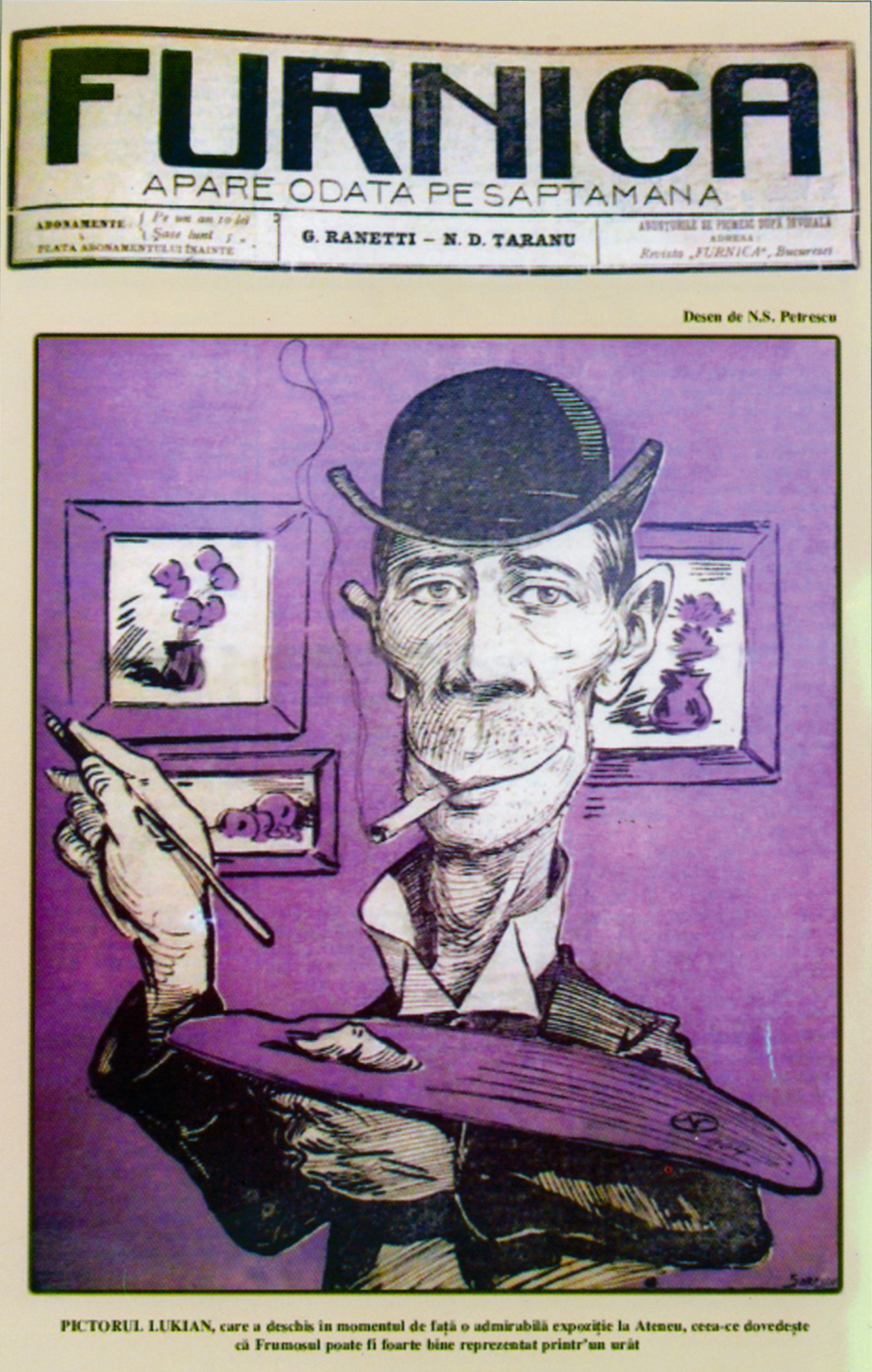
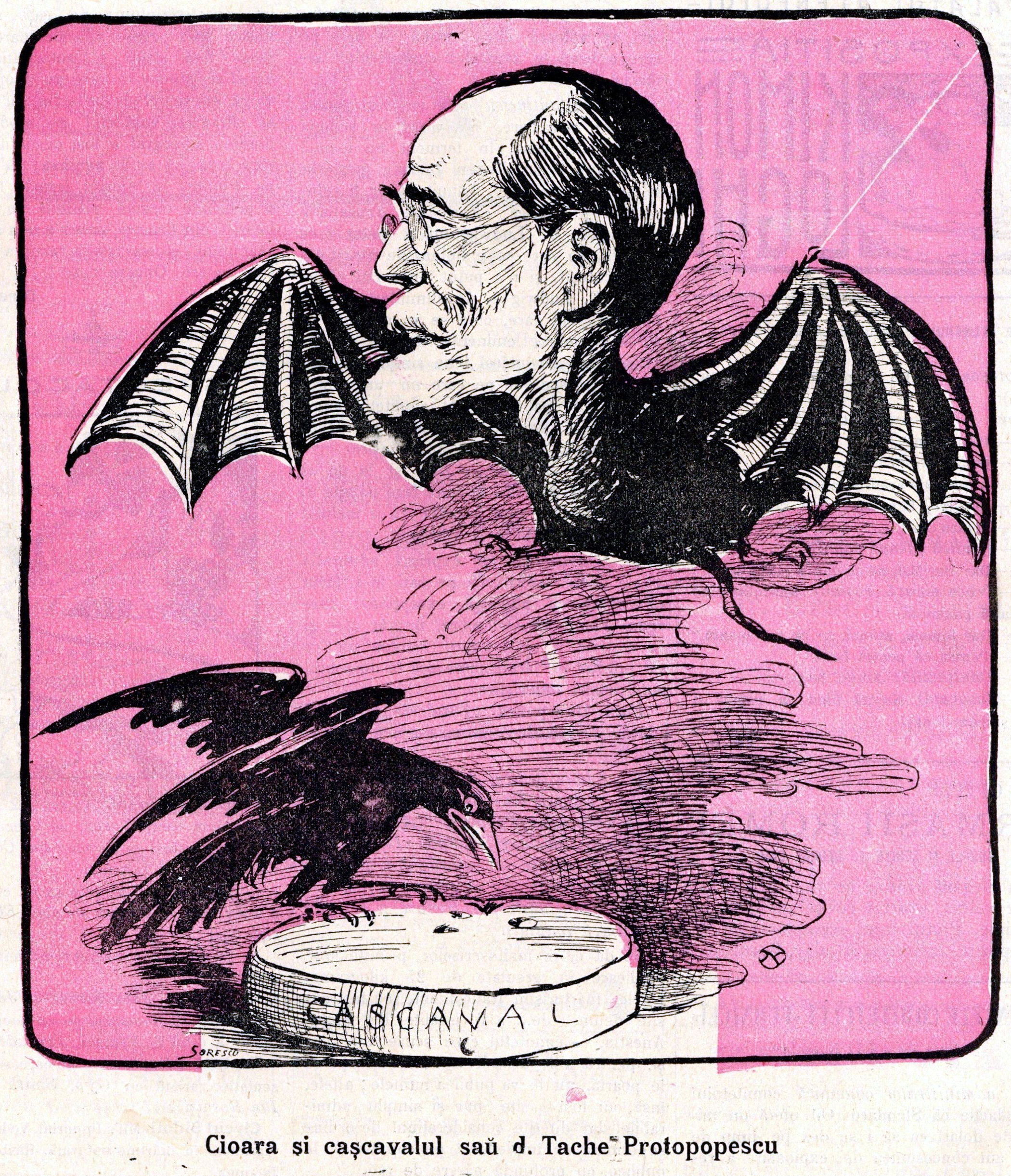

#### Caricaturi din revista „Zeflemeaua”
Nicolae Petrescu-Găină a publicat caricaturi și desene în revista Zeflemeaua editată de către George Ranetti. Revista Zeflemeaua a continuat seria publicațiilor cu tematică umoristică după dispariția revistei Moftul român. În această revistă, Nicolae Petrescu a fost autorul unor desene grupate sub titulatura Manevrele de toamnă. Ele înfățișează militari într-o notă amuzantă și comică figurând textul care le însoțește. 
Caricaturistul folosește în această revistă, imaginea personajului Moș Teacă, realizat de către Anton Bacalbașa, pentru a demonstra ignoranța și stupiditatea unor ofițeri ai armatei române. Zeflemeaua a publicat și caricaturi politice cu tematică internațională. Un desen făcut de Nicolae Petrescu îl are ca personaj principal pe regele Carol I cu manta și chipiu, pe un câmp de luptă. El îl ține pe regele Ferdinand al Bulgariei, reprezentat cu nasul său coroiat, de după gât în timp ce-i arată osemintele unor ostași căzuți în luptă. Legenda caricaturii a fost strâns legată de faptul că regele Carol I nu a fost invitat la festivitățile organizate de partea bulgară pentru a comemora un sfert de veac de la încheierea războiului din 1877. Textul legendei este: „Regele Carol – La Praznicul de la Șipca n-ai invitat România, încât toată Europa, surprinsă, a exclamat „O praznicul!!!!. Haide acum cu mine la Plevna să-ți arăt eu cui îi datorește recunoștință Bulgaria!... Vezi ciolanele și tigvele alea? Sunt ale curcanilor și vânătorilor mei. Cere pardon și spune că nu mai faci altă dată!”

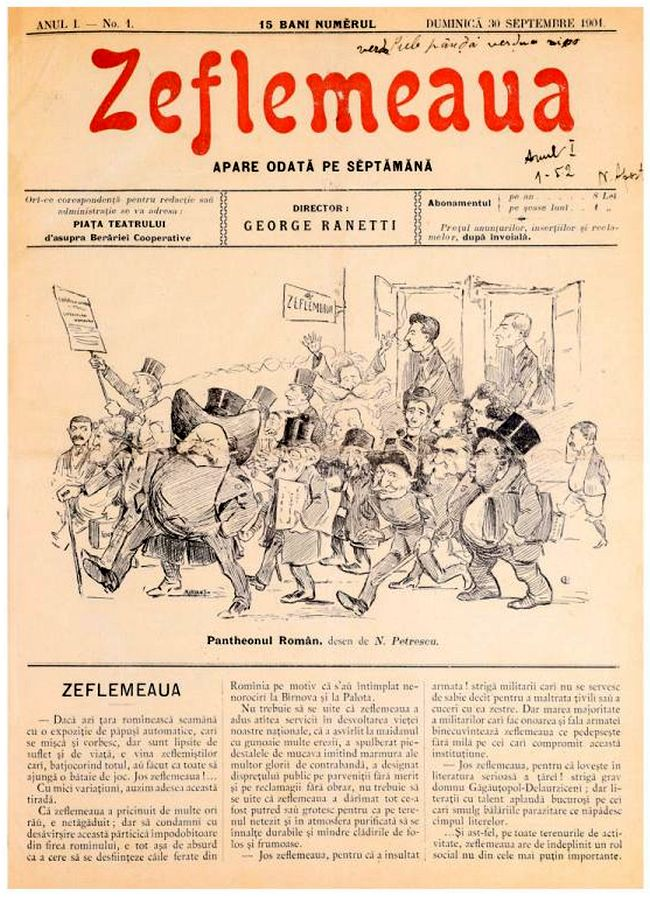
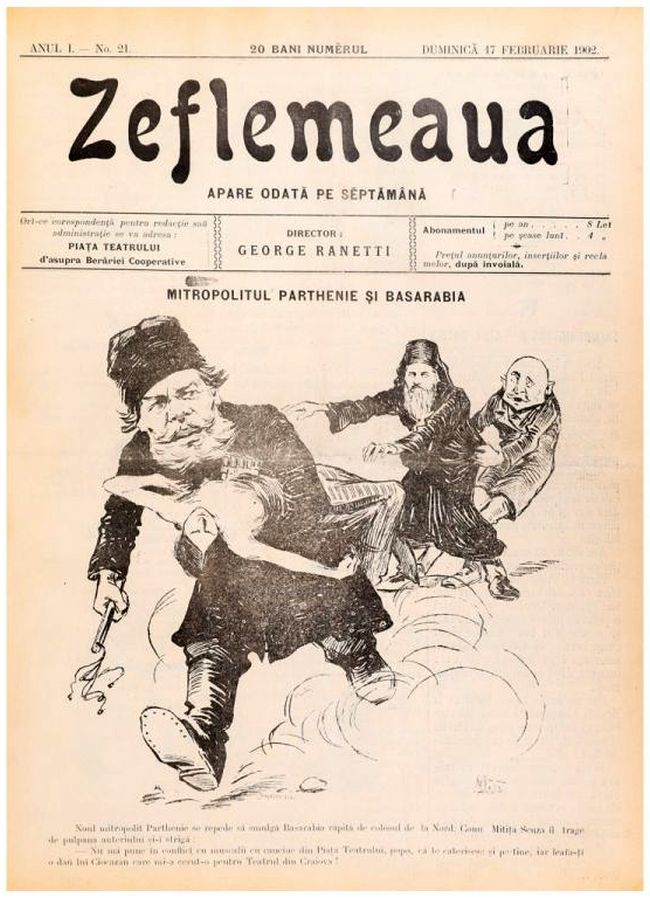
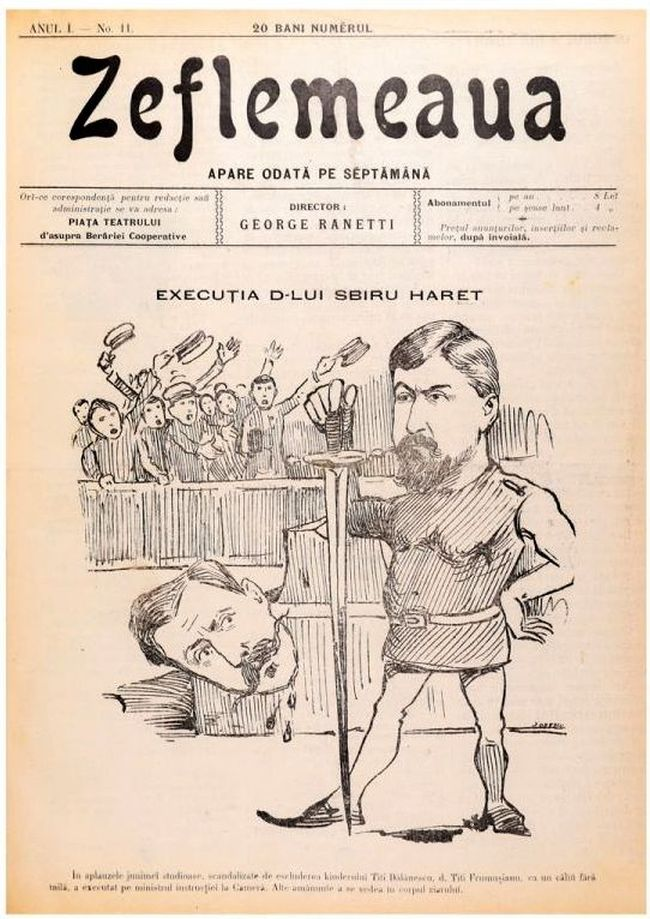
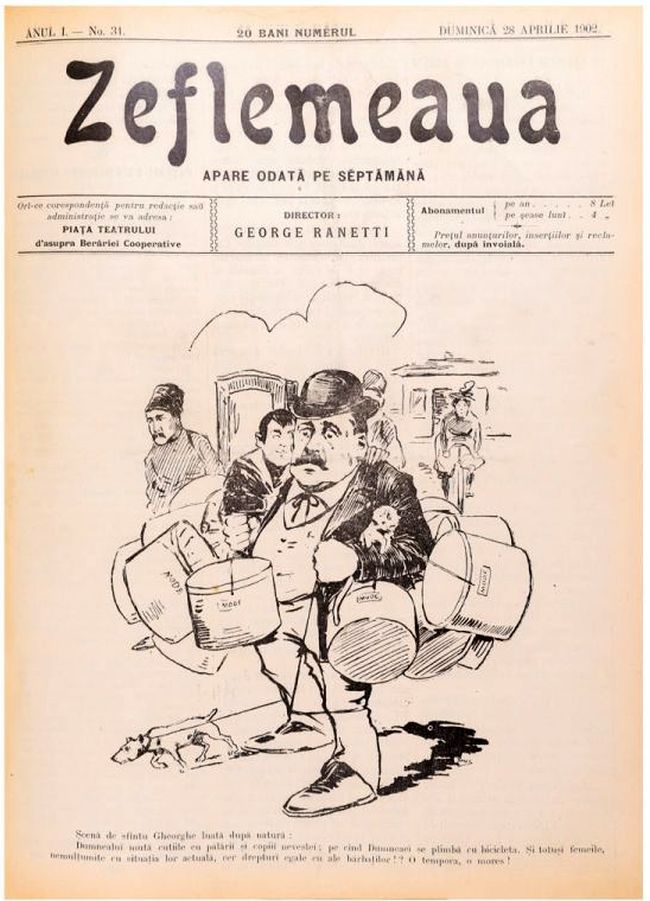
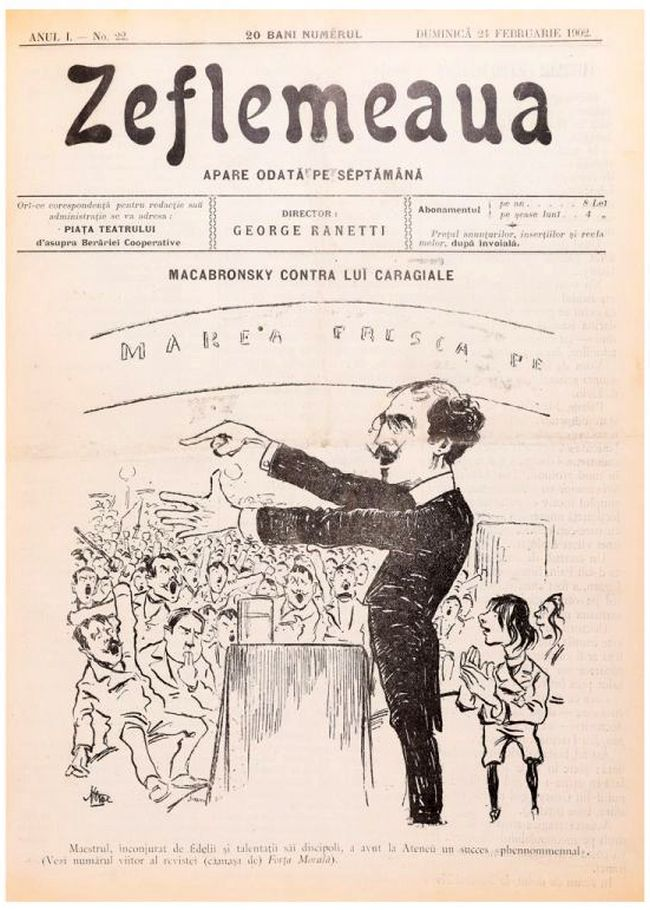

Zeflemeaua a mai publicat și caricaturi în care erau reprezentate relațiile sentimentale dintre militari și sexul frumos. Astfel, Petrescu a făcut un desen care arată un soldat de roșiori și o bucătăreasă corpolentă care au o discuție cu mai multe înțelesuri: „Săftica: Dacă-mi place ceva la tine Vanghelie, e uniforma. Ea mi-a întors capu', bat-o norocu'! / Vanghelie (sentimental): Și mie ochișorii tăi verzi ca ou' de rață, Săftico bobocule. (în gând) Dar mai ales chioftelele și fleicuțele cu care mă îndopi, bucătăreasa sufletului meu!"

#### Caricaturi din gazetaȚivil-Cazon

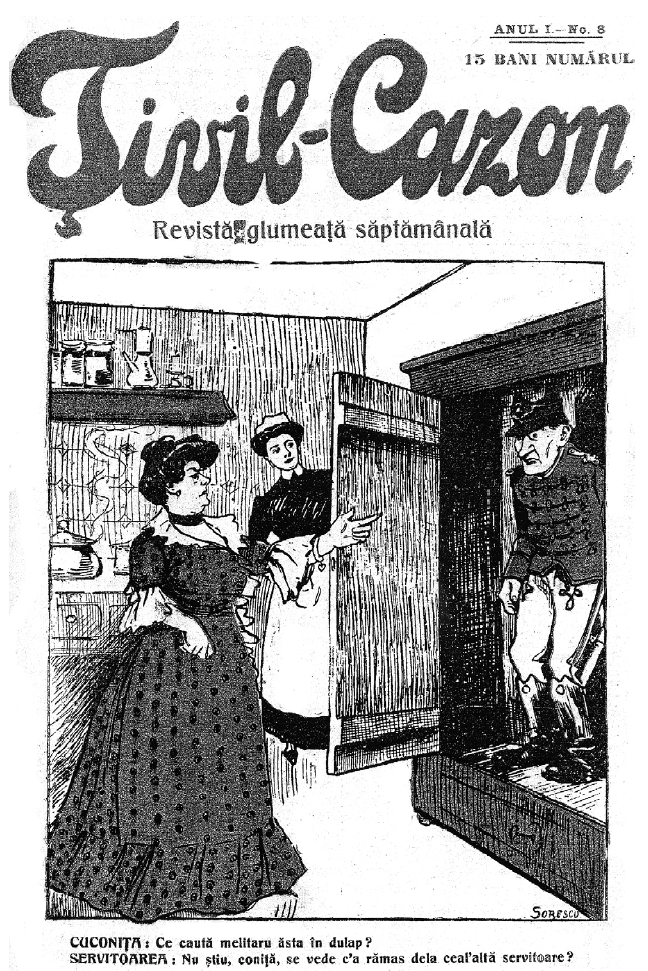
O explicație ciudată

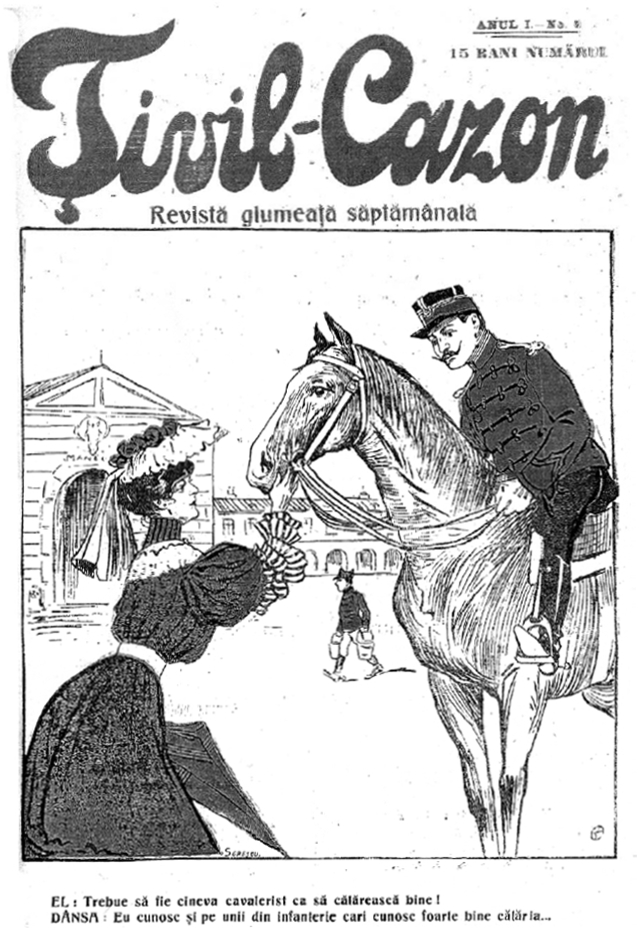
Conversație cu dublu înțeles

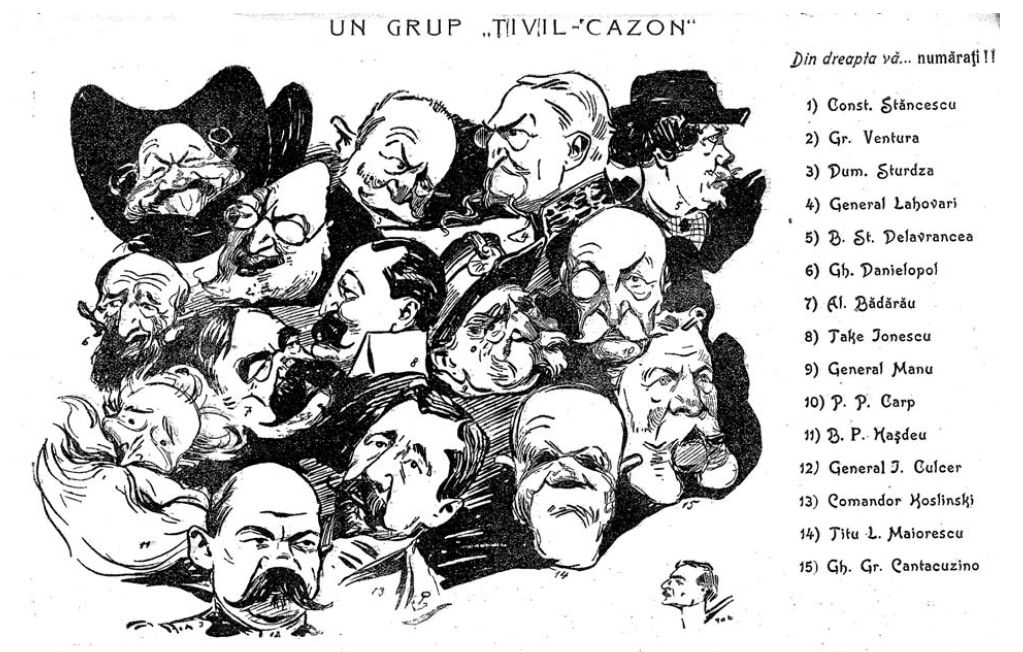
Un grup Țivil-Cazon -- Din dreapta vă... numărați! de Nicolae Petrescu-Găină

Un grup Țivil-Cazon -- Din dreapta vă... numărați! de Ary Murnu

Țivil-Cazon. Revistă glumeață săptămânală a fost scoasă de un grup de gazetari mai puțin cunoscuți, începând din anul 1906. Tematica revistei a avut ca inspirație Moftul român, ea criticând imbecilitatea unor militari. Coperțile revistei au fost realizate de Nicolae Petrescu-Găină, Nicolae Mantu și Iosif Iser cu ilustrații legate de viața militarilor români.
Țivil-Cazon a fost prima revistă ale cărei coperți au fost [[policromie|policromeîî, pe lângă cerneala neagră a desenului având accente de culoare, în special roșie.
Majoritatea caricaturilor din revista Țivil-Cazon au fost realizate de către Nicolae Petrescu-Găină și în plus au fost preluate viniete din Zeflemeaua. Caricaturile cu subiecte militare au avut ca sursă de inspirație viața cotidiană a ostașilor și a ofițerilor în timpul liber sau în cazarmă. Revista a publicat în două numere ale sale și portretele caricaturizate ale unor oameni politici și militari.
Una din caricaturile remarcabile ale revistei a fost cea realizată de Nicolae Petrescu-Găină cu subtitlul Din dreapta vă... numărați!. Ea este un cumul de portrete ale unor politicieni sau ofițeri ca: Iacob Lahovari, Ioan Culcer, Gheorghe Manu sau comandorul Emanoil Koslinski.
Cel mai amuzant lucru, este faptul că Nicolae Petrescu și-a făcut autoportretul și stânga jos al paginii, alăturându-se astfel marilor oameni din conducerea țării. Această temă a fost reluată de către Ary Murnu Gheorghiadis în numărul 18/1906 al revistei. Generalii și politicienii sunt realizați aliniați, ca ostașii pe front, alternând un militar versus un civil. Cele mai bune portrete realizate în această caricatură de Ary Murnu este cea a generalului Atanasie Demostene, a colonelului Nicolae Șendrea, a locotenent colonelului Alexandru Socec, a cneazului Dimitrie Moruzi și a generalului Iuliu Teohari. Ministrul cultelor, Mihail Vlădescu a fost înfățișat în uniformă de dorobanț, cu opinci în picioare.

### Portretistică

Portrete cu Ștefan Luchian
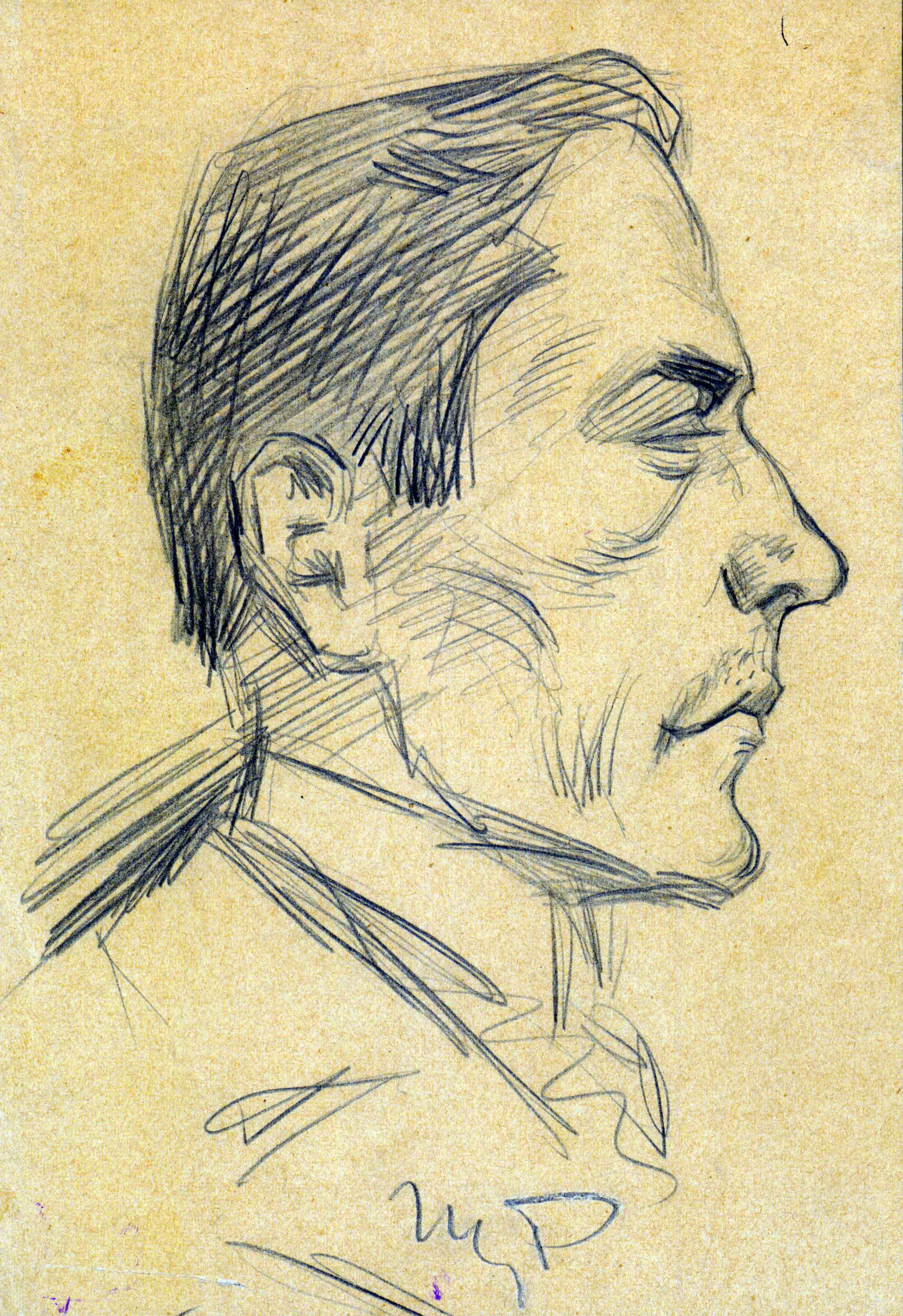
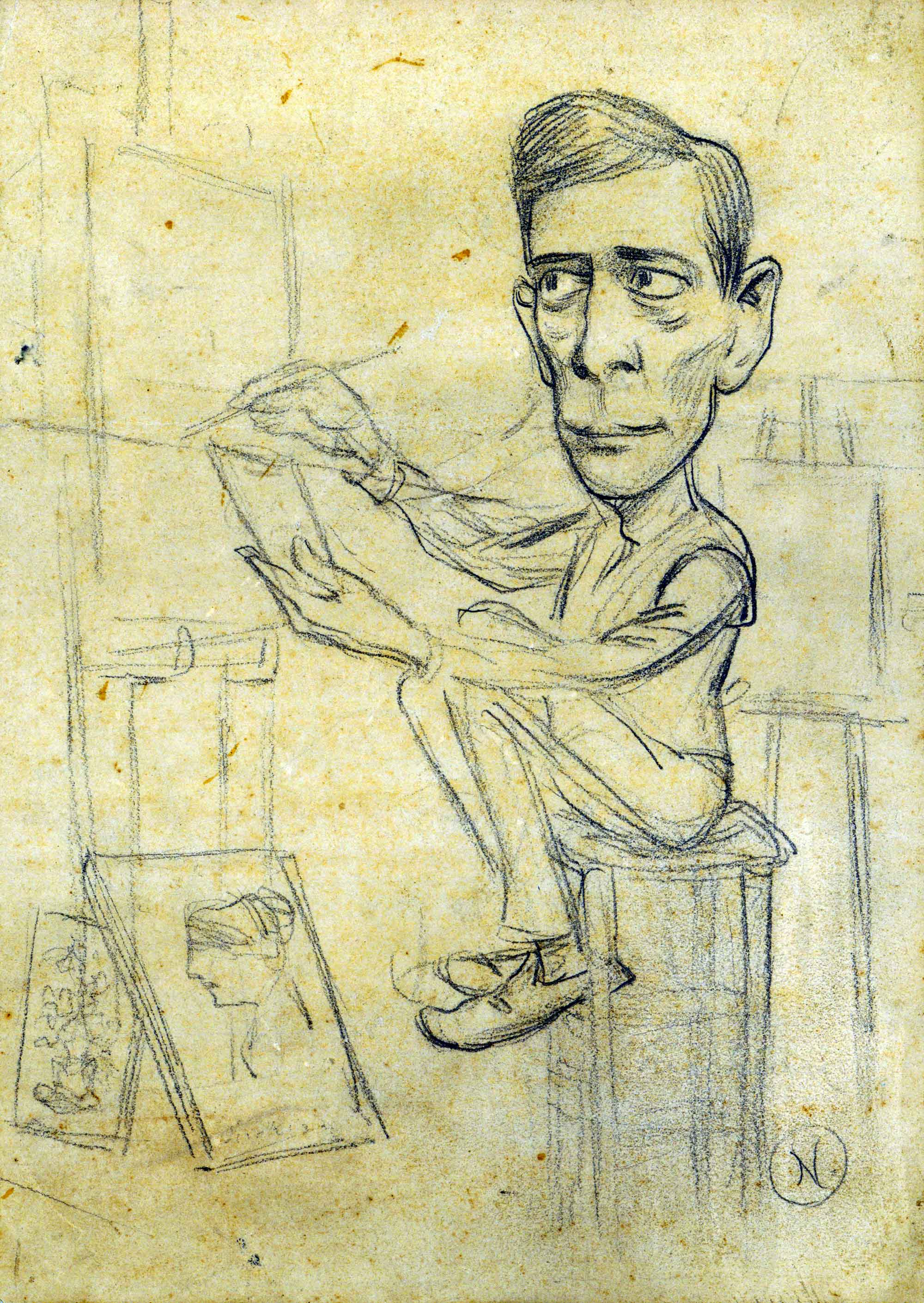
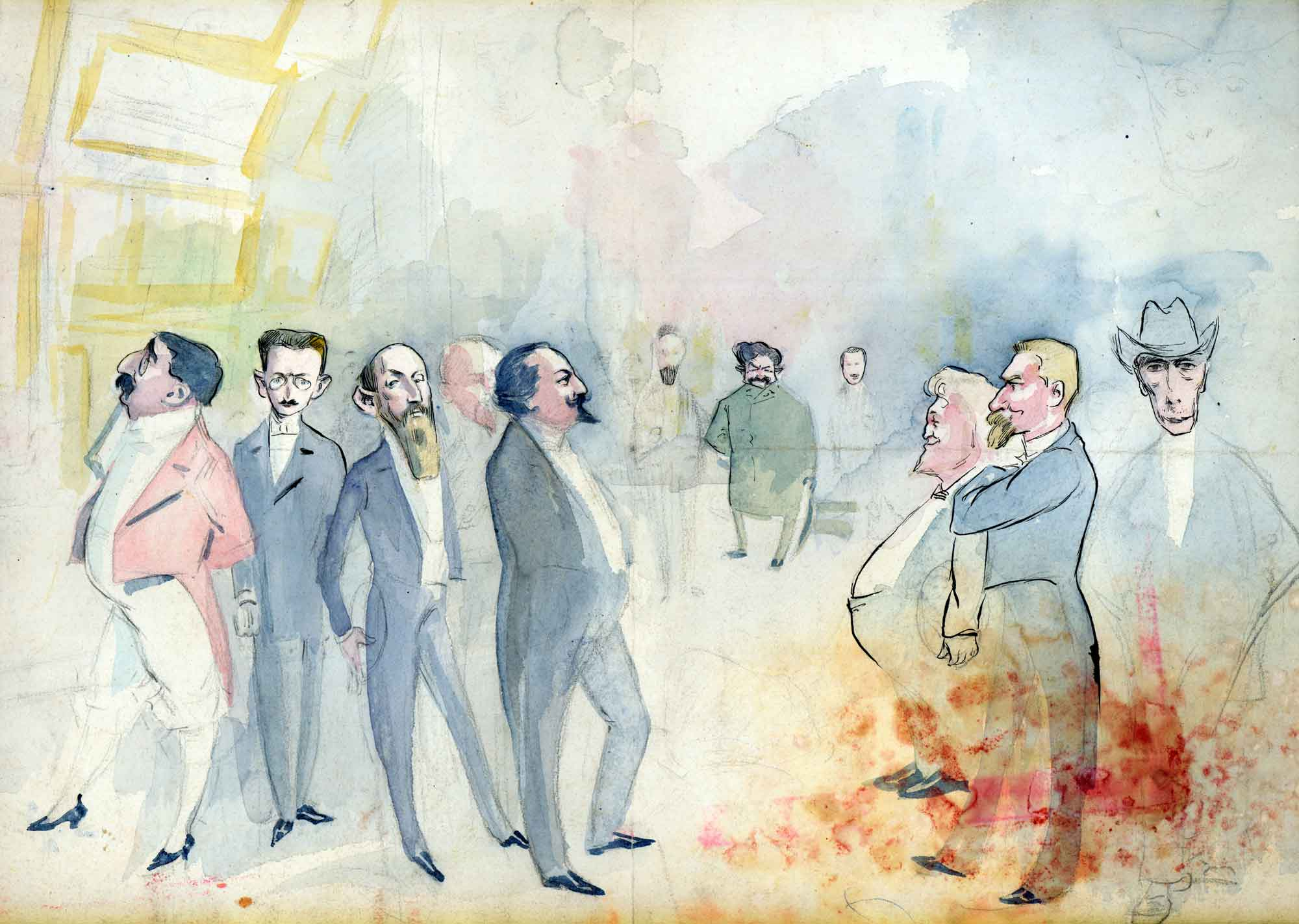
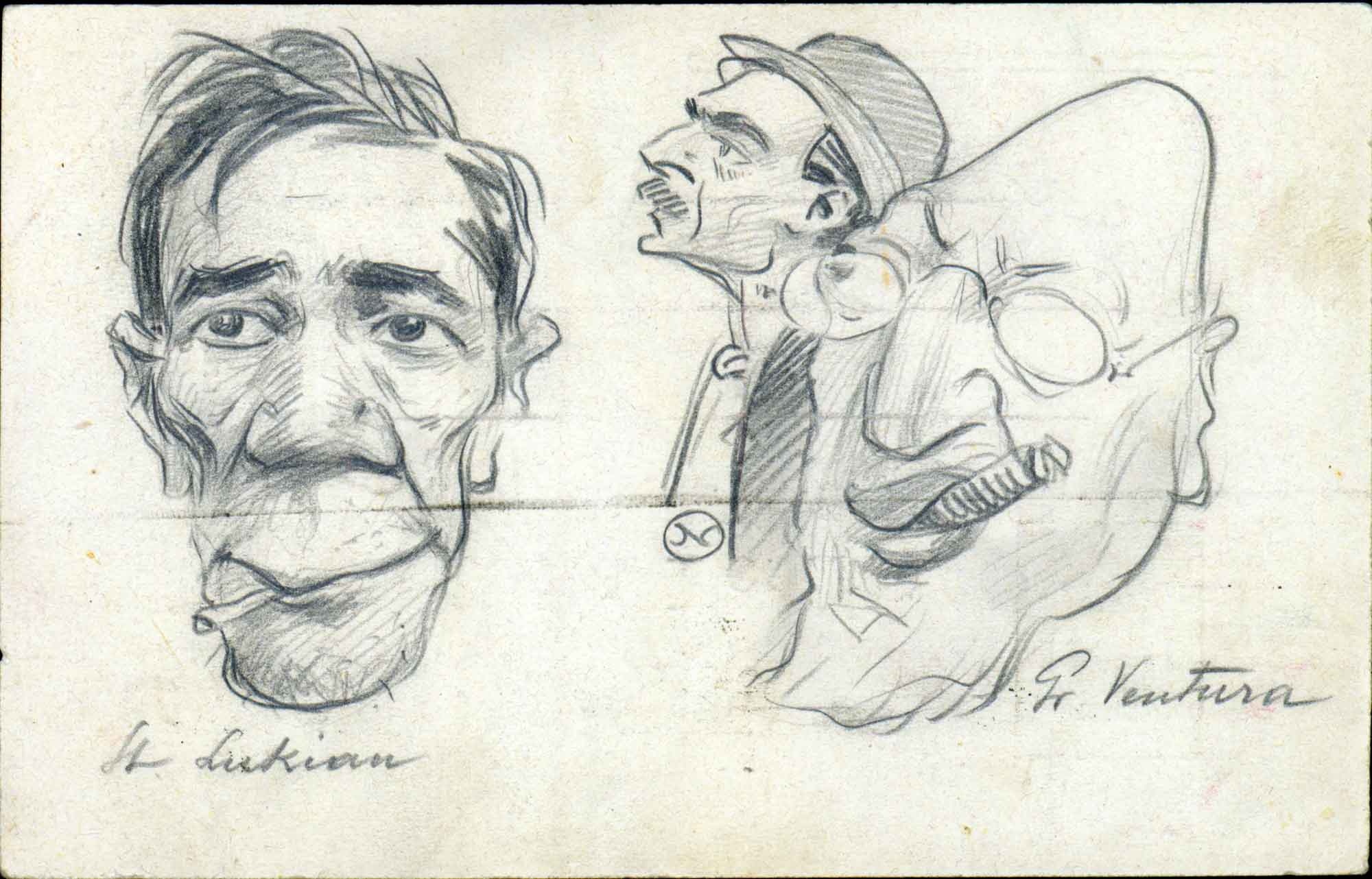
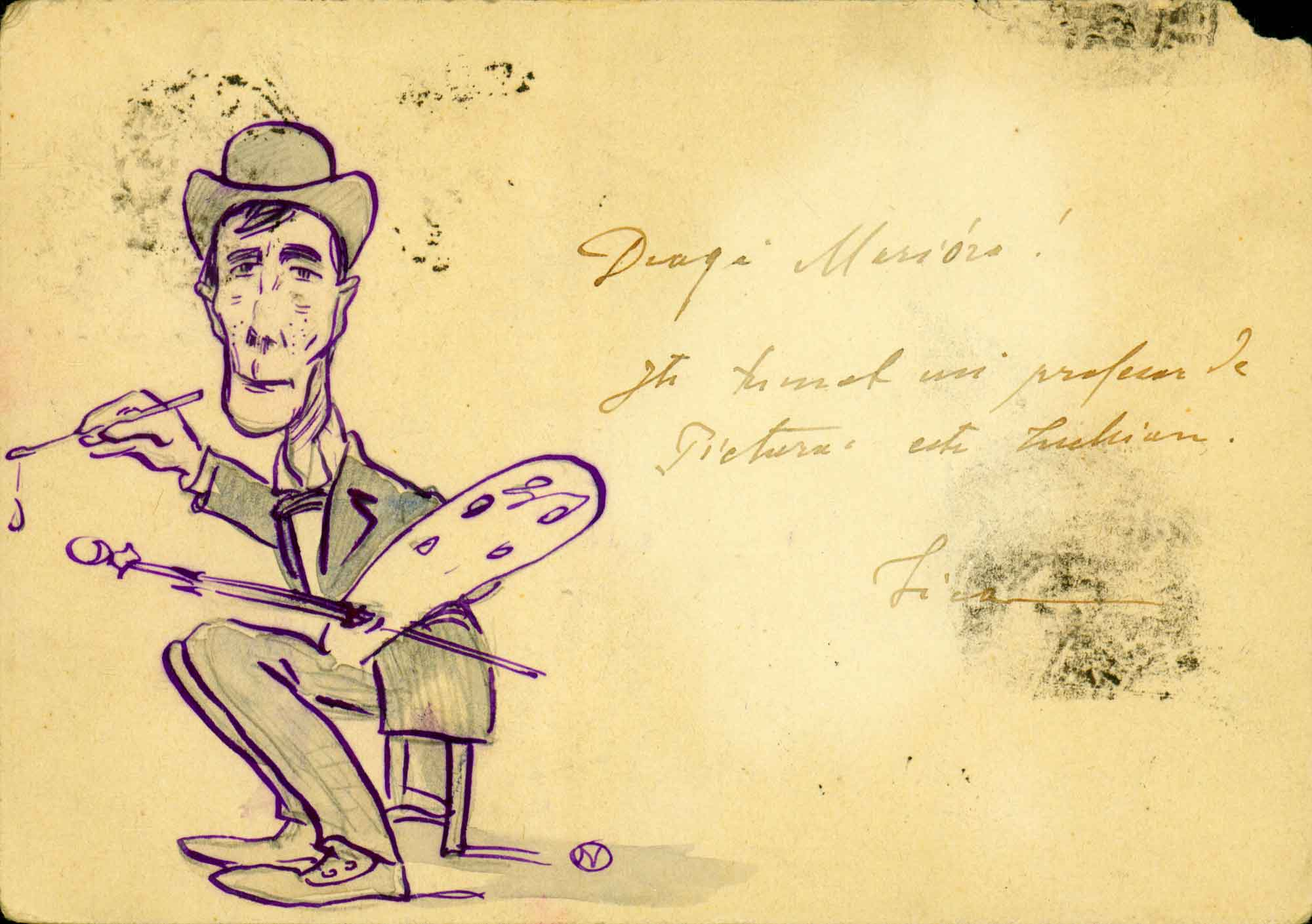

Portrete pe cărți poștale
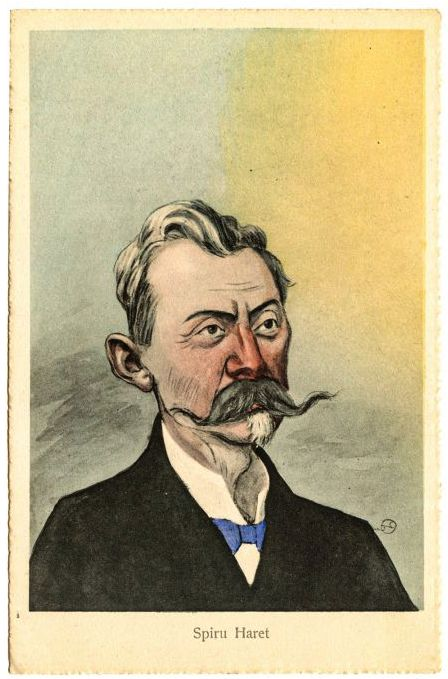
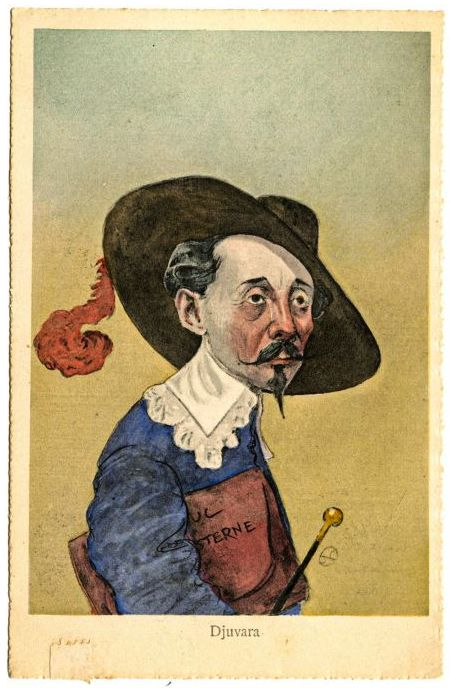
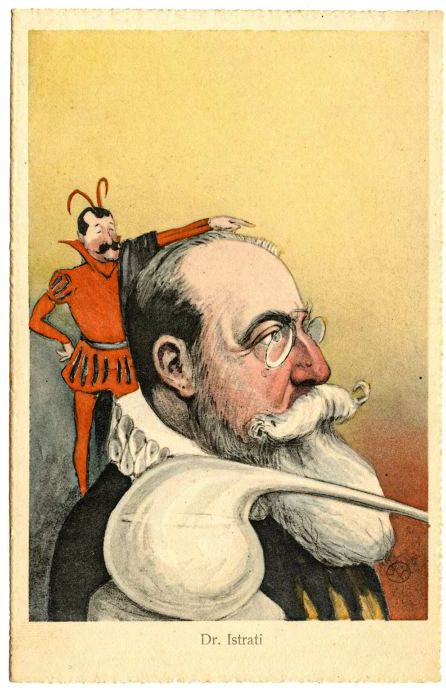
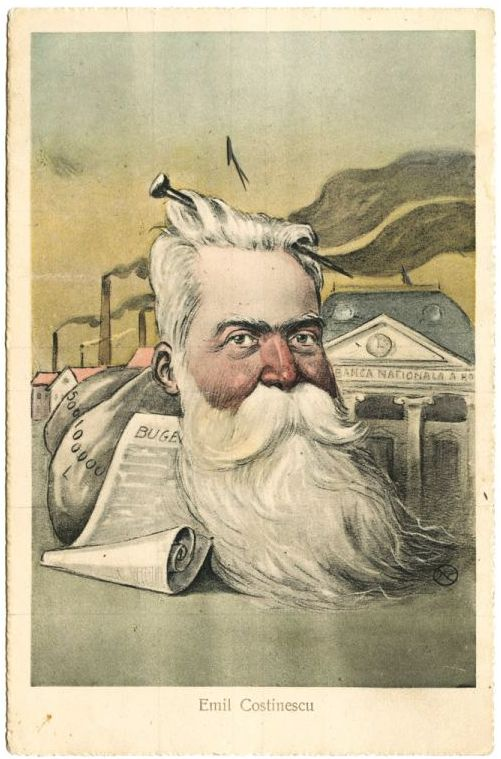
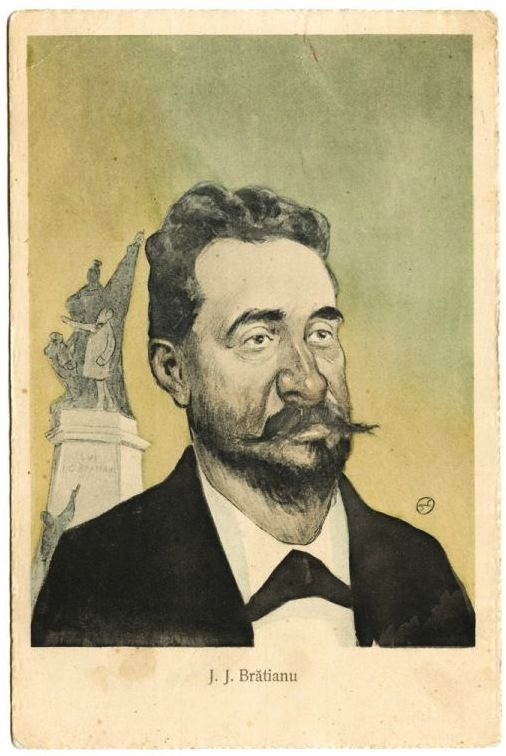
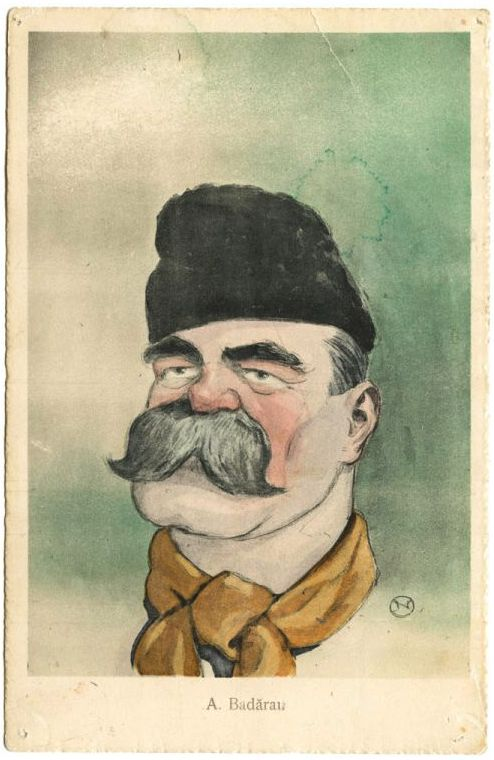
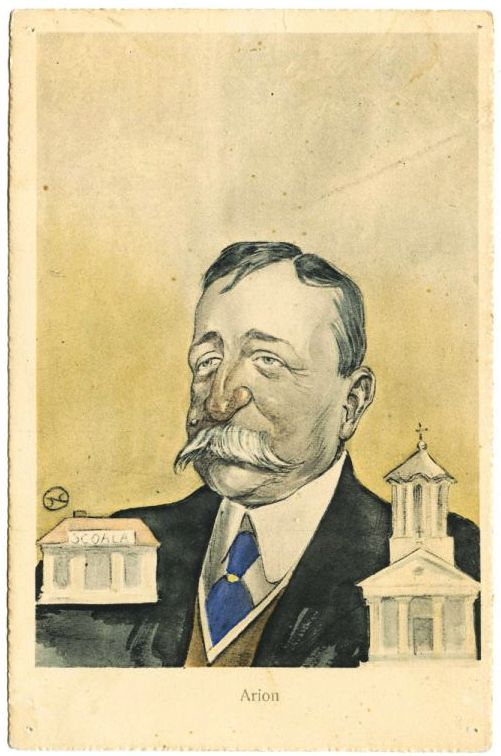
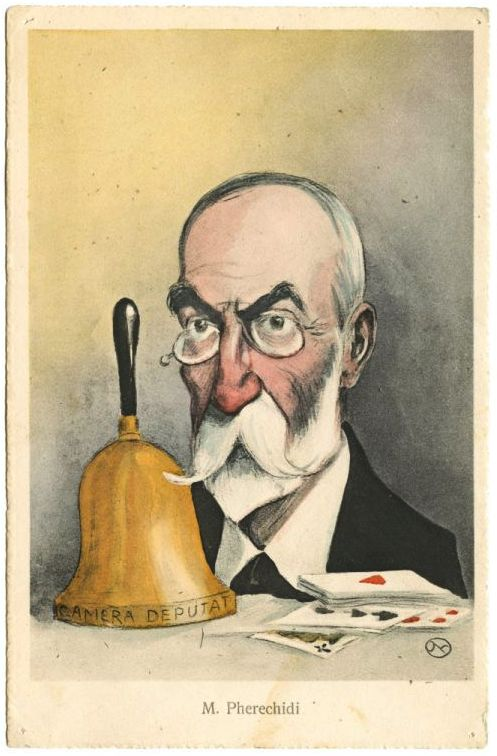
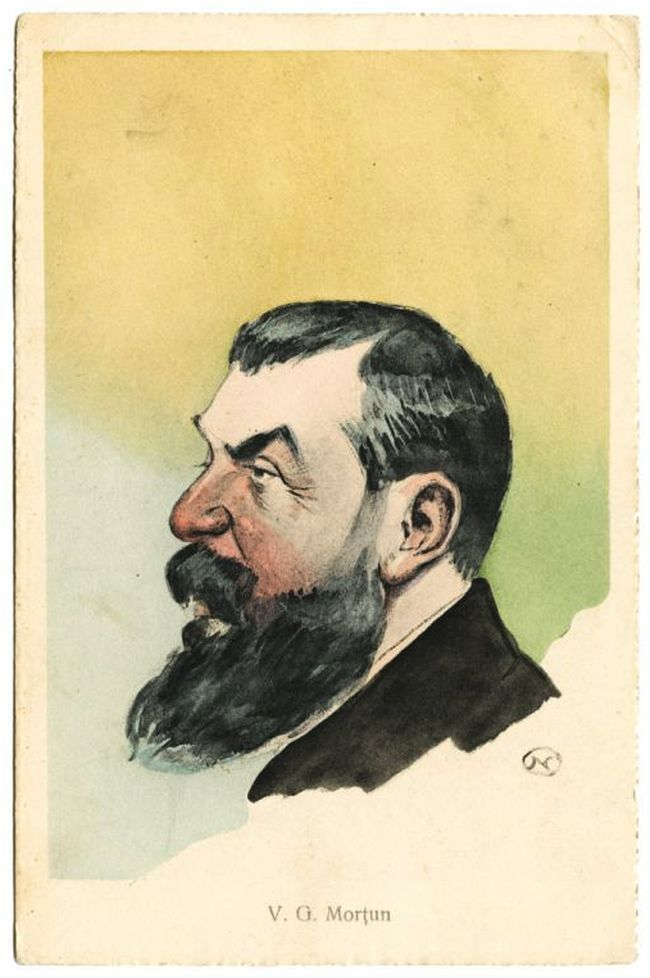

#### Portrete
O categorie aparte în opera lui Nicolae Petrescu-Găină o reprezintă portretele pe care acesta le-a făcut tuturor prietenilor săi. Astfel, el a realizat portretele lui Constantin Artachino, Ștefan Luchian, Nicolae Grant, Ipolit Strâmbu, Nicolae Vermont, Jean Alexandru Steriadi, Ștefan Petică, Gheorghe Petrașcu, Alexandru Satmari, Camil Ressu precum și sculptorilor Frederic Storck, Oscar Spaethe și la mulți alții.

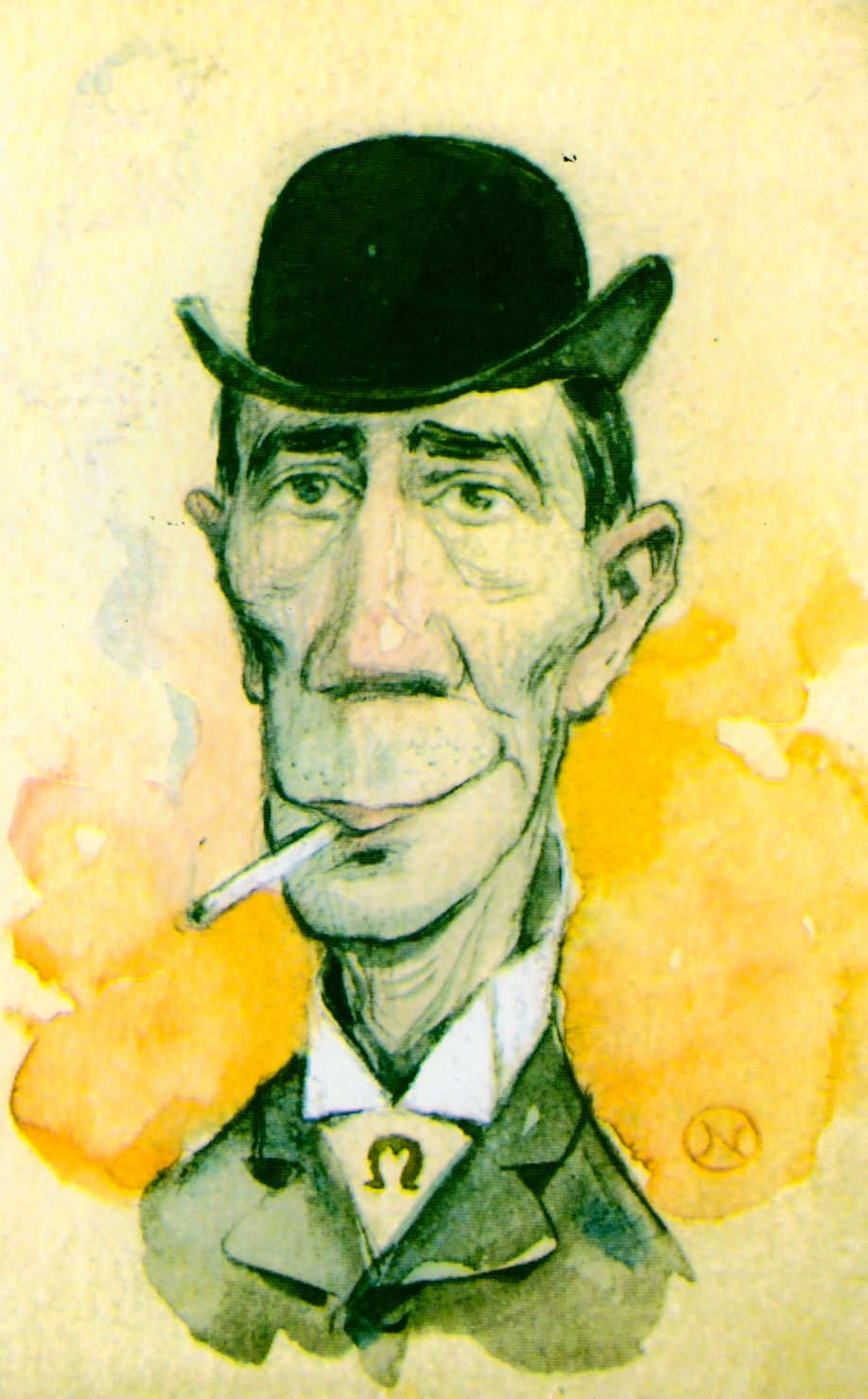
Luchian
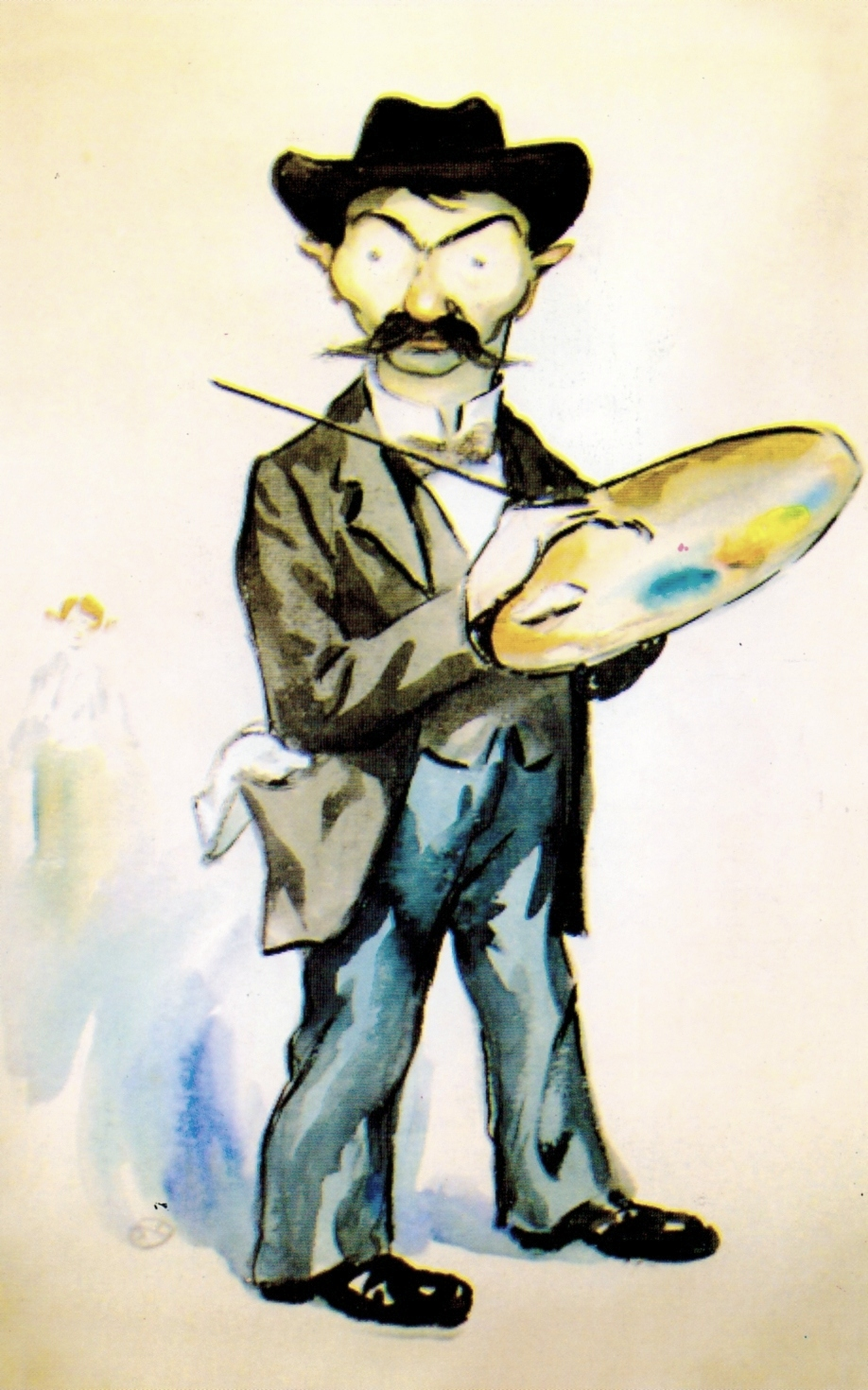
Artachino
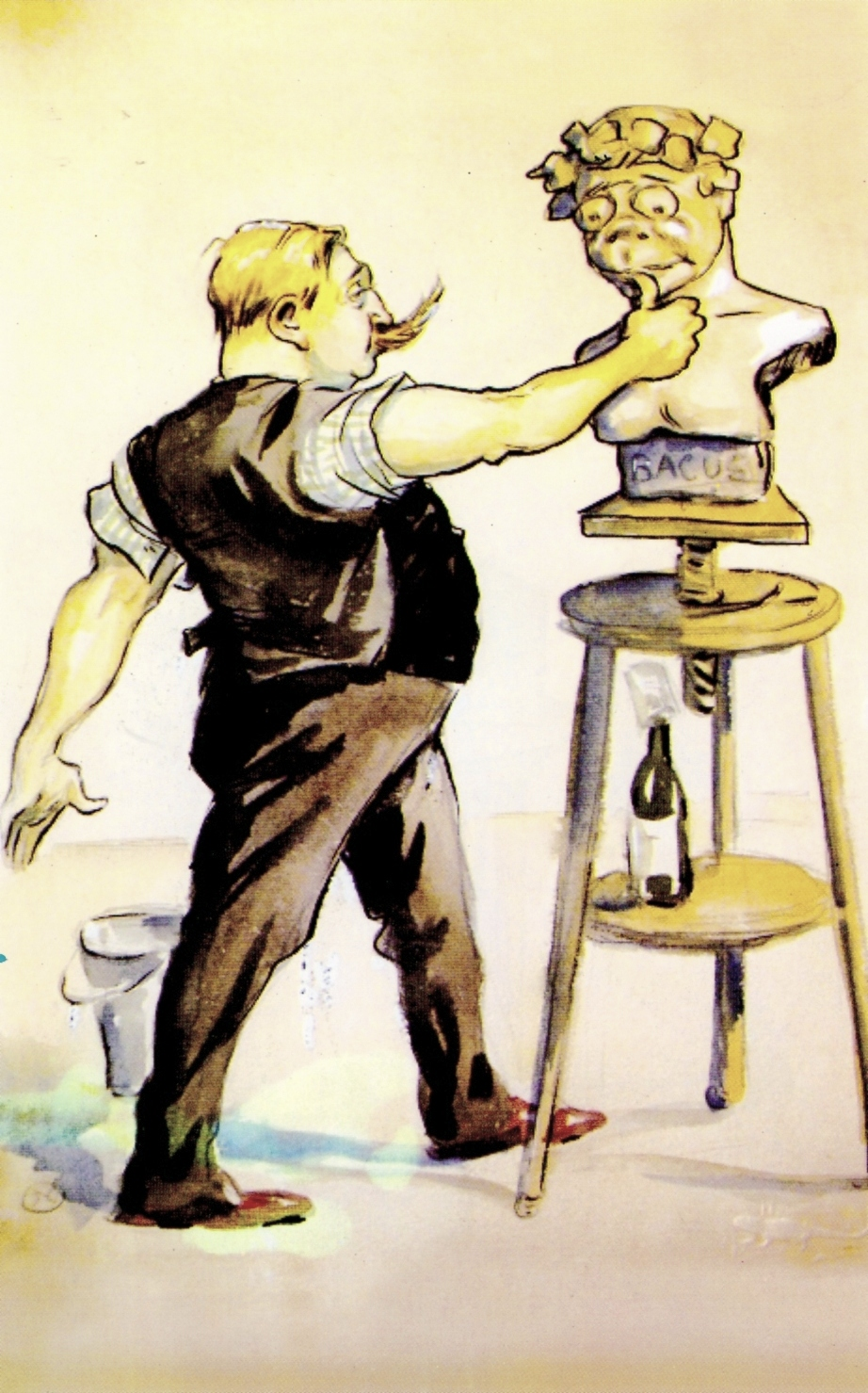
F. Storck
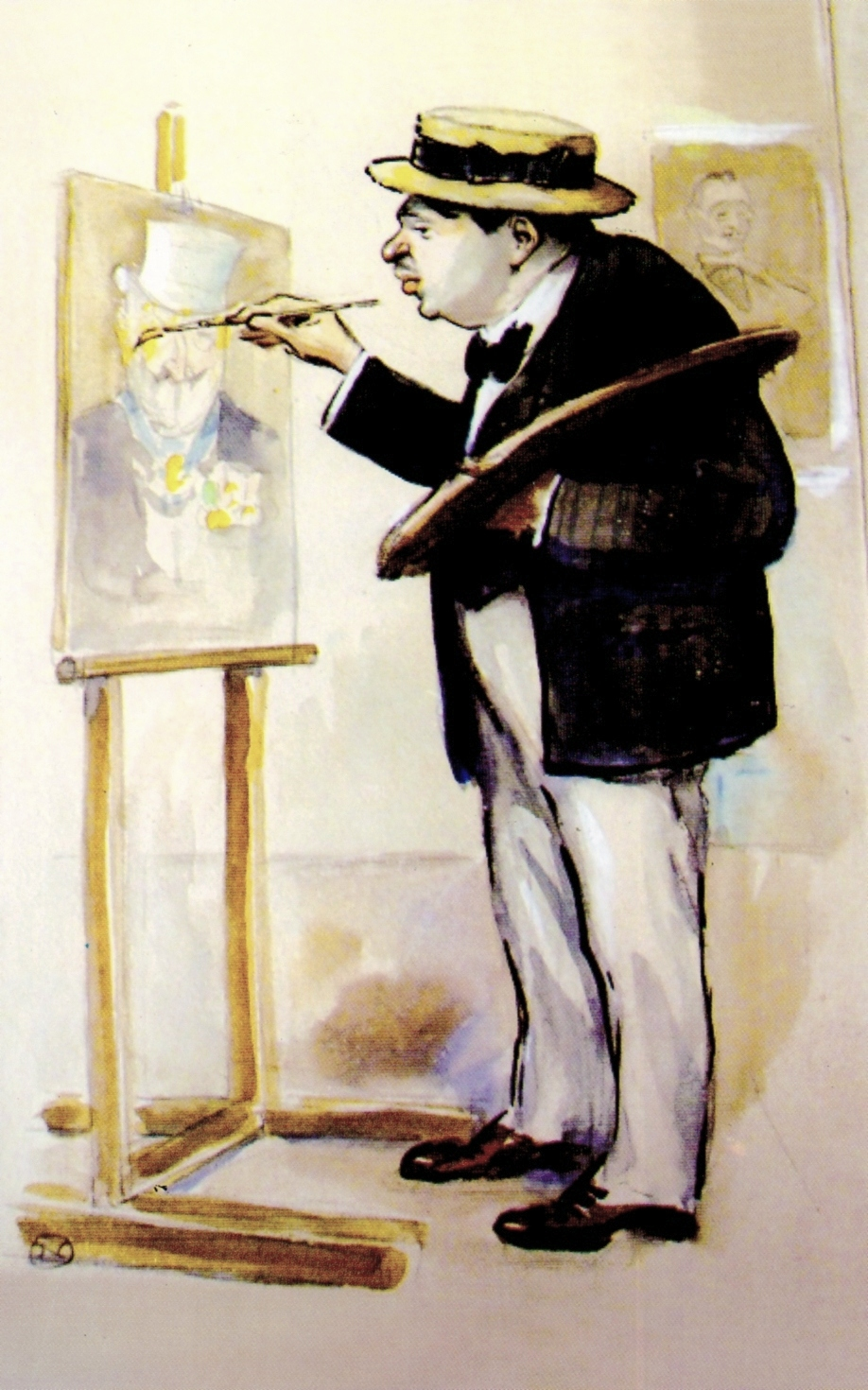
Steriadi
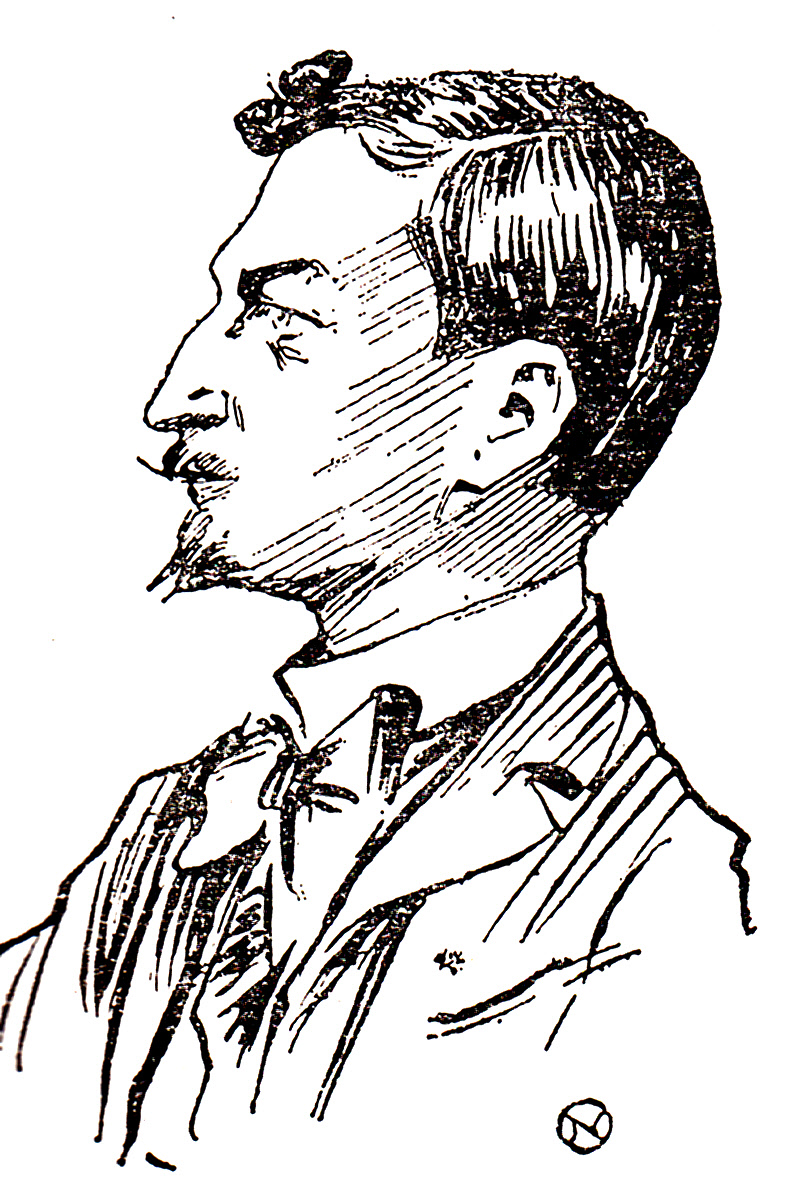
Ștefan Petică

#### Autocaricaturi și poreclaGăină
Autoportretele pe care Nicolae Petrescu-Găină le-a făcut sunt de fapt niște autocaricaturi. El s-a înfățișat adesea în postura de cocoș țanțoș sau plouat ca o găină. În ambele reprezentări capul cocoșului era portretul său. Avea pe cap când o creastă când o pălărie. Dacă înfățișarea este cea a unui cocoș țanțoș, îmbrăcămintea este neapărat un costum cu cravată sau papion, coadă înfoiată și stufoasă și aliura este cea a unui cocoș mândru nevoie mare. Dacă este găină, este neapărat o găină mare cu o coadă pleoștită. Ea poartă sub o aripă aproape întotdeauna un dosar și atitudinea este una supărată și are ghearele în nămol (Hii, mi-am pierdut creionul).

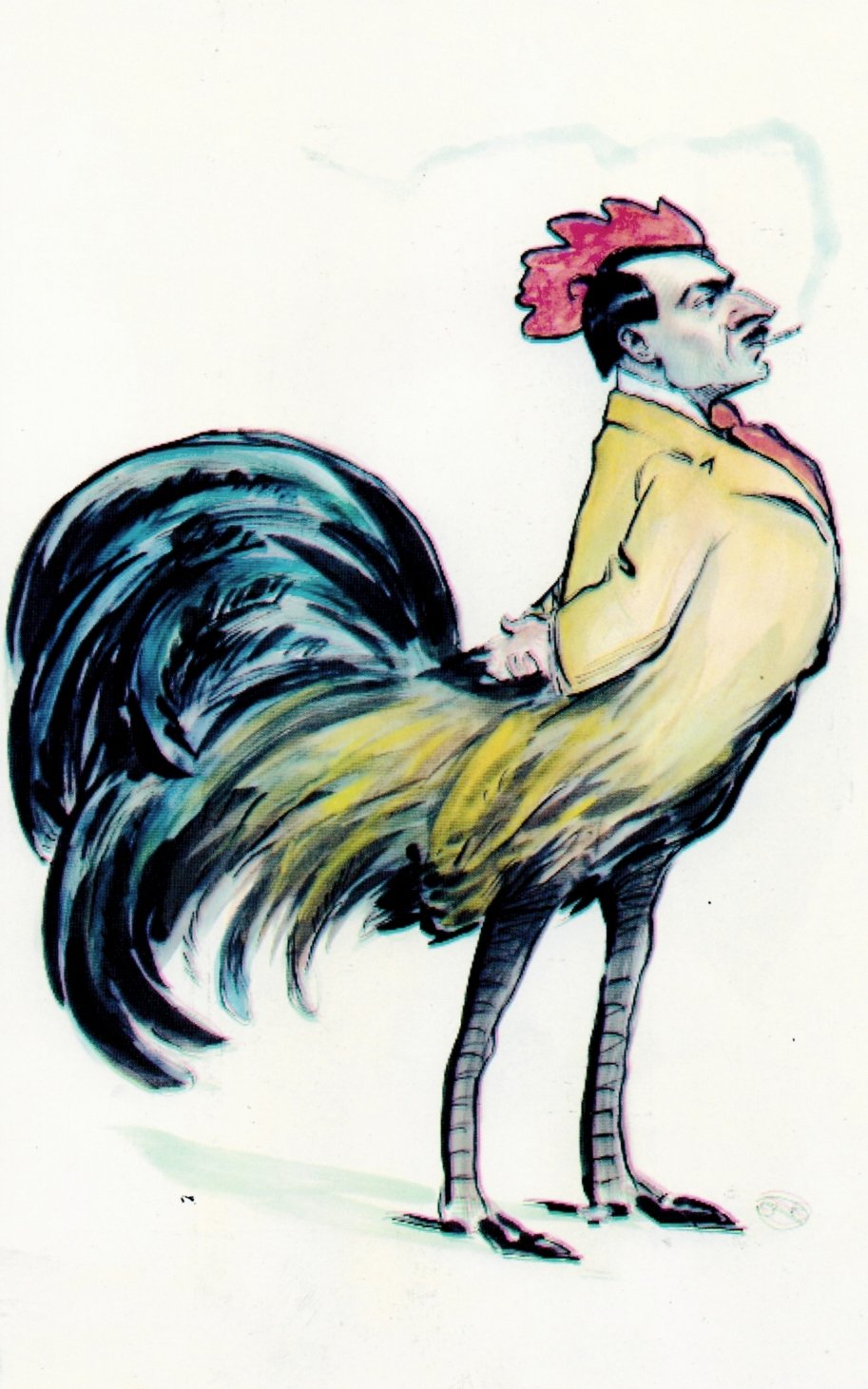
Cocoș
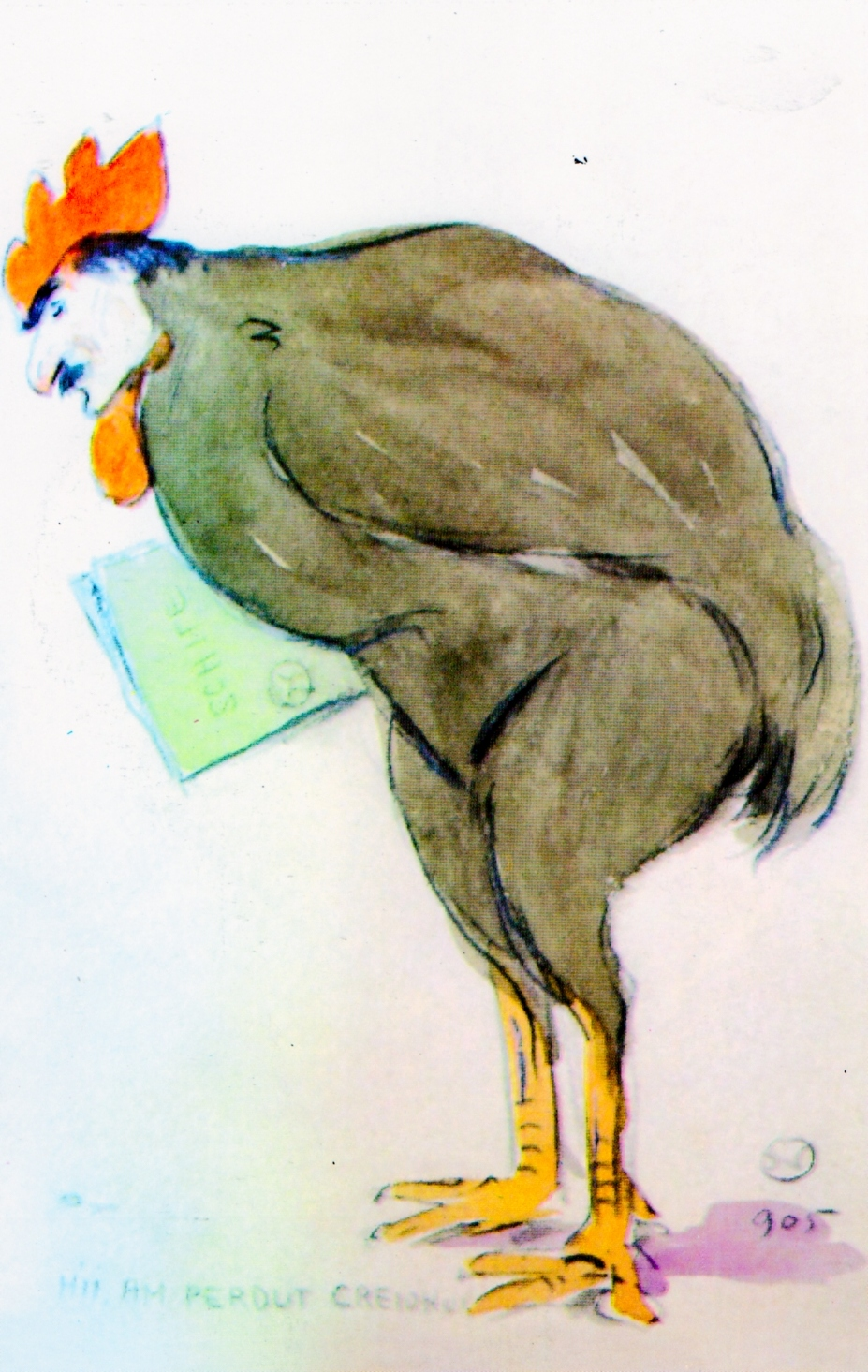
Găină
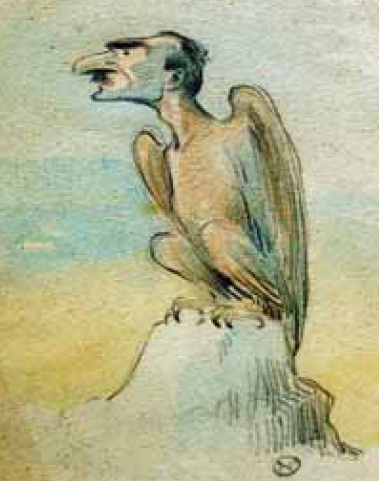
Vultur
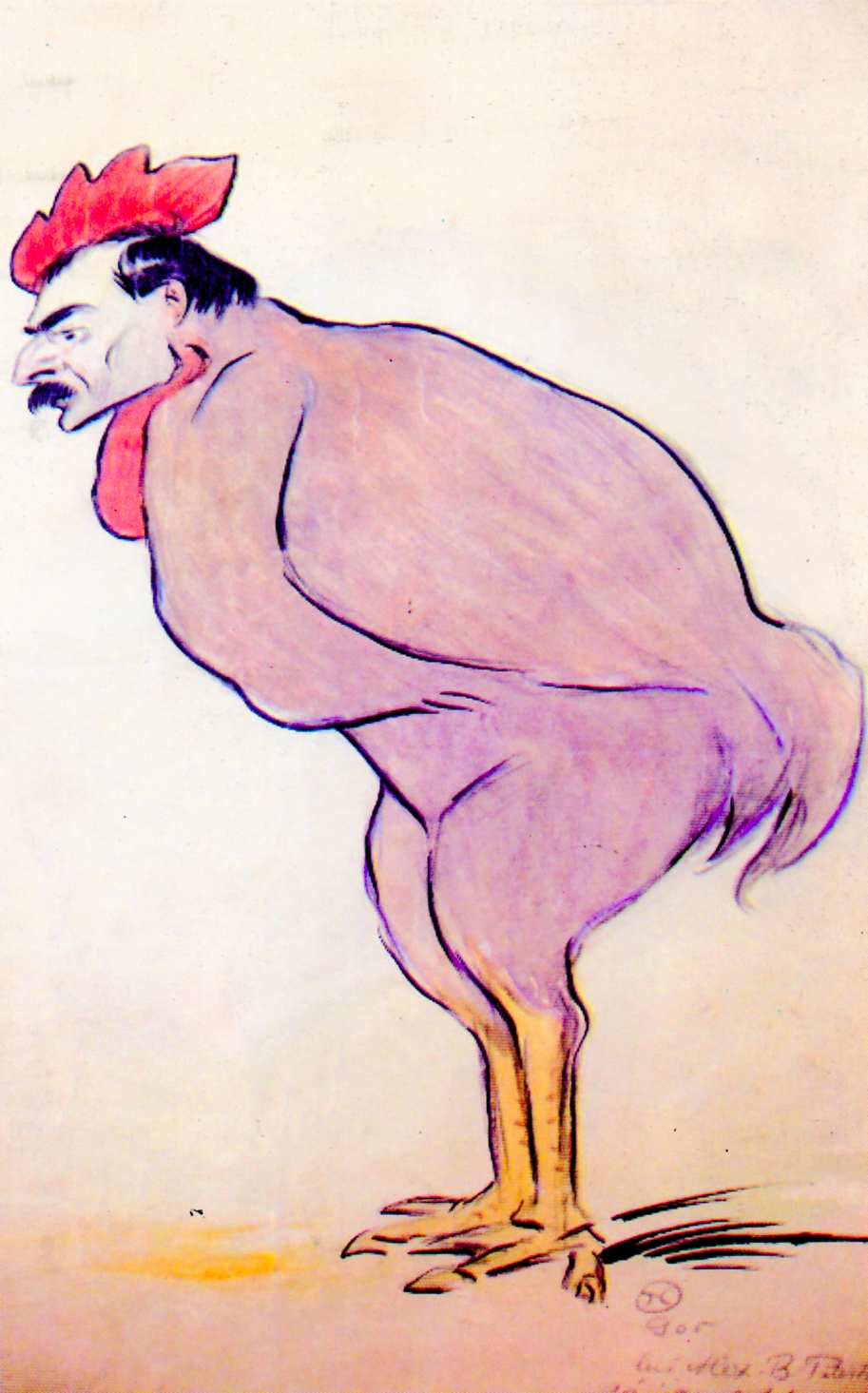
Găină

Pentru prima oară porecla de Găină apare, după spusele lui Paul Rezeanu,  în anul 1898, anul apariției albumului de caricaturi Contimporani. După opinia lui Rezeanu, Nicolae Petrescu și-ar fi însușit porecla prin anul 1904. Artistul Nicolae Petrescu a semnat o mulțime de lucrări cu numele Găină și încet, încet, și-a transformat porecla într-un renume. Astfel, el și-a făcut autoportrete în care apare în postura de cocoș sau găină. Părerile criticilor (Adrian Maniu, Alexandru Obedenaru, etc.) concură la ideea că supranumele de Găină ar fi provenit din faptul că Nicolae Petrescu purta o pălărie de care nu se despărțea niciodată. Ea era purtată înclinat, pe o parte, ca o creastă de găină. Alți critici (Petru Comarnescu, Marieta Jianu, nepoatele caricaturistului Julieta Moldovanu) au fost de părere că numele de Găină ar fi venit din obișnuința lui Nicolae Petrescu de a purta pantofi sau ghete cu ghetre de o curățenie impecabilă, fapt care i-ar fi dus cu gândul pe contemporani la ghiarele găinii care sunt întotdeauna curate.

### Caricaturi cu tematică militară
- Click pentru vizualizarea caricaturilor cu tematică militară.

Nicolae Petrescu-Găină a fost sensibil la aproape toate evenimentele publice ale timpului său și s-a inspirat în tot ce a făcut în opera sa din acestea. Astfel, a reprezentat trupele armatei române în caricaturile Cum am plecat în Al Doilea Război Balcanic în vara anului 1913 și Cum ne-am întors din campania din Bulgaria. În perioada de neutralitate a României care s-a desfășurat între anii 1914 - 1916 a satirizat militarismul german, Găină fiind de fapt un filofrancez și patriot convins.

Caricaturi cu tematică militară
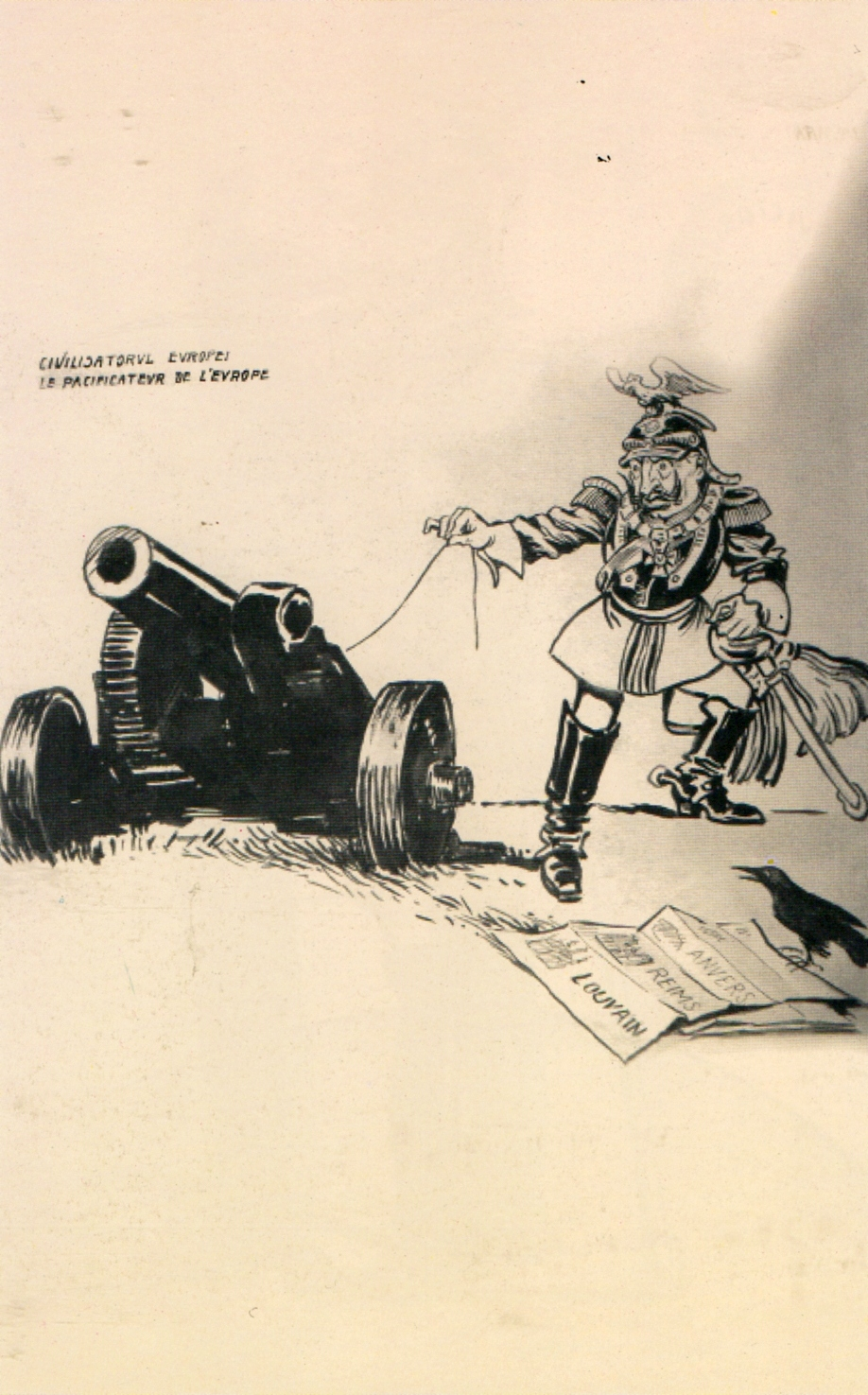
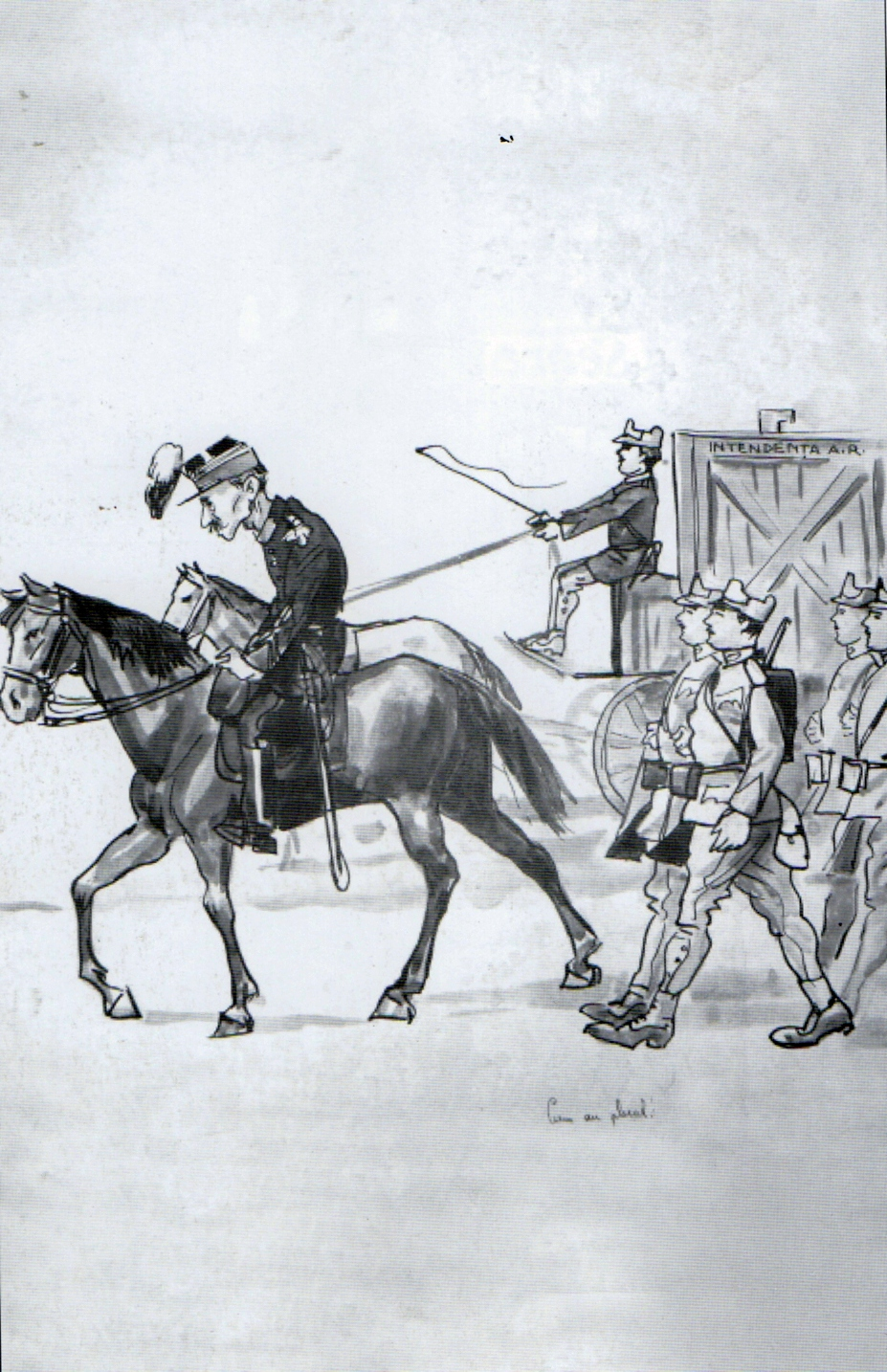
Cum am plecat
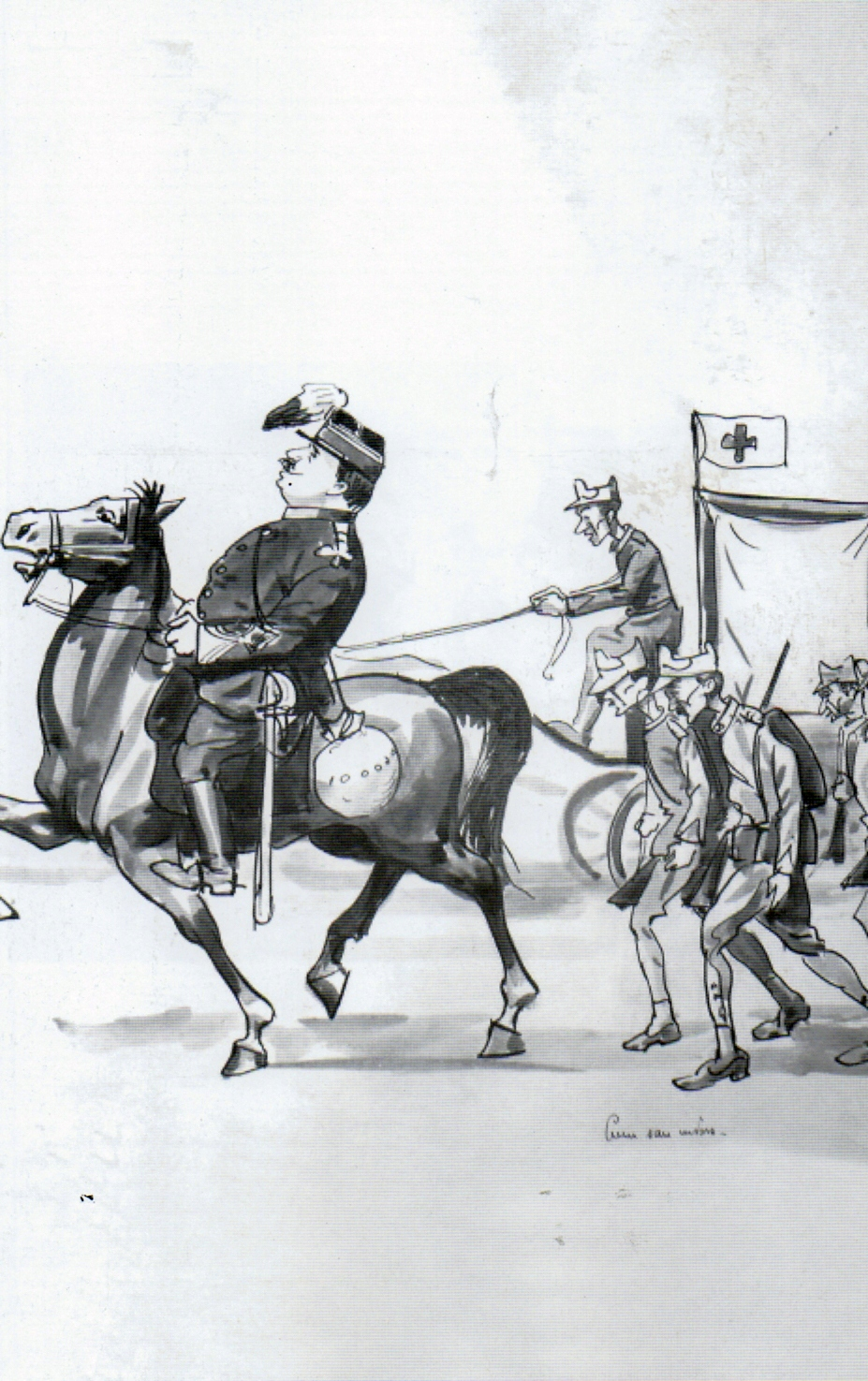
Cum am sosit
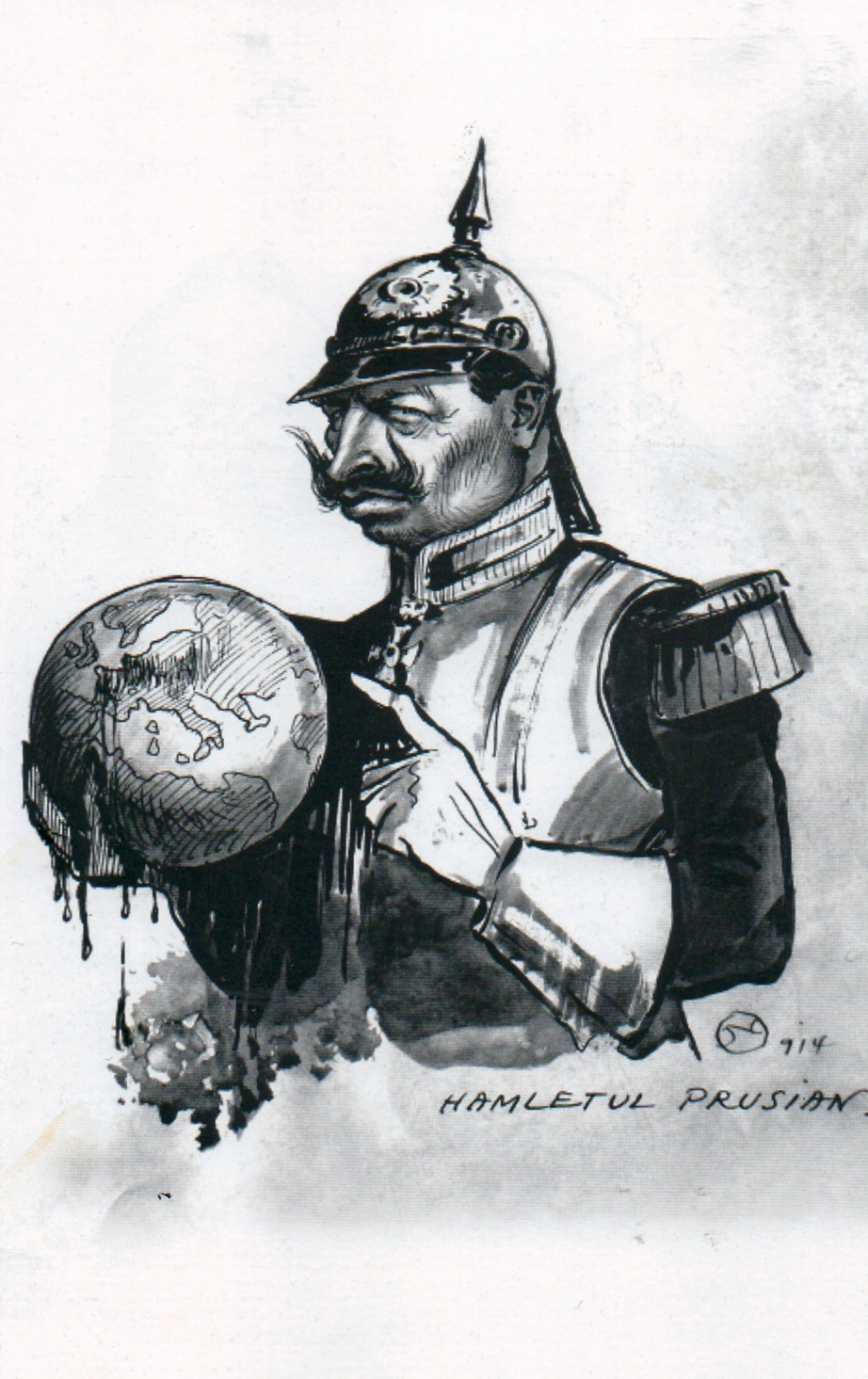
Wilhem al II-lea
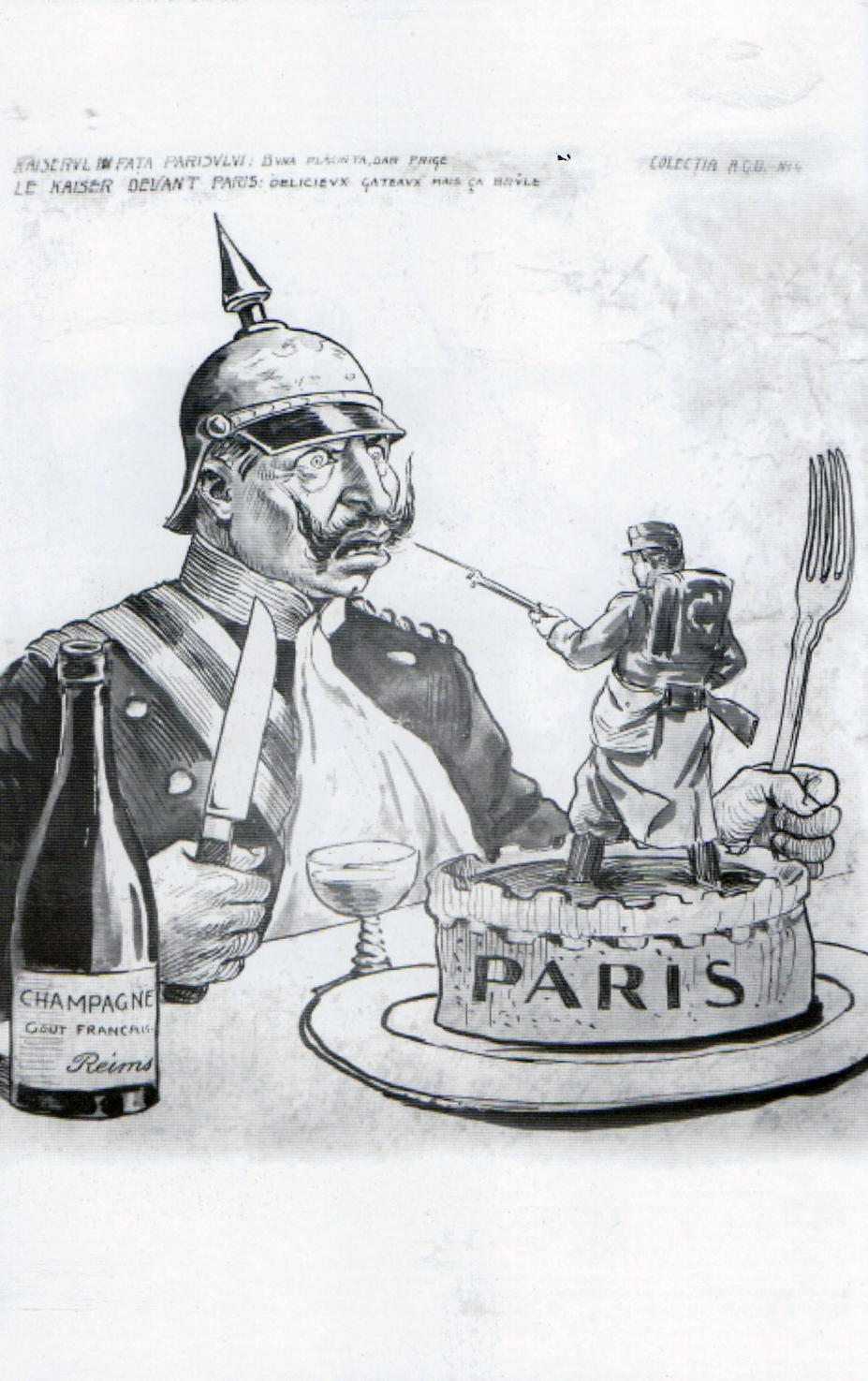
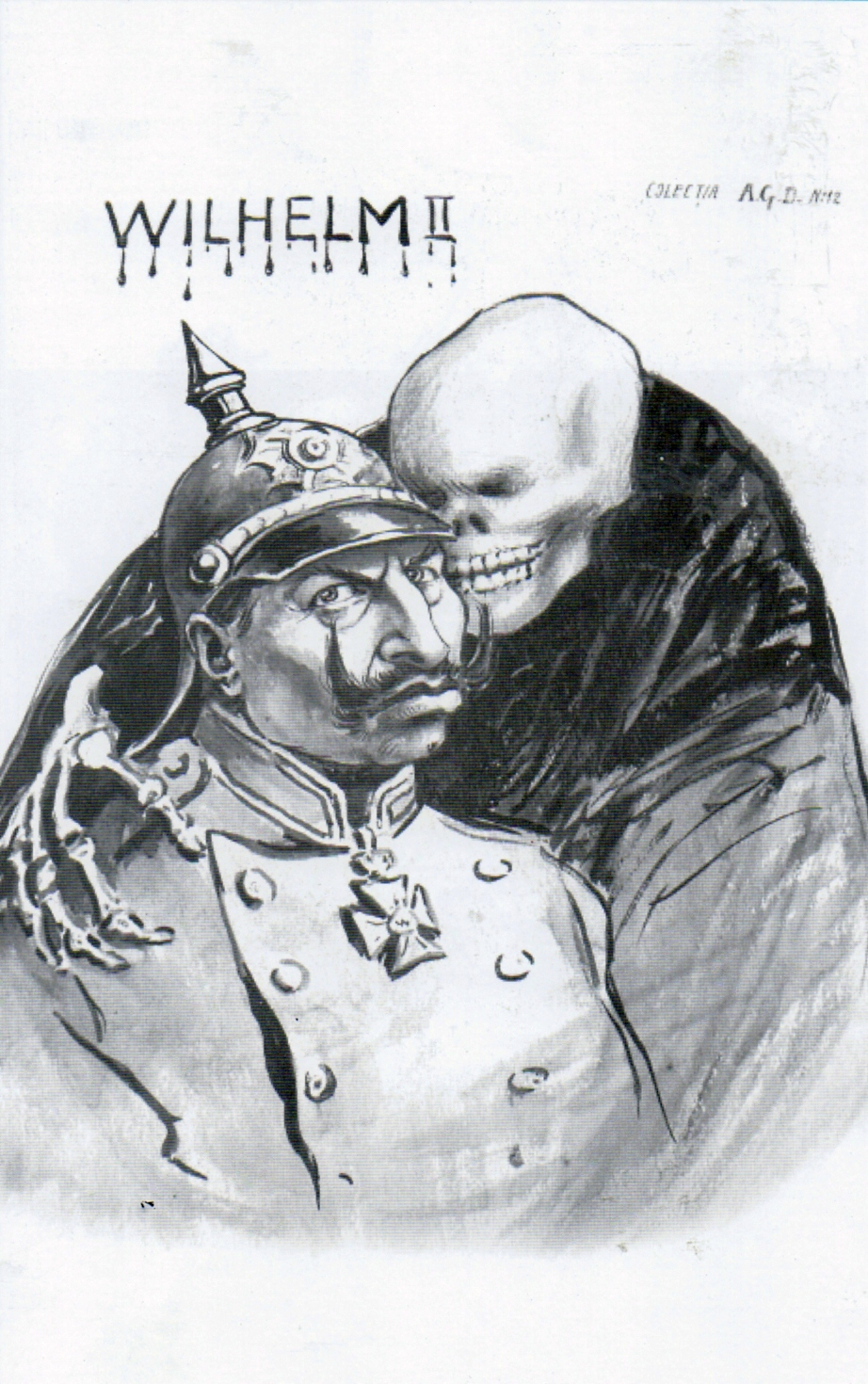
Wilhelm al II-lea
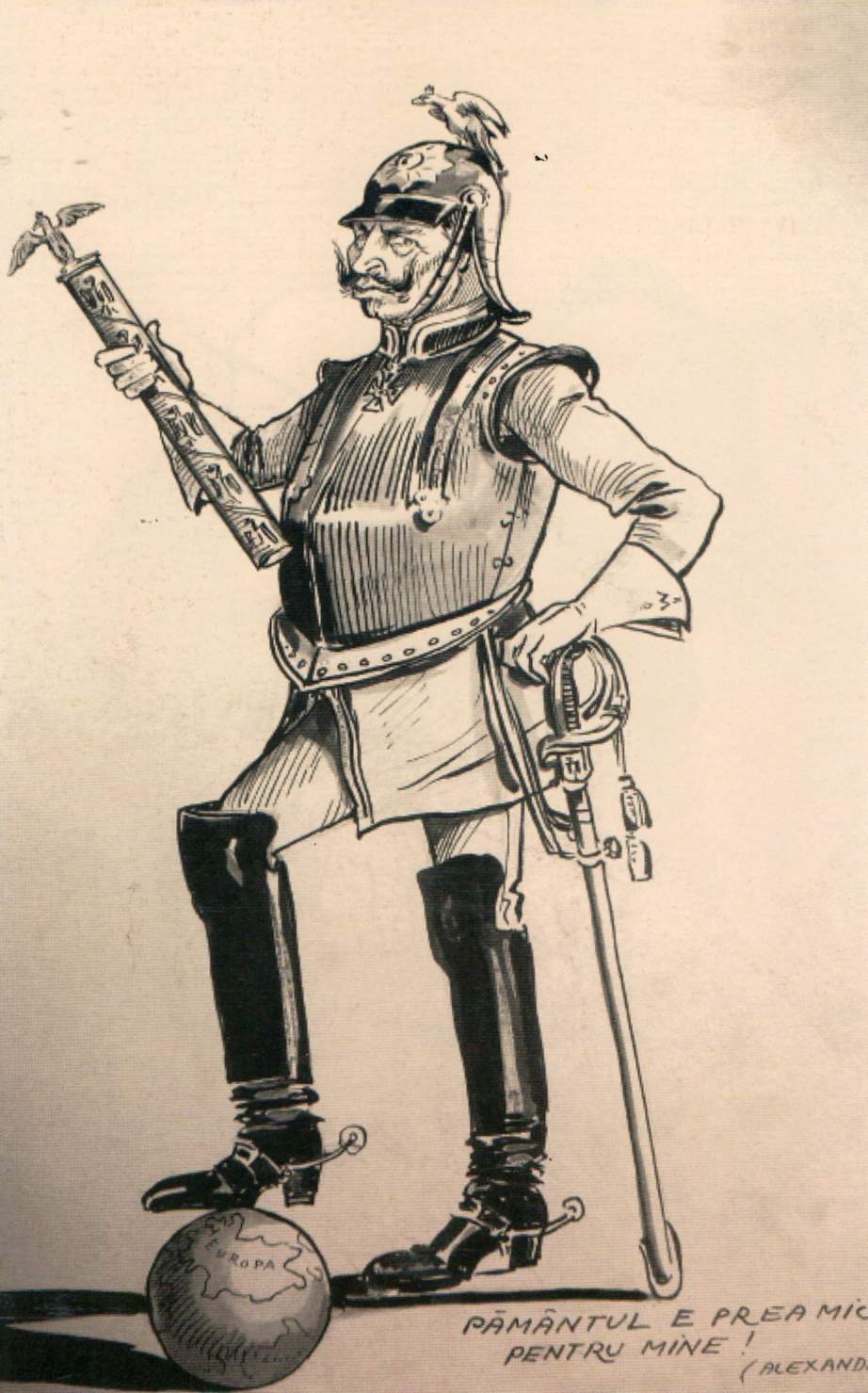

Personajele înfățișate au fost împăratul Wilhelm al II-lea al Germaniei și împăratul Frantz Iosif al Austro-Ungariei. Caricaturile cu această tematică sunt: „Cei doi cumetri se felicită de Anul Nou (1015) în fața armatelor”, „Prozit!”, „Cei doi bandiți”, „Cei doi lupi”, „I-a luat dracu”, „Civilizatorul Europei”, „Baloane de săpun”, „Împăratul vandalilor”, „Hamletul prusian”, „Pământul e prea mic pentru mine”, „Războiul”, „Kaiserul în fața Parisului”, „Regele George al V-lea”, „Poincaré”, „Sultanul Mohamed al V-lea”, „împăratul Wilhelm al II-lea”, „Țarul Nicolae al II-lea”, „Țarul Petru Caragherghevici”, etc.

## In memoriam
În anul 2005 s-a organizat la Craiova cu sprijinul Muzeului de Artă și a lui Ștefan Popa Popa's (președintele Asociației Caricaturiștilor Profesioniști din România) și Gabriel Bratu (vicepreședintele Asociației Caricaturiștilor Profesioniști din România) a primului „Salon Național de Grafică Satirică” din Craiova. Numele evenimentului s-a modificat anul următor în „Salonul Național de Caricatură” și a avut o participare internațională. Începând din anul 2007 evenimentul s-a numit „Salonul Internațional de Caricatură Nicolae Petrescu-Găină”. Salonul de caricatură a avut succes și a devenit o manifestare tradițională care a deschis expoziții specifice și la Muzeul de Artă din Calafat, Muzeul de Artă din Slatina și Muzeul de Artă din Râmnicu Vâlcea.

## Varia

### Relația cu Alexandru Bogdan-Pitești

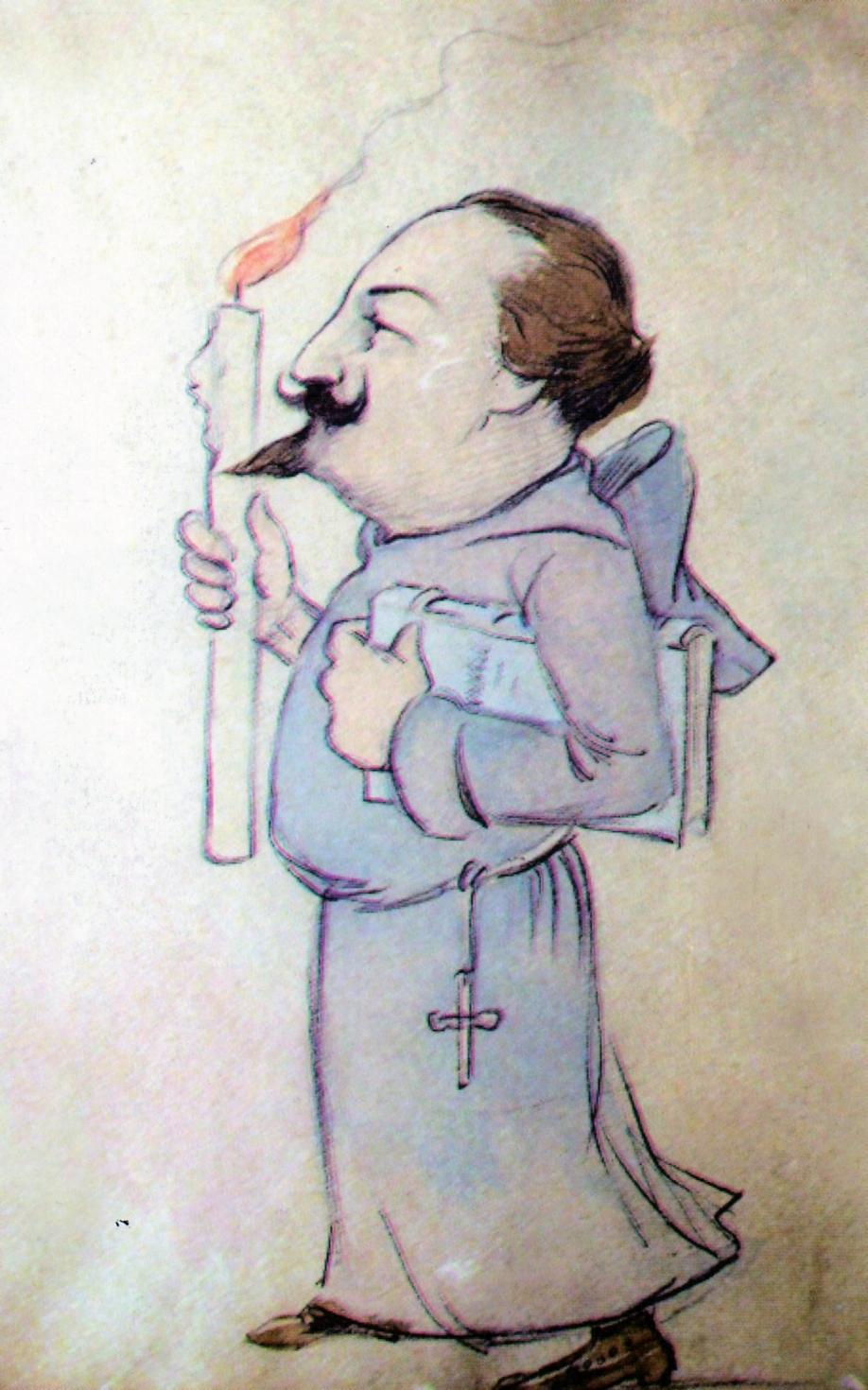
Bogdan-Pitești

Între Nicolae Petrescu-Găină și Alexandru Bogdan-Pitești era o legătură de strânsă amiciție. Bogdan-Pitești era în acele timpuri un adevărat Mecena al artelor, era un om cultivat cu studii la Paris, jovial, scriitor, intelectual rafinat, radios, critic de artă și un om de un bun gust desăvârșit. El organiza adesea la moșia sa de la Vlaici-Olt, tabere de creație unde invita artiști lirici, pictori, sculptori și actori. La București situația era similară, ba mai mult, sculptorilor și pictorilor le-a pus la dispoziție un atelier cu cele necesare activității artistice și le achiziționa lucrările. Pe de altă parte, Alexandru Bogdan-Pitești avea și o fire contradictorie, când era sublim, când era ridicol. Găină nu putea să se bazeze prea mult pe el, când relația de prietenie era excelentă, Bogdan-Pitești își dădea în petec. Se certau, se înjurau își spuneau vrute și nevrute. A doua zi se comportau ca și când nu s-a întâmplat nimic. Celebră este întâmplarea când Găină locuia într-o cameră la parter și dormea cu fereastra deschisă. Într-o noapte i-au fost furate toate hainele și banii. Disperat, Găină l-a chemat în ajutor pe Bogdan, care s-a plimbat timp de două ore pe sub fereastra camerei, necăjindu-l pe Găină în fel și chip. În final, Bogdan a trimis să-i cumpere haine noi lui Găină, dar a avut grijă să-i comande o măsură foarte mare. Petrescu a primit hainele și a rămas buimac. Replica lui Bogdan a fost: - De Găină, sunt de pomană.
Nicolae Petrescu a visat toată viața să ajungă la Paris,[I] drept pentru care a învățat toate detaliile necesare descurcării într-un mare oraș cum era capitala Franței. Cu mare greutate a reușit că strângă banii pentru deplasare, își pregătise bagajele, totul era aranjat. Înainte să plece la Paris a trecut pe la Bogdan-Pitești să-l salute înainte de plecare. Gazdă amabilă cum era, Bogdan l-a invitat la o partidă de table... pe bani. Au jucat table[J] până a doua zi când Găină pierduse tot. Povestitorii întâmplării, Krikor Zambaccian și alții, au menționat că Găină ar fi înghițit zarurile de oftică cu replica: - „Și culmea ghinionului, domnule, când le-a eliminat au căzut 2-1 !!!”. Găină nu i-a purtat ranchiună prietenului său, Bogdan-Pitești, dar când venea vorba de el exclama cu năduf: „Excrocul”.
Peste ani de zile, Găină i-a plătit-o lui Bogdan-Pitești. Se spune că în anul 1922 când prietenul său Bogdan a decedat în urma unui atac de cord, soția acestuia, Mica, s-a scandalizat din cauza dispariției din casa sa a unei mari sume de bani. A chemat poliția care a percheziționat toate persoanele prezente. Găină, fiind percheziționat, a reclamat indignat: - „Mai bine ai căuta mortul!” Banii au fost găsiți în costumul cu care Mica l-a îmbrăcat pe Bogdan-Pitești. Mica a recunoscut că ea îi pusese în costum, dar uitase.

### Scrisoarea adresată ministrului Vasile Morțun

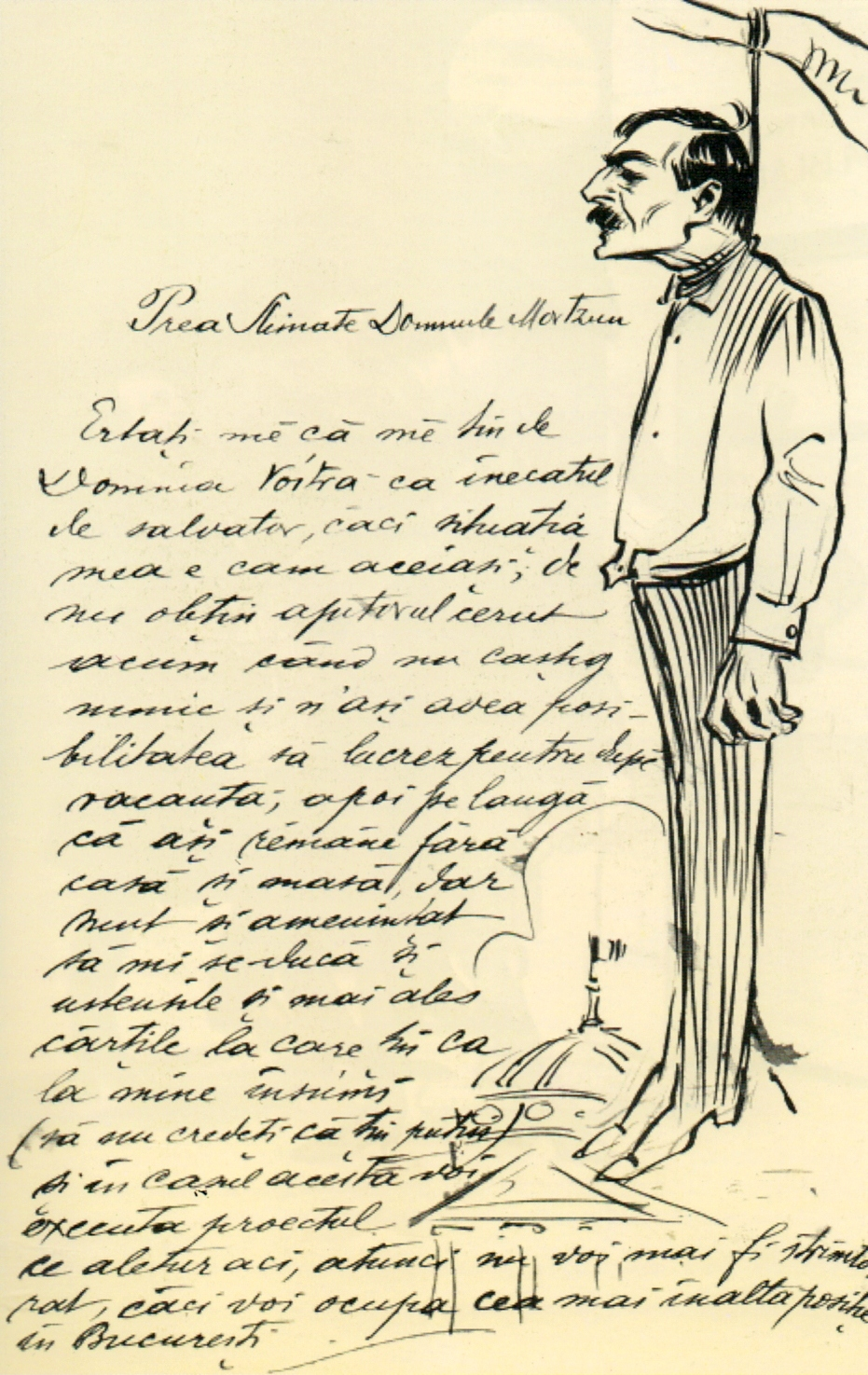
Scrisoarea spânzuratului

Nicolae Petrescu-Găină i-a trimis o scrisoare ministrului lucrărilor publice Vasile Morțun în care Găină apare îmbrăcat sumar și spânzurat de creanga unui copac în fața Ateneului Român. Textul scrisorii sună cam așa:
„Prea stimate domnule Morțun / Ertați-mă că mă țin de domnia voastră ca înecatul de salvator, căci situația mea este cam aceeași de nu obțin ajutorul cerut acum când nu câștig nimic și n-ași avea posibilitatea să lucrez pentru după vacanță, apoi pe lângă că a-și rămâne fără casă și masă, dar sunt și amenințat să mi se ducă și ustensilele și mai ales cărțile la care țin ca la mine însumi (să nu credeți că țin puțin) și în cazul acesta voi executa proiectul ce alătur aici, atunci nu voi fi strâmtorat, căci voi ocupa cea mai înaltă poziție în București.”—Paul Rezeanu: Nicolae Petrescu-Găină, Craiova, Editura Alma, 2008, pag. 21-22
Rezultatul care a decurs din trimiterea epistolei, a fost că Vasile Morțun „filotin și sensibil cum nu prea erau jobenele oficiale, i-a anexat în plic o hârtie de o sută de lei spânzuratului și i-a trimis-o la Cafeneaua Kubler spre salvare”.

## Controverse, incertitudini

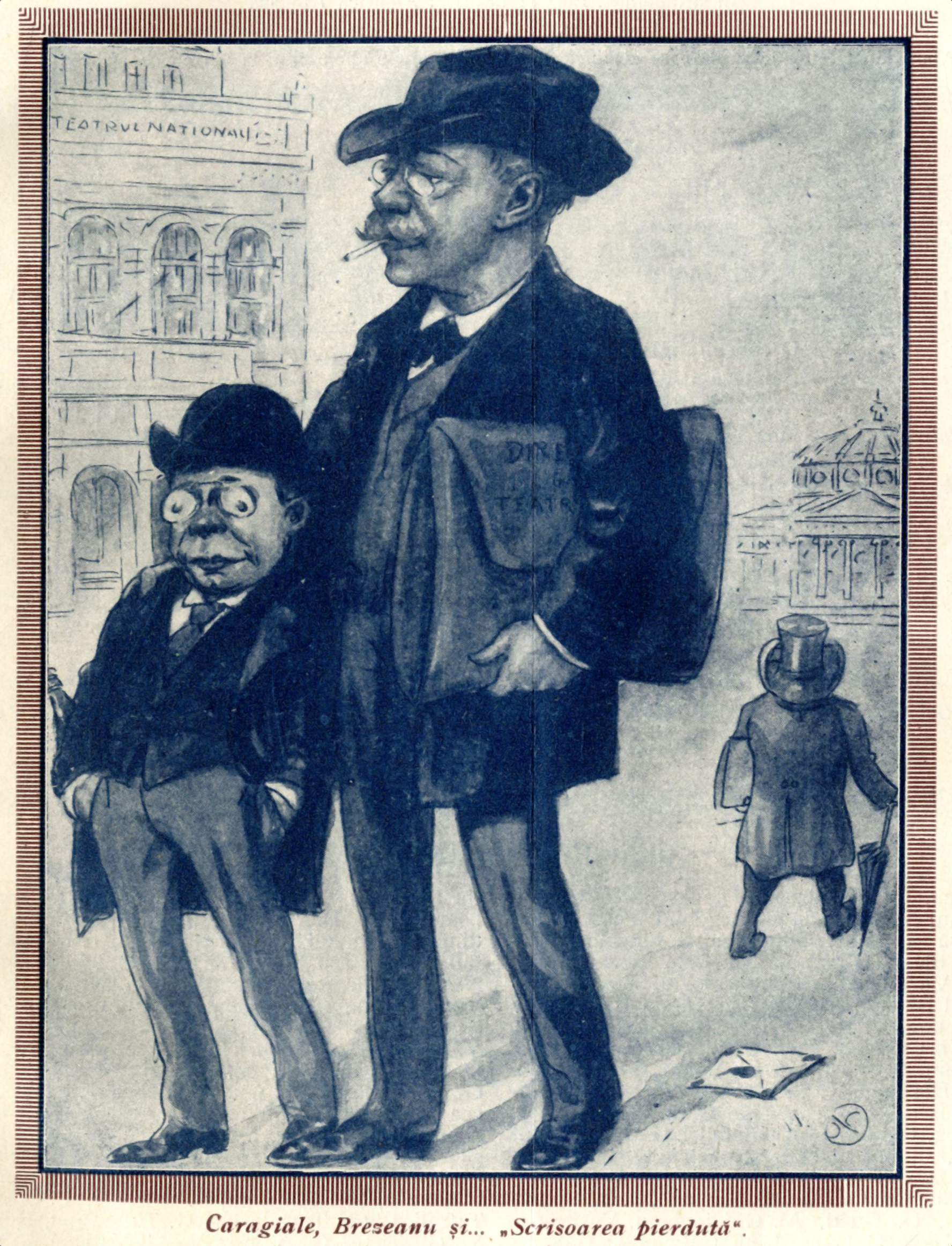
Caragiale, Brezeanu și o scrisoare pierdută

- Există incertitudini și controverse privitoare la data nașterii precum și la numele părinților lui Nicolae S. Petrescu-Găină.[42] În rândul celor care au studiat viața și opera caricaturistului Nicoale Petrescu există un grup al celor care susțin că părinții lui Nicolae ar fi fost Persida și Petrache Ionescu și că numele de Petrescu ar fi fost preluat de la cel de Petrache al tatălui.[42] Contrar primilor, Paul Rezeanu a afirmat în monografia dedicată artistului că a preluat ca valide informațiile din registrele de stare civilă de la Craiova care indică la capitolul nașteri pe Nicolae Petrescu - fiul lui Ștefan și Policsenia Petrescu.[82][42]  El a mai afirmat că așa se explică și inițiala tatălui „S” care a fost folosită de către artist în numele său Nicolae S. Petrescu-Găină.[42]  Cu toții sunt de acord că părinții au fost comercianți. Există comentatori care ar fi identificat și originea etnică a tatălui și anume originea poloneză, precum și alții care au afirmat că tatăl era de meserie profesor de istorie sau medic veterinar cu mențiunea că era un mare iubitor de cai.[42]
- După părerea lui Paul Rezeanu există o incertitudine cu privirea la apariția primului album de caricaturi din România. Constantin Prodan a afirmat că înaintea apariției Albumului Contimporani al caricaturistului Nicolae S. Petrescu-Găină din anul 1898, ar mai fi fost editate albume de caricaturi ale lui Constantin Jiquidi.[48] Adrian Ionak și Costinel Costin în biografia[83] dedicată lui Constantin Jiquidi au susținut afirmația lui Constantin Prodan.[84] Există surse care spun că C. Jiquidi a publicat la Iași, în anul 1889, primul său album de caricaturi intitulat Caricaturi.[85] Paul Rezeanu a afirmat că în toate cercetările pe care le-a efectuat cu ocazia documentării în vederea publicării biografiei lui Nicolae S. Petrescu, nu a găsit niciun album publicat anterior Albumului Contimporani.[84]
- Albumul de caricaturi Albumul meu nu a fost datat. În rândul specialiștilor care au comentat opera lui Nicolae Petrescu-Găină s-a format de-a lungul timpului opinia că acesta ar fi fost publicat în anul 1914. Contrar acestora, Paul Rezeanu a considerat că Albumul meu a fost publicat în anul 1913. A adus în susținerea acestei ipoteze argumentul că poetul Tudor Arghezi a semnat articolul Desinatorul Petrescu publicat Ziarul Seara[86][53] în anul 1913 și că albumul de caricaturi are în componența sa și o caricatură a lui Take Ionescu care este datată în anul 1912. Din citatele și comentariile pe care Rezeanu le face în monografia lui Nicolae Petrescu rezultă că Tudor Arghezi a comentat apariția albumului în anul 1913.[53][51]

## Note

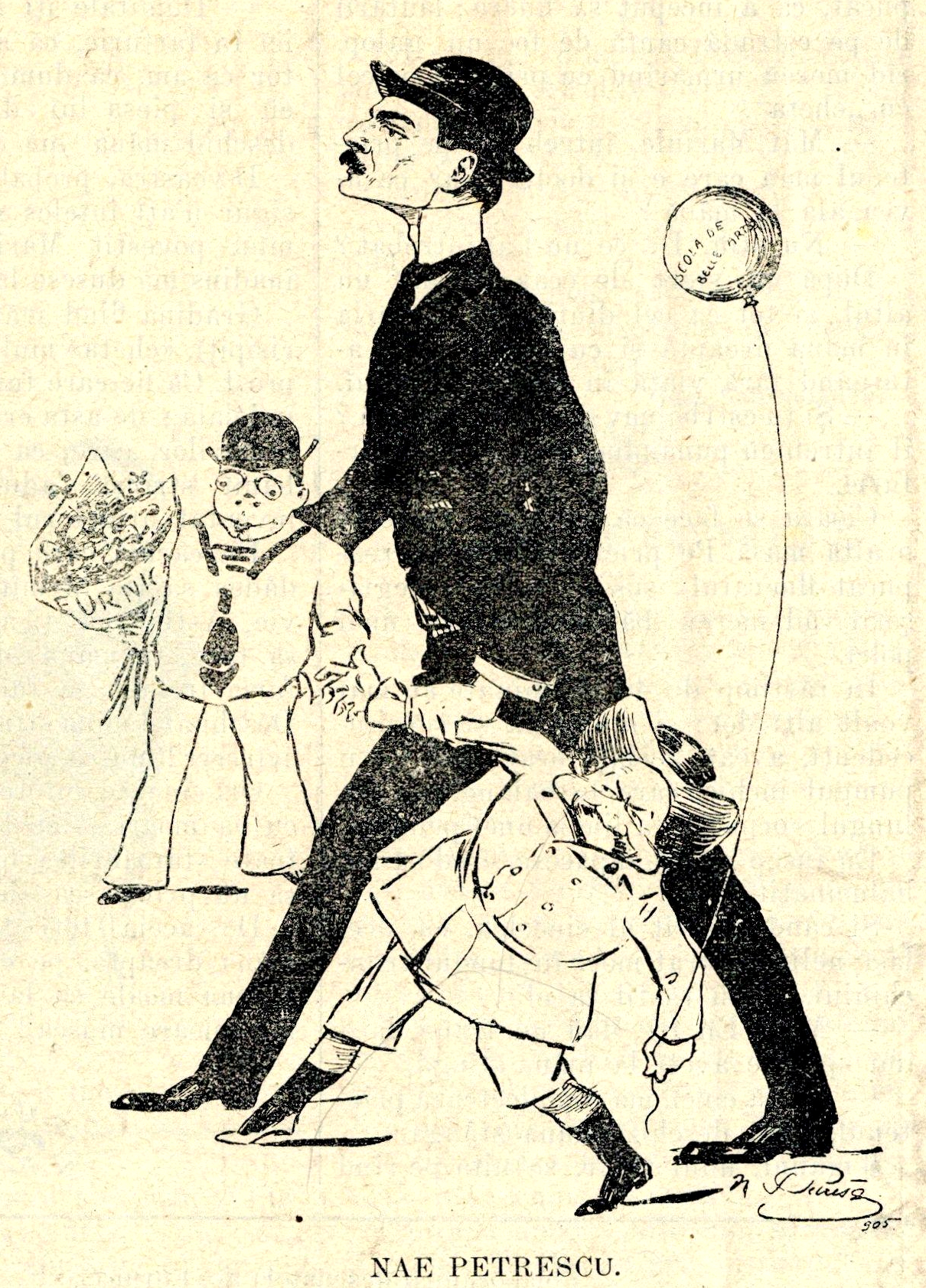
Nae Petrescu